# Красноярск
Красноя́рск (произношениео файле) — один из крупнейших городов России, крупнейший экономический, образовательный и культурный центр Восточной Сибири, шестой по численности населения город страны.
Административный центр Красноярского края (второго по площади субъекта Российской Федерации) и городского округа город Красноярск. Центр Восточно-Сибирского экономического района. Самый восточный город-миллионер в России. Красноярск называют столицей Сибири.
В Красноярске расположен Третий арбитражный апелляционный суд, чья юрисдикция распространяется на арбитражные суды Красноярского края, Хакасии, Тувы.
В Красноярске зарегистрирована и расположена штаб-квартира ПАО «Русгидро».
Основанный в 1628 году, является крупнейшим из старинных городов Сибири. Во времена «золотой лихорадки» долгое время был крупным процветающим купеческим центром Сибири.
Город расположен в середине России, на обоих берегах Енисея, на стыке Западно-Сибирской равнины, Среднесибирского плоскогорья и Саянских гор в ущелье, образованном самыми северными отрогами Восточного Саяна.
Население города 1 211 756 (2025) человек. В Красноярской агломерации проживает более полутора миллионов жителей.
Крупный транспортно-логистический центр. Основные отрасли экономики — цветная металлургия, космическая промышленность и другое машиностроение, химическая, деревообрабатывающая промышленность, образование. Гидроэнергетика.
Крупный научно-образовательный и спортивный центр страны. В одном Сибирском федеральном университете обучается около 27 000 студентов; всего в городе обучается более 150 тысяч студентов. Красноярский научный центр Сибирского отделения РАН, красноярский региональный инновационно-технологический бизнес-инкубатор, Красноярская академия биатлона, Красноярская академия зимних видов спорта, федеральный центр развития регби в Сибири и на Дальнем Востоке Академия регби «Сибирь».
10 августа 1978 года Красноярск за ведущий вклад в дело становления, защиты и развития страны награждён Орденом Октябрьской Революции. 17 декабря 2001 года Красноярск награждён Орденом Петра Великого. 20 мая 2021 года указом Президента Российской Федерации награждён почётным званием «Город трудовой доблести».
Является членом Ассоциации сибирских и дальневосточных городов, участником (совместно с Санкт-Петербургом и Казанью) Совета Всемирной организации объединённых городов и местных властей. Неоднократный победитель ежегодного конкурса «Самый благоустроенный город России». Город награждён Дипломом первого международного смотра-конкурса «Лучший город СНГ» за «формирование эффективной модели социальной поддержки населения».
Красноярск — столица XXIX Всемирной Зимней Универсиады-2019.

## Этимология
Новый острог на Енисее, появившийся в 1628 году, должен был быть назван Верхнеенисейский острог, или Качинский острог. В первое время в документах острог назывался Новый Качинский острог. Вероятно, ранее на реке Каче уже существовало зимовье, или место сбора ясака. Николай Латкин писал, что в 1608 году в долине реки Качи уже существовал острог, построенный выходцами из Кетского острога.
Герхард Миллер в «Истории Сибири» употребляет названия «Новый Качинский острог» и «Новый Качинский Красный острог».
С середины XVII века уже начинает употребляться название «Красный Яр». «Красный Яр» — от названия места его возведения — «Хызыл чар», что на языке качинцев означало «яр (высокий берег или холм, утёс) красного цвета».
В русском языке «красный» в те времена означал и «красивый»: «Место угоже, высоко и красно́. Государев де острог на том месте построить мочно» — писал в письме Андрей Дубенский царю. Название «Красноярск» было дано при получении статуса города.

## История
Солнечным золотом утро украшено.

Снова Дубенский поднялся на яр.

Мира и радости городу нашему!

Света и счастья тебе, Красноярск!

Сколько веков, ты, вода Енисея,

Катишь с Саян за волною волну,

Мы, красноярцы, рекою своею

До океана обняли страну.

Мы Красноярском привыкли гордиться,

Богатыря — Енисея сыны.

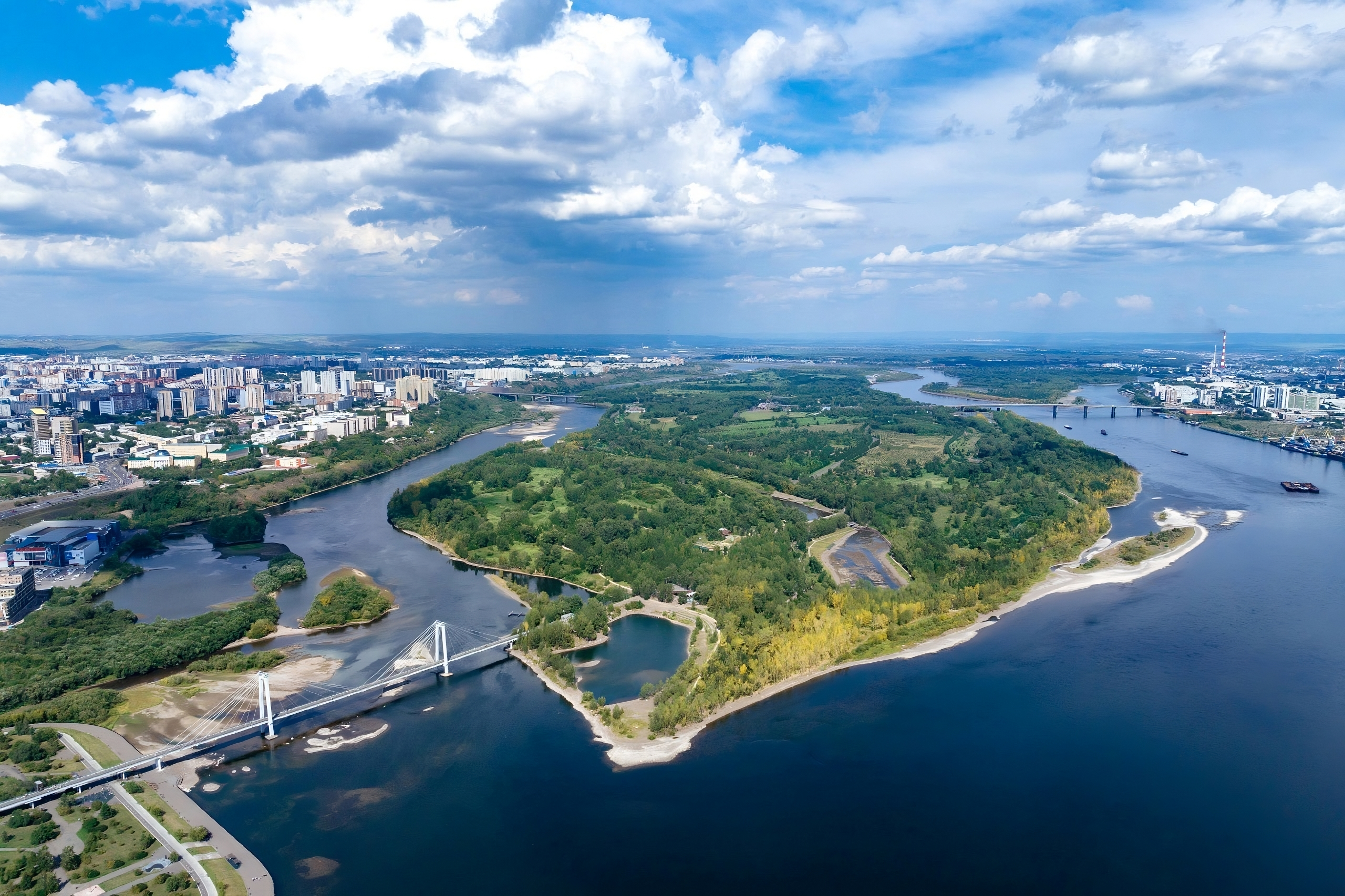
Татышев остров, Виноградовский и Октябрьский мосты с высоты птичьего полёта

Суриков наш только здесь мог родиться,

В центре России — великой страны.
Урочище Красноярск — очень удобное место для проживания; человек осваивал территорию города с глубокой древности. Поселения древних людей на территории нынешнего города были обнаружены достаточно давно, ещё в XIX веке и были отнесены к эпохе верхнего палеолита — 35 000 лет назад. Культовые объекты с такой глубиной истории были найдены лишь в четырёх городах планеты — Токио, Париже, Киеве, Кракове. Красноярские артефакты стали мировой сенсацией и ещё до революции оказались, увы, за рубежом. Есть сведения о более древних стоянках на территории будущего города. В первые века нашей эры сюда пришли предки кетоязычных народов — ассанов, коттов, калмажей, полностью исчезнувшие к началу XVIII века. Жизнь продолжалась здесь беспрерывно на протяжении всего этого времени. Позднее в междуречье Енисея и Качи жили такие народы, как аринцы и качинцы. Их поселение называлось «Кызыл-яр-Тура», то есть «город красного берега». На территории Красноярска древние люди жили в каменном, бронзовом и железном веках.
Перед приходом русских территория современного Красноярска входила в Езерское княжество енисейских кыргызов. Гора Кум-Тигей, вероятно, была священным местом качинцев. Летом 1927 года экспедиция музея Приенисейского края под руководством сибирского археолога Сергея Александровича Теплоухова обнаружила на Караульной горе, где ныне располагается Часовня Параскевы Пятницы, богатое захоронение XIII—XIV веков. Богатство предметов, обнаруженных в могильнике может свидетельствовать о том, что на горе были захоронены члены знатного княжеского рода, которые, вероятно, и правили этой территорией.
Местность, на которой впоследствии был построен Красноярск, стала известной русским ещё в 1608 году. В этом году казаки из Кетского острога, под предводительством енисейско-остяцких князьков Урнука и Намака, отправились вверх по Енисею, с намерением найти «новыя землицы», а затем присоединить их к владениям московского царя. Плывя вверх по Енисею, казаки встретили землю, которою владел аринский князёк Тюлька, и назвали её «Тюлькинскою землицей». Это название удержалось до построения Красноярского острога и ухода аринцев. Аринцы, поддерживаемые не только качинцами, но и енисейскими киргизами, долгое время не соглашались платить ясак русским и принимали все меры к удалению последних с занятого ими места. С этою целью они почти беспрерывно беспокоили их набегами, которые, в конце концов, стали настолько опасными, что казаки решили обратиться к Енисейскому воеводе с просьбою о помощи и защите.
Есть все основания для того, чтобы относить воцарение русских на этой территории к более раннему периоду, чем сейчас принято считать. Также есть мнение, что Красноярск был основан не в 1628 году, а примерно на четверть века раньше этой официально признанной даты: ведь если он был назван Новокачинским острогом, значит, был и Старокачинский или просто Качинский. Предполагаемое место расположения острога — впадение Бугача в Качу. Подтвердить это возможно археологическими раскопками.
Первым гербом и печатью города была личная печать Ивана IV Грозного.
Енисейский воевода Яков Хрипунов, имея в своём распоряжении «для разных поручений и посылок в дальние земли» дворянина Андрея Ануфриевича Дубенского, которого он привёз с собою из Москвы в 1623 году, послал его осмотреть землю, занятую казаками и, найдя на ней удобное место, распорядился построить острог для защиты от нападений местных племён. Дубенский нашёл удобное место для постройки острога, составил план и с ним для его просмотра и утверждения отправился в Москву. Представленный план в Москве одобрили и разрешили приступить к постройке острога.

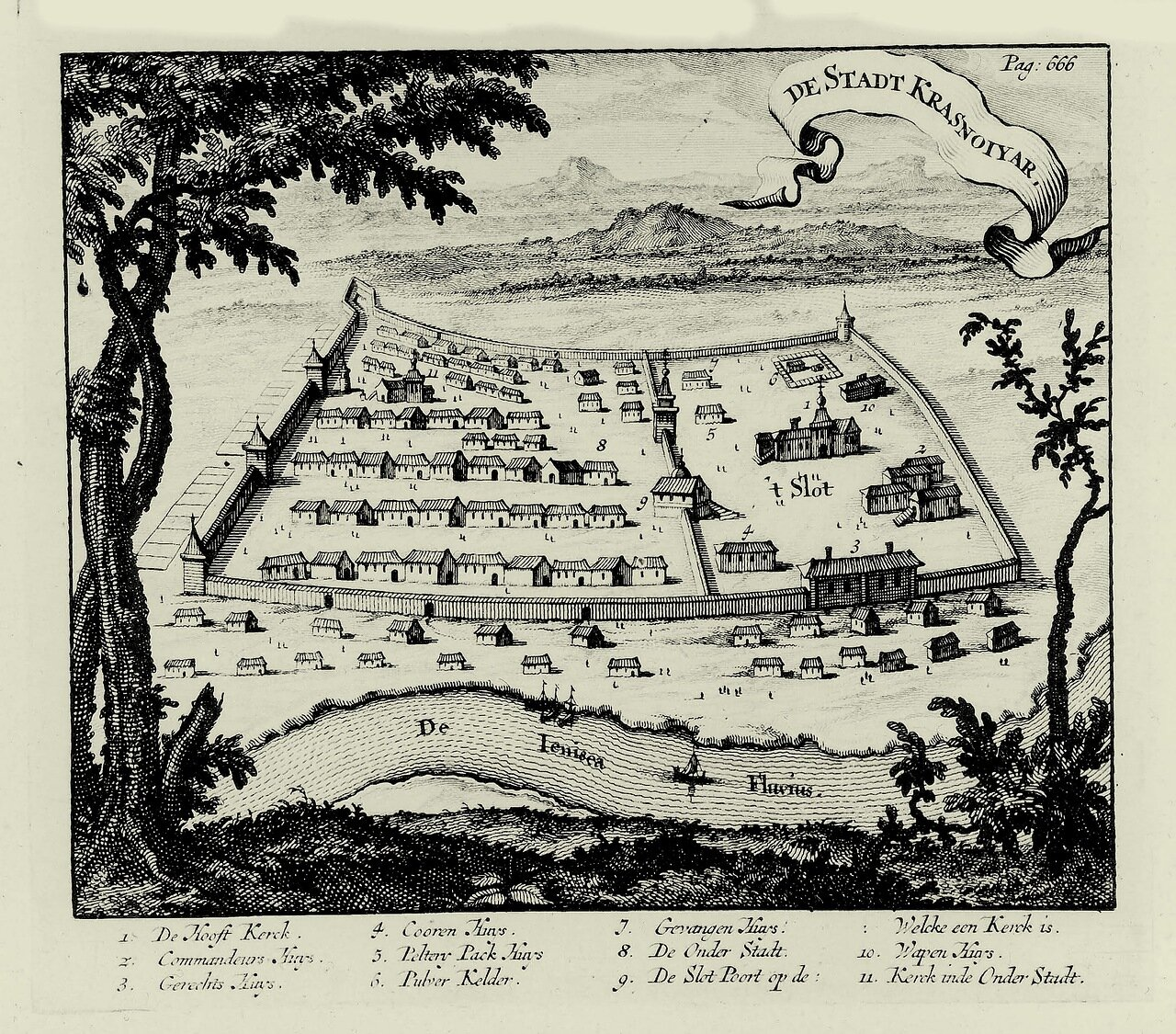
Красноярск в конце XVII века, гравюра Николааса Витсена

Государь Михаил Фёдорович принял решение о постройке острога в Тюлькиной землице, в месте впадения реки Качи в реку Енисей. Важную и ответственную задачу царь возложил на сына боярского Андрея Дубенско́го, подчинённого Тобольского воеводы, который дал Дубенскому соответствующий наказ. Начинается он так:
1627 г. Июня 1. Наказ тобольских воевод князя Андрея Андреевича Хованского с товарищами Андрею Ануфриевичу Дубенско́му, отправленному для строения острога на Красно́м Яру.
Лета 7135-го июня в 1 день, по государеву царёву и великого князя Михаила Фёдоровича всеа Русии указу, воеводы князь Андрей Андреевич Хованской, Иван Васильевич Волынской да дьяки Иван Фёдоров, Степан Угодцкой велели Андрею Онуфриевичу Дубенско́му ехати на государеву службу в Качинскую землицу, в верх по Енисее реке, на Красно́й яр для того: указал государь царь и великий князь Михайло Фёдорович всеа Русии в той Качинской землице, вверх по Енисею реке, на Красно́м яру, вновь поставить острог, а для того острожного ставленья велено послать ево Андрея Дубенско́го, а с ним с Андреем служилых людей указал государь прибрати вновь в Тобольску и в иных сибирских городех, атаманов и казаков, и своё государево денежное и хлебное жалованье велел им оклады учинить, и давати своё государево денежное и хлебное жалованье на 2 года, а дав денежное и хлебное жалованье, ему Андрею с теми служилыми людьми с нарядом велел идти в Енисейской острог, а из Енисейского острогу в Качинскую землицу, и на Красном яру на реке Енисее острог поставить, и рвы накопать, и надолбы поделать и всякими крепостьми укрепить, и новых землиц людей под царскую высокую руку приводить ласкою и им говорить, чтоб они великому государю царю и великому князю Михаилу Фёдоровичу всеа Русии служили и прямили, и ясак с тех землиц имати велено, как будет пригоже, чтоб их не ожесточить, и пашня завести. А буде к тому Красному яру, на котором месте острог поставить, прилегли некоторых землиц люди, а под царскою высокою рукою тех землиц люди быть не похотят и ясаку с себя давать не станут, и теми будет новоприборными служилыми людьми тех новых землиц под государеву высокую руку привести немочно, и Андрею Дубенскому велено про те землицы распросить, сколько тех землиц людей, которые будут непослушны и ясаку давать не учнут, и сколь далече которая земля стоит от тово Красного яру, на котором месте острог поставить, и сколько в которой землице таких людей и сколькими служилыми людьми те землицы под государеву высокую руку привести мочно и ясак с них имать. А будет к тому Красному яру подошли многих землиц люди, а под государеву высокую руку быть не похотят и на Красном яру острогу поставить не дадут, а Андрею Дубенскому с новоприборными служилыми людьми тех землиц под государеву высокую руку привести и острогу на том Красном яру без прибавошных служилых людей поставить не мочно, и ему Андрею велено о том о всём писать в Тоболеск, и к Андрею для тово из городов голов, а с ними служилых людей велено прислать в прибавку. А однолично б на том Красном яру острог поставить и тех землиц людей под государеву высокую руку привести в прямое холопство и ясак с них имать. И по государеву царёву и великого князя Михаила Фёдоровича всеа Русии указу для тово нового острожного строения прибрано в Тобольску и в иных сибирских городех 3 человека атаманов, 300 человек казаков, а денежного жалованья учинены им оклады: атаманом по 30 рублей, десятником по 5 рублей с полтиною, рядовым казаком по 5 рублей человеку, а хлебного жалованья: атаманом по 10 четвертей муки, по 4 четверти круп и толокна, пятидесятником и десятником и рядовым казаком по 5 четвертей муки да круп и толокна по четверти человеку; и то государево им хлебное и денежное жалованье давано на 2 годы: июня с 1-го числа нынешнего 135-го году до июня же по 1-е число 137-го году по окладом их сполна; а кому именем служилым быть людем с Андреем Дубенским на государеве службе на Красном яру велено быть, и ему дан имян их список за дьячьею подписью. А наряд чинить с Андреем для тое службы послан из Тобольска. И Андрею Онофреевичу Дубенскому с служилыми людьми итти на государеву службу в Качинскую землицу для нового острожново ставленья Обью и Кеть рекою на Енисейской острог с великим поспешеньем денно и ночно, не мешкая нигде ни часу….
По возвращении из Москвы Дубенской, взяв с собой триста казаков, в конце 1627 года отправился из Енисейска для закладки нового острога. 19 (29) августа 1628 года русскими был построен «малый» острог и назван Красным Яром, по красному цвету мергеля, составляющего толщу левого высокого берега реки Качи, ниже Красноярска, напротив Татышева острова. Этот день считается днём основания Красноярска.
В 1631 году территория вокруг Красноярского (или, как его называли в первые годы, Новокачинского) острога была преобразована в уезд, и Красноярский острог стал центром уезда. Уездом управлял присылаемый из Москвы воевода, которому через казачьего голову и атаманов конных и пеших казаков подчинялось казачье войско. Первоначально важнейшей функцией острога была оборона с юга основных русских поселений Сибири. Енисейские киргизы и подчинённые им племена неоднократно нападали на Красноярский острог и расположенные рядом с ним селения. Наиболее разорительными были набеги, совершённые в 1630, 1634, 1635, 1636, 1640, 1665, 1667 и 1679 годы.
В 1659 году был возведён «большой» Красноярский острог. Строительство нового острога, почти сразу же ставшего центром сбора ясака, вызвало недовольство местного населения, состоявшего в основном из данников, «кыштымов» енисейских кыргызов, правители которых, в свою очередь, являлись вассалами государства Алтан-ханов (Северо-Западная Монголия). В 1667 и 1679 годах острог дважды осаждался сильным войском кыргызского полководца Иренек-хана.
В 1673 году Красноярск под названием «Краснаяр» (Krasnagair) впервые упоминается в западноевропейской литературе — в «Описании Сибири» немецкого автора Альбрехта Доббина.
В 1690 году Красноярский острог получил статус города. Растущее социальное неравенство населения и рост воеводских злоупотреблений привели к народному возмущению 1695—1700 годов, известному как «Красноярская шатость».
Служилые люди и их семьи долгое время оставались главными жителями Красноярска. В 1671 году из 242 дворов казакам принадлежало 227, а в 1713 году — 292 двора из 317. В 1708 году население города составляло 849 человек, а в 1713 году в нём проживало 1295 мужчин и 1217 женщин. В 1722 году Филипп Иоганн фон Страленберг и Даниэль Готлиб Мессершмидт впервые определили точное географическое положение города с помощью астрономических наблюдений. В 1733—1734 годах в Красноярске жил Витус Ионассен Беринг, готовивший провиант и снаряжение для своей экспедиции.
Постепенный рост Красноярска начался с приходом в город в 1735 году Сибирского тракта (сейчас федеральная трасса Р255 «Сибирь»), связавшего Красноярск с Ачинском, Канском и другими частями страны. Однако ещё в 1772 году население города составляло всего около двух тысяч жителей, и Красноярск оставался небольшим уездным городом.
В 1734—1743 годах в Красноярске жил и работал немецкий учёный-естествоиспытатель и путешественник Иоганн Георг Гмелин, оставивший интересное описание быта и нравов местных жителей:
«Мы торопились, чтобы ещё днём приехать в город, и через деревни Берёзовку и Лодейку вечером около пяти часов счастливо прибыли в Красноярск. Служивые живут здесь очень хорошо и большей частью зажиточно» — так писал академик про город и его жителей. Тогда была описана кабарга, исследованы Бирюсинская и Овсянская пещеры.
В 1756 году неподалёку от Красноярска был основан железоделательный завод купца Н. Власьевского. В 1759 году в городе была открыта школа для обучения детей духовенства на латинском языке.
В 1771—1773 годах Красноярск трижды посетил и, в общей сложности, провёл в нём целый год известный российский учёный академик Петер Симон Паллас, обнаруживший 680-килограммовый обломок метеорита, названный позже Палласовым железом или «Красноярском». Здесь Паллас написал две из трёх книг своего труда «Путешествие по Сибири», в который включил подробный естественно-экономический очерк состояния города и уезда. В 1772 году метеорит был отправлен в Петербург.
После сильного пожара 1773 года, оставившего в Красноярске только тридцать домов, из Тобольска был прислан сержант геодезии Пётр Моисеев, составивший для города новую линейную планировку петербургского типа. Это стало началом современного Красноярска. В 1784 году в городе была открыта первая в России уездная публичная библиотека.
Александр Николаевич Радищев, будучи в Красноярске проездом в 1791 году, возвращаясь из ссылки, писал: «В правой стороне открывается каменный хребет, которого видны в иных местах острые и голые концы. В левой стороне берега гористые, наконец, к Красноярску безлесисты и красностью своей показывают изобильную железную руду. Енисей течёт меж гор, оставляя в лощинах к нему прилежащих, места изобильные. Красноярск имеет положение, как некоторые города в Альпах. Правый берег вдоль идёт высок и горы неровные. Левый берег высок же, но поверхность его ровна».

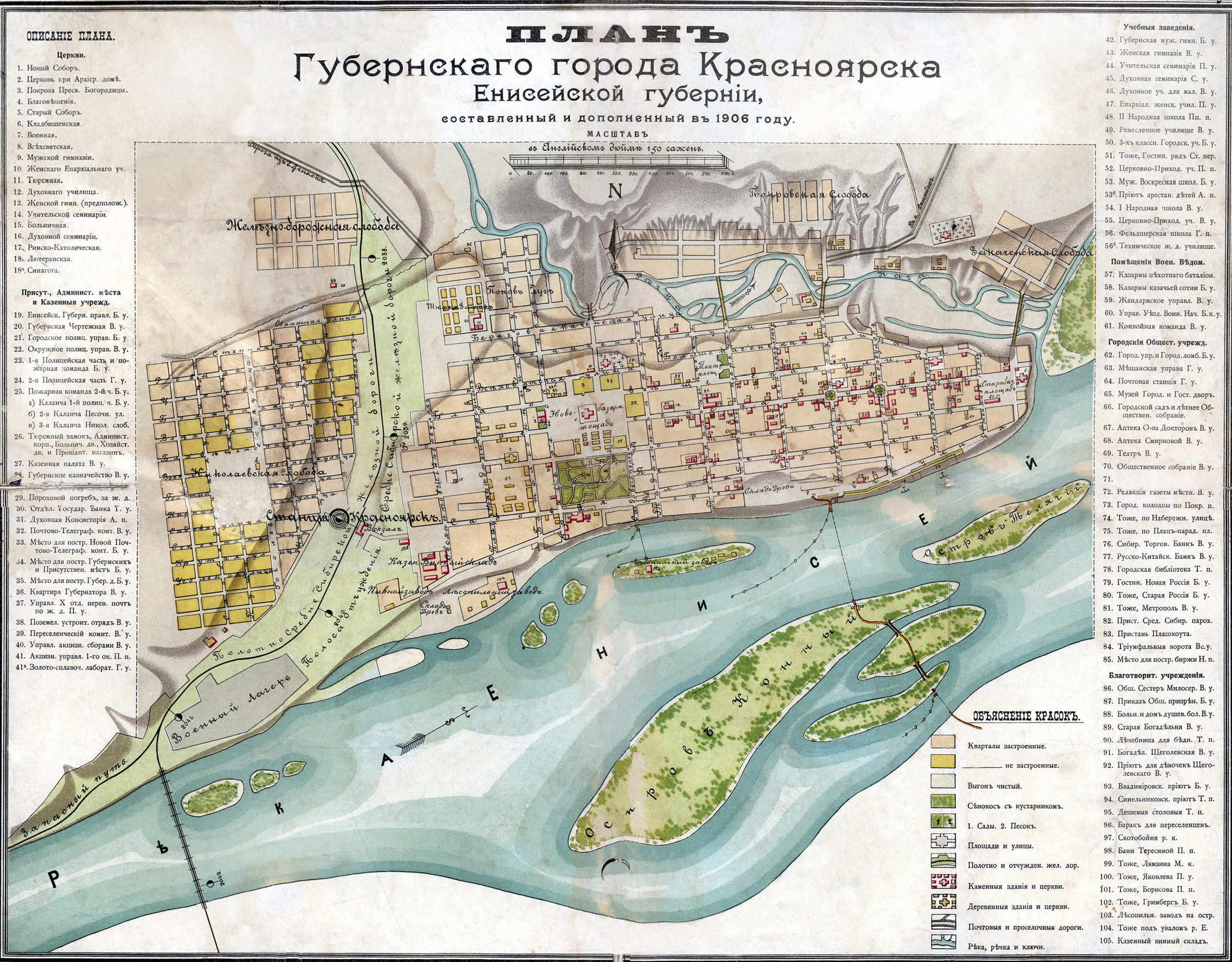
План-карта Красноярска. 1906 год

В 1805 году на Караульной горе в память о стоявшей здесь казачьей сторожевой вышке была построена деревянная часовня. В 1819 году в городе было открыто уездное училище с полным курсом начального обучения. С 1822 года Красноярск стал центром образованной тогда же Енисейской губернии. В 1828 году в Красноярске вышел в свет один из первых в Сибири литературно-художественных журналов «Енисейский альманах». В 1833 году близ Красноярска был основан Знаменский стекольный завод. В 1853 году при заводе была построена фаянсовая фабрика, выпускавшая блюда, тарелки, миски, чашки, умывальники, соусницы и другие необходимые в быту предметы. В 1834 году в городе был основан городской сад, ныне Центральный парк.
В 1838 году с открытия в городе метеостанции, вошедшей в опорную сеть Главной физической обсерватории, началась история Красноярской гидрометеорологической службы.
В 1845 году на Новобазарной площади состоялась закладка крупнейшего в Сибири Кафедрального собора Рождества Пресвятой Богородицы по проекту архитектора Константина Тона.

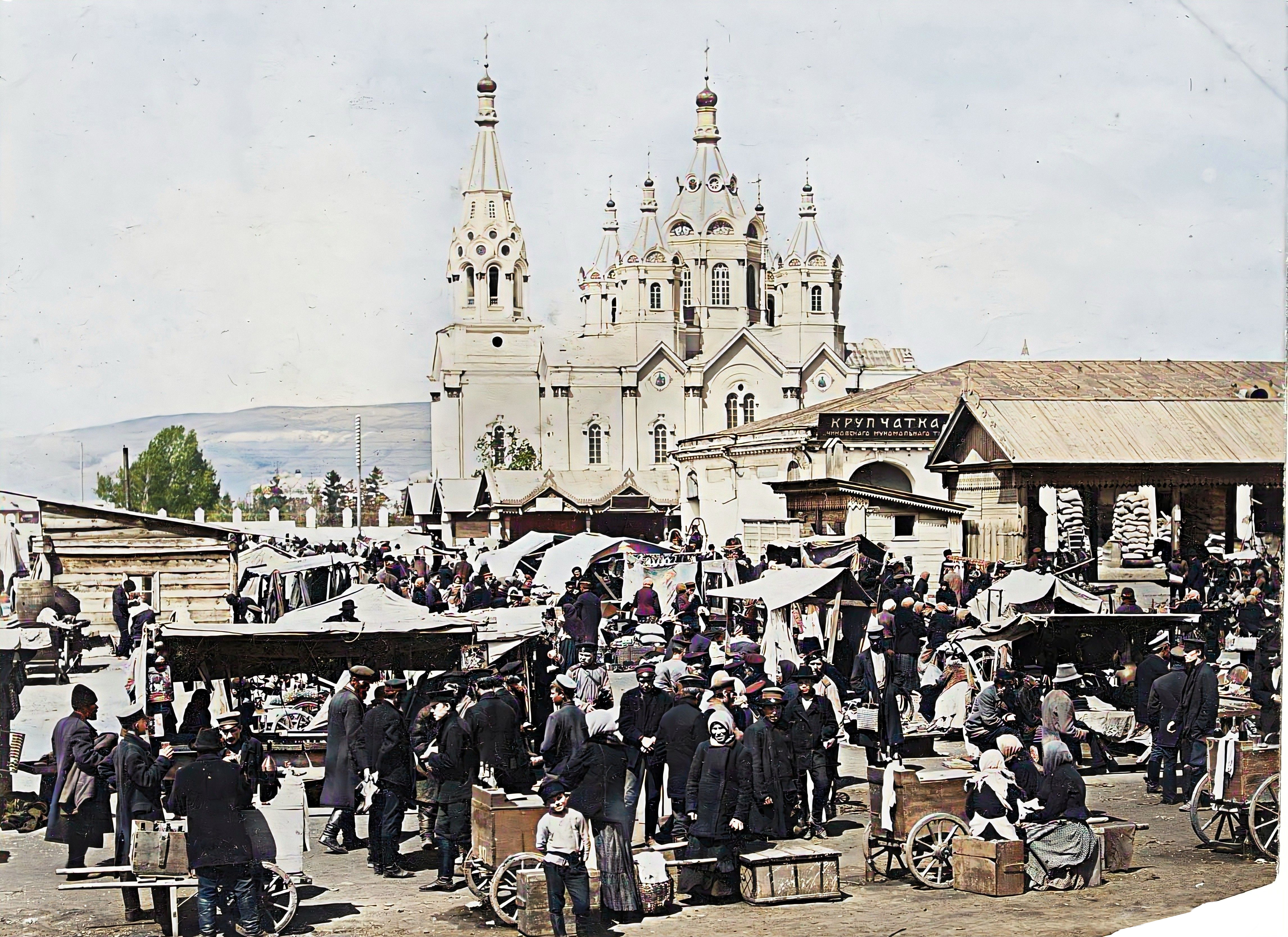
Базар на площади возле Кафедрального собора. 1910 год

В 1846 году была открыта публичная библиотека, существующая по сей день. В 1855 году на Караульной горе вместо деревянной часовни была возведена каменная. В 1858 году в городе было отмечено первое землетрясение.
Во времена Российской империи город был одним из мест политической ссылки. Восемь декабристов было сослано в Красноярск после подавления восстания 1825 года. С декабря 1860 года по март 1864 года здесь жил и работал организатор петербургского революционного кружка «петрашевцев» Михаил Васильевич Буташевич-Петрашевский.
В 1863 году было открыто пароходное движение по Енисею. Тогда же в городе начала работу телеграфная станция. В 1889 году в Красноярске был открыт городской общественный музей, была открыта первая в Сибири фельдшерская школа. В 1890 году здесь был торжественно открыт отдел Императорского Московского общества сельского хозяйства.
Антон Чехов в путевых очерках «О Сибири» в 1890 году писал: «Если пейзаж в дороге для вас не последнее дело, то, едучи из России в Сибирь, вы проскучаете от Урала до самого Енисея…» «Природа же, которую боготворят инородцы, уважают наши беглые и которая со временем будет служить неисчерпаемым золотым прииском для сибирских поэтов, природа оригинальная, величавая и прекрасная начинается только с Енисея».
«На этом берегу Красноярск — самый лучший и красивый из всех сибирских городов, а на том — горы, напомнившие мне о Кавказе, такие же дымчатые, мечтательные». Первый телефон в Красноярске появился в 1891 году. Находился он в государственном банке. Аппарат соединял верхний и нижний этажи здания на нынешней улице Карла Маркса, 42.

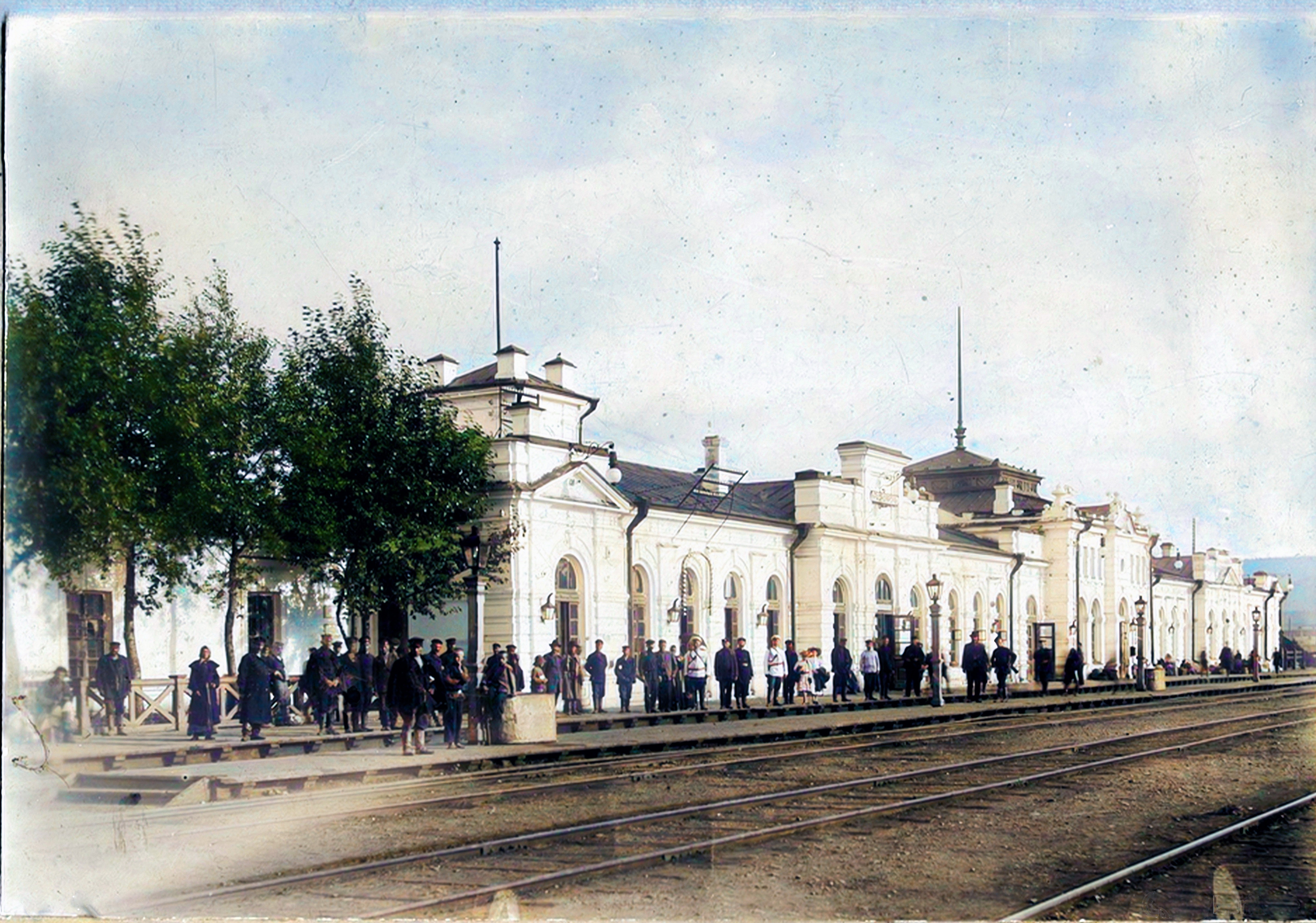
Старое здание железнодорожного вокзала Красноярска. Начало 20 века

В 1891 году в Красноярске останавливался наследник русского престола, позже император Николай II. Тогда же в городе в магазине купца Гадалова впервые появилось электрическое освещение. В 1892 году в Красноярске заработала первая телефонная станция. В 1894 году в городе было открыто первое в Сибири техническое железнодорожное училище.
Дальнейший рост города был связан с открытием золотоносных приисков в губернии и приходом железной дороги в 1895 году. Поставка рельсов для строительства Транссибирской магистрали осуществлялась Северным морским путём. После заключения в 1893 году российским правительством торгового договора с Великобританией из Шотландии вышел совместный русско-английский караван под командованием английского капитана Виггинса. Гружёный железнодорожными рельсами караван преодолел Северный Ледовитый океан, Карское море и благополучно достиг устья Енисея. От селения Гольчиха рельсы были переправлены по Енисею до Красноярска. Эта экспедиция первой проложила северный путь из Европы в Сибирь.
В 1895—1896 годах осуществлялось строительство Главных железнодорожных мастерских. В 1895—1896 годах в городе неоднократно останавливался и работал министр путей сообщения Российской империи князь Михаил Иванович Хилков, в честь чего в городе установлена мемориальная доска.

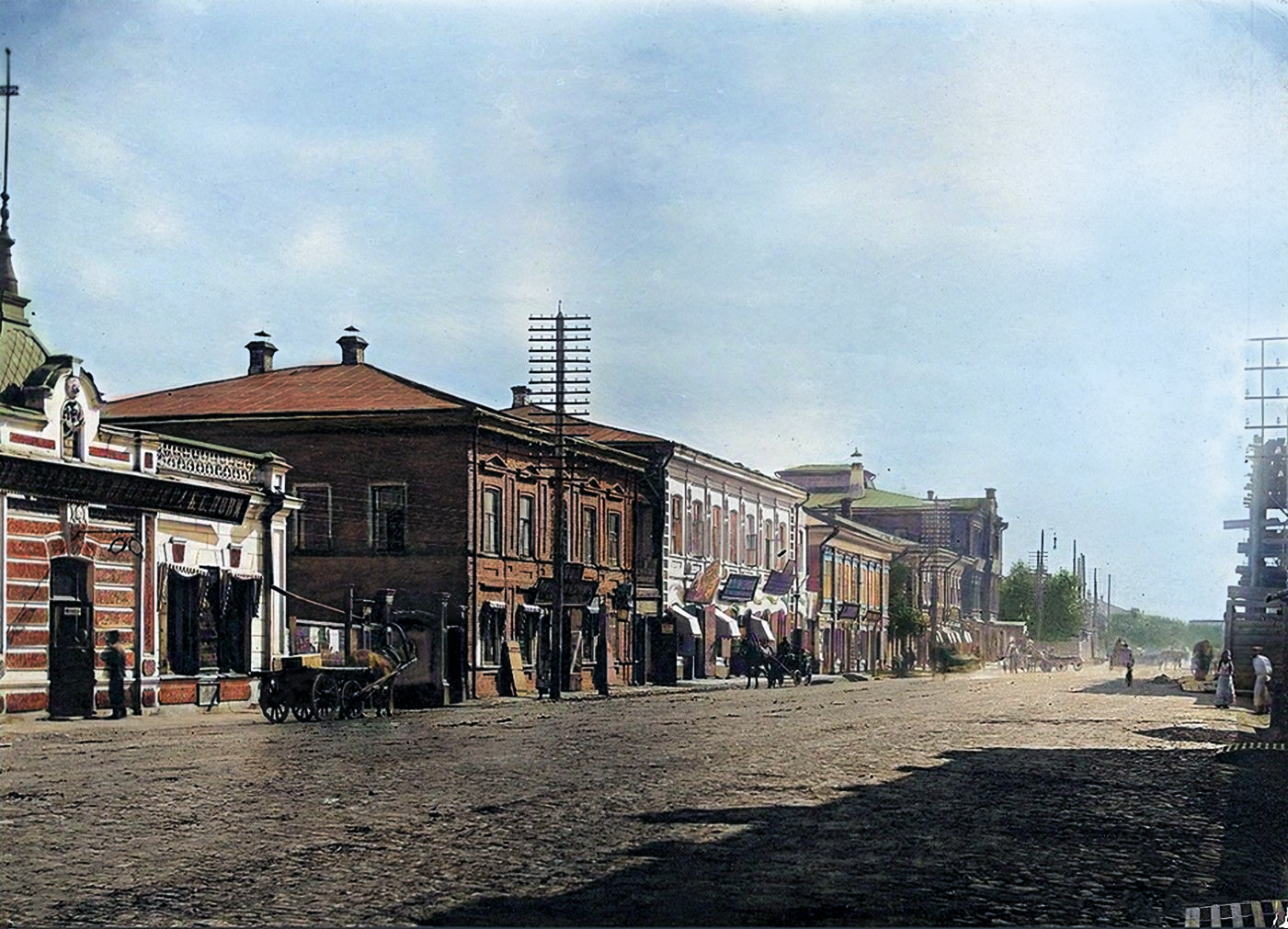
Воскресенская улица. 1908 год

В декабре 1897 года в Красноярске заработала первая телефонная сеть с 49 абонентами.
В 1901 году открыт Красноярский отдел Русского Географического общества.
В декабре 1905 года в городе существовала Красноярская республика.

В 1912 году дала ток водопроводно-электрическая станция мощностью 450 кВт. В 1913 году в Красноярске был построен первый городской водопровод. В том же году в Красноярске останавливался знаменитый норвежский полярный исследователь Фритьоф Нансен. В книге «В страну будущего» позже он вспоминал:

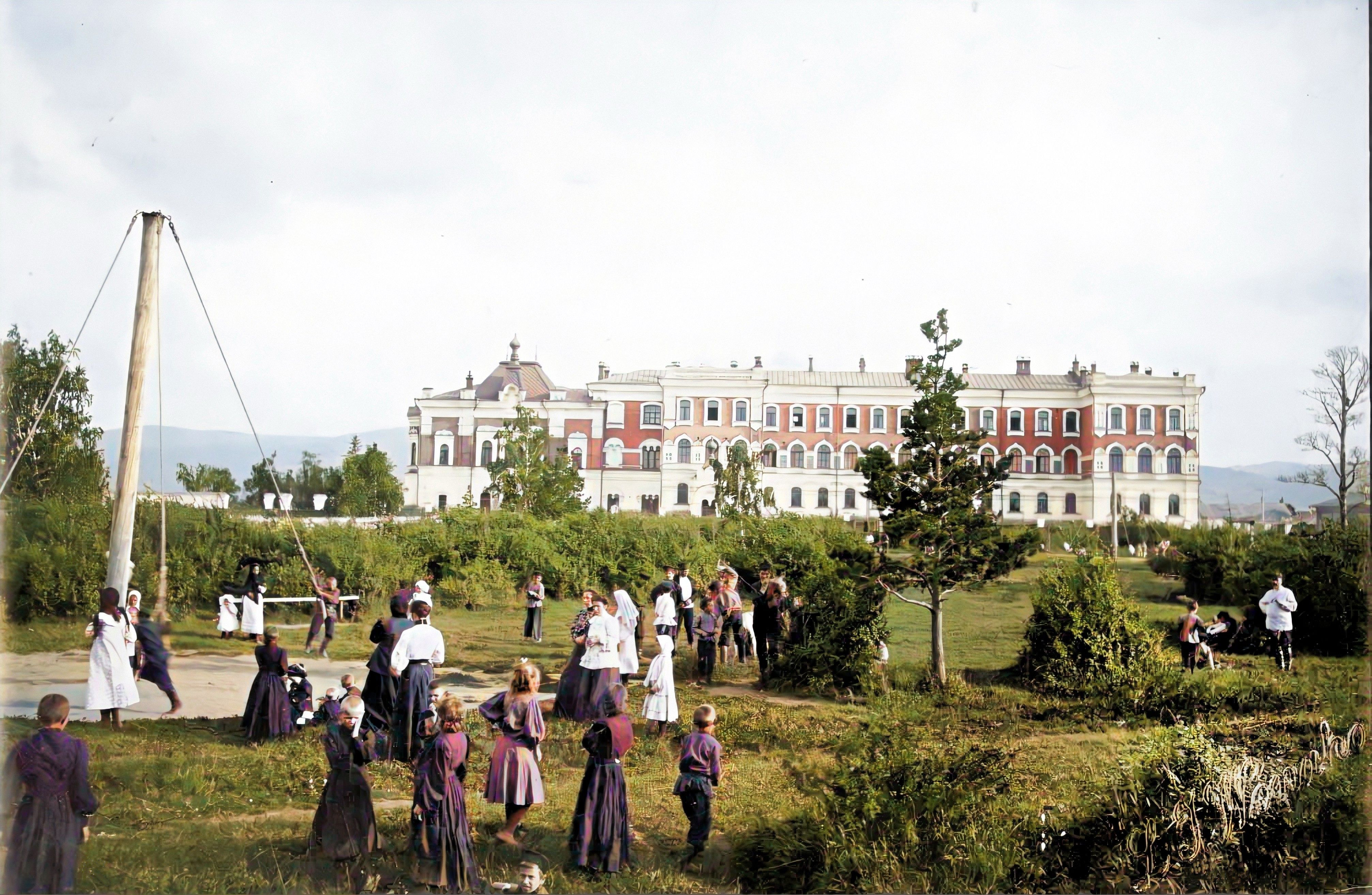
Городской сад. Начало 20 века

«Итак мы достигли Красноярска — цели, к которой так долго стремились… Мы посетили городской парк, который слывёт лучшим во всей Сибири… Улицы в городе широкие и прямые, на главных улицах каменные дома, но большая часть построек из дерева. Красноярск красиво расположен на левом берегу Енисея, в долине, окружённой горами…»
В 1913 году на железнодорожном вокзале появился первый телефон-автомат для всех.
В 1920 году в Красноярске была расстреляна создательница первого в истории русской армии женского батальона Мария Леонтьевна Бочкарёва.

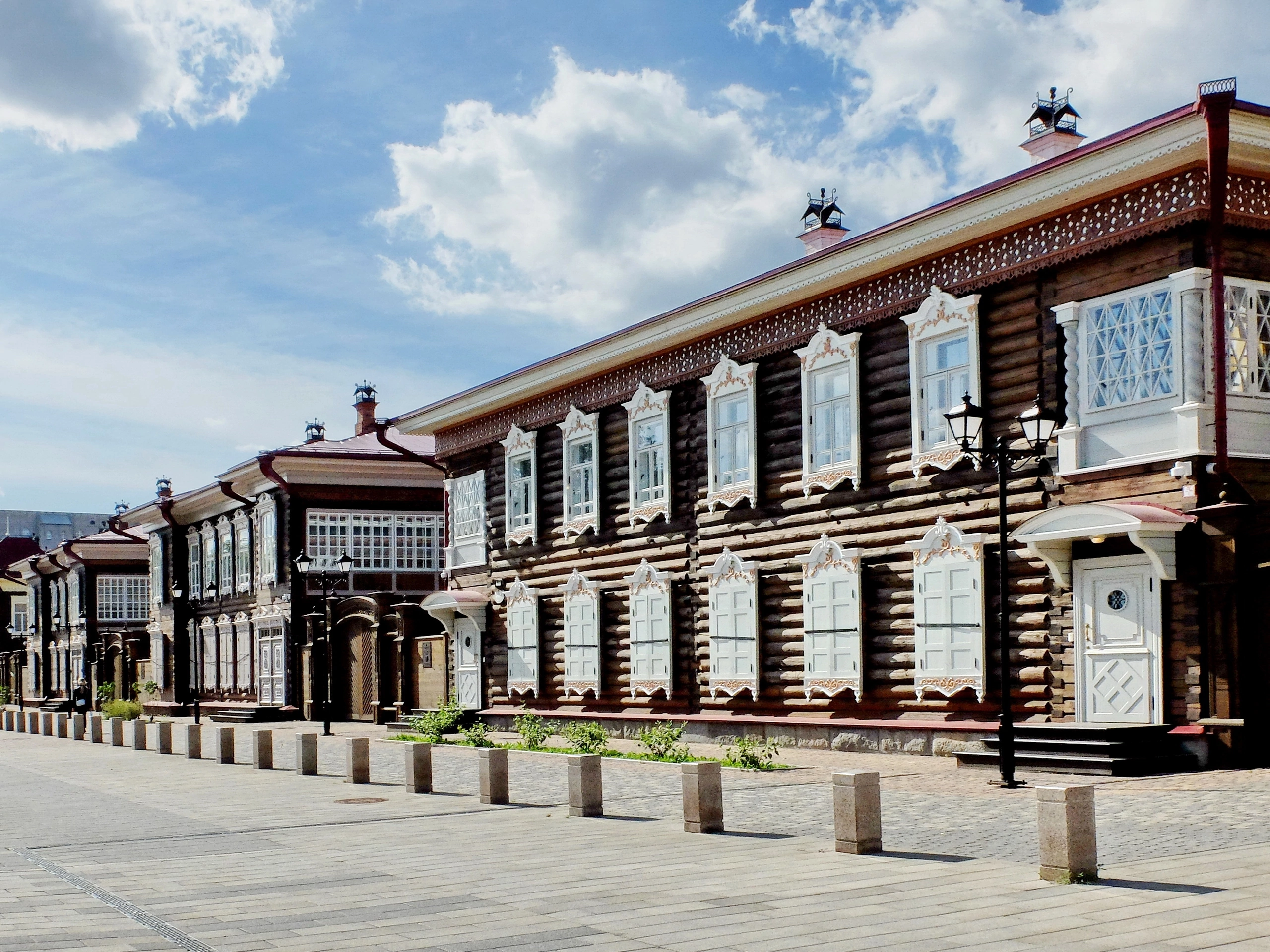
Исторический квартал в Красноярске на улице Горького (бывш. Архиерейский переулок)

В 1920—23 годах Красноярск являлся центром Восточно-Сибирского военного округа. В 1932 году в городе был запущен городской автобус, в 1935 году — паровой трамвай. В советские годы Красноярск стал одним из крупнейших городов Сибири и РСФСР. В 1928 году в городе появился аэродром. В 1934 году Красноярск становится административным центром Красноярского края.

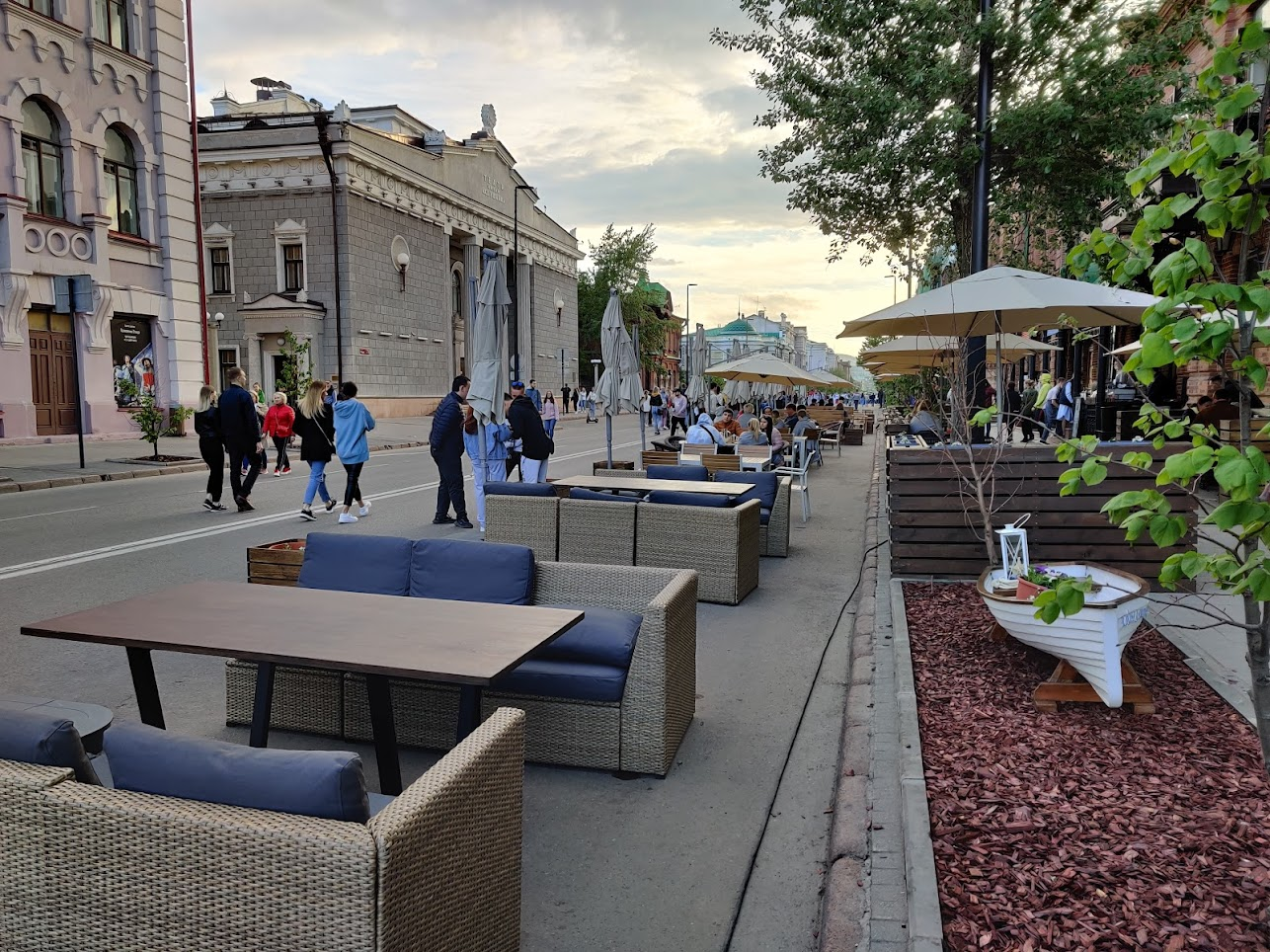
Исторический центр около театра Пушкина. 2021 год

Во время Великой Отечественной войны в город было эвакуировано множество заводов из Европейской России.
31 августа 1951 года решением Правительства РСФСР Красноярск был отнесён к городам республиканского подчинения, но 3 июня 1958 года вновь стал городом краевого подчинения. В 1952 году было построено здание речного вокзала. В 1958 году пущен трамвай на электрической тяге, в 1959 году — троллейбус.
В начале 1990-х годов было зарегистрировано статистическое снижение численности населения города ввиду того, что закрытые территориальные образования Красноярск-26 и Красноярск-45, численного до этого входившие в Красноярск, стали самостоятельными единицами. В 1995 году начато сооружение Красноярского метрополитена. В 2006 году в городе был организован первый из российских федеральных университетов Сибирский федеральный университет.
До 2010 года Красноярск имел статус исторического поселения, однако приказом Министерства культуры РФ от 29 июля 2010 г. N 418/339 город был этого статуса лишён.
10 апреля 2012 года Красноярск стал четырнадцатым в России городом-миллионером. В ноябре 2013 года город был определён местом проведения XXIX Всемирной Зимней Универсиады-2019.
29 октября 2015 года торжественно открыт Николаевский мост. 26 декабря 2017 года введён в эксплуатацию новый пассажирский аэровокзал аэропорта Красноярск.
Со 2 по 12 марта 2019 года в городе проходила XXIX Всемирная Зимняя Универсиада-2019. С 24 по 29 декабря 2019 года в Красноярске проводился Чемпионат России по фигурному катанию 2020.
В мае 2025 года была принята муниципальная реформа Красноярского края. После вступления реформы в силу территория одноимённого городского округа увеличилась почти в 3 раза — с 380 км² до 1116,12 км².

## Официальная символика
Герб

«Торжественный» герб Красноярска, утверждённый в 2010 г.

Колонна с символом Красноярска — львом с серпом и лопатой (расположена на привокзальной площади железнодорожной станции «Красноярск-Пассажирский».)

У герба Красноярска, которому в 2011 году исполнилось 160 лет, самая богатая геральдическая история из всех городов Сибири: на уровне российских городов герб Красноярска может соперничать только с гербом Смоленска. У красноярского герба геральдическая история богаче, чем у герба Москвы, — отмечают геральдисты. Полный герб Красноярска внесли в государственный геральдический регистр под № 6263 в 2010 году. На гербе изображён правосторонний лев — мы видим его направленным в левую сторону, а у геральдистов это называется «правосторонний». Правая сторона наиболее почётная, значимая. Если развернуть льва в обратную сторону, то он станет убегающим, «трусливым». Самая примечательная деталь герба города — единорог. На полной версии щитодержатели герба — единорог и конь. Единорог считается самым значимым символом геральдики. Кроме того, это животное было изображено на печати Красноярского острога. На гербе и флаге Красноярска изображён лев, он является символом Красноярска. В лапах у льва заступ (лопата) — символ крупной золотодобычи, и серп — в момент получения этого символа Красноярском регион был одной из крупнейших житниц России.
Нынешний герб был принят 28 ноября 2004 года; он включил в себя слегка изменённый герб 1851 года и пятиконечную корону столицы федерального субъекта.
Флаг
В 2004 году было принято новое Положение о флаге, в котором (в числе прочего) изменилось описание герба, изображённого на флаге.
Гимн
Утверждён решением Красноярского городского Совета № В-18 от 29 мая 2008 года.
В 2010 году в записи новой версии гимна принял участие симфонический оркестр под управлением Марка Кадина и ансамбль «Тебе поемъ». Слова Анатолия Третьякова, композитор Олег Проститов.

## Физико-географическая характеристика

### Географическое положение
Город расположен на обоих берегах Енисея, на стыке Западно-Сибирской равнины, Среднесибирского плоскогорья и Саянских гор, в котловине, образованной самыми северными отрогами Восточного Саяна. Енисей, на котором стоит Красноярск, делит Сибирь на Западную и Восточную, примерно пополам разделён и сам город, также в черту Красноярска вошёл последний Саянский хребет. Экономически географы относят Красноярск к Восточной Сибири, город является центром Восточно-Сибирского экономического района.
В центральной части города большую площадь занимают чернозёмы обыкновенные и южные, каштановые и тёмнокаштановые почвы.
Красноярск является одним из самых компактных городов-миллионников России. С запада на восток протяжённость города составляет (по кратчайшему маршруту вдоль улиц) около 41 км, с севера на юг почти 37 км.
В 2021 году в левобережной части Красноярска проживало 742 342 жителя, в правобережной — 445 429 жителей.
В почвах Красноярска, как и в его городах-спутниках, Железногорске, Дивногорске и Сосновоборске, полностью отсутствует вечная мерзлота, в том числе островного характера, что создаёт благоприятные условия для строительства, в том числе и подземного.

### Рельеф

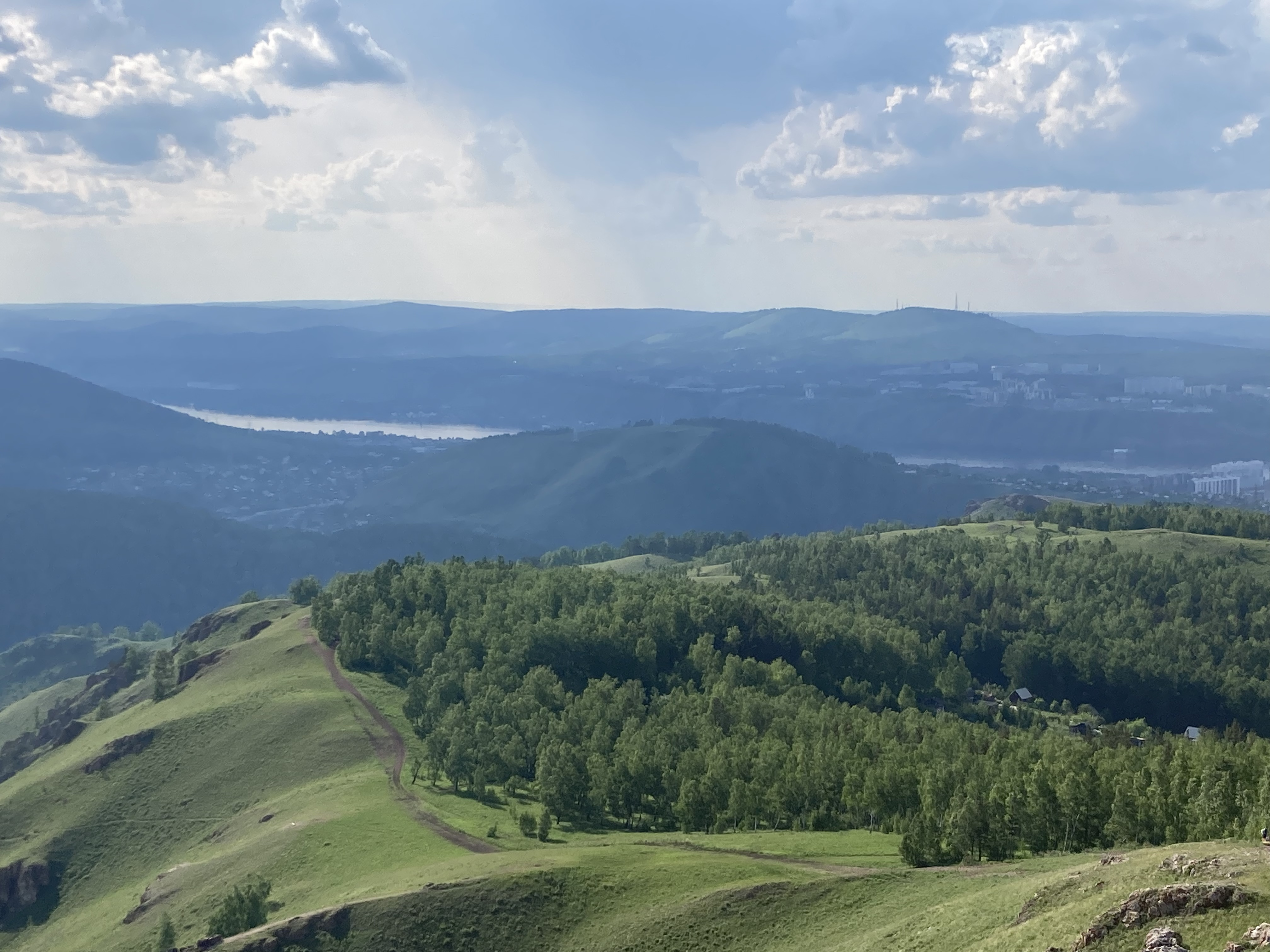
Торгашинский хребет

Рельеф города холмистый; вокруг горы, национальный парк Красноярские Столбы, часть Центрального и Железнодорожного районов находятся в низине, Академгородок расположен на Саянском хребте, Советский и Октябрьский районы на холмистой возвышенности.
Средняя высота в черте города над уровнем моря составляет 287 метров; высшая точка 527 метров, низшая точка 125 метров. Перепад высот составляет 402 метра.
Правобережные районы: Свердловский район расположился на границе заповедника «Столбы» в предгорье Восточного Саяна; большая часть Кировского и Ленинского районов находится в низменности, пролегающей между руслом Енисея с северной стороны и сопками с южной, среди которых самой известной является расположенная в нескольких километрах от границы города Чёрная сопка (Каратаг), хорошо заметная из многих районов города.

### Часовой пояс
Красноярск находится в часовой зоне МСК+4. Смещение применяемого времени относительно UTC составляет +7:00.
В соответствии с применяемым временем и географической долготой средний солнечный полдень в Красноярске наступает в 12:49.

### Климат
Климат Красноярска континентальный умеренного пояса по классификации Алисова, с морозной малоснежной зимой и жарким летом, с характерными значительными амплитудами годовых и суточных температур, (Dfb по Кёппену); смягчается большими водными массами (Красноярское водохранилище), незамерзающим зимой Енисеем и окружающими горами. Зима малоснежная, с частыми оттепелями. Увлажнение умеренное, большая часть осадков выпадает в тёплую погоду.
30 июня 2024 был установлен максимум температуры за XXI век +37,2 градуса, что на 89,2°-90° градуса превысило абсолютный минимум, а также на +0.8° жарче июля 2002.
Первым на Енисее начал метеорологические наблюдения декабрист М. Ф. Митьков, прибывший в Красноярск в 1836 году. Он в течение десяти лет вёл ежедневные наблюдения.
При этом, метеостанция Красноярска располагается в посёлке Минино. В отличие от большинства крупных городов, где метеостанция располагается в черте города, в Красноярске она расположена в достаточно прохладном месте, из-за чего суточный максимум температур в летнее время может быть выше на 2-4 градуса, чем передают официальные метеоданные.
- Среднегодовая температура: +2,0 °C
- Абсолютный минимум температуры воздуха: −52,8 °C (1931 год)[64]
- Абсолютный максимум температуры воздуха: +40,1 °C (1901 год) (+37,2 °C (Минино, 2024 год)[65]
- Среднегодовая скорость ветра: 2,3 м/с[64]
- Среднегодовая влажность воздуха: 69 %[64]

| Показатель | Янв.  | Фев.  | Март  | Апр.  | Май   | Июнь | Июль | Авг. | Сен. | Окт.  | Нояб. | Дек.  | Год   |
| --- | ----- | ----- | ----- | ----- | ----- | ---- | ---- | ---- | ---- | ----- | ----- | ----- | ----- |
| Абсолютный максимум, °C                                                                                        | 6,0   | 8,5   | 18,5  | 31,4  | 34,0  | 37,2 | 36,4 | 40,1 | 31,3 | 24,5  | 13,6  | 8,6   | 40,1  |
| Средний суточный максимум, °C                                                                                  | −11,6 | −7,5  | 0,7   | 9,3   | 17,1  | 23,5 | 25,2 | 22,2 | 14,6 | 6,7   | −3,6  | −9,3  | 7,3   |
| Средняя температура, °C                                                                                        | −15,6 | −12,3 | −4,9  | 3,4   | 10,4  | 16,9 | 19,1 | 16,1 | 9,1  | 2,3   | −7,3  | −13,2 | 2,0   |
| Средний суточный минимум, °C                                                                                   | −19,2 | −16,3 | −9,4  | −1,4  | 4,7   | 11,1 | 13,7 | 11,2 | 5,0  | −1,3  | −10,7 | −16,9 | −2,5  |
| Абсолютный минимум, °C                                                                                         | −52,8 | −41,6 | −38,7 | −25,7 | −11,2 | −3,6 | 3,3  | −1   | −9,6 | −25,1 | −42,3 | −47   | −52,8 |
| Норма осадков, мм                                                                                              | 17    | 15    | 19    | 29    | 48    | 66   | 70   | 76   | 55   | 42    | 39    | 31    | 507   |
| Источник: «Погода и климат» (норма 1991-2020 гг.), Метеорологические рекорды на территории Красноярского края, |       |       |       |       |       |      |      |      |      |       |       |       |       |

### Флора
Город находится в зоне лесостепи и в гористой местности; преобладают сосна, кедровая сосна, лиственница, берёза, осина.

### Экологическое состояние
Как и все крупные города мира, Красноярск подвержен негативному влиянию на экологическую обстановку. Её ухудшению способствует то, что город является крупнейшим транспортным узлом Восточной Сибири; наличие ряда крупных предприятий металлургической, машиностроительной и химической промышленности усугубляет ситуацию. Значительную долю в общий объём валовых выбросов и высокий уровень загрязнения атмосферного воздуха вносит автомобильный транспорт, количество которого ежегодно растёт. Основные вещества, создающие очень высокие или просто высокие уровни атмосферного загрязнения, представлены бенз(а)пиреном, формальдегидом, гидрохлоридом, взвешенными веществами, диоксидом азота.
С точки зрения аэрозольного загрязнения, концентрация самых вредных взвешенных частиц размером 2.5 микрон (PM2.5) в Красноярске на 64 % выше, чем в среднем по России. Согласно последним исследованиям, средняя долгосрочная концентрация PM2.5 в Красноярске составляет 23 мкг/м³, а в отдельных районах может достигать 30 мгк/м³. Эти показатели превышают максимальные значения по рекомендациям Всемирной организации здравоохранения. Пик концентрации PM2.5 приходится на конец зимы (февраль) и середину лета (июль). Летние пики наблюдаются из-за воздействия лесных пожаров, которые могут вызывать краткосрочные, аномально высокие значения концентрации PM2.5 в атмосфере над Красноярском (> 150 мкг/м³).
Список предприятий, обеспечивающих наиболее высокие показатели загрязнения атмосферы, возглавляют АО «Красноярский алюминиевый завод», ООО «Красноярский цемент», Красноярские ТЭЦ-1, ТЭЦ-2, крупные и мелкие отопительные угольные котельные, однако основная причина загрязнения — частный сектор, отапливаемый низкосортным бурым углём и сжигающий собственные бытовые отходы и автомобильный транспорт. Кроме того, в летний сезон Красноярск в определённой степени подвержен влиянию лесных пожаров, с территории которых в сторону города переносятся аэрозольные частицы (сажа).
Для борьбы с неблагоприятными условиями при их возникновении вводится режим «неблагоприятных метеорологических условий». В Красноярске режим начал вводиться с 2012 года. При введении данного режима рекомендуется не открывать окна для проветривания помещений, пить больше воды, чаще делать влажную уборку и по возможности не выходить на улицу.

## Население
| 1856       | 1897       | 1923       | 1926       | 1931       | 1933       | 1937       | 1939       | 1956       |
| ---------- | ---------- | ---------- | ---------- | ---------- | ---------- | ---------- | ---------- | ---------- |
| 6400       | ↗26 700    | ↗59 258    | ↗69 311    | ↗82 811    | ↗101 500   | ↗170 590   | ↗189 977   | ↗328 000   |
| 1959       | 1962       | 1967       | 1970       | 1973       | 1975       | 1976       | 1979       | 1982       |
| ↗412 375   | ↗465 000   | ↗576 000   | ↗648 113   | ↗707 000   | ↗758 000   | →758 000   | ↗796 305   | ↗833 000   |
| 1985       | 1986       | 1987       | 1989       | 1990       | 1991       | 1992       | 1993       | 1994       |
| ↗877 000   | →877 000   | ↗899 000   | ↗912 445   | ↘877 000   | ↗924 000   | ↗925 000   | ↘919 000   | ↘914 000   |
| 1995       | 1996       | 1997       | 1998       | 1999       | 2000       | 2001       | 2002       | 2003       |
| ↘869 000   | ↗871 000   | ↗874 000   | ↗875 000   | ↗877 800   | ↘875 500   | ↗875 700   | ↗909 341   | ↘909 300   |
| 2004       | 2005       | 2006       | 2007       | 2008       | 2009       | 2010       | 2011       | 2012       |
| ↗912 800   | ↗917 200   | ↗920 900   | ↗927 200   | ↗936 400   | ↗947 801   | ↗973 826   | ↗973 900   | ↗997 316   |
| 2013       | 2014       | 2015       | 2016       | 2017       | 2018       | 2019       | 2020       | 2021       |
| ↗1 016 385 | ↗1 035 528 | ↗1 052 218 | ↗1 066 934 | ↗1 082 933 | ↗1 090 811 | ↗1 095 286 | ↘1 093 771 | ↗1 187 771 |
| 2023       | 2024       | 2025       |            |            |            |            |            |            |
| ↗1 196 913 | ↗1 205 473 | ↗1 211 756 |            |            |            |            |            |            |

На 1 января 2025 года по численности населения город находился на 6-м месте из 1124 городов Российской Федерации.
Ещё во времена СССР предполагалось скорое рождение миллионного жителя города.
Официально в постсоветское время в городе произошло снижение численности населения: от максимального числа 925 тысяч жителей в 1992 году до 876 тысяч в 2001 году. Закрытые города, на тот момент Красноярск-26 и Красноярск-45, а ныне Железногорск и Зеленогорск соответственно, до этого времени численно входившие в Красноярск, стали самостоятельными единицами.
В начале XXI века численность населения города начала вновь расти до 927 тысяч в 2007 году и выше: уменьшились темпы депопуляции, увеличился приток мигрантов. Местные власти разработали программу «Миллион», включающую ускоренное строительство объектов жилья и инфраструктуры.
10 апреля 2012 года текущим статистическим учётом был зарегистрирован миллионный житель города.
Курс на новую индустриализацию Сибири, провозглашённый во второй половине 1950-х гг., во многом являлся продолжением прерванной войной политики, проводившейся государством на востоке в 1920—1930-х годах. Но даже на фоне первых пятилеток значительный миграционный прирост сибирским городам всё же придала начавшаяся война. Фактор внешней миграции в начале 1940-х гг. оказался для сибирских городов ключевым — война значительно усилила демографическое давление на крупные города за счёт непрерывно прибывающих эвакуантов. Обстоятельство, хорошо иллюстрирующееся на примере Красноярска, возвышение которого в качестве primus inter pares (первый среди равных (лат.) среди городов Восточной Сибири состоялось во многом благодаря войне. Ещё с 1930-х гг. в Красноярске, как и в ряде других сибирских городов, развернулось крупное промышленное строительство. В 1934 г. на правобережье города заложен машиностроительный завод (Красмаш), летом 1935 года — судостроительный, а через год стали возводить опоры будущего целлюлозно-бумажного комбината. Вплоть до 1941 года Красноярск ежегодно прирастал на 2 тыс. человек. Начавшаяся война резко изменила темпы прироста: только с 1940 по 1943 год краевой центр дополнительно принял почти 100 тыс. человек. Именно в первую половину войны приток нового городского населения оказался наиболее значимым и массовым. Согласно статистике, к 1 января 1946 года население Красноярска составило 240,6 тыс. человек — тем самым, общий прирост населения за годы войны составил 60 %.
Окончание войны мало изменило общую картину — значительная часть эвакуированных объектов осталась в Сибири. Конечно, происходила реэвакуция населения на запад, но встречным потоком возвращались и демобилизованные участники Великой Отечественной войны. В тот же Красноярск, например, к 1948 г. вернулось более 80 тыс. фронтовиков.
Национальный состав
По результатам всероссийской переписи 2010 года:
| Народ                                        | Численность чел. | % от указавших нац. |
| -------------------------------------------- | ---------------- | ------------------- |
| русские                                      | 861 855          | 91, 96 %            |
| украинцы                                     | 9 610            | 1, 02 %             |
| татары                                       | 9 466            | 1, 01 %             |
| азербайджанцы                                | 7 039            | 0, 75 %             |
| армяне                                       | 6 714            | 0, 72 %             |
| киргизы                                      | 6 274            | 0, 67 %             |
| таджики                                      | 4 310            | 0, 46 %             |
| узбеки                                       | 4 266            | 0, 45 %             |
| немцы                                        | 4 101            | 0, 44 %             |
| белорусы                                     | 3 325            | 0, 35 %             |
| другие национальности                        | 20 224           | 2, 16 %             |
| всего указавших национальность               | 937 184          | 100, 00 %           |
| всего населения городского округа Красноярск | 974 591          |                     |

## Органы власти
Городская дума
Структуру городского самоуправления составляют: глава города, городской Совет — 36 депутатов, администрация города — исполнительно-распорядительный орган городского самоуправления, контрольно-счётная палата — контрольный орган городского самоуправления. Председатель городского Совета — Наталия Вячеславовна Фирюлина.
Градоначальники
В 1991—1996 годах главой Красноярска был Валерий Поздняков. С 1996 года по 2011 год главой города являлся Пётр Пимашков, после избрания в депутаты Государственной думы Федерального собрания Российской Федерации 12 декабря 2011 года подавший заявление об отставке по собственному желанию. С 2012 года по 2017 год главой города являлся Эдхам Акбулатов, временно исполнявший обязанности главы города с 15 декабря 2011 года. С 2017 года по 2022 год главой города являлся Ерёмин Сергей Васильевич. С 16 сентября 2022 года глава Красноярска — Владислав Анатольевич Логинов.

## Административное деление

Красноярск административно разделён на 7 районов:
| Район           | Население                   | Образован                                                                                |
| --------------- | --------------------------- | ---------------------------------------------------------------------------------------- |
| Железнодорожный | ↗100 946 98 325 на 01.01.24 | 29 ноября 1979 года (выделен из Октябрьского района)                                     |
| Кировский       | ↗125 182 124 650            | создан в 1934 году                                                                       |
| Ленинский       | ↗156 777 153 719            | создан 28 августа 1942 года (выделен из Кировского района)                               |
| Октябрьский     | ↗186 772 188 249            | создан 25 июня 1938 года под названием Кагановический район. Переименован в 1957 году    |
| Свердловский    | ↗163 470 166 703            | создан 23 марта 1977 года (выделен из Кировского района)                                 |
| Советский       | ↗368 563 384 153            | создан 29 мая 1969 года (выделен из Центрального района)                                 |
| Центральный     | ↗86 061 89 674              | создан 25 июня 1938 года под названием Сталинский район. Переименован 5 ноября 1961 года |

Районы Красноярска подразделяются на исторически сложившиеся микрорайоны.
По поручению главы города Эдхама Акбулатова была создана рабочая группа для рассмотрения возможности слияния Центрального и Железнодорожного районов, а также разделения Советского района. В 2023 году вновь был поднят вопрос о разделении Советского района города.
В состав городского округа город Красноярск входит деревня Песчанка (764 чел), на административном уровне подчинённая Советскому району.

## «Большой Красноярск»
В 2007 году в краевой и городской администрациях началось рассмотрение вопроса по объединению в муниципальное образование Большой Красноярск всей его агломерации: Красноярска, городов-спутников Дивногорска, Сосновоборска, Берёзовки и близлежащих населённых пунктов: посёлка городского типа Емельяново; посёлков Дрокино, Элита, Творогово, Логового, Кедрового, Овсянки, Солонцы, Молодёжного, Манского; станций Минино, Зыково; деревень Мужичкино, Бугачево, Минино, Усть-Маны.
Федеральный центр поддерживает эту инициативу и включил «Большой Красноярск» в разрабатывавшуюся Минрегионразвития и Минэкономразвития программу создания в России четырнадцати т. н. опорных российских городов-миллионников. Также, будучи Председателем Правительства России, В. В. Путин предложил представить программу развития Восточной Сибири.
В рейтинге самых комфортных для проживания городов страны Красноярск занимает 12 место. По версии журнала «Форбс» Красноярск вошёл в двадцатку самых перспективных городов России как город «удобный для жизни и ведения бизнеса».
В 2012 году в соответствии с рейтингом качества городской среды, составленным министерством регионального развития РФ, Российским союзом инженеров, Федеральным агентством по строительству и жилищно-коммунальному хозяйству, Федеральной службой по надзору в сфере защиты прав потребителей и благополучия человека, а также Московским государственным университетом им. М. В. Ломоносова Красноярск занял 9-е место.
Московским Гипрогором и санкт-петербургским Институтом урбанистики разработан новый генеральный план города и его транспортной составляющей.

## Экономика

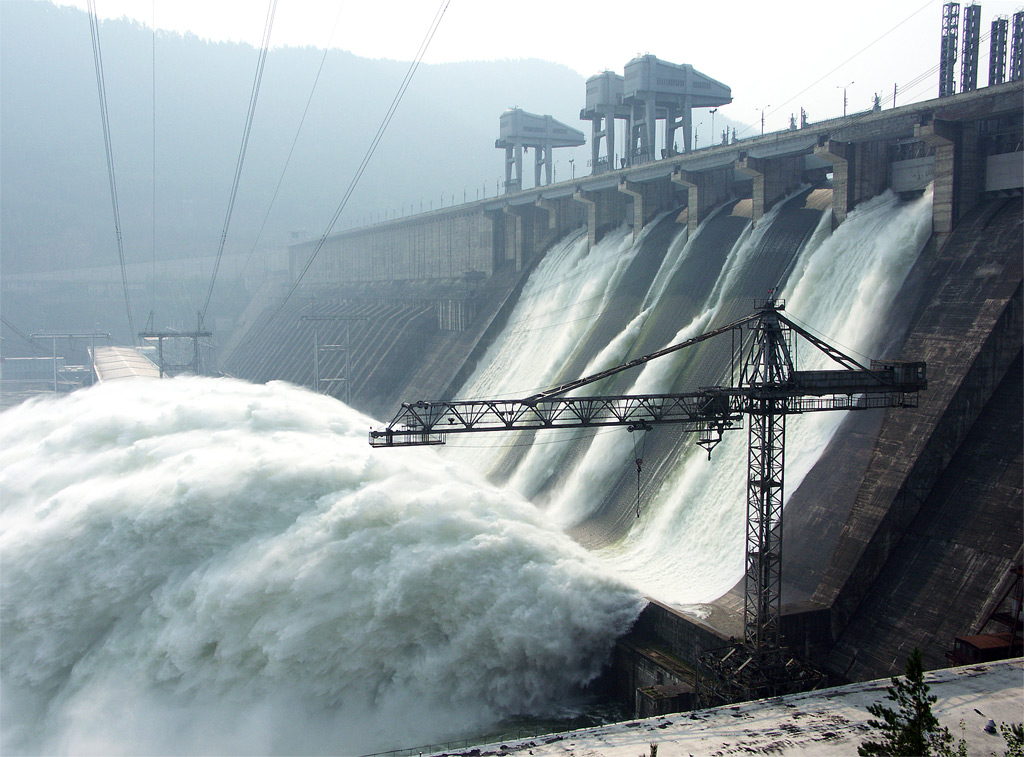
Красноярская ГЭС

### Промышленность
Красноярск — развитый центр промышленности России. На территории Красноярска расположены более 17 тысяч предприятий, организаций, учреждений. Ведущие отрасли: космическая промышленность, цветная металлургия, машиностроение, деревообработка, транспорт, химическая, пищевая, розничная и оптовая торговля, услуги. В Красноярске находится представительство в Сибирском федеральном округе ФГУП «Ростехинвентаризация — Федеральное БТИ».
7 апреля 1939 года ЦК ВКП(б) и Совнарком СССР приняли постановление о строительстве аффинажного завода в Красноярске.
В 1942 году завод «Сибтяжмаш» выпустил первый паровоз серии «Серго Орджоникидзе».
23 марта 1943 года на Красноярском заводе цветных металлов из норильских шламов были аффинированы платина и палладий. В 1945 году на заводе, крупнейшем в мире предприятии, где в промышленных масштабах производится аффинаж всех металлов платиновой группы, а также золота и серебра началось крупномасштабное производство благородных металлов. В 1946 году были получены первые слитки платины, в 1947 году — палладий в слитках.
В 1954 году был основан Красноярский телевизионный завод, с 1958 года выпускавший ламповые телевизоры марки «Енисей», а с 1964 года — лампово-полупроводниковые телевизоры марки «Рассвет», в интегрально-полупроводниковом варианте производились до 1991 года. В эпоху перестройки на основе телевизионного завода было создано ОАО Красноярское КБ «Искра», занимающееся проектированием оборудования для спутниковой связи.
В апреле 1959 года на Красноярском заводе медицинских препаратов была выпущена первая товарная партия красноярского пенициллина.
В итоге деиндустриализации, произошедшей после распада Советского Союза, в Красноярске прекратили своё существование заводы «Сибэлектросталь», Сибтяжмаш (Сибирский завод тяжёлого машиностроения), «Краслесмаш», комбайновый завод, судостроительный завод, химико-металлургический завод, завод телевизоров, шинный завод, завод светочувствительных материалов «Квант», химический комбинат «Енисей», завод химических волокон «Сивинит», завод резино-технических изделий, шёлковый комбинат «Шелен», завод автомобильных прицепов, маргариновый завод, мясокомбинат «Зубр», пивоваренный завод «Балтика — Пикра», винный завод «Квин», фабрика полуфабрикатов «Вентокальдо», фабрика пианино, фабрика сувениров и ряд других. Была разрушена Красноярская РЛС. Закрылась Красноярская киностудия.
Объём отгруженных товаров собственного производства, выполненных работ и услуг собственными силами по видам деятельности обрабатывающих производств в 2007 году — 130 млрд рублей. В том числе составляют:
- металлургическое производство — 48 %;
- производство машин и оборудования, электрооборудования, электронного и оптического оборудования, транспортных средств[135] и оборудования — 20 %;
- производство пищевых продуктов, включая напитки, и табака — 11 %.

| Отрасли                              | Крупнейшие предприятия |
| ------------------------------------ | --- |
| * Машиностроение и металлообработка  | - АО «ОКБ Зенит» - Красноярский машиностроительный завод - Красноярский завод лесного машиностроения - Красноярский завод холодильников «Бирюса» - Красноярская судоверфь - Красноярский судоремонтный центр - Красноярский электровагоноремонтный завод - Спецтехномаш - ООО «ОКБ Микрон» - ООО «Красноярские машиностроительные компоненты» - «Айсберг» (завод торгового холодильного оборудования) - Красноярский лифтостроительный завод «Еонесси» - Красноярский завод измерительного оборудования - Красноярский завод автомобильных катализаторов (ООО «Джонсон Матти Катализаторы») - Красноярский котельный завод |
| Транспорт                            | - Енисейское речное пароходство - Красноярская железная дорога - аэропорт Красноярск (Емельяново) - аэропорт Черемшанка |
| Фармацевтика                         | - Красфарма |
| Химическая промышленность            | - Красноярский завод синтетического каучука - ООО Красноярский завод теплоизоляционных материалов - Графитная фабрика |
| Металлургия                          | - Красноярский алюминиевый завод - Красноярский металлургический завод (КраМЗ) - Красноярский завод цветных металлов им. Гулидова - Красноярский химико-металлургический завод - АО «Германий» |
| Розничная и оптовая торговля         | - ОАО «Красноярскнефтепродукт» |
| Финансы                              | - Страховая компания «Надежда» - «Енисейский объединённый банк» |
| Строительство                        | - Бамтоннельстрой - ЗАО «Культбытстрой» - ООО «Красноярскметропроект» - ЗАО «Сибагропромстрой» - Мостоотряд № 7 (филиал ОАО «Сибмост») |
| Производство строительных материалов | - ООО «Красноярский цементный завод» - ООО «Комбинат „Волна“» - «Краспан» - ЗАО «Фирма Культбытстрой» - Sibglass Group - ООО Кирпичный завод «Песчанка» - ООО «Первый кирпичный завод» - комбинат крупнопанельного домостроения |
| Деревообработка                      | - ООО «Енисейский ЦБК» - АК «Енисейлес» - мебельный завод «Мекран» |
| Энергетика                           | - Магистральные электрические сети Сибири (филиал ПАО «ФСК ЕЭС») - ОАО «МРСК Сибири» - ОАО «Красноярская энергосбытовая компания» - ОАО «Енисейская территориальная генерирующая компания (ТГК-13)» |
| Горнодобывающая промышленность       | - ОАО «Красноярсккрайуголь» - ОАО «СУЭК-Красноярск» - ОАО «Красноярскуголь» - ОАО «Енисейзолото» |
| Пищевая промышленность               | - Красноярский молочный комбинат «Милко» (филиал АО «Эйч энд Эн») - ЗАО «Краскон» - Филиал ООО «Мултон Партнерс» - «Красноярский дрожжевой завод» - «Красноярский водочный завод» - «Красноярский майонезный завод» - «Красноярская продовольственная компания» - «Красноярский хладокомбинат» - ОАО «Дымов-Красноярск» - ОАО «Красноярский Хлеб» |
| Лёгкая промышленность                | - ЗАО «Ионесси» - «Красноярское книжное издательство» - производственно-издательский комбинат «Офсет» - Красноярская фабрика игрушек ЗАО «Бирюсинка» - Фабрика «Мистер Чисто» - ООО «Сибирский ювелирный завод» |

В городе построен один из крупнейших в России мусороперерабатывающих заводов, рассчитанный на переработку 10 тысяч тонн мусора в сутки. Имеются также мусоросортировочные комплексы.
В топливно-энергетический комплекс города входят крупные теплоэлектроцентрали: ТЭЦ-1 (пущена в 1943 году), ТЭЦ-2, ТЭЦ-3, ТЭЦ-4. Все они, за исключением ТЭЦ-3, расположены в правобережной части города (ТЭЦ-4 — в городе Сосновоборске красноярской агломерации). ТЭЦ-1 расположена в юго-восточной части города, обеспечивает теплом Ленинский, Кировский, часть Свердловского района, посёлок Берёзовку; ТЭЦ-2 — Центральный, части Железнодорожного и Октябрьского районов; ТЭЦ-3 — Советский район. Помимо ТЭЦ, тепловую энергию вырабатывают районные котельные. В несколько отдалённой перспективе планируется газификация города.

### Торговля

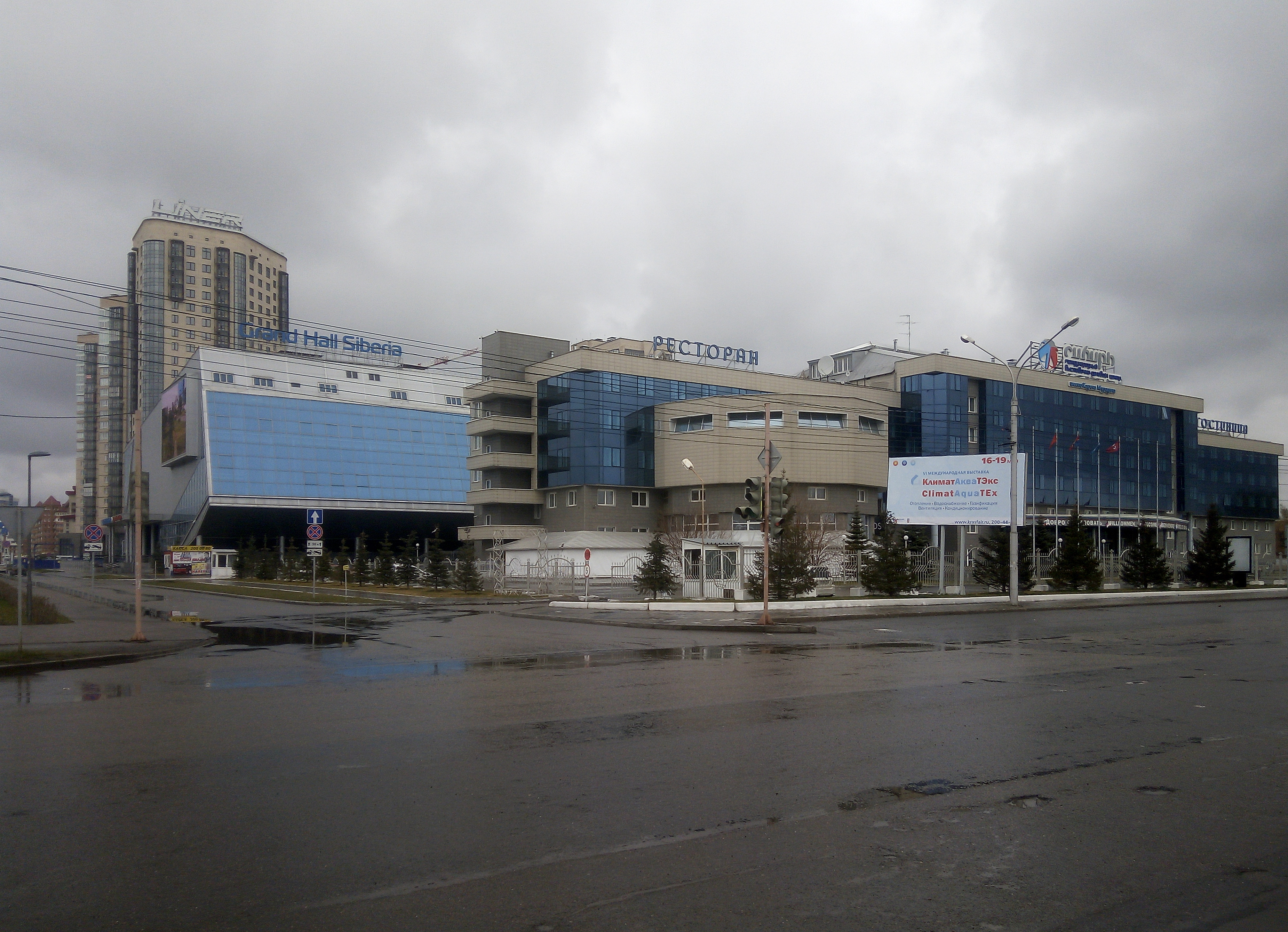
Международный выставочно-деловой центр «Сибирь»

По мнению экспертов агентства «INFOLine-Аналитика» Красноярск находится на втором месте в России по насыщенности супермаркетами.
В городе представлены крупные сети — «Лента», «О’Кей», «Магнит», «Светофор», «Пятёрочка», «KFC», «Subway», «Cinnabon», «Вкусно — и точка», «Burger King», «Леруа Мерлен», «Metro AG», «Dommer», «Спортмастер», «restore:», «Эльдорадо», «М.видео», «Связной», торгово-развлекательный центр «Комсомолл», «Читай-город», «Триал-Спорт», «Л'Этуаль», «Иль де Боте», «Рив Гош», «Позитроника», «H&M», Юлмарт, «Снежная королева», «Adidas», «Nike», «Reebok», «Emporio Armani», «Zara», «36,6» и многие другие. Долгое время работали «Рамстор», «Каравай», «SPAR».

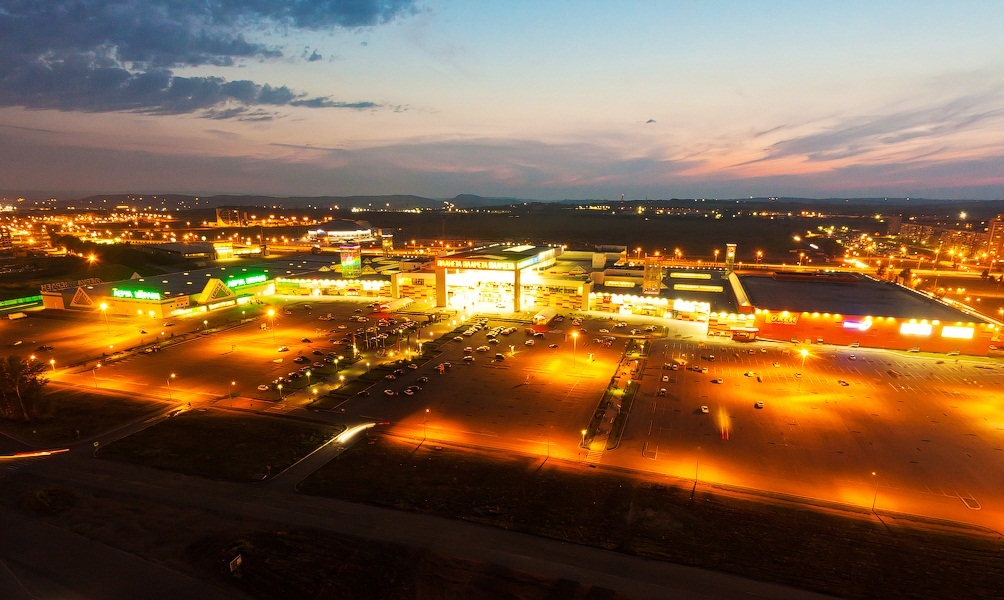
ТРЦ «Планета» поздним вечером

В городе большое количество магазинов местных сетей: «Красный Яр», «Командор», «Хороший», «Батон», «Аллея», «Два Шага», «Краскон», «Десятка», «Субито», «Милано» и другие.
Крупнейшие торговые центры — «Планета», входящая в десятку самых посещаемых в стране и единственная из таковых за Уралом; «Июнь», «Торговый квартал на Свободном», «ЦУМ», «Комсомолл», «Взлётка Plaza», «Мега», «Квант».
Красноярск находится на втором месте в России по обеспеченности ресторанами на душу населения.

### Банки

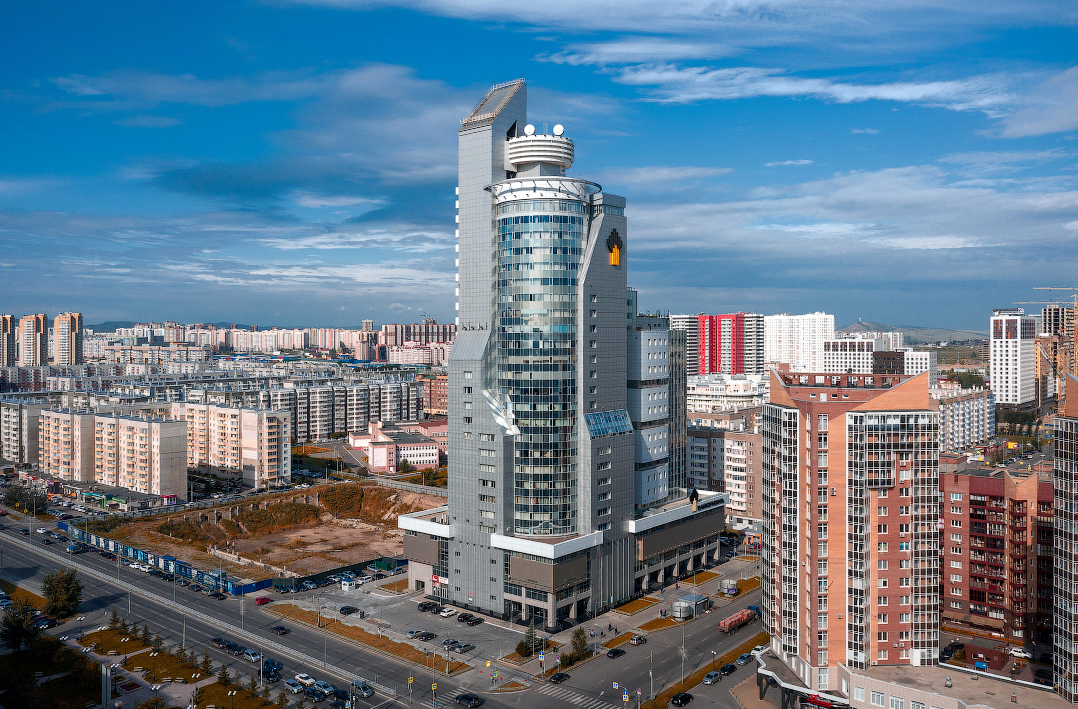
«Первая башня», самое высокое здание города с 2009 года

Начало сберегательной деятельности в Красноярске принято относить к 1867 году, когда в городе открыли первое отделение государственного банка. Активно началось развитие сети сберкасс в Красноярске и на территории края, а также в соседних Хакасии и Туве в 1930-е годы. Трудовые кассы появились практически в каждом городе региона. Этому в немалой степени способствовало интенсивное развитие промышленности и аграрного сектора, которое было характерно для этого периода. Сберегательные кассы были открыты не только во всех крупных городах, но ещё и во многих посёлках и деревнях. Подобная тенденция сохранялась в Восточной Сибири в течение многих лет. И на сегодняшний день Сберегательный банк России обладает наиболее обширной сетью филиалов в Красноярском крае. Ни один другой банк, работающий в регионе, не обеспечил себе столь широкого присутствия на рынке. «Сбербанк» открыл в Красноярске крупнейший за Уралом офис.
Некоторые из крупнейших банков России заявили о реструктуризации сети, при этом например банк «ВТБ» создал в Красноярске базовый региональный филиал в Сибирском федеральном округе (аналогичные будут созданы по одному в каждом федеральном округе).
«Внешэкономбанк», увеличивая объём инвестиций в экономику Сибирского федерального округа, местом дислокации своего представительства выбрал Красноярск.

### Кредитные рейтинговые оценки
Рейтинговое агентство «Эксперт РА» в 2021 году присвоило городу рейтинговую оценку ruA со стабильным прогнозом. Рейтинг подтверждался в 2022—2023 годах, затем в 2023 был поднят до ruA+. Подтверждался на новом уровне в 2024 и 2025 годах.

## Образование

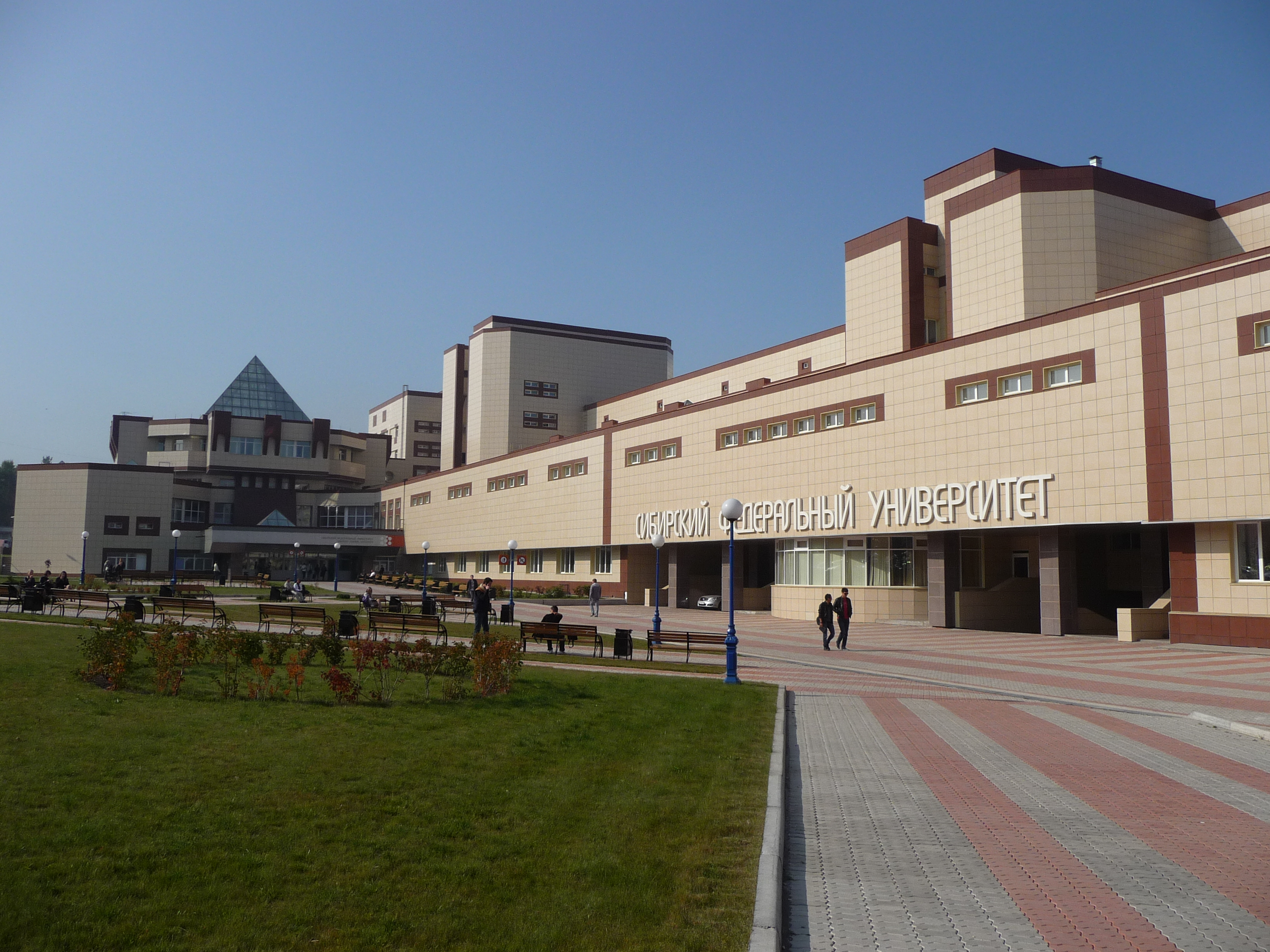
Сибирский федеральный университет
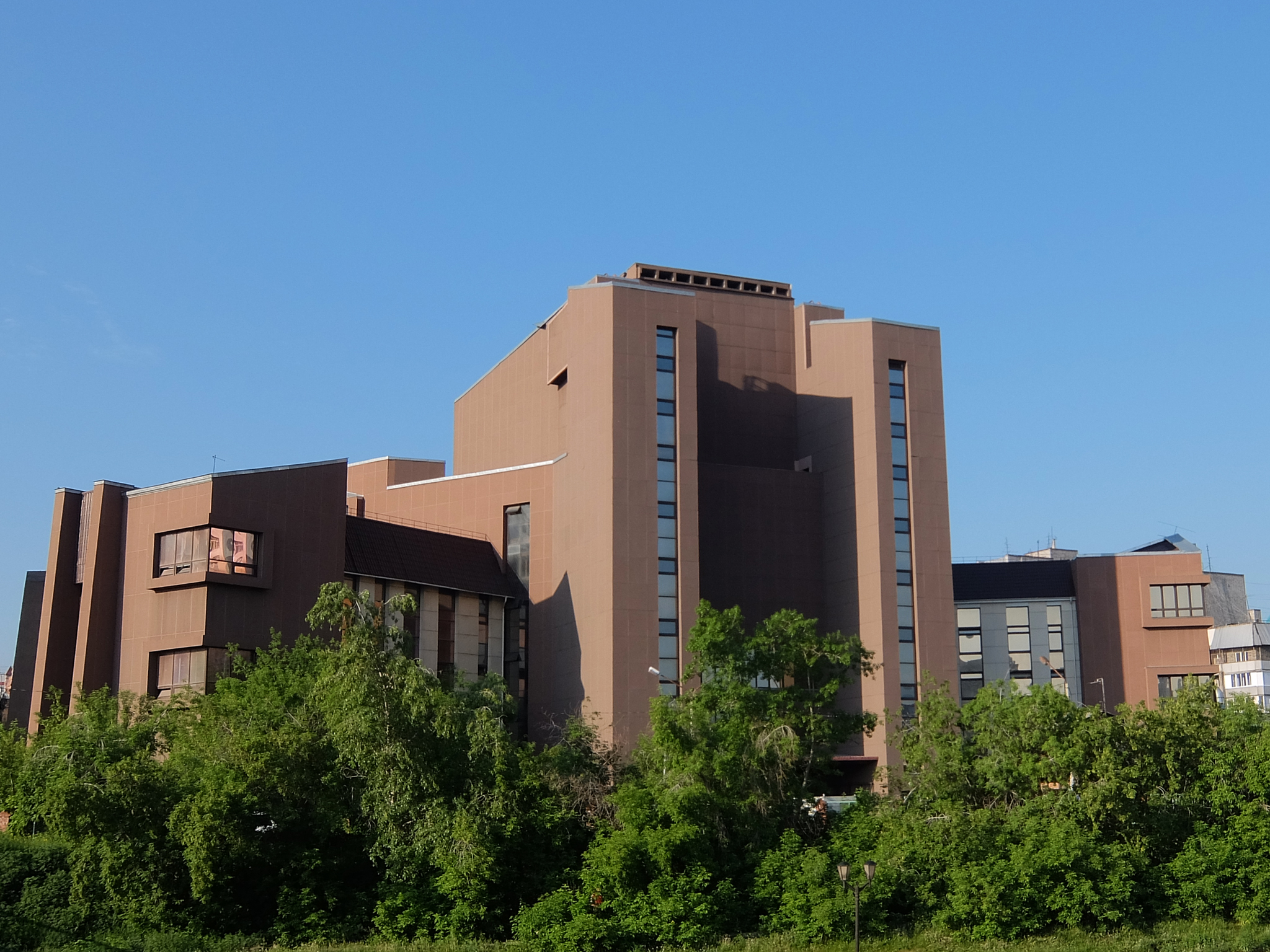
Вид на главный корпус Сибирского государственного института искусств с левого берега Качи
Красноярский государственный медицинский университет
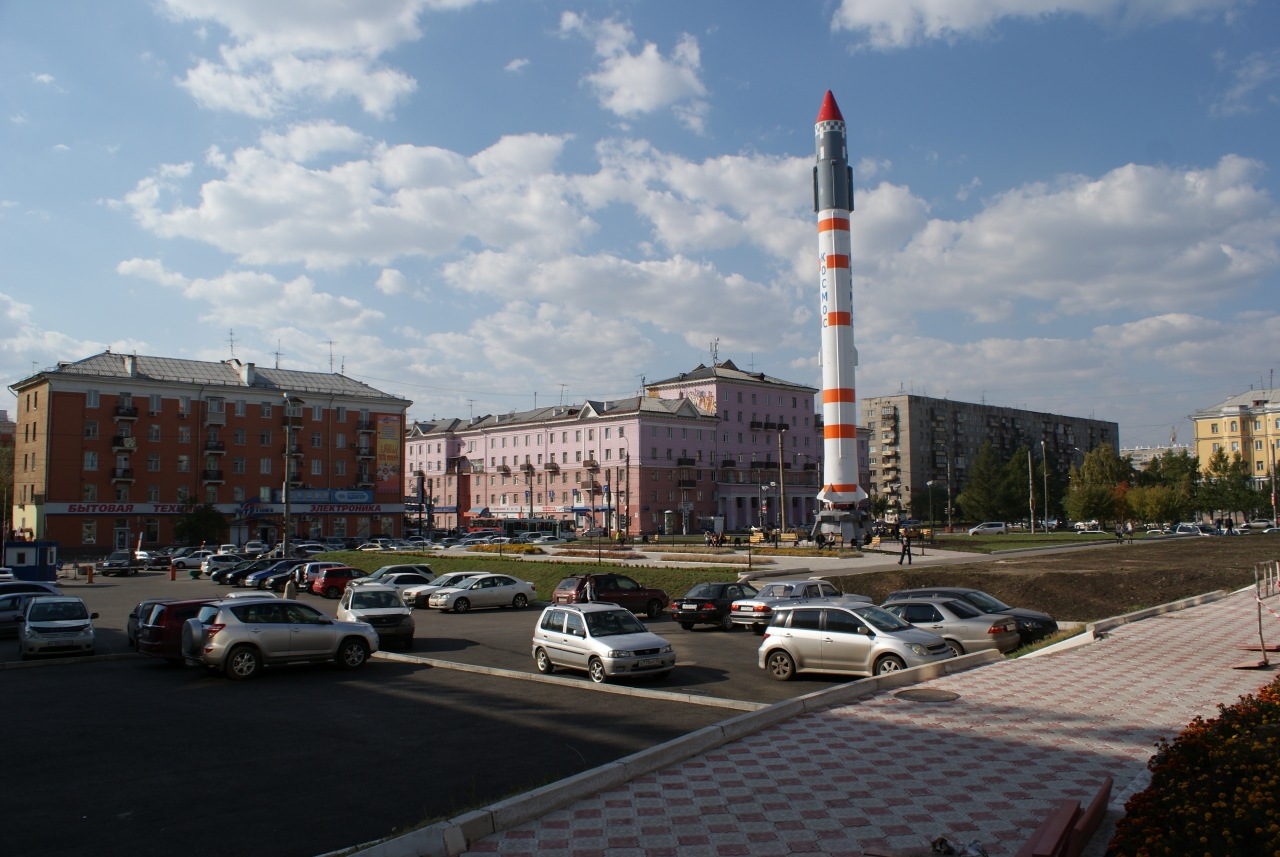
Вид на ракету СибГАУ со стороны корпуса университета, 2012 год
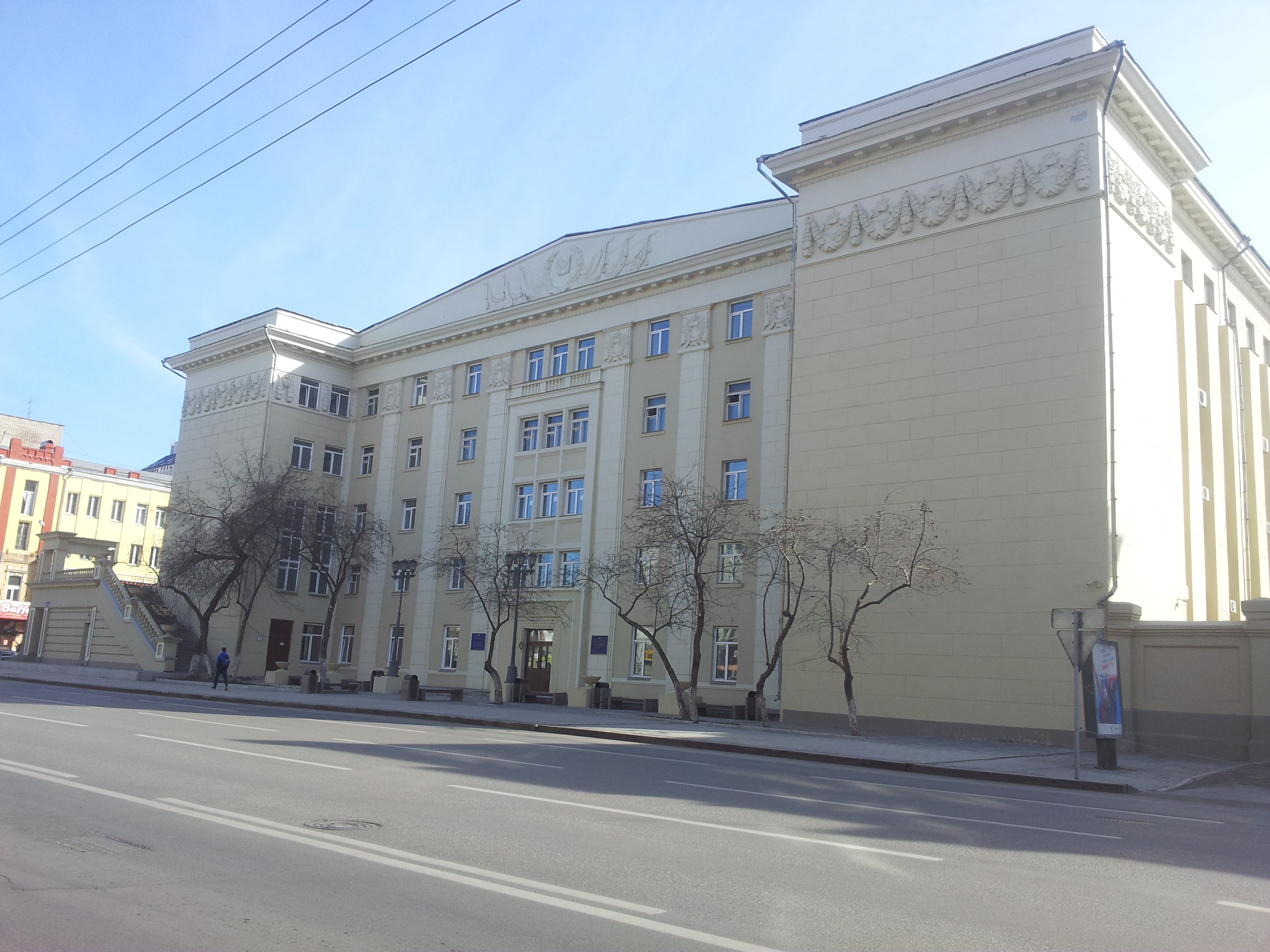
Красноярский государственный аграрный университет
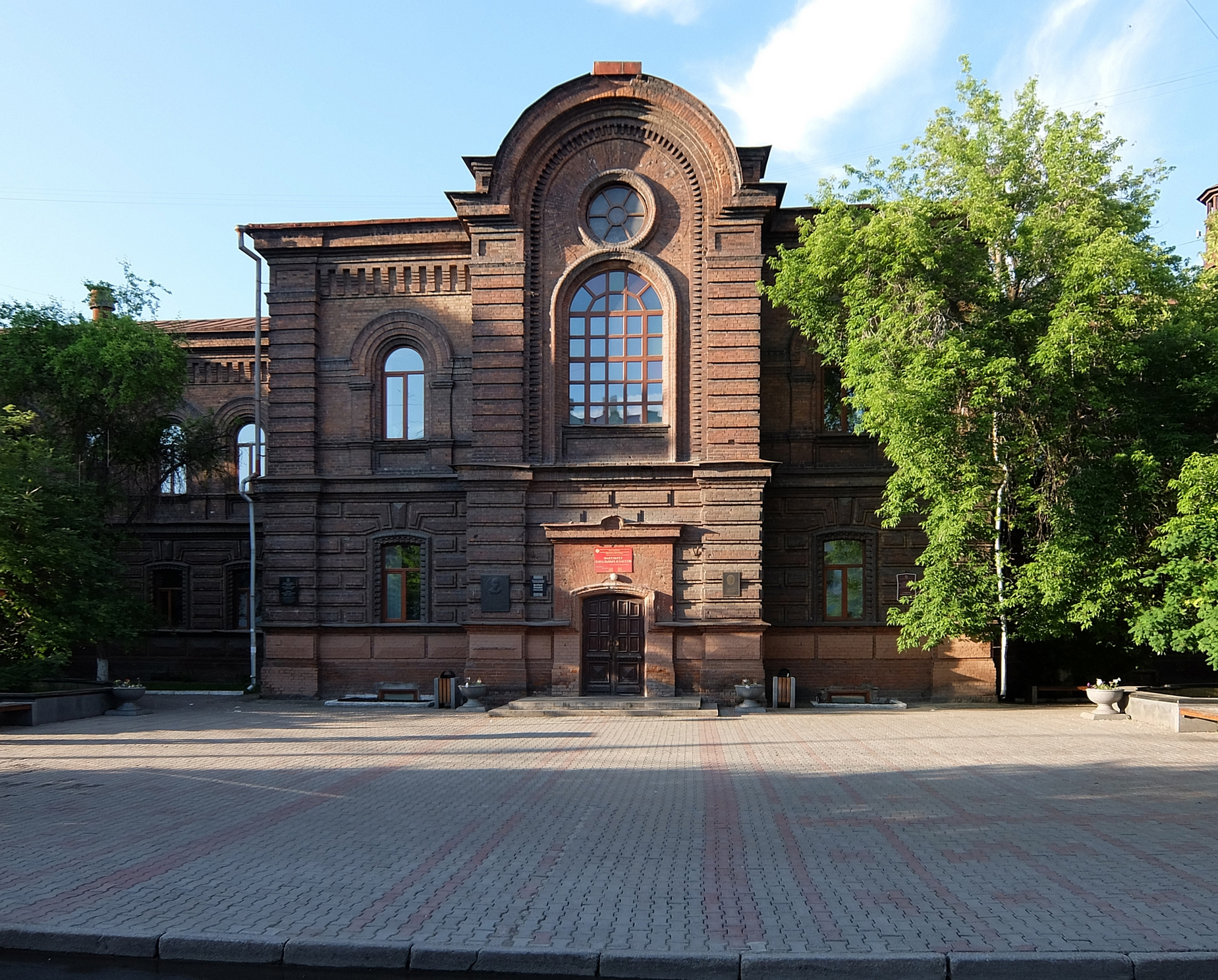
Один из корпусов Красноярского государственного педагогического университета в историческом здании женской гимназии

По данным на 2023 год, на территории города Красноярска расположены 156 дошкольных и 111 общеобразовательных учреждений, в которых обучаются 56 тысяч дошкольников и 136 тысяч школьников. А также 11 школ для детей с ограниченными возможностями здоровья, 5 детских домов, кадетский корпус и мариинская гимназия.
На 2020 год в городе обучается более 150 тысяч студентов.
В Красноярске работают Красноярская летняя школа, профессионально-технические училища, колледжи и техникумы, среди которых
- Красноярский автотранспортный техникум
- Красноярский аграрный техникум
- Красноярский индустриально-металлургический техникум
- Красноярский колледж отраслевых технологий и предпринимательства
- Красноярский колледж радиоэлектроники и информационных технологий
- Красноярский колледж сферы услуг и предпринимательства
- Красноярский монтажный колледж
- Красноярский политехнический техникум
- Красноярский строительный техникум
- Красноярский техникум промышленного сервиса
- Красноярский техникум сварочных технологий и энергетики
- Красноярский техникум социальных технологий
- Красноярский техникум транспорта и сервиса
- Красноярский технологический техникум пищевой промышленности
- Красноярский юридический техникум
- Техникум индустрии гостеприимства и сервиса
- Красноярский многопрофильный техникум имени В. П. Астафьева
- Красноярский колледж искусств имени П. И. Иванова-Радкевича
- Красноярский хореографический колледж
- Красноярское художественное училище имени В. И. Сурикова
- Красноярский базовый медицинский колледж имени В. М. Крутовского
- Красноярский медицинский техникум
- Красноярский педагогический колледж № 1 имени М. Горького
- Красноярский педагогический колледж № 2
- Красноярский колледж олимпийского резерва
- Красноярский кооперативный техникум экономики, коммерции и права
- Аэрокосмический колледж СибГУ им. М. Ф. Решетнёва
- Фармацевтический колледж КрасГМУ им. проф. В. Ф. Войно-Ясенецкого
- Красноярский финансово-экономический колледж — филиал Финансового университета

восемь вузов, среди которых:
- Красноярский государственный аграрный университет
- Красноярский государственный медицинский университет имени профессора В. Ф. Войно-Ясенецкого
- Красноярский государственный педагогический университет им. В. П. Астафьева
- Сибирский государственный университет науки и технологий имени академика М. Ф. Решетнёва
- Сибирский государственный институт искусств имени Дмитрия Хворостовского
- Сибирский институт бизнеса, управления и психологии
- Сибирский федеральный университет
- Сибирский юридический институт МВД России

и несколько филиалов:
- Красноярский институт железнодорожного транспорта — Иркутский государственный университет путей сообщения
- Красноярский филиал им. В. С. Молокова — Санкт-Петербургский государственный университет гражданской авиации
- Красноярский филиал — Санкт-Петербургский гуманитарный университет профсоюзов
- Красноярский институт водного транспорта — Сибирский государственный университет водного транспорта

Приказом Министерства образования и науки Российской Федерации от 28 ноября 2006 года в Красноярске основан Сибирский федеральный университет, в состав которого вошли Красноярский государственный университет, Красноярский государственный технический университет, Красноярская государственная архитектурно-строительная академия, Государственный университет цветных металлов и золота и Красноярский государственный торгово-экономический институт.
Приказом Министерства образования и науки Российской Федерации Сибирский государственный технологический университет в 2015 году был присоединён к Сибирскому государственному аэрокосмическому университету имени академика М. Ф. Решетнёва; путём слияния был образован единственный в Восточной Сибири и на Дальнем Востоке опорный вуз страны.
Приказом Министерства образования и науки Российской Федерации Красноярский государственный художественный институт) в 2017 году был снова включён в состав Красноярского государственного института искусств как структурное подразделение.
В Красноярске находится Красноярский научный центр Сибирского отделения Российской академии наук и отделение «Урал, Сибирь, Дальний Восток» Российской академии художеств.

## Научные учреждения
Научно-исследовательские учреждения Сибирского отделения Российской Академии наук в Красноярском научном центре СО РАН:
- Институт леса им. В. Н. Сукачёва СО РАН[186]
- Институт физики им. Л. В. Киренского СО РАН[186]
- Институт вычислительного моделирования СО РАН
- Институт биофизики СО РАН
- Институт химии и химической технологии СО РАН[186]
- НИИ сельского хозяйства и экологии Арктики
- Институт педагогики и психологии развития СО РАО
- Специальное конструкторско-технологическое бюро «Наука» СО РАН
- Научно-исследовательский институт животноводства (обособленное подразделение ФИЦ КНЦ СО РАН)

Научно-исследовательские учреждения других ведомств:
- АНО «Красноярский городской инновационно-технологический бизнес-инкубатор»
- Институт медицинских проблем Севера СО РАМН
- Научно-исследовательский институт сельского хозяйства РАСХН
- Научно-исследовательский институт геологии и геофизики
- Научно-исследовательский институт экологии рыбохозяйственных водоёмов
- Сибирский научно-исследовательский и проектный институт цветной металлургии[190]
- «Красноярский краевой фонд поддержки научной и научно-технической деятельности»
- ПИ «Электропроект»(ЗАО Компания «Электропроект — Сибирь»)
- НПО «Сибцветметавтоматика»
- ЦКБ «Геофизика»
- «Алмаззолотоавтоматика»
- КрасноярскпромстройНИИпроект и др.

## Здравоохранение
26 сентября 1886 года в Красноярске было создано Общество врачей Енисейской губернии. Общество открывало лечебницы, аптеку, акушерско-фельдшерскую школу, проводило исследования, организовывало съезды врачей.
Научно-исследовательскую работу в области здравоохранения в Красноярске ведёт НИИ медицинских проблем Севера СО РАМН; непосредственную помощь больным оказывают клиники данного института, а также:
- ФГБУ «Федеральный центр сердечно-сосудистой хирургии Минздравсоцразвития РФ»[193] — принимает пациентов по федеральным квотам;
- Сибирский клинический центр Федерального медико-биологического агентства России[194] — принимает пациентов по федеральным квотам;
- Крупнейший в России Центр ядерной медицины Сибирского клинического центра Федерального Медико-Биологического Агентства России[195]
- Крупнейший в Сибири Центр позитронно-эмиссионной томографии (ПЭТ) Сибирского клинического центра Федерального Медико-Биологического Агентства России[196];
- Международный институт биологических систем им. С. Берёзина[197] (лечебно-диагностический центр);
- Красноярский межобластной центр микрохирургии глаза им. П. Г. Макарова[198] (Краевая офтальмологическая клиническая больница) — принимает пациентов по федеральным квотам;
- Краевая клиническая больница — проводит операции по пересадке органов;
- Петербургский НИИ уха, горла, носа и речи Минздрава России, Красноярский филиал[199];
- Красноярский краевой клинический онкологический диспансер им. А. И. Крыжановского[200];
- Краевая детская клиническая больница;
- Клиническая больница № 20 им. И. С. Берзона;
- Городская больница № 3;
- Городская больница № 5;
- Клиническая больница № 7;
- Красноярская межрайонная клиническая больница скорой медицинской помощи им. Н. С. Карповича;
- Городская клиническая больница № 4;
- Красноярская межрайонная детская клиническая больница № 1
- Детская больница № 4[201][202] — принимает пациентов по федеральным квотам;
- Клиники медицинского университета;
- Краевая детская офтальмологическая больница;
- Краевая больница № 2;
- Краевой ожоговый центр;
- Краевой противотуберкулёзный диспансер;
- Городской противотуберкулёзный диспансер;
- Краевой наркологический диспансер;
- Краевой психоневрологический диспансер;
- Краевой врачебно-физкультурный диспансер;
- Красноярский краевой центр крови[203];
- Красноярский краевой центр по борьбе со СПИД и инфекционными заболеваниями;
- Красноярский краевой перинатальный центр[204] — крупнейший в Сибири;
- клиника медицинской визуализации «БиКей Медика»[205];

развитая сеть районных поликлиник и дневных стационаров.
- Федеральное государственное бюджетное учреждение «Информационно-методический центр по экспертизе, учёту и анализу обращения средств медицинского применения» Росздравнадзора в Сибирском федеральном округе также расположен в Красноярске.

## Транспорт Красноярска
Красноярск — крупный транзитный узел Восточной Сибири, расположенный на пересечении Транссибирской магистрали и исторически сложившихся торговых путей по Енисею.

### Городской транспорт
Первые дилижансы появились в Красноярске в 1896 году. В 1897 году в городе насчитывалось 205 извозчиков; в 1912 г. 335 легковых, 112 водовозных и 242 ломовых (грузовых).
«Около строящегося моста через Енисей возник целый городок… столовые, пекарни, лавочки со съестными припасами, торговцы с мясом, и в последние дни также две бакалейные лавки… Движение стало настолько усиленным, что туда ходит дилижанс несколько раз в сутки» — газета «Енисей», 1896 год.

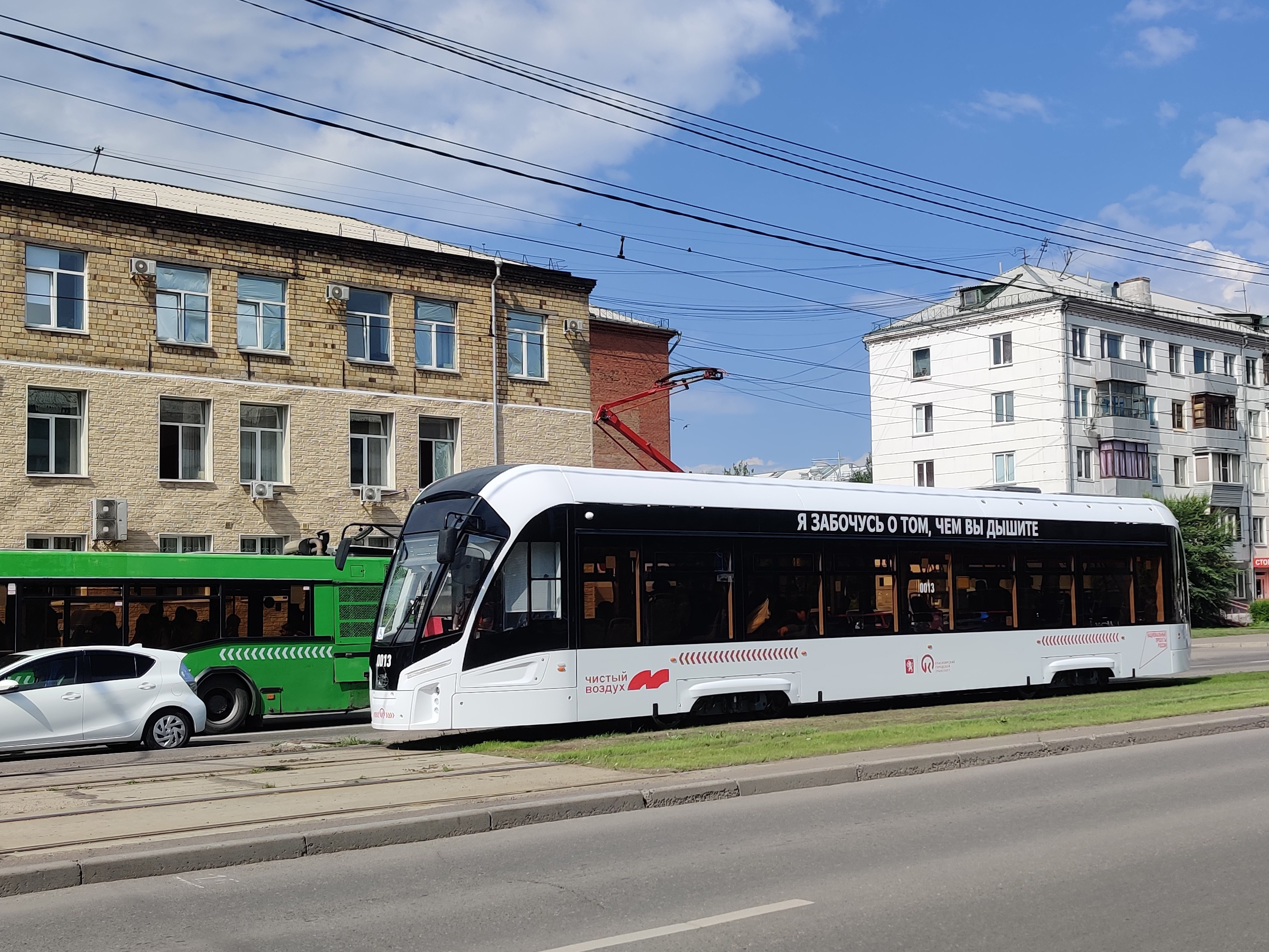
Красноярский трамвай (2022)

Регулярное автобусное движение в городе было организовано в 1934 году по маршруту Железнодорожный вокзал — площадь Просвещения. В 1935 году пошли первые трамваи на паровой тяге. В 1959 году по проспекту им. Сталина от железнодорожного вокзала до пл. Просвещения стал ходить троллейбус. Открывали движение троллейбусы МТБ-82.
Основной вид городского транспорта — автобус: на инвентаре находится 1 тыс. 191 автобус 76 автобусных маршрутов, как городских (муниципальных), так и коммерческих перевозчиков. В общем объёме перевозок муниципальный транспорт занимает 30 %.
Также в городе действуют 6 троллейбусных и 4 трамвайных маршрута. Трамвайные линии в настоящее время находятся только в правобережной части города; в дальнейшем планируется продлить их по Октябрьскому мосту и улице Авиаторов — там будет пересадка на метро. С 17 февраля 2024 года начал работу первый электробусный маршрут № 1, на котором работают 20 электробусов: маршрут идёт из Северного жилого района на левом берегу Енисея до микрорайона Тихие зори на правом берегу.
Движение городского транспорта отслеживается по спутниковой системе «ГЛОНАСС». Ежедневно (в будние дни) в общественном транспорте города перевозится около одного миллиона пассажиров.

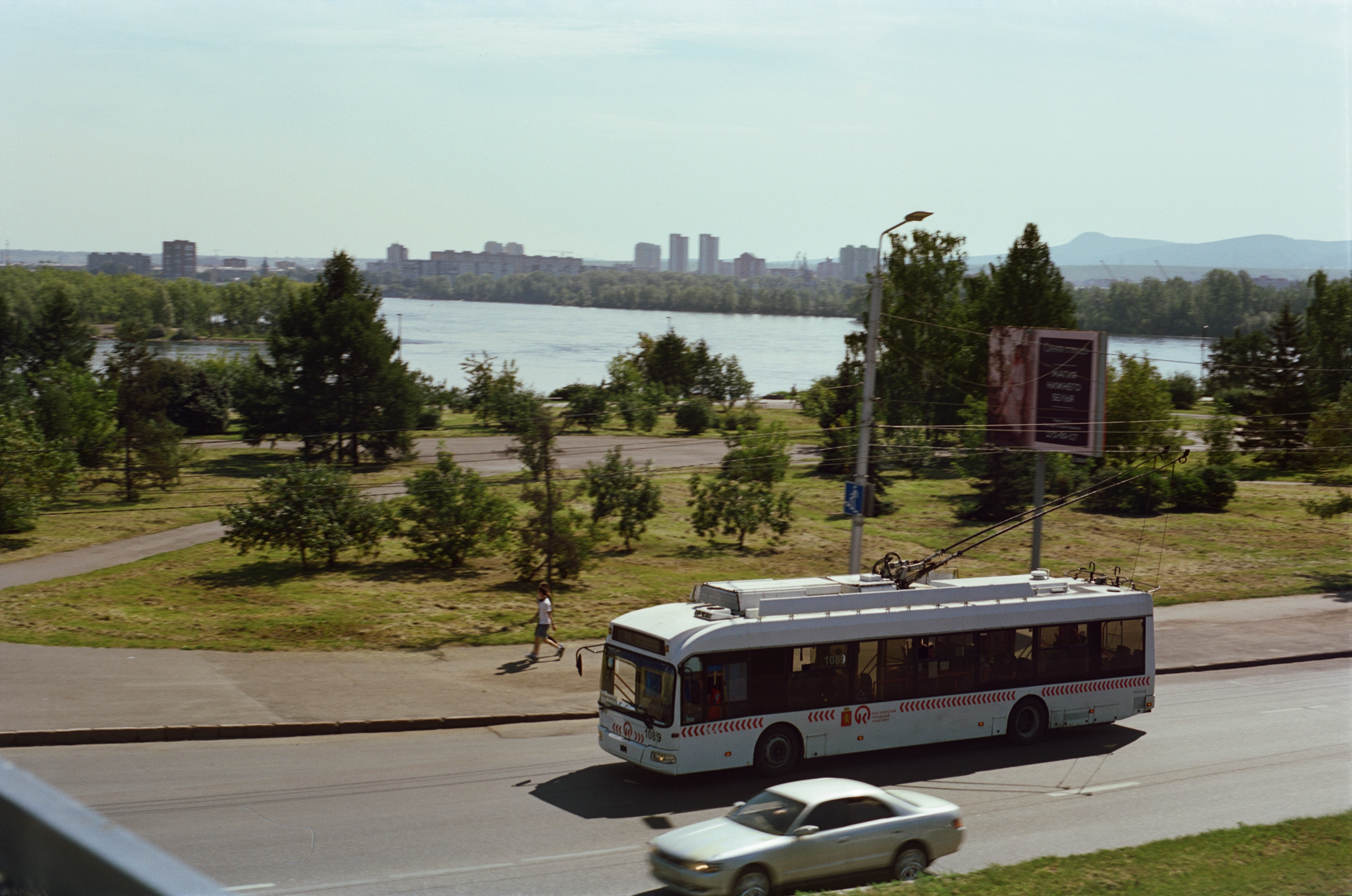
Красноярский троллейбус на фоне Енисея (2020)

Ведётся обновление подвижного состава городского транспорта троллейбусами и автобусами большой вместимости, в основном, импортного производства, в том числе коммерческими перевозчиками, при этом автобусы малой вместимости постепенно выводятся из эксплуатации. В период с 2008 по 2012 годы город приобрёл 355 автобусов большой вместимости; в 2011 году минский автомобильный завод осуществил поставку ещё 75 автобусов МАЗ-103.476, а завод Белкоммунмаш — двадцати троллейбусов АКСМ-321 с асинхронными двигателями. В ближайшие годы планируется довести количество подвижного состава городского (муниципального) пассажирского транспорта до 50 % от выходимого на линии, причём преимущество будет отдано электрическому транспорту.
Особенностью организации городских пассажирских перевозок является полное отсутствие маршрутных такси, имеющихся в большинстве российских городов. Перевозка пассажиров осуществляется только автобусами большой вместимости МАЗ-103 и его модификациями, МАЗ-203, МАЗ-206, ЛиАЗ-5256, ЛиАЗ-5292, ПАЗ-3204, НефАЗ-5299 и другими.
В то же время экстенсивное увеличение численности городских автобусов и отчасти троллейбусов ни в коей мере не решает транспортную и инфраструктурную в целом проблемы.
Оплату за проезд в городском транспорте (автобус, троллейбус, трамвай) можно произвести с помощью электронной карты. За год электронной картой расплатилось более 10 миллионов пассажиров. Льготные категории пассажиров имеют так называемую «социальную» электронную карту; ею можно воспользоваться и в коммерческом транспорте. Также доступна оплата с помощью банковских карт и мобильного приложения «Транспорт Красноярска» (QR-коды для оплаты имеются в салонах транспорта).
В системе городского транспорта присутствует городской электропоезд. Городской электропоезд осуществляет перевозки пассажиров по ограниченному маршруту.
Строительство метрополитена

#### История дорожного строительства
Согласно исследованиям проекта «Город развития. Красноярская энциклопедия», в XIX веке улицы Красноярска были преимущественно грязными и немощёными (на 1899 год — лишь 6 продольных и 24 поперечных улицы). Качественное мощение началось после 1907 года, когда городская дума разрешила замену бутового камня на плотные материалы. Асфальтирование центральных улиц стартовало лишь после Великой Отечественной войны, а к 1970-м дороги были полностью асфальтированы.
| С-З | Томск ~ 586 км Ханты-Мансийск ~ 2828 км                                           | Лесосибирск ~ 317 км Енисейск ~ 354 км | Якутск ~ 3871 км                                  | С-В |
| З   | Ачинск ~ 176 км Кемерово ~ 526 км Новосибирск ~ 785 км Москва ~ 4140 км           | Роза ветров                            | Канск ~ 247 км Братск ~ 896 км Нерюнгри ~ 3082 км | В   |
| Ю-З | Дивногорск ~ 24 км Новокузнецк ~ 748 км Барнаул ~ 1023 км Горно-Алтайск ~ 1076 км | Абакан ~ 423 км                        | Иркутск ~ 1059 км Улан-Удэ ~ 1498 км              | Ю-В |

#### Мосты
Первый мост через Качу был построен в 1780 году, но был снесён половодьем. 26 января 1838 года генерал-губернатором В. И. Копыловым было принято решение о строительстве моста через Качу. Подготовительные работы по выбору места и составление проекта были поручены енисейскому губернскому архитектору А. И. Полякову. 18 ноября 1843 года в присутствии большого числа жителей городским головой С. Я. Кузнецовым первый мост через Качу был принят в эксплуатацию.
В дореволюционном Красноярске году через Качу были построены мосты: Нижне-Качинский (Закачинский) (ныне в районе Стрелки), построен в 1873 году, разрушен затором льда в 1941 году; Хилков (ский) (Покровский), по Покровскому переулку (ныне улица Сурикова), построен в 1842 году, в 1884 году отстроен заново; Радайкин, по Почтамтскому переулку (ныне улица Перенсона), построен в 1895 году; Юдинский, по Садовому переулку (ныне улица Обороны); Падалкин, по Падалкину переулку (ныне улица Диктатуры Пролетариата).
Также существовали мосты по Гимназическому (ныне улица Вейнбаума) и Театральному переулкам.
В черте города находятся 5 транспортных мостов через Енисей (с запада на восток):
- Николаевский мост (основной пролёт: 2015, левобережная развязка: 2018; связала Октябрьский район с центром, снизив нагрузку на центральные улицы на 25 %)[231][232].

- Железнодорожные мосты Транссиба (два параллельных)[233].

- Коммунальный мост (первый автомобильный, 1961)[234].

- Октябрьский мост (1986)[235].

- Коркинский мост («777», совмещённый автожелезнодорожный, 1984)[236].

Дополнительно:
- 31 мост через реки Качу, Бугач и Лалетину[237].

- Вантовый пешеходный мост на Татышев остров[238].

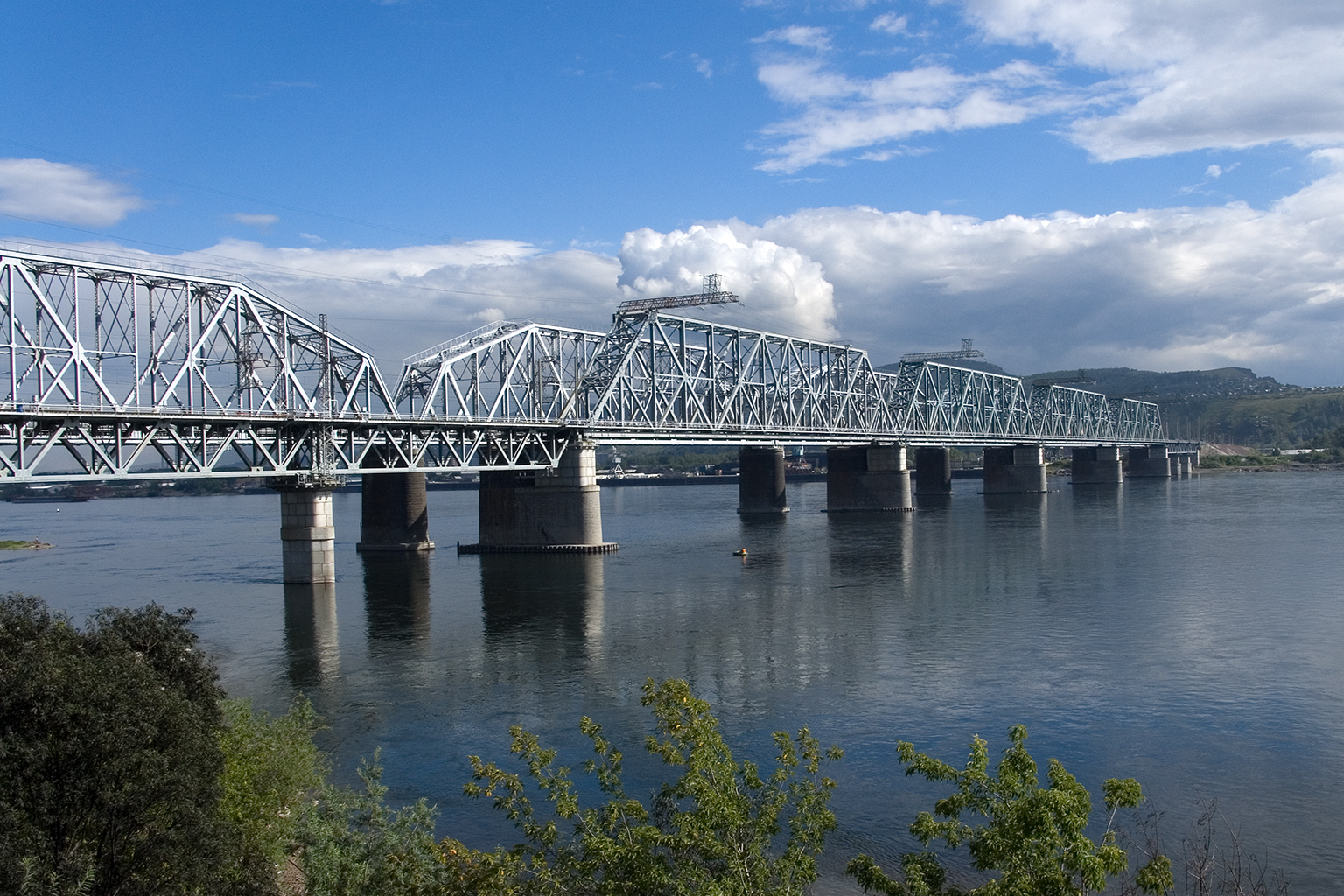
Два железнодорожных моста Транссиба, стоящих рядом
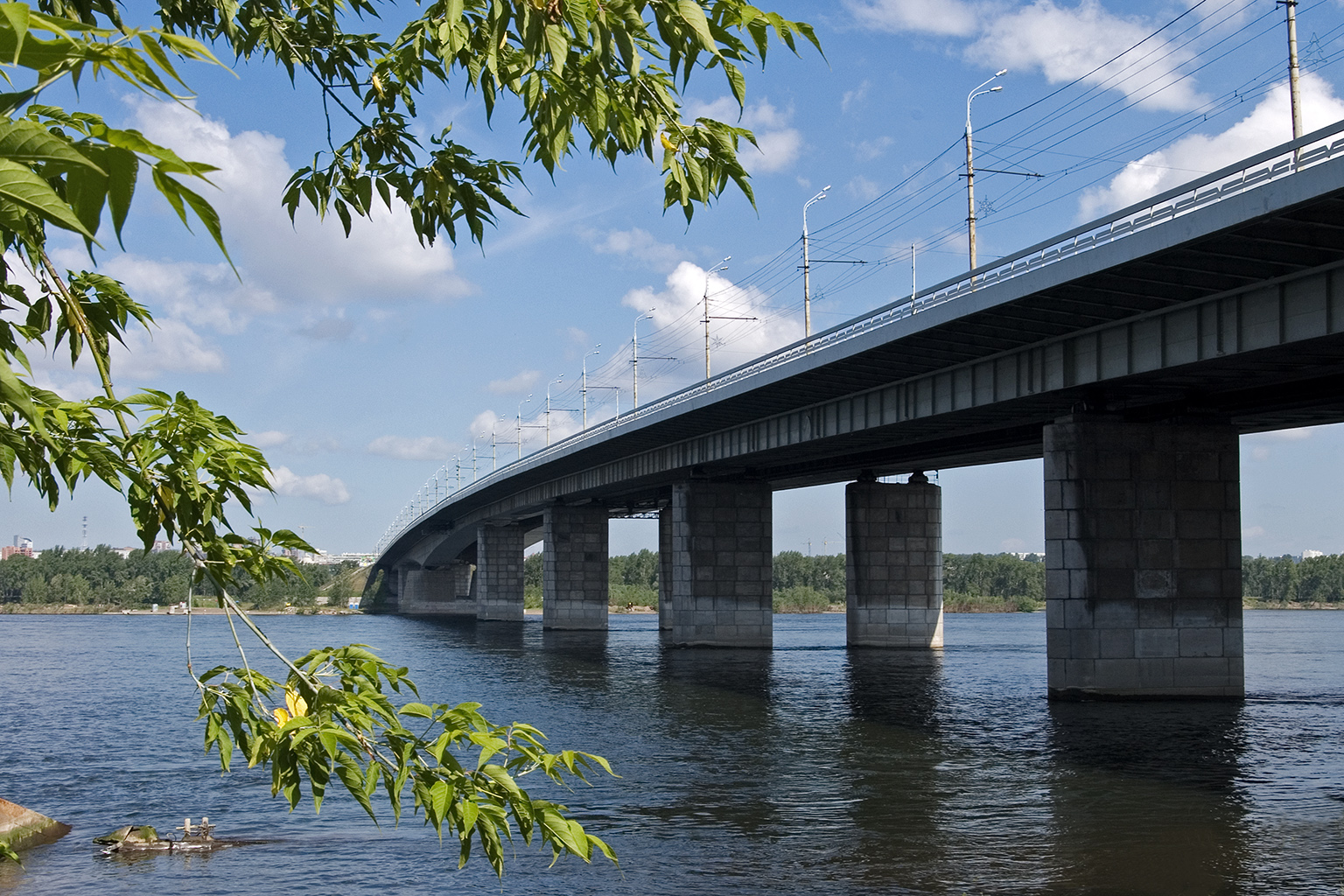
Октябрьский мост
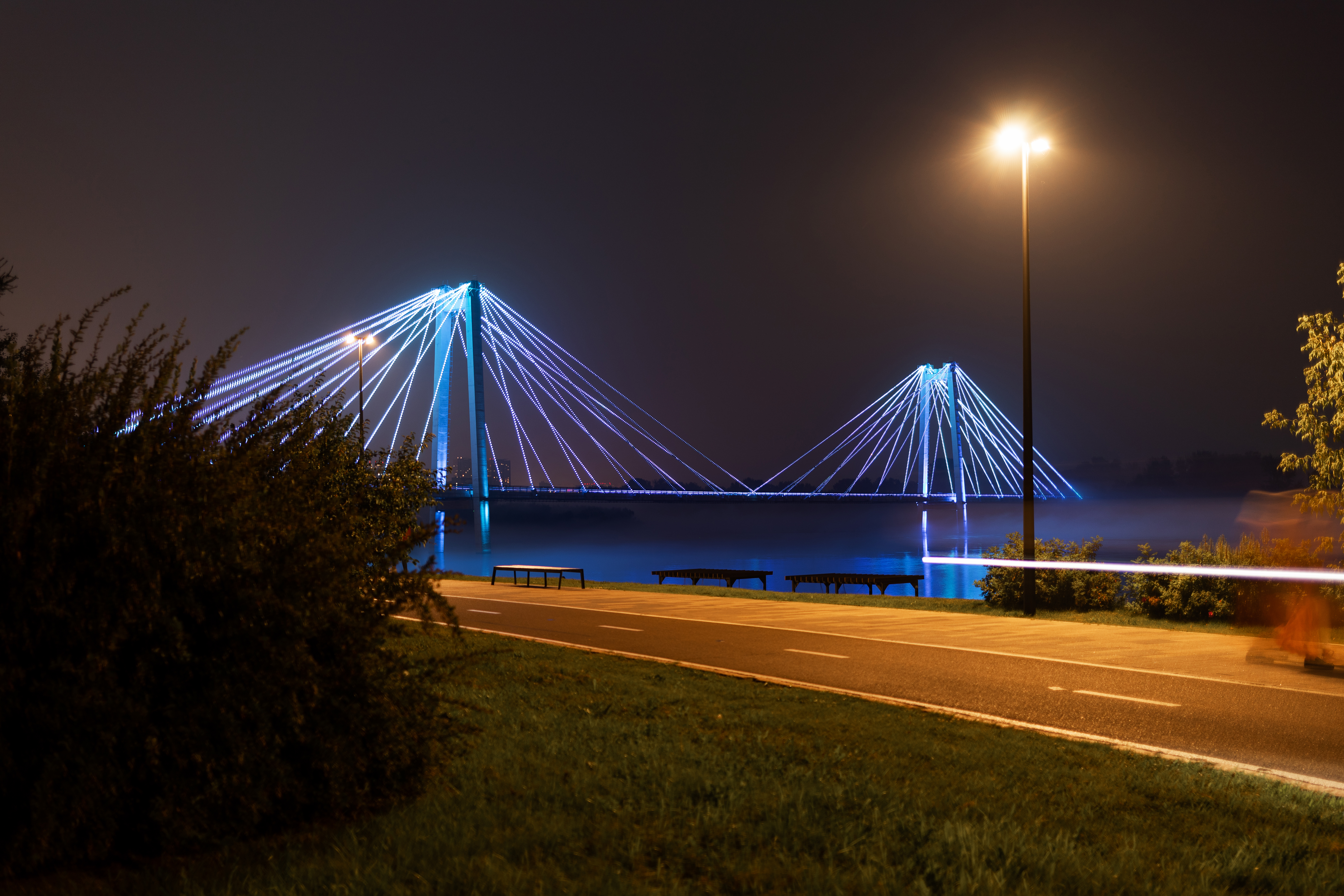
Виноградовский мост
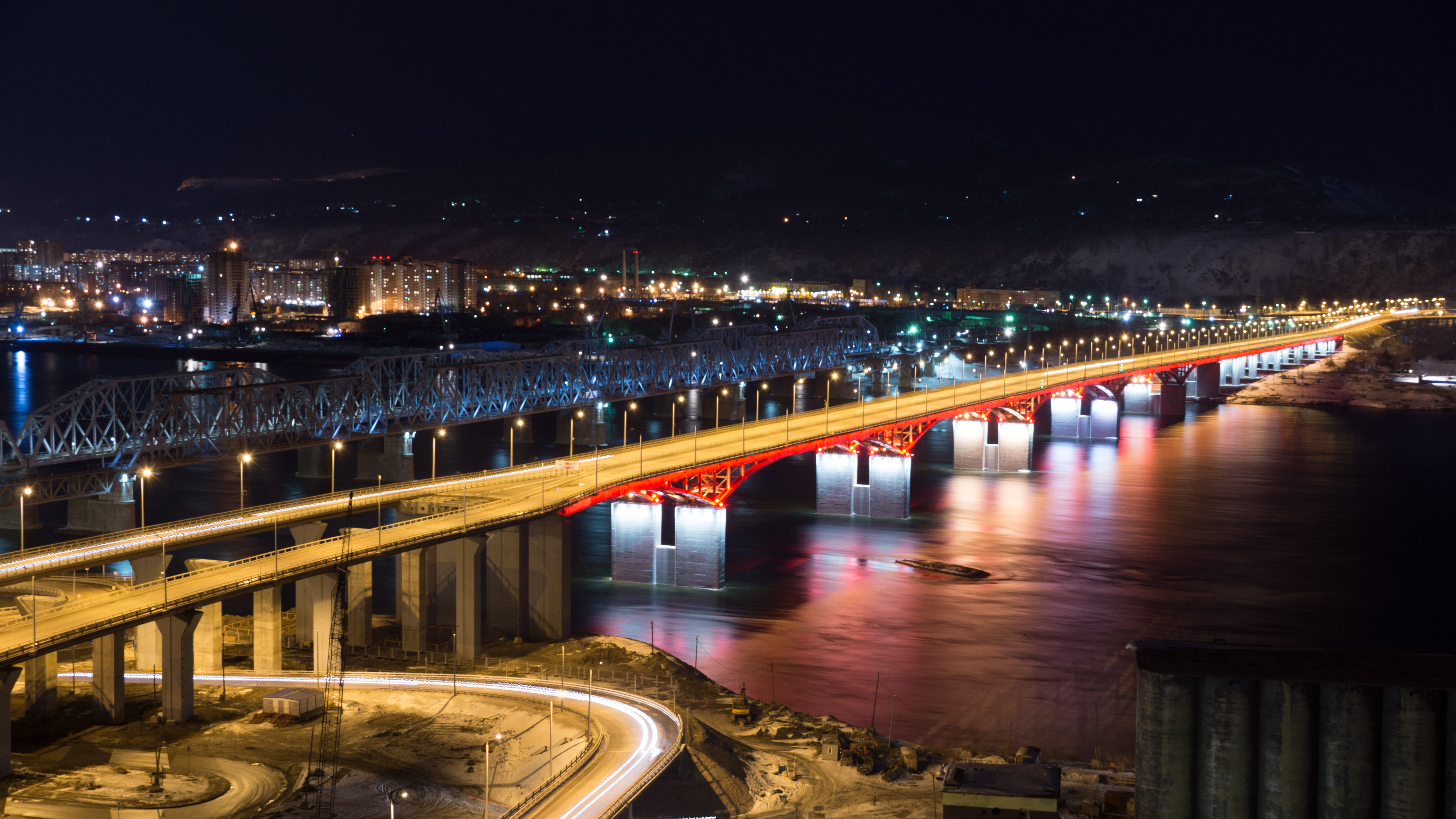
Николаевский мост
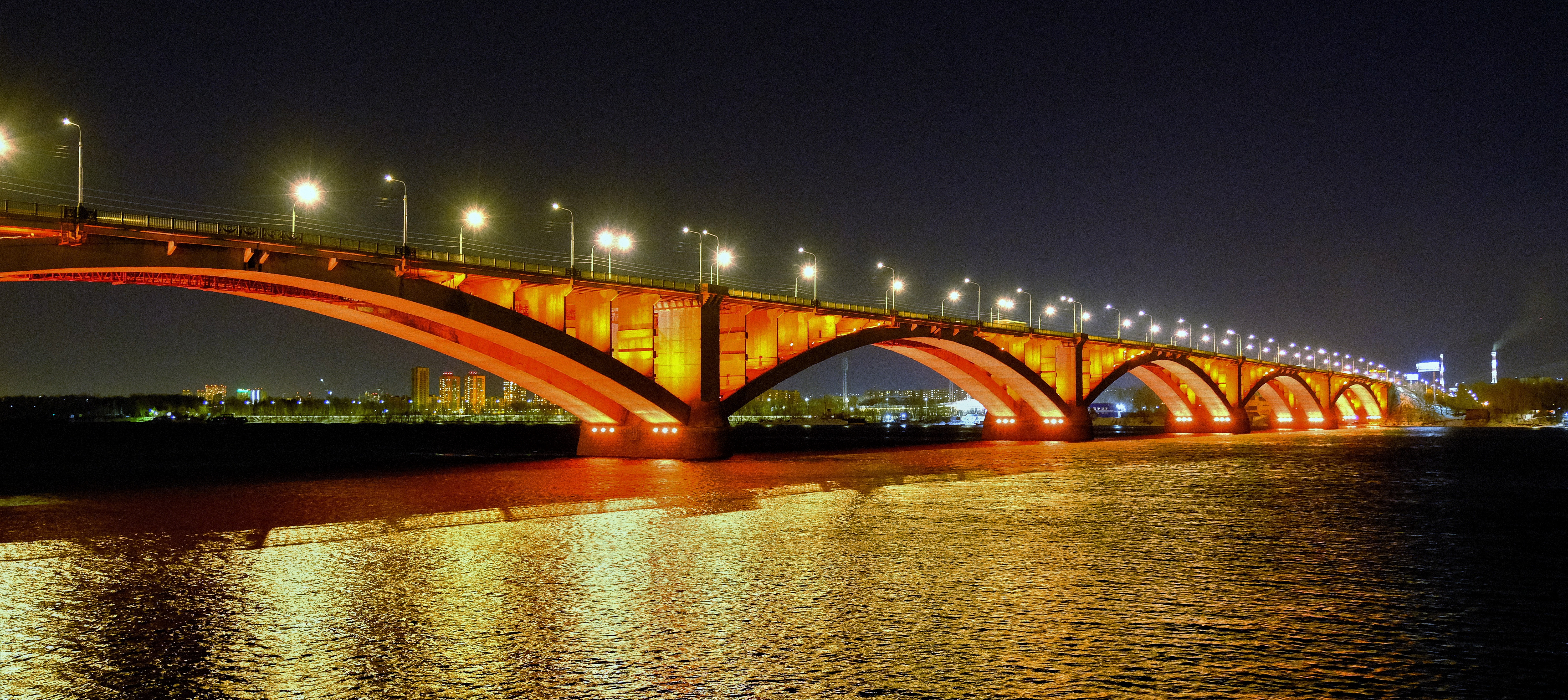
Коммунальный мост

### Железнодорожный транспорт

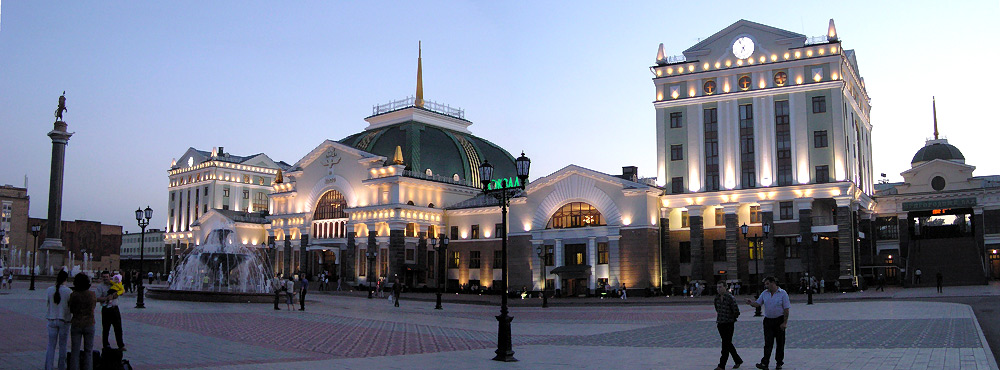
Красноярский железнодорожный вокзал

Через город проходит Транссибирская магистраль, осуществляется железнодорожное сообщение Абакан — Тайшет, Ачинск — Абакан, Красноярск — Богучаны, Ачинск — Лесосибирск. Красноярская железная дорога перевозит 3,2 млн пассажиров в дальнем сообщении и 13,3 млн в пригородном.

### Автомобильный
Через Красноярск проходит федеральная автодорога Р255 «Сибирь».
Начинаются федеральная автодорога Р-257 «Енисей» и региональная автодорога 04К-044 «Енисейский тракт» .

### Водный
По Енисею пассажирские суда ходят до Игарки, Дудинки, Дивногорска. Енисейское речное пароходство в 2005 году перевезло 3,3 млн тонн грузов и около 140 тысяч человек.
Здание красноярского речного вокзала (1948—1952 годы) является памятником архитектуры.

### Воздушный
Енисейский объединённый авиаотряд был организован в 1928 году.
Первый красноярский аэропорт Гидропорт располагался на острове Молокова. Именно оттуда выполнялись полёты в Арктику.
Второй аэропорт, получивший незадолго до закрытия именование Красноярск-Северный, располагался в 4 км от тогдашнего центра города. Он был одним из узлов воздушной трассы Алсиб, по которой осуществлялись поставки по ленд-лизу во время Второй мировой войны.

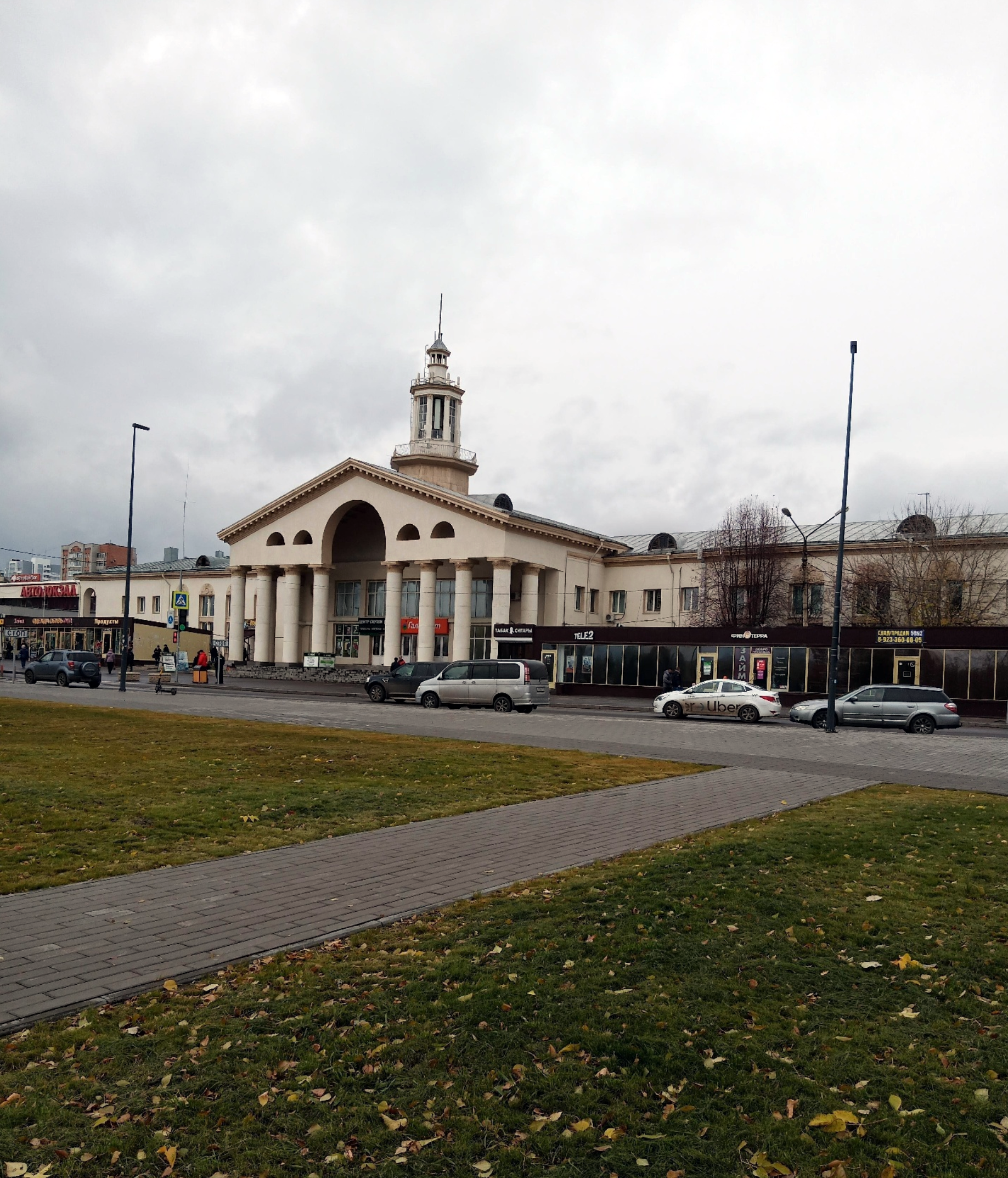
Аэровокзал аэропорта Красноярск-Северный, позже автовокзал

Расширяющийся город поглотил аэропорт, закрытый в 1988 году. Сейчас на его месте располагаются жилые кварталы, а на месте взлётно-посадочных полос — улицы.

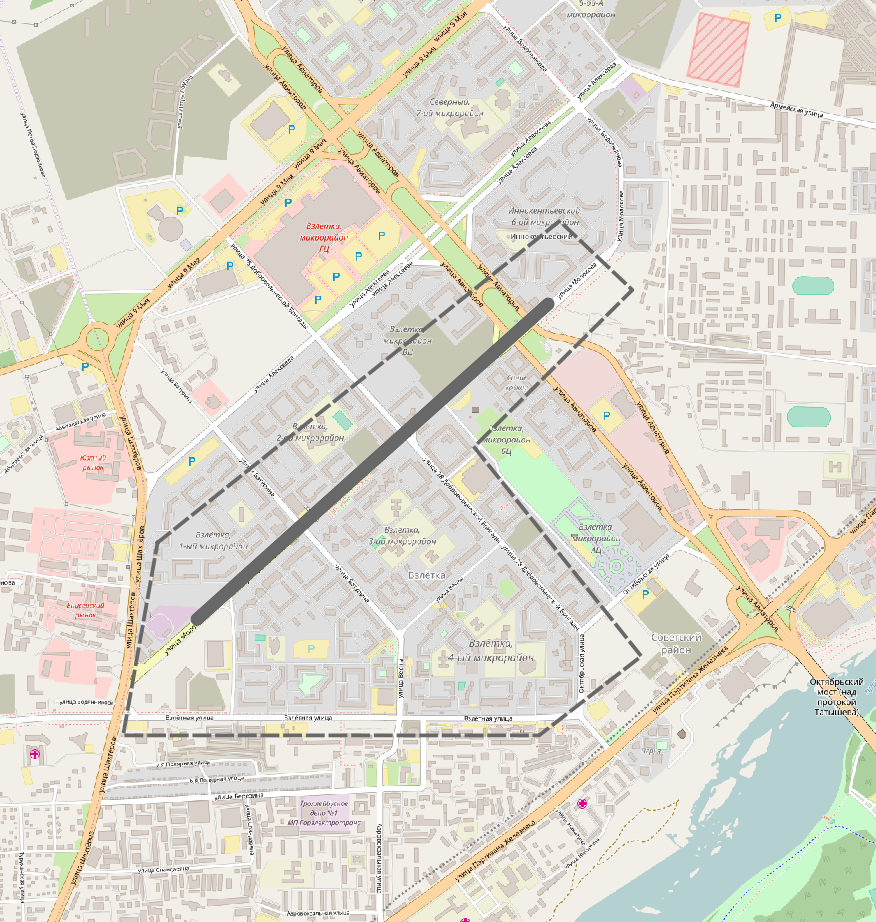
Местоположение прежнего красноярского аэропорта на современной карте города

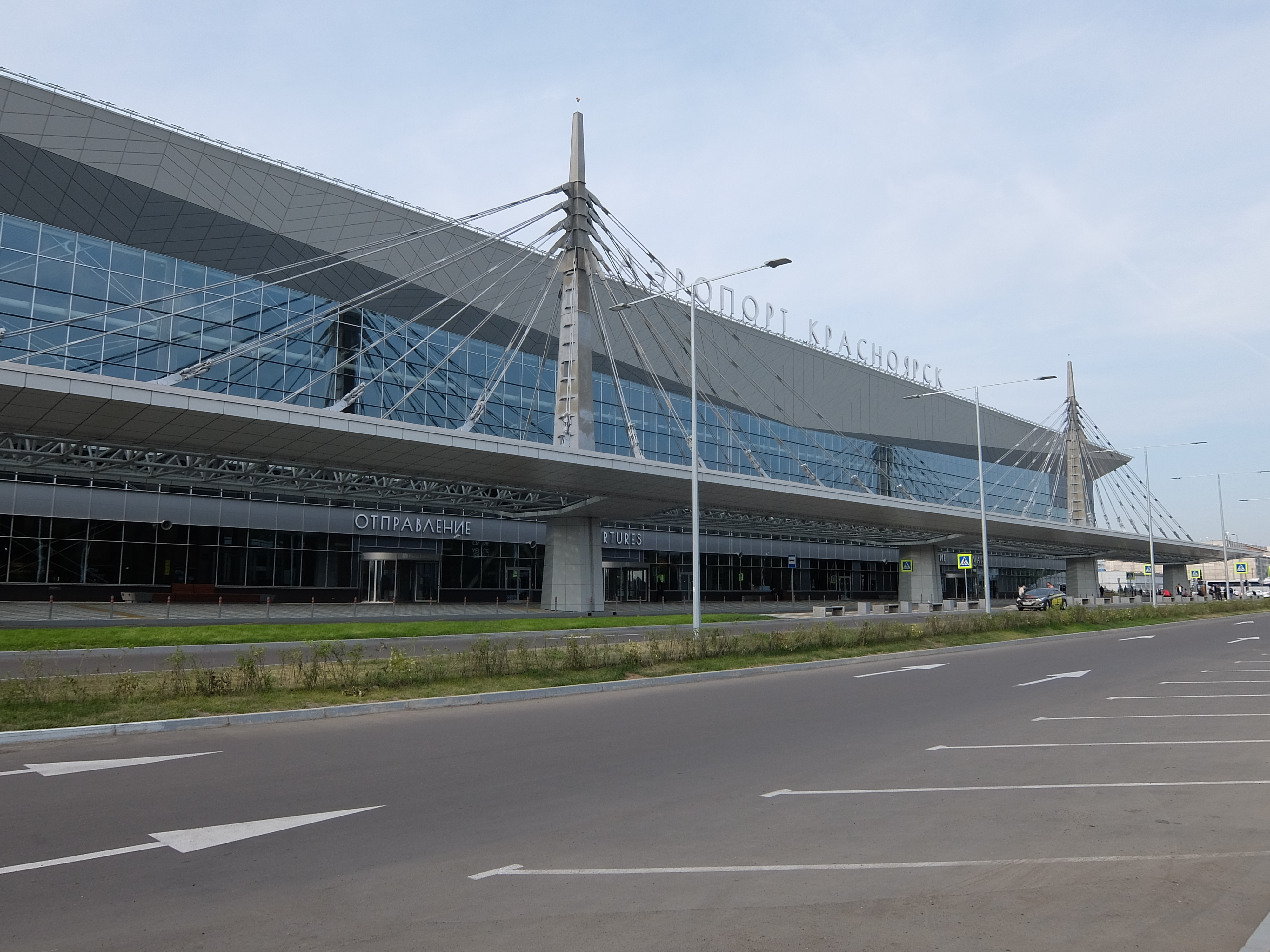
Международный аэропорт Красноярск (Емельяново)

В Красноярске существует два аэропорта: крупнейший в Восточной Сибири аэропорт Красноярск, осуществляющий как пассажирские, так и грузовые перевозки на международных и российских авиалиниях, и аэропорт местных воздушных линий Черемшанка. В аэропорту Черемшанка расположены также авиабазы МЧС и ГУВД. Взлётно-посадочная полоса аэропорта Емельяново — первая из трёх в России за Уралом, соответствующая II категории ИКАО.
С 1997 года до 2006 года авиакомпаниями различных стран было выполнено более 750 перелётов по кросс-полярным трассам. В 2008 году частота полётов по кросс-полярным трассам выросла до 400 рейсов в месяц. Планируется открытие аэропорта для иностранных перевозчиков по принципу «открытого неба». В проект развития грузового комплекса красноярского аэропорта Емельяново партнёры вложили более 750 миллионов рублей. Ожидается, что грузовая инфраструктура в аэропортах Емельяново и Шереметьево перейдёт в управление одной компании «Интерпорт». Её создают московские ГК «Кратос» и холдинг «Интеррос».
В феврале 2012 года начались подготовительные работы по строительству терминала. Закончить работы планировалось в 2016 году.
В октябре 2012 года специалисты Hochtief Airport, ООО «Спектрум-Холдинг» и архитектурного бюро Hintan Associates, проектирующие новый пассажирский терминал в красноярском аэропорту, передали руководству аэропорта проектную документацию в полном объёме.
В октябре 2012 года в аэропорту Емельяново был зарегистрирован полуторамиллионный пассажир. Всего в 2012 году пассажиропоток составил 1 млн 900 тыс. пассажиров. В 2013 году аэропорт обслужил более двух миллионов пассажиров.
В феврале 2013 года на Х Красноярском экономическом форуме были подписаны соглашения о развитии таможенно-логистического центра в аэропорту Красноярска и о развитии международного пассажирского и грузового хаба в аэропорту.
В перспективе возможно строительство железной дороги от станции Бугач до аэропорта для организации движения пассажирских поездов по принципу аэроэкспресса. По существующей дороге от станции Кача выполняются лишь грузовые перевозки.
В Красноярске, помимо Емельяново и Черемшанки, существует также частный аэродром Красноярск (Северный), имеющий одну асфальтобетонную взлётно-посадочную полосу длиной в одну тысячу метров.
Кроме того, в городе имеется три грунтовых аэродрома IV класса:
- частный, в Солнечном жилом массиве. Базируются три частных самолёта Ан-2;
- частный, на Кузнецовском плато, сразу за границей города. Бывший аэродром ДОСААФ.

Базируются учебно-тренировочные самолёты Як-52, вертолёт Ми-2;
- аэродром ДОСААФ «Манский» около села Шалинского, в 90 км от Красноярска. Три самолёта Ан-2.

### Транспортные компании
- Красноярская железная дорога
- Енисейское речное пароходство
- Красноярский речной порт
- Муниципальное предприятие «Гортранс»

## Средства массовой информации

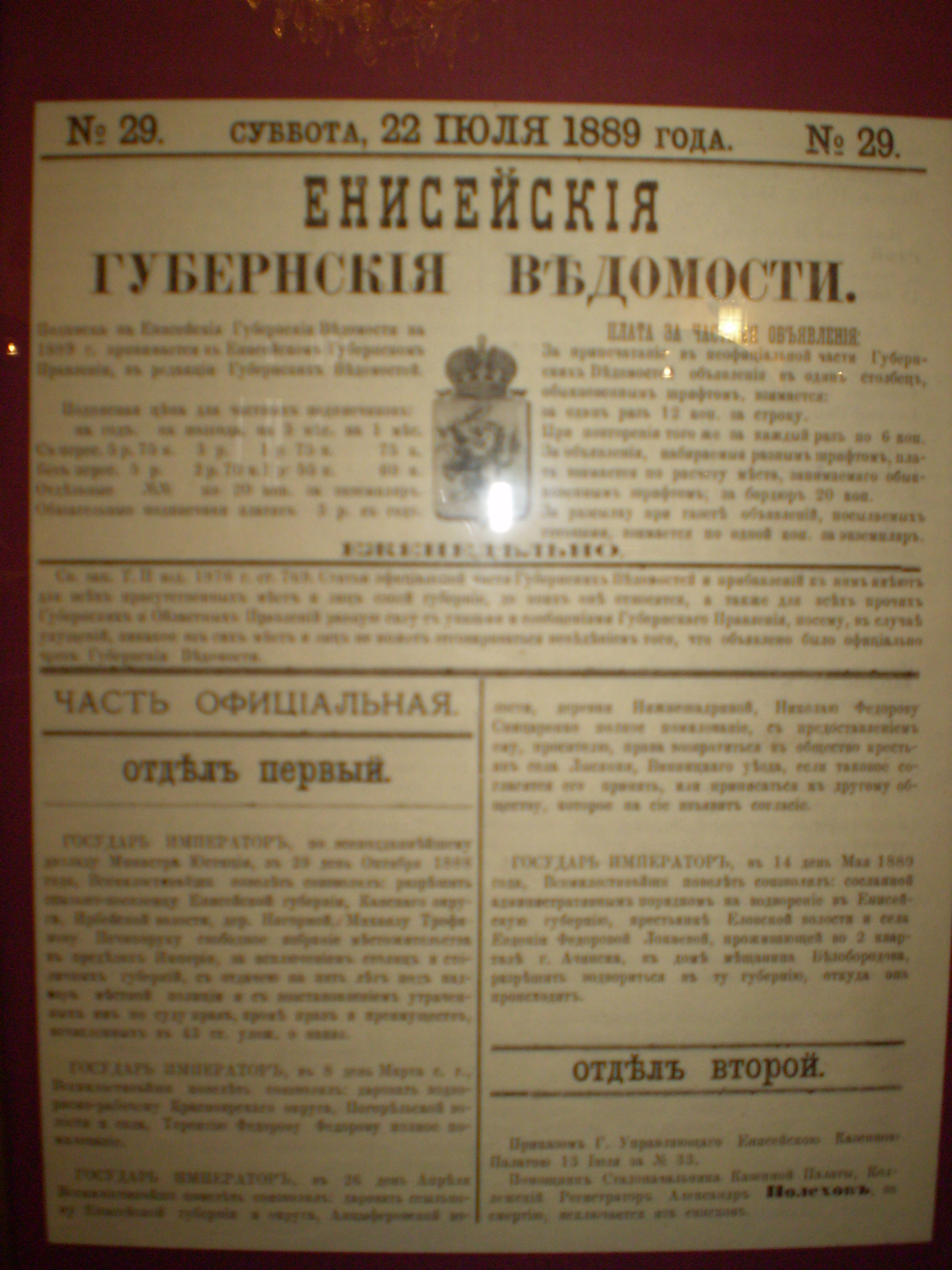
Енисейские губернские ведомости. 22 июля 1889 года. Красноярский литературный музей

В 1957 году была построена телевизионная башня, организован эксплуатационный коллектив, создана Красноярская студия телевидения. В Красноярске появился второй после Томского телецентр в Сибири. В том же году вышла первая телепередача красноярского телецентра.
Известные красноярские телекомпании — ГТРК «Красноярск», «Прима», «Афонтово», «ТВК», «7 канал», «Енисей», «Центр-Красноярск» и «8 канал — Красноярский край» (последний осуществляет своё вещание на территории Сибирского федерального округа и имеет лицензию федерального СМИ).
В 1980 году было принято решение о проектировании и строительстве телевизионной железобетонной башни высотой 241 метр на Николаевской сопке в Красноярске с отметкой над уровнем Енисея 500 метров. В 1987 году работы по проектированию объекта были завершены, а в следующем году началось её строительство. Были выполнены подготовительные объёмы работ и проложена дорога протяжённостью около километра к месту строительства башни. Однако в 1990 году в связи отсутствием финансирования строительство железобетонной телевизионной башни на Николаевской сопке было приостановлено.
В 1999 году в Красноярске начало работу первое в Сибири информационное агентство «Пресс-Лайн».
В 2005 году было подписано соглашение о развитии и модернизации сетей телевидения, радиовещания и связи в Красноярском крае. Согласно ему железобетонная башня на Николаевской сопке должна была появиться уже в 2008 году.
В 2013 году на территории передающего спутникового центра «Орбита» для перевода вещания на цифровой формат без согласования с урбанистами, некоторыми специалистами и общественностью неожиданно была построена телевизионная башня устаревшего, хотя и частично модернизированного проекта 3803 КМ высотой 199,4 метра.
Главными причинами, называемыми красноярской ГТРК, обусловившими такой весьма странный выбор места расположения башни, являются в первую очередь экономические соображения: у спутникового центра имеется налаженная инфраструктура.
В городе осуществляется передача первого и второго мультиплексов цифрового ТВ стандарта DVB-T2 — всего 20 каналов.
Первый номер газеты Енисейские губернские ведомости вышел 2 июля 1857 года. В 1889 году начала издаваться первая частная газета «Справочный листок Енисейской губернии». Старейшая газета «Красноярский рабочий» издаётся с 10 декабря 1905 года. В честь газеты названа главная улица правобережья проспект им. газеты «Красноярский рабочий».
Радиовещание в Красноярске началось в феврале 1928 года. С 2004 по 2018 год на центральных улицах города вещало «Уличное радио». 16 апреля 2012 года проводное радио прекратило своё вещание в некоторых районах города. В Красноярске работают 29 вещательных радиостанций.

## Связь
Первая в Красноярске телеграфная станция начала работу 18 ноября 1863 года. До этого на доставку почты в Европейскую часть России требовалось две-три недели. Первый телефон в городе появился в 1893 году в доме купца первой гильдии Н. Г. Гада́лова. Первая городская телефонная станция на пятьдесят номеров начала работать в Красноярске в 1896 году.
6 сентября 2008 года телефонная сеть Красноярска переведена на семизначную нумерацию.
Первые цифры городских номеров — «двойка» и «девятка».
В июне в Красноярске был открыт флагманский офис продаж и обслуживания абонентов «Ростелеком» — первый в Сибирском федеральном округе и четвёртый на территории России.
Услуги фиксированной (стационарной) телефонной связи в Красноярске предоставляет более тридцати операторов, крупнейшие из которых «Ростелеком», «Билайн» (СЦС «Совинтел»), «Эр-Телеком», «ТТК», «Искра», «Мобилон», «Энфорта», «Интертакc».
Услуги сотовой связи в городе предоставляют четыре оператора: «Билайн», «МегаФон», «МТС» и «Tele2». В 2004 году была упразднена компания «Сибчелендж», а в 2015 году — «ЕТК».
В городе около 50 интернет-провайдеров, крупнейшие из них: «Ростелеком», Дом.ru, «ТТК», «Билайн», «Игра-Сервис», «Telecoma», «Multima», «Axioma», «4LINE», «SiberiaNet», «Орион телеком».
В Красноярске действует более 100 точек бесплатного Wi-Fi в общественных местах. Ко дню 385-летнего юбилея Красноярска зону покрытия публичным Wi-Fi планировалось значительно расширить, не менее 385 точек подключения. В дальнейшем планировалось увеличить количество точек подключения до 10 тысяч, охватив все улицы города. Сделать это планировалось к 2019 году — проведению в городе Всемирной Зимней Универсиады.

## Спорт
Первым в Красноярске в 1911 году было создано гимнастическое общество «Сокол». В августе 1912 года состоялись первые футбольные соревнования.
На территории Красноярска расположены: 3 дворца спорта, 15 стадионов, 11 плавательных бассейнов, 208 спортивных залов, 46 лыжных баз, комплекс трамплинов, среди которых самый большой в России — стометровый.
В Красноярске в 1974 году проводилась Зимняя Спартакиада народов РСФСР, в 1982 и 1986 годах проводились Зимние Спартакиады народов СССР. В 1996 году чемпионат мира по спидвею, в 1997 году чемпионат мира по вольной борьбе, в 2007 году Кубок мира по вольной и женской борьбе, чемпионаты России по шахматам в 2003 году и 2007 году. Проходили этапы Кубка России по велотриалу 2011 и 2012 годов.
В городе проходит международный турнир по вольной борьбе на призы Бувайсара Сайтиева, международный турнир по вольной борьбе Гран-При «Иван Ярыгин».
Ежегодно проводится международный квалификационный турнир по спортивным бальным танцам «Огни большого города» — единственное за Уралом событие танцевального спорта такого уровня.
В ноябре 2013 года в Красноярске проходил 49-й чемпионат мира по боулингу.
В XXI веке в Красноярске, крупном центре студенчества и зимних видов спорта, была выдвинута и поддержана федеральными властями инициатива проведения первой в России зимней Универсиады
Красноярск считается неофициальной столицей российского регби. В городе базируются два профессиональных клуба, выступающие в российской Регбийной премьер-лиге: Красный Яр и Енисей-СТМ, каждый из которых много раз становился чемпионом России. Красный Яр становился чемпионом в 1990, 1991, 1994—1998, 2000, 2001, 2013, 2015 годах, Енисей-СТМ в 1999, 2002, 2005, 2011, 2012, 2014, 2016—2022. Сборная России нередко проводит свои матчи в Красноярске. Первый в истории российского регби еврокубковый матч был сыгран тоже в Красноярске, в Европейском Регбийном Кубке Вызова в ноябре 2015 Енисей-СТМ принимал ирландский Коннахт. Также в Красноярске есть ряд любительских, студенческих и ветеранских команд. В первом розыгрыше всероссийской любительской Федеральной лиги в 2013 году победителем и серебряным призёром стали клубы из Красноярска. В апреле 2019 года состоялось открытие реконструированного стадиона «Авангард», ставшего первым в России регбийным стадионом с игровым полем, соответствующим стандартам Международного совета регби (World Rugby). После модернизации спортивный комплекс приобрёл статус Регионального центра по регби.
Красноярский клуб по хоккею с мячом «Енисей» четырнадцать раз становился чемпионом СССР и России (1980—1989, 1991, 2001, 2014, 2015, 2016), трижды выигрывал командный Кубок мира (1982, 1984, 2011).
В Красноярске развиты: скалолазание, вольная борьба, регби, хоккей с мячом, альпинизм, спелеология, лыжный спорт, биатлон, пауэрлифтинг, парапланеризм, сноукайтинг, воздухоплавание, гимнастика, спортивные танцы и другие виды спорта. Постепенно, благодаря энтузиастам, начинает развиваться любительский хоккей с шайбой.
Спортивные сооружения Красноярска: Центральный стадион (проект засл. архитектора РСФСР В. В. Орехова) — крупнейший стадион за Уралом, Стадион «Енисей», Стадион «Авангард», Стадион «Красный Яр» Дворец спорта им. Ивана Ярыгина, Ледовый дворец спорта «Арена-Север», Академия биатлона, Дворец экстремальных видов спорта «СпортЭкс», горнолыжный комплекс Бобровый лог, горнолыжный комплекс «Каштак», кластер «Сопка», лыжный стадион «Ветлужанка», биатлонный стадион «Динамо», гоночная трасса «Красное кольцо» и др.

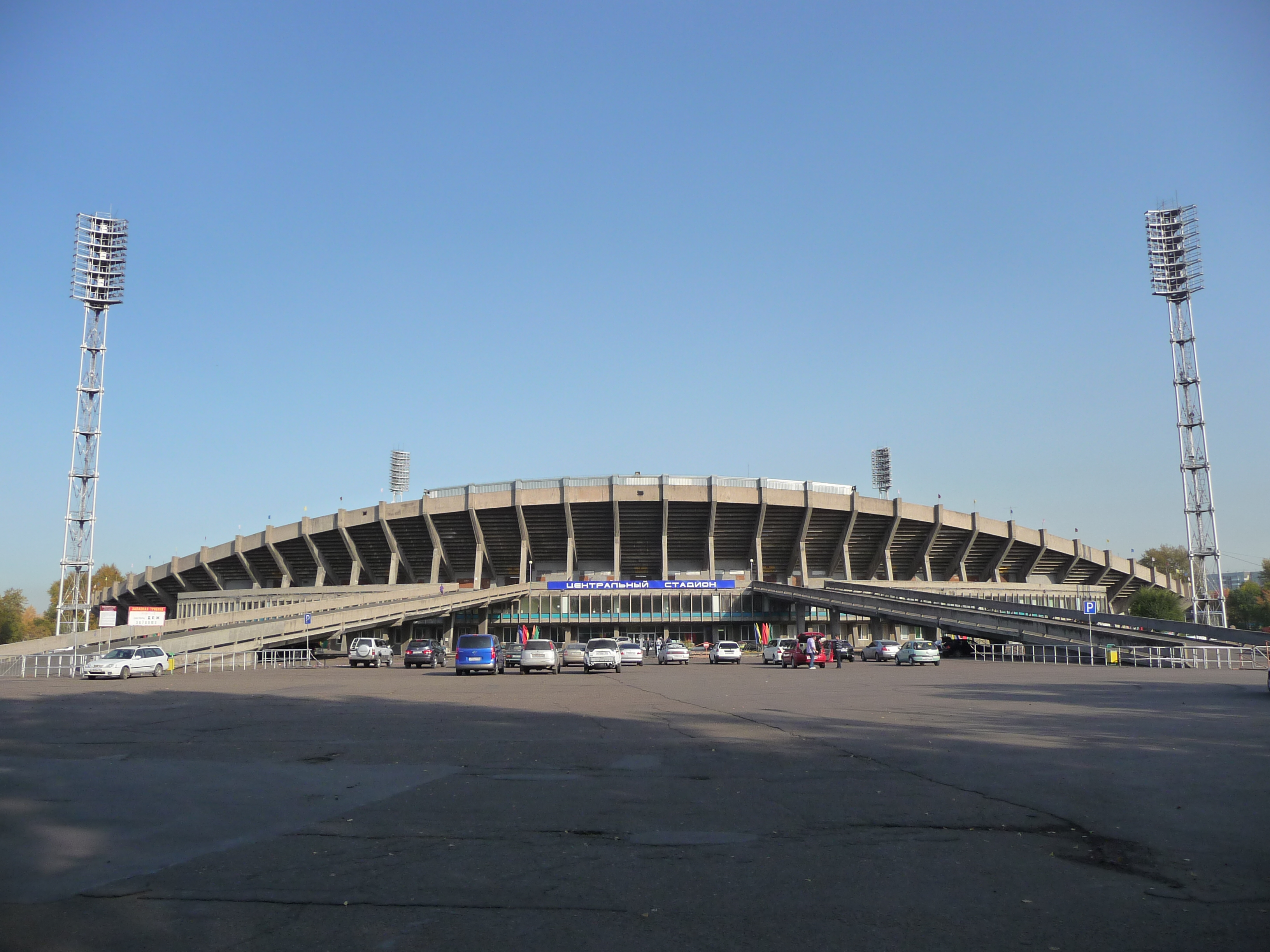
Центральный стадион Красноярска на острове Отдыха. 1967 год
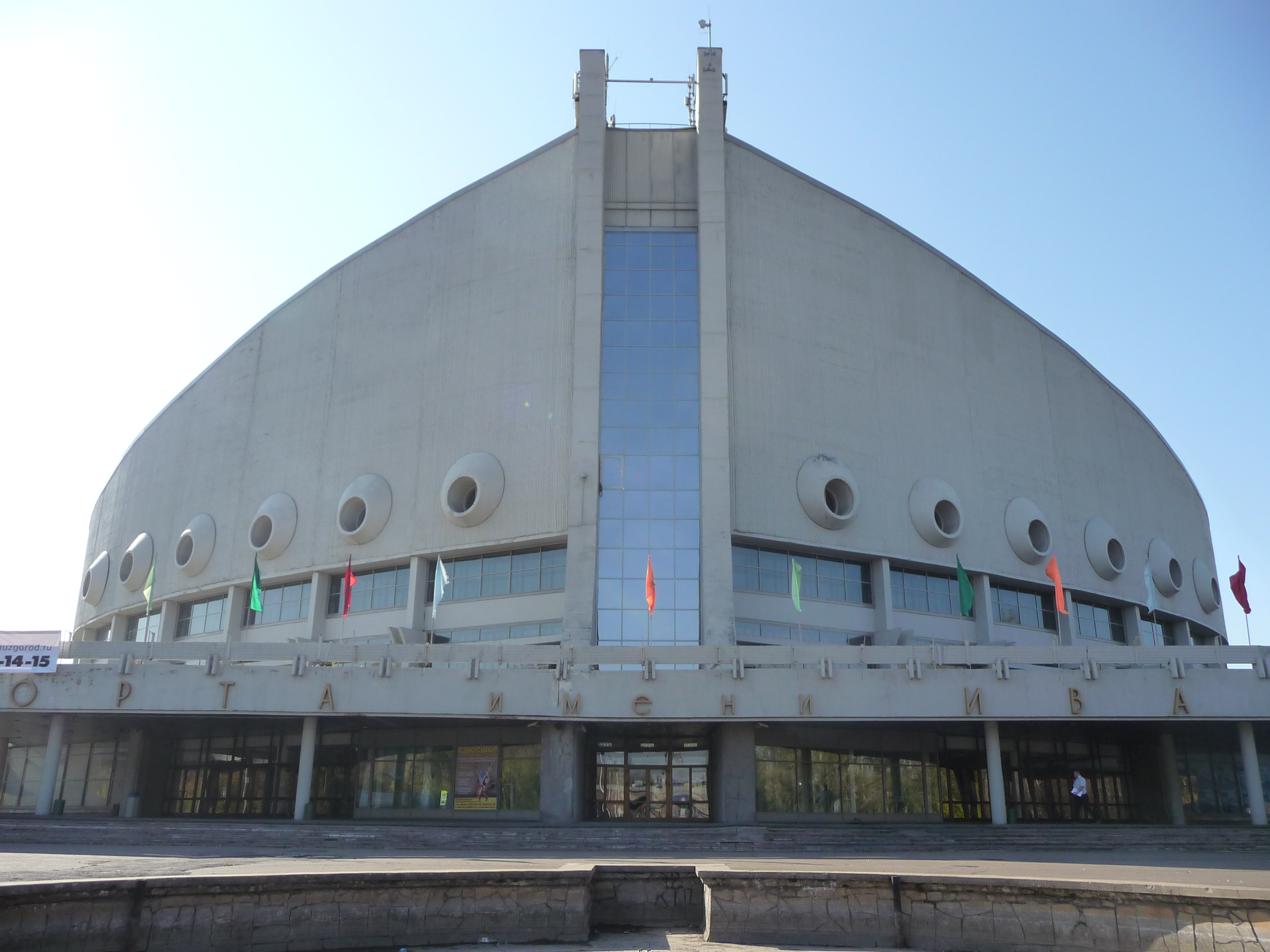
Дворец спорта имени Ивана Ярыгина. 1982 год
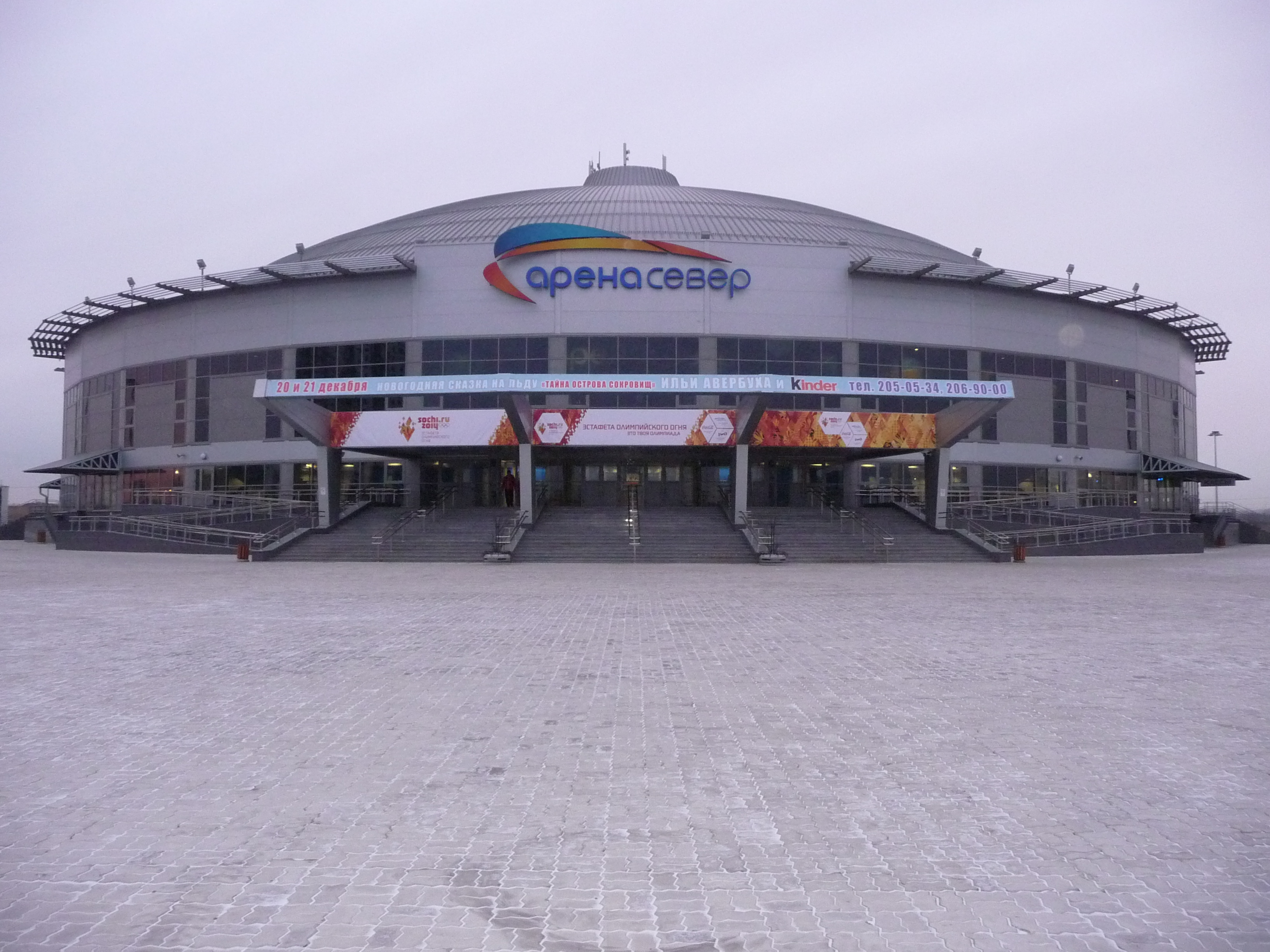
Дворец спорта «Арена Север». 2011 год
- Стадион «Енисей»

Профессиональные спортивные клубы Красноярска:
| Команда           | Вид спорта      | Стадион                              | Тренер                                               |
| ----------------- | --------------- | ------------------------------------ | ---------------------------------------------------- |
| Красный Яр        | Регби           | «Красный Яр»                         | Игорь Николайчук                                     |
| Енисей-СТМ        | Регби           | «Авангард»                           | Александр Первухин                                   |
| Енисей            | Футбол          | «Центральный», «Футбол-Арена Енисей» | Артём Горлов                                         |
| Енисей            | Баскетбол       | «Арена-Север»                        | Дражен Анзулович (Мужчины) Ольга Шунейкина (Женщины) |
| Енисей            | Волейбол        | Дворец спорта им. Ивана Ярыгина      | Юрий Филиппов (Мужчины) Сергей Глотов (Женщины)      |
| Енисей            | Хоккей с мячом  | «Енисей»                             | Виталий Ануфриенко                                   |
| Сокол             | Хоккей с шайбой | Платинум-Арена Красноярск            | Павел Десятков                                       |
| Бирюса            | Хоккей с шайбой | ДК «Первомайский»                    | Александр Ведерников                                 |
| Красноярские Рыси | Хоккей с шайбой | Платинум-Арена Красноярск            | Евгений Чернов                                       |

## Религия
Русская православная церковьКрасноярская митрополия включает в себя Красноярскую, Енисейскую, Канскую, Минусинскую и Норильскую епархии. Правящий архиерей — митрополит Красноярский и Ачинский Пантелеимон. Красноярск — среди немногих городов России, где находил временное пристанище Пояс Пресвятой Богородицы.
Кафедральный собор Красноярской митрополии — Покровский кафедральный собор; наличествуют также собор Рождества Христова, Благовещенский собор Благовещенского женского монастыря, храм Успения Пресвятой Богородицы Свято-Успенского мужского монастыря, Троицкий собор, Благовещенская церковь, другие храмы; к 400-сотнему юбилею города (2028 год) планируется восстановить Богородице-Рождественский собор.
Католическая церковьприходы Преображения Господня и Святого Семейства.
Армянская апостольская церковьцерковь Святого Саркиса, церковь Сурб Арутюн.
Церковь евангельских христиан-баптистов.
Единое духовное управление мусульман Красноярского края; Соборная мечеть Красноярска.
Большинство каменных храмов Красноярска утрачены — Воскресенский собор, Богородице-Рождественский собор, Всехсвятский храм и другие.

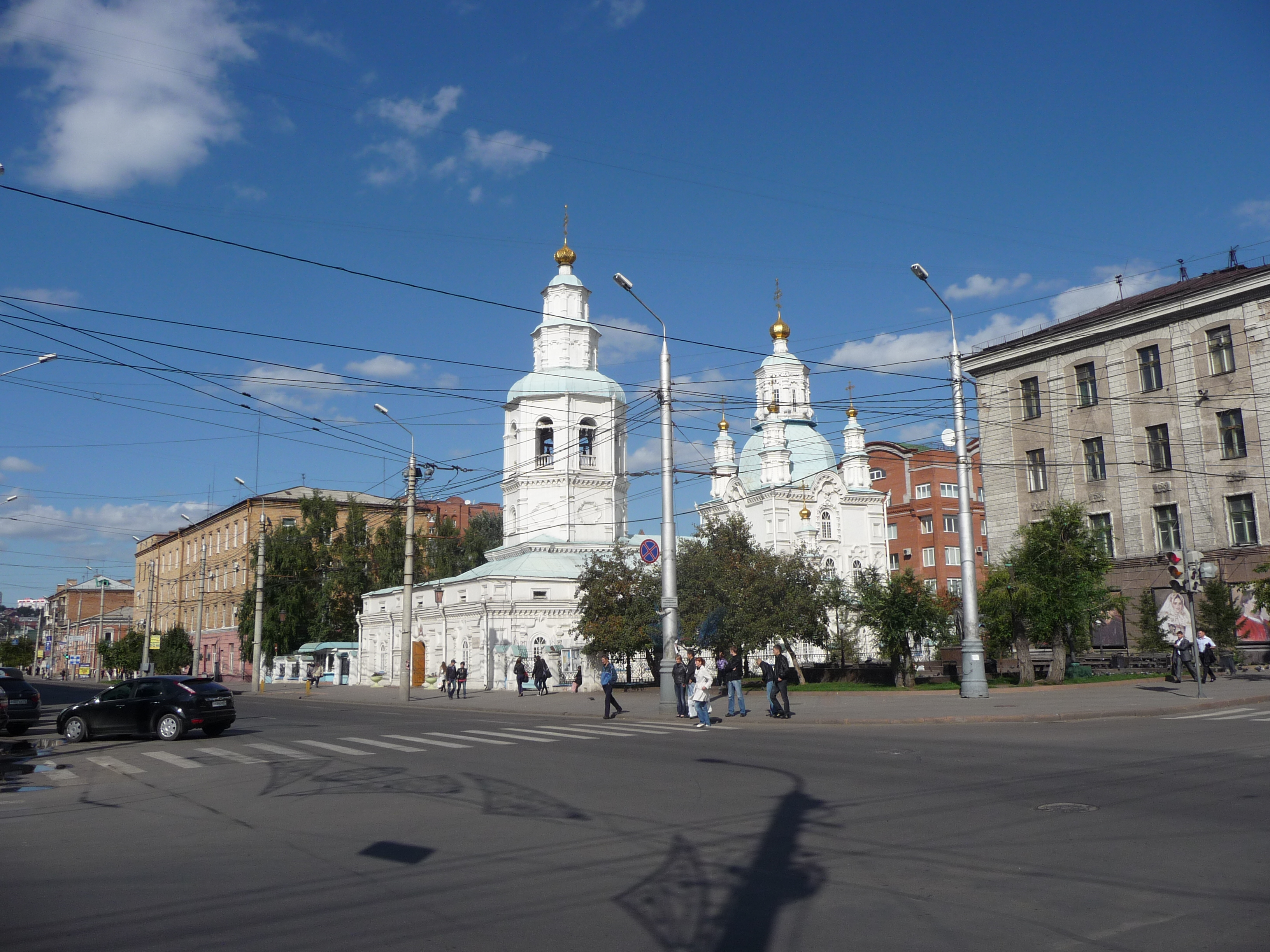
Покровский кафедральный собор
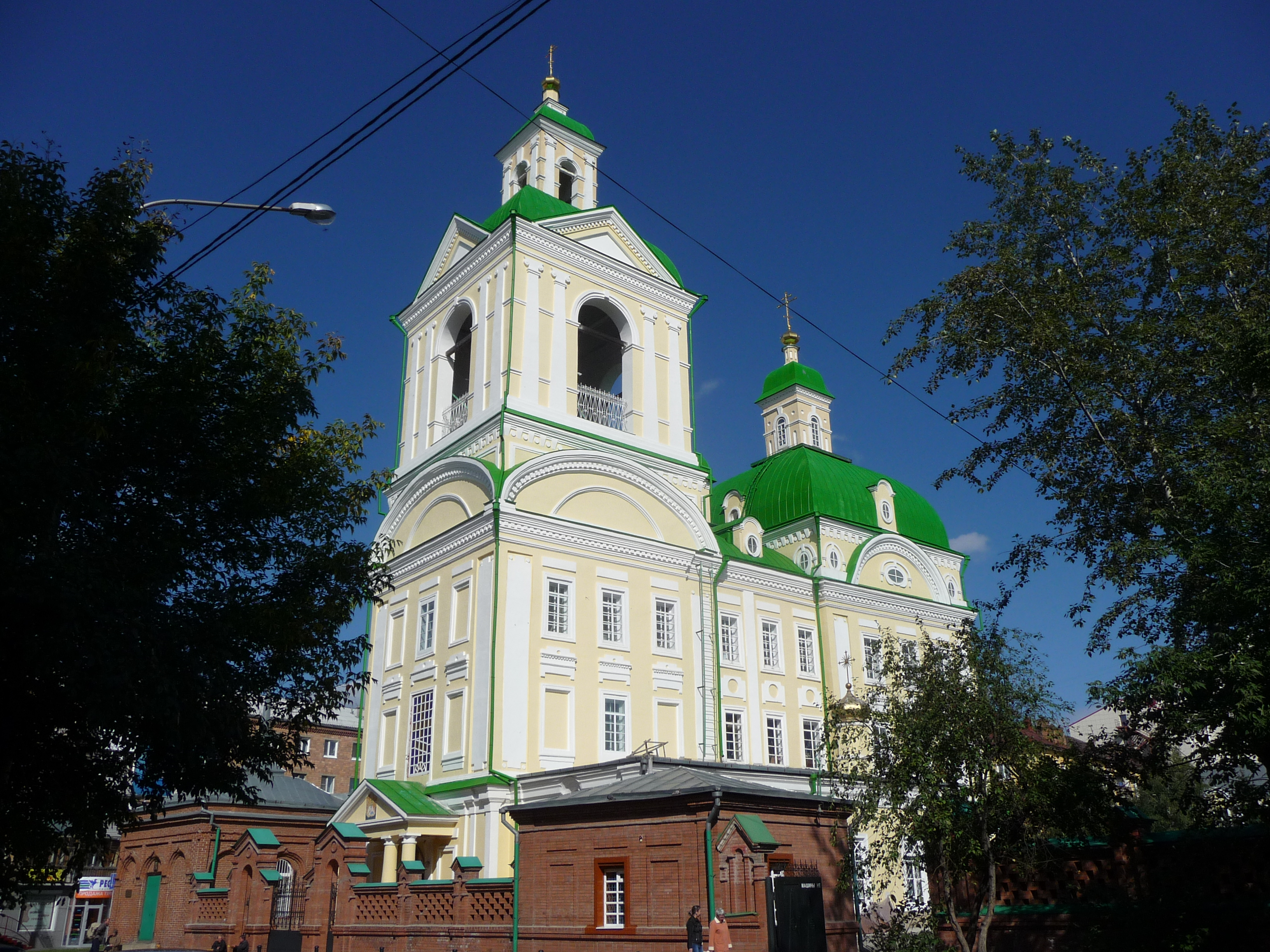
Благовещенский собор
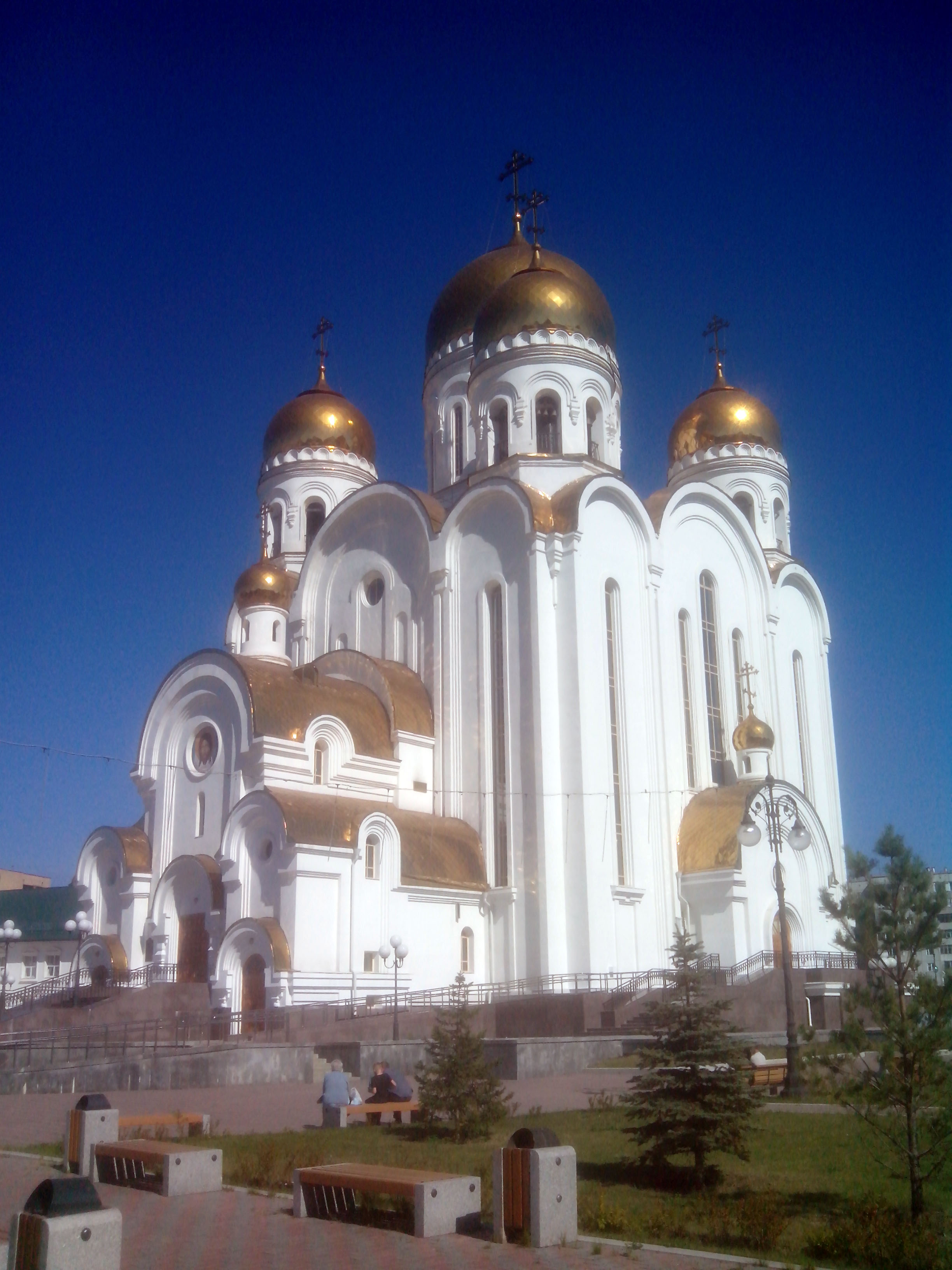
Храм Рождества Христова
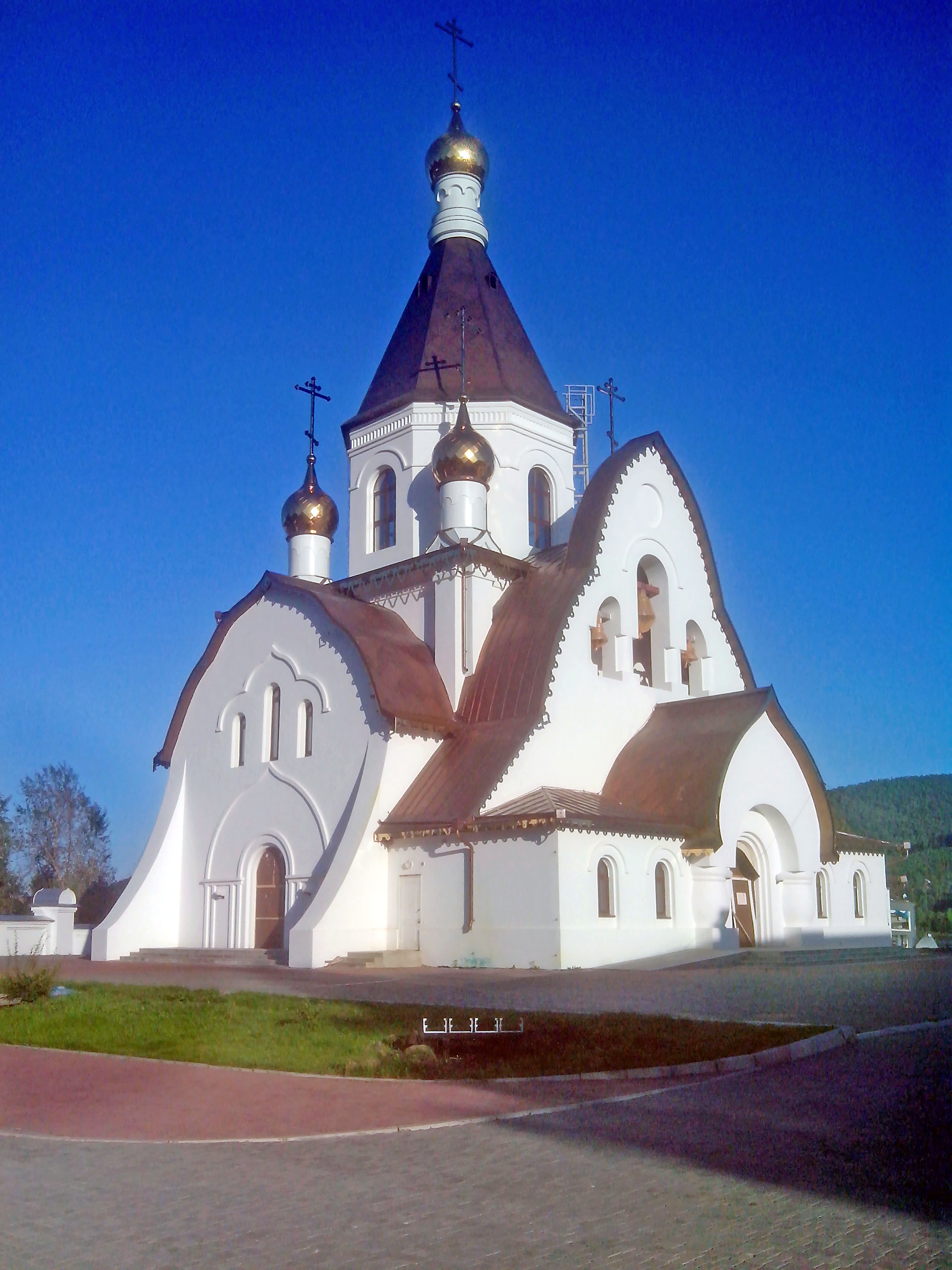
Свято-Успенский мужской монастырь
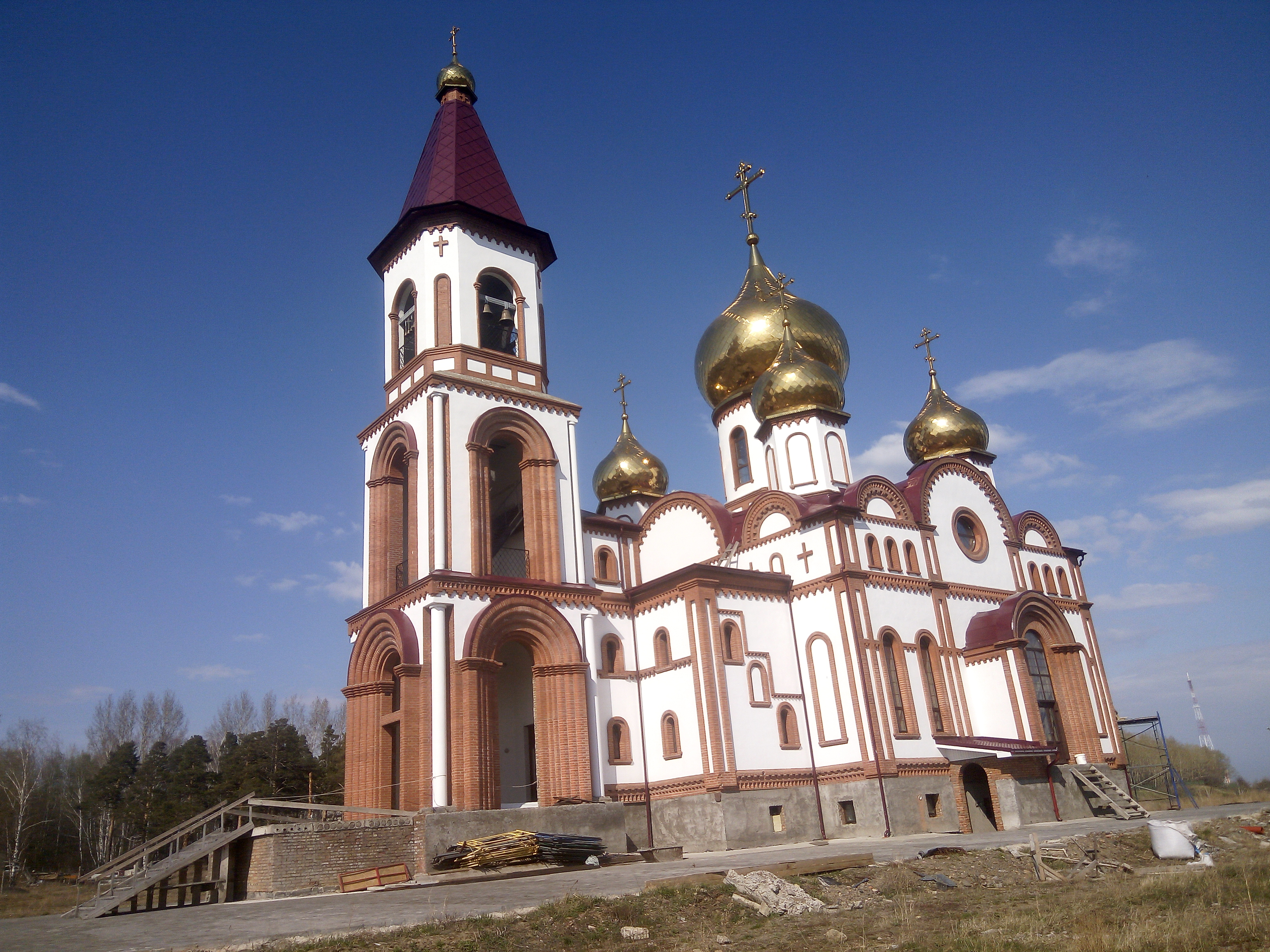
Храм Новомучеников и Исповедников Российских
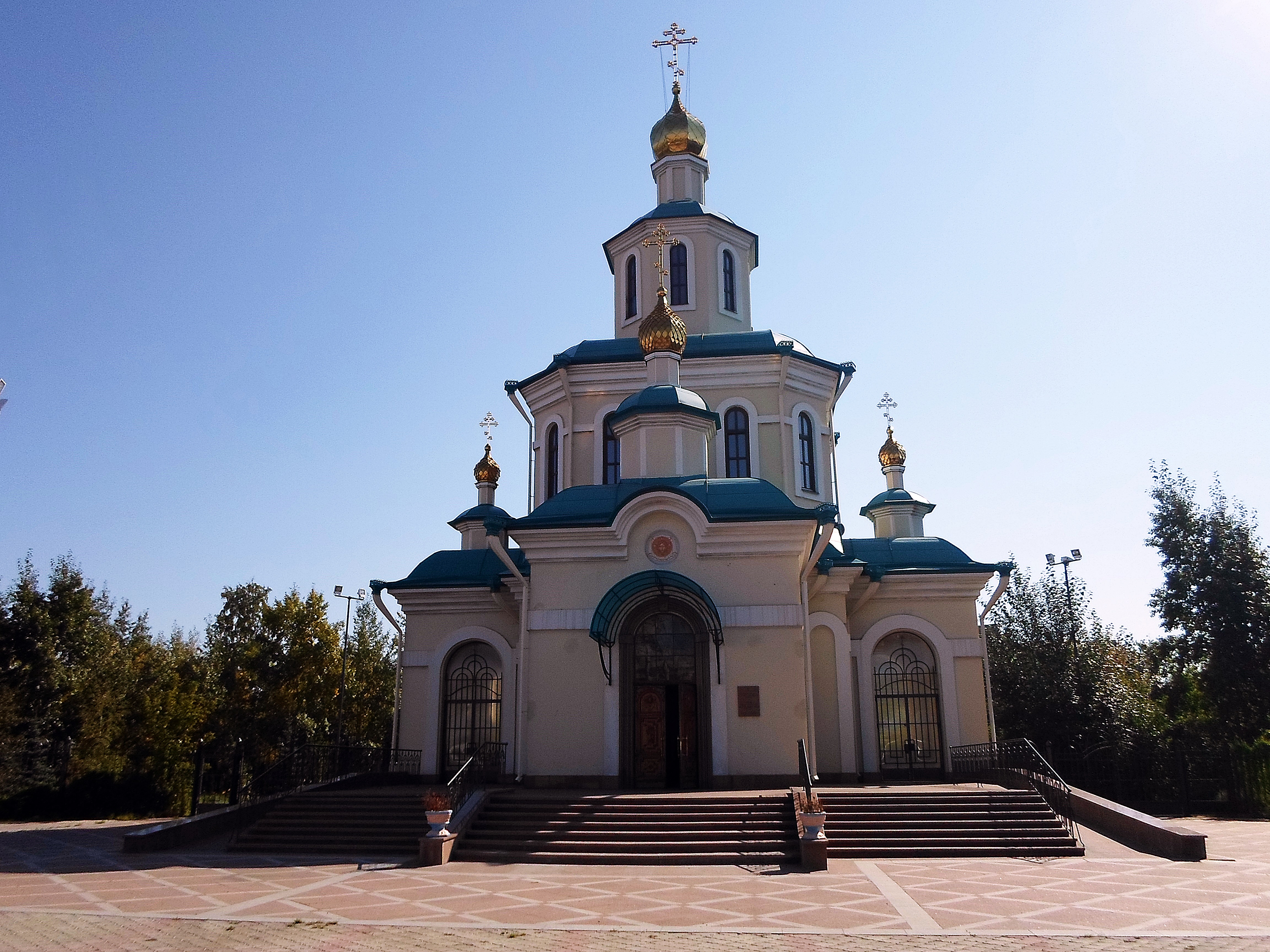
Софийский храм
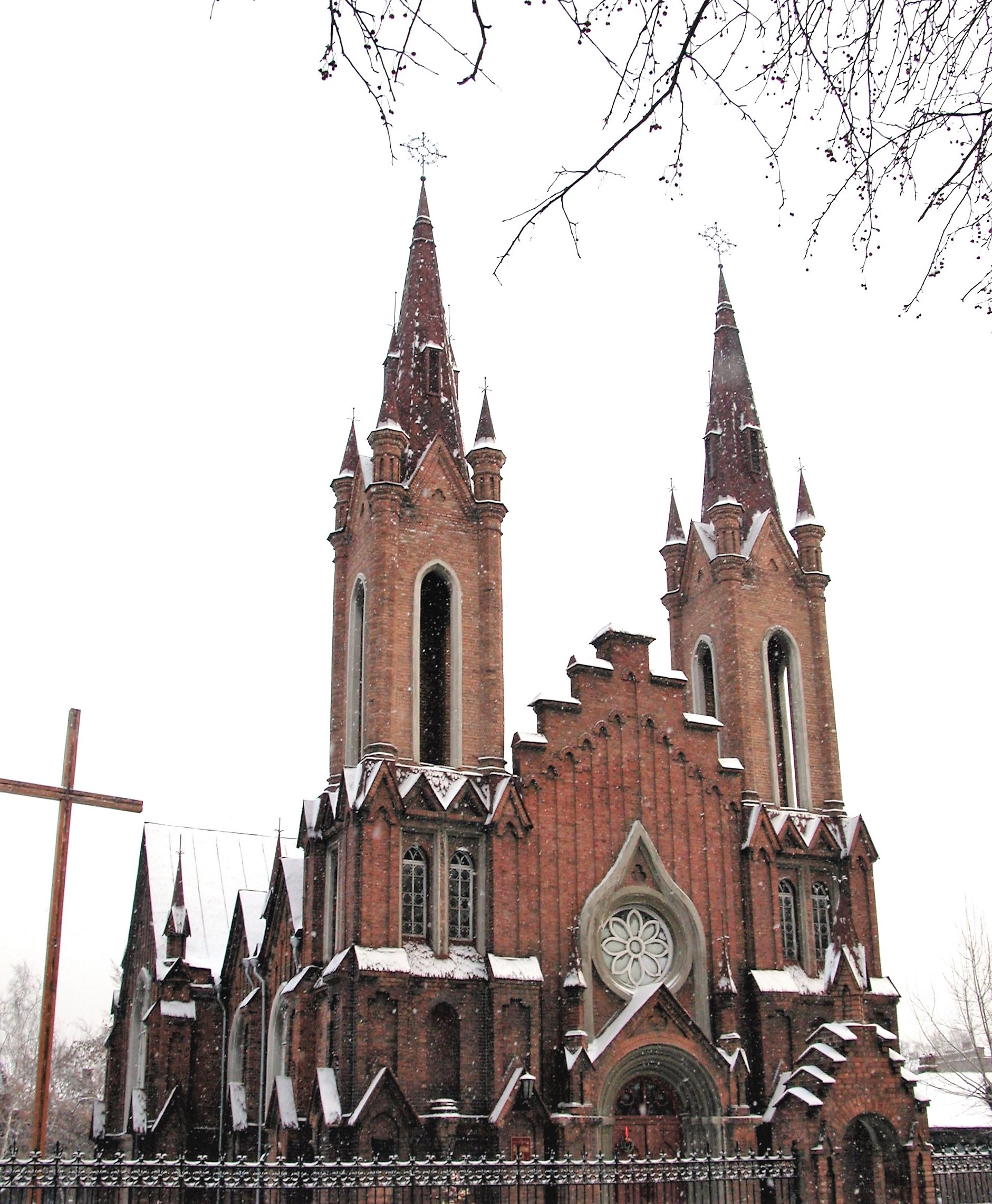
Бывший католический костёл — ныне Органный зал

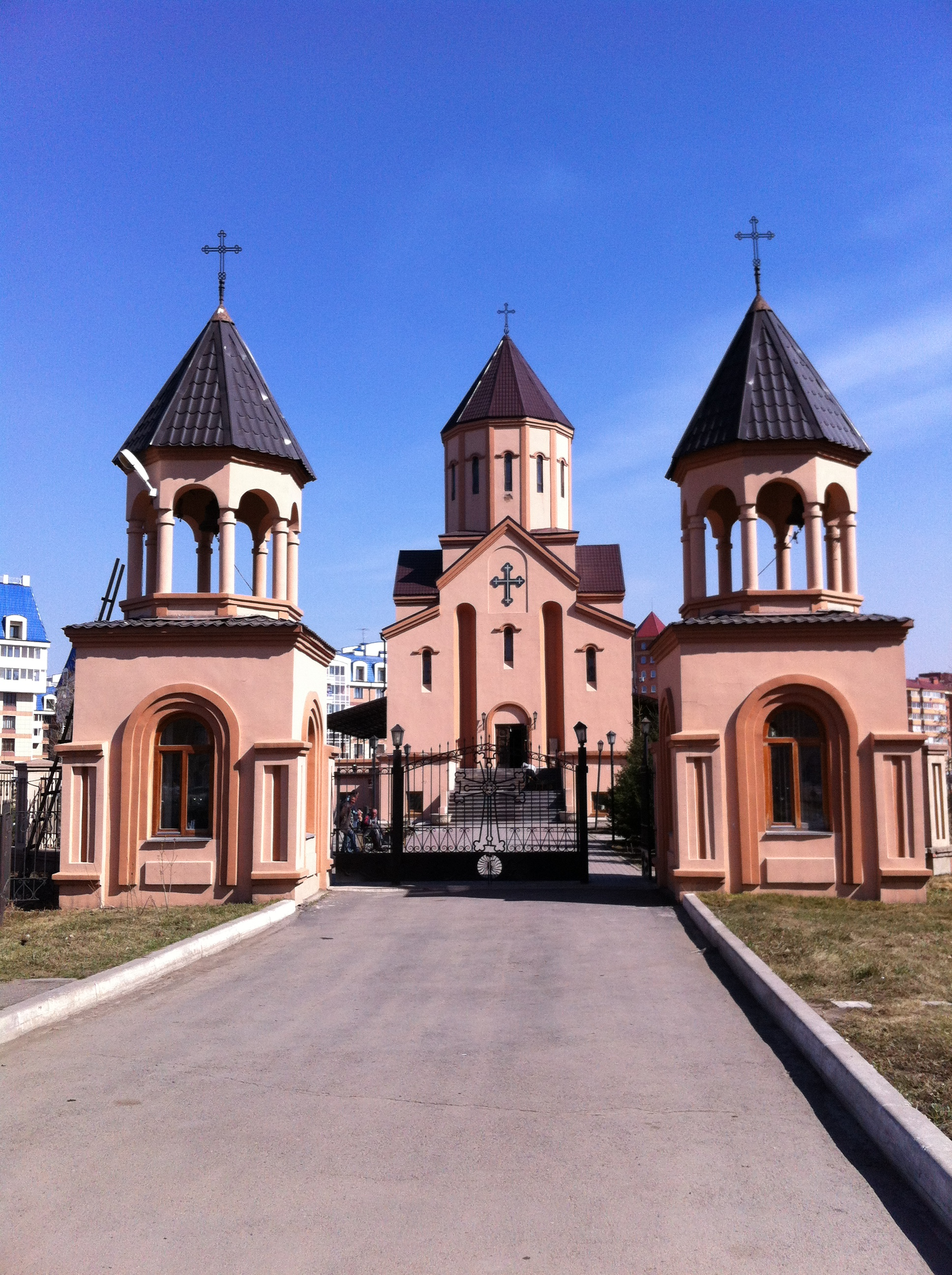
Церковь Святого Саркиса Армянской апостольской церкви
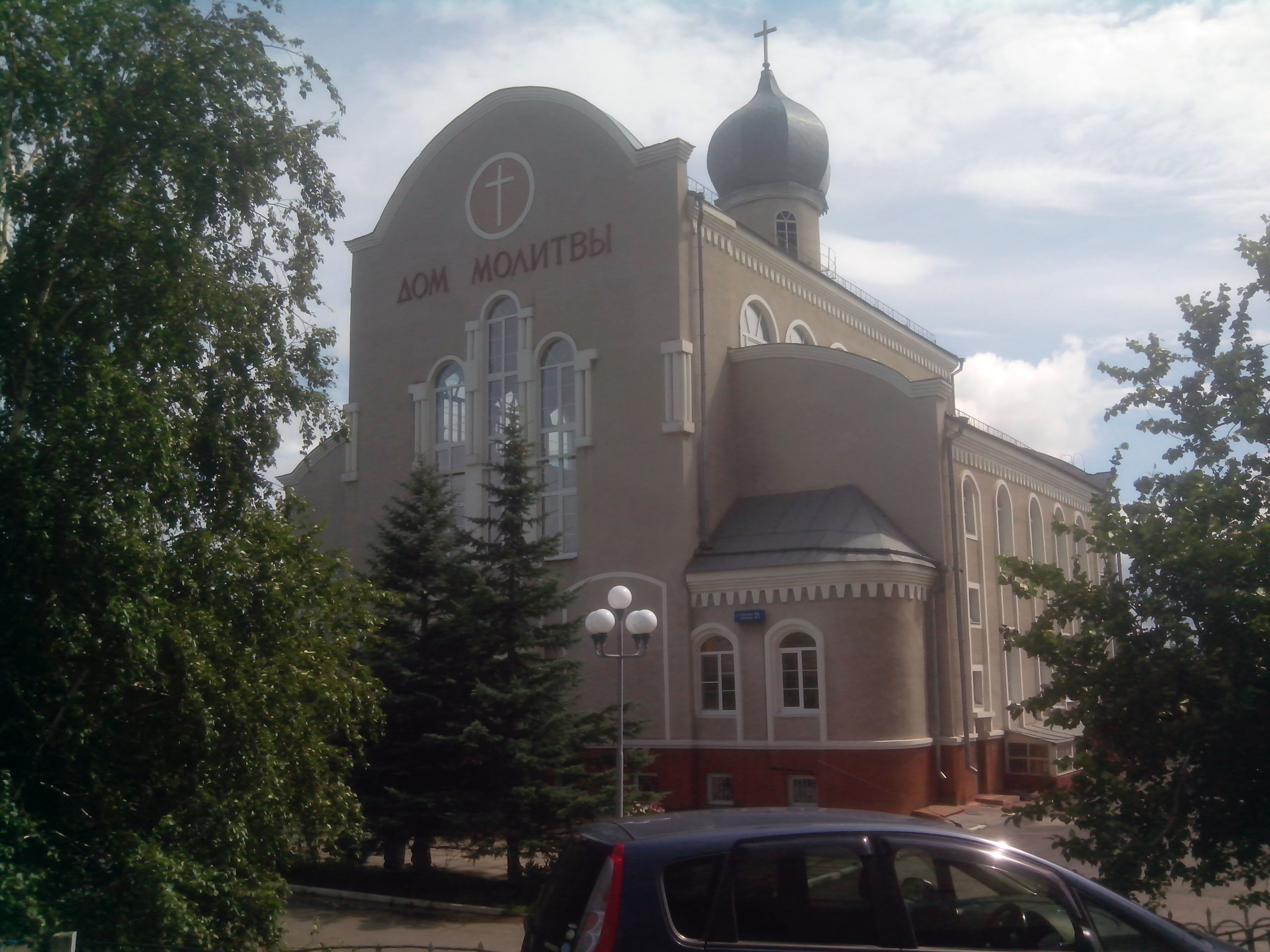
Дом молитвы евангельских христиан-баптистов
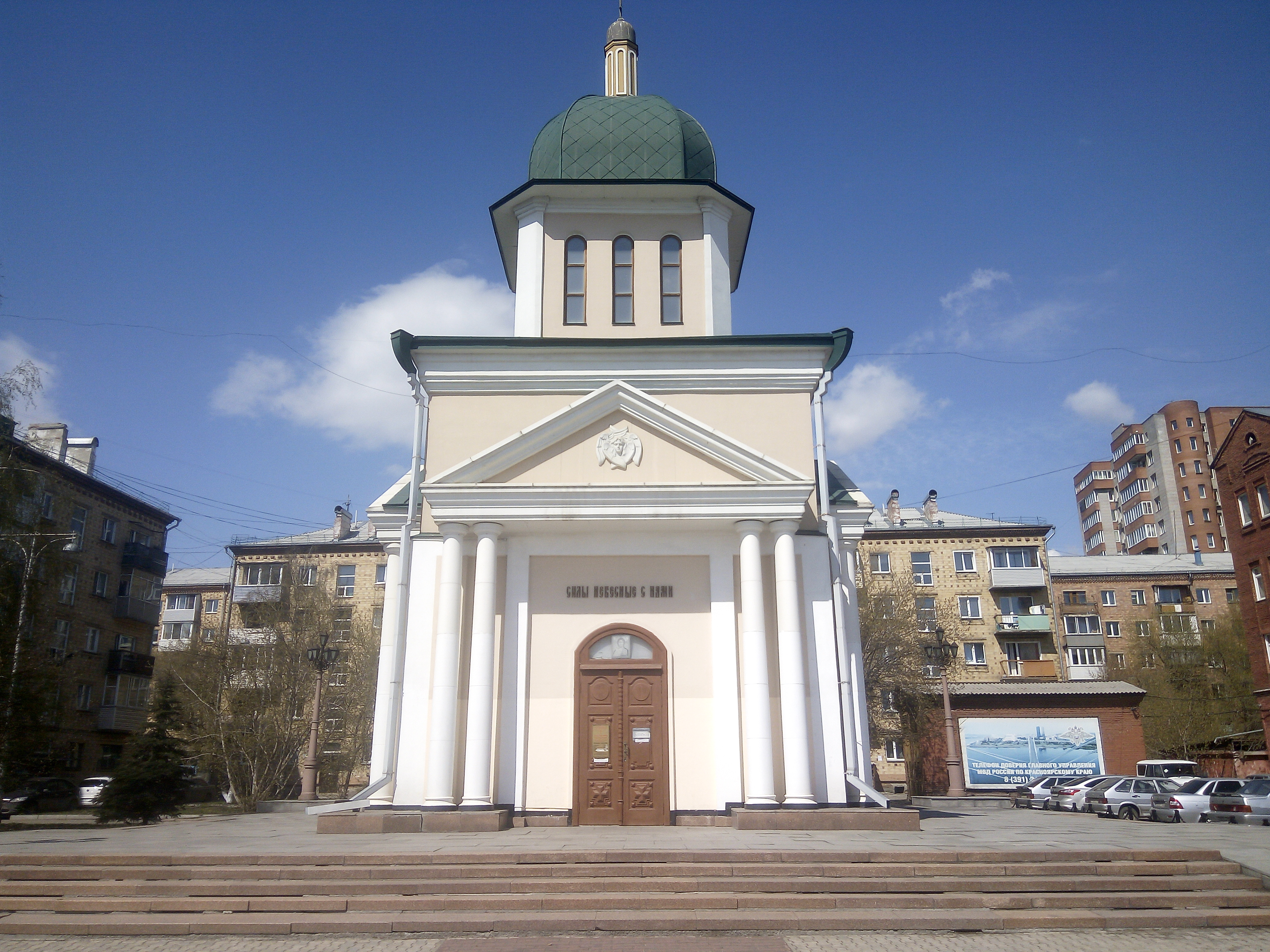
Часовня в память погибших милиционеров
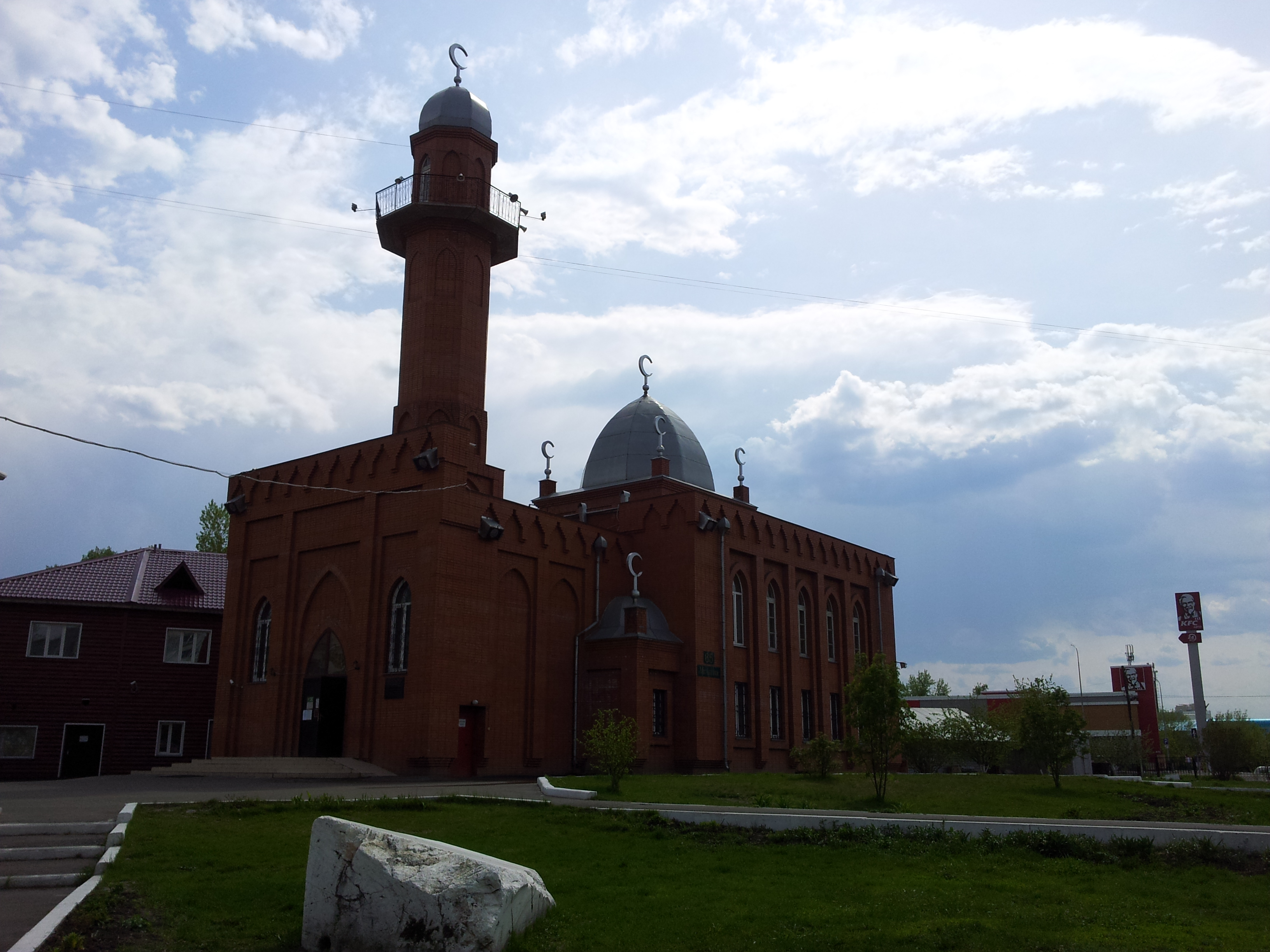
Красноярская соборная мечеть (вид спереди)
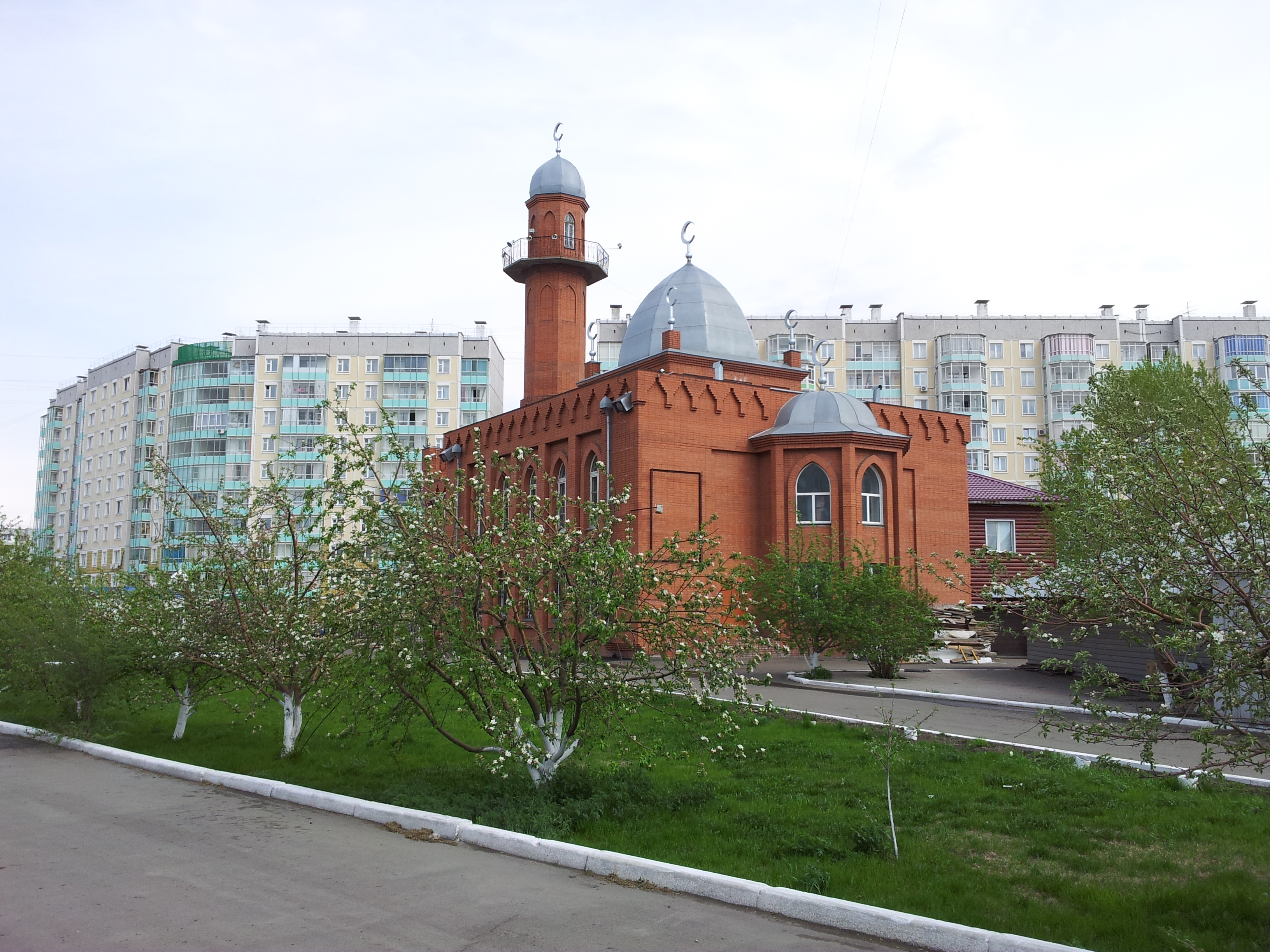
Красноярская соборная мечеть (вид сзади)
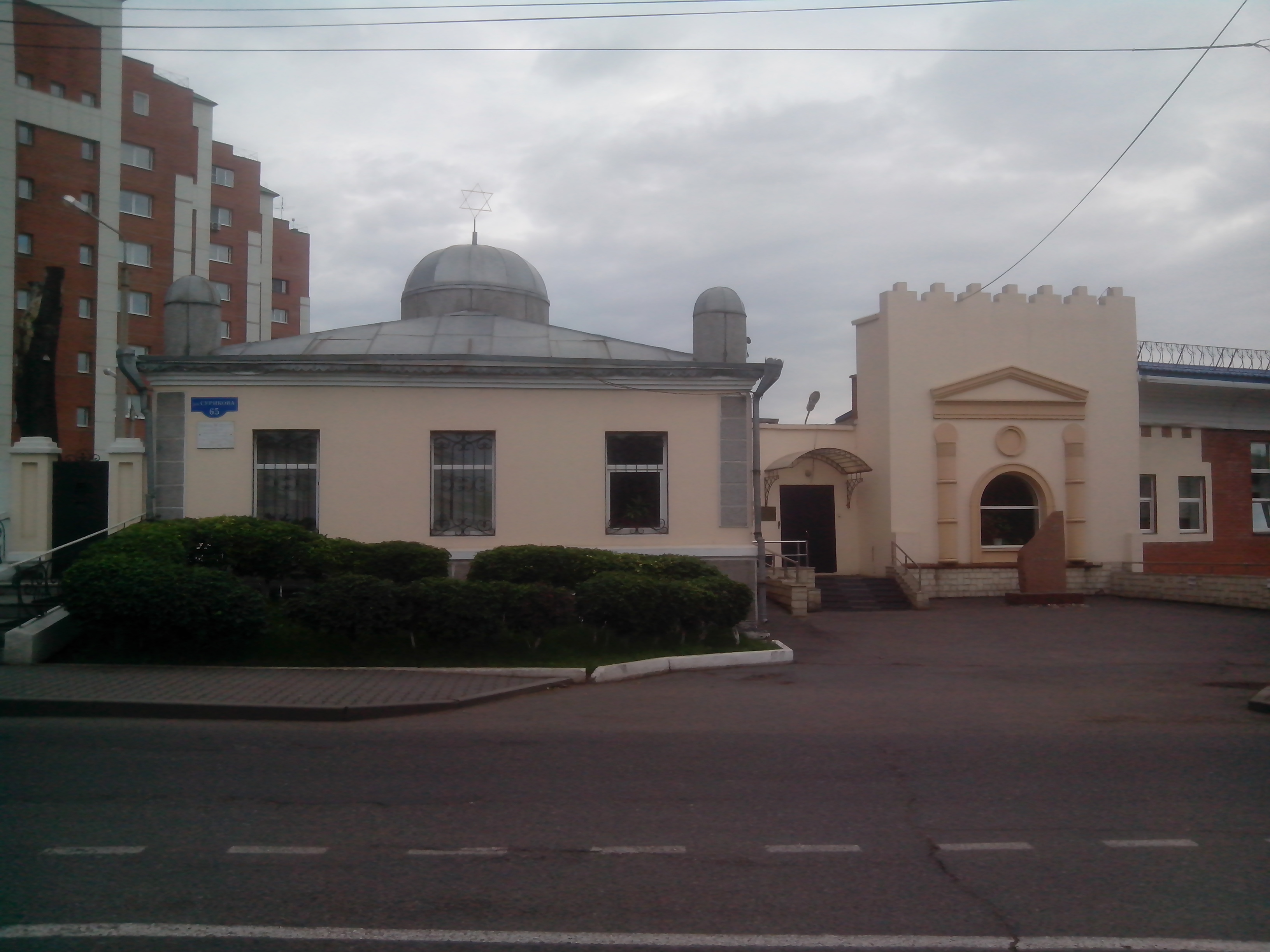
Синагога

## Кладбища
На территории города Красноярска расположено десять кладбищ.
Крупнейшее из сохранившихся старых кладбищ в Красноярске — Троицкое (в настоящее время захоронения на нём проводят только в родственные могилы). «Троицкий некрополь» в декабре 2019 года включён в реестр объектов культурного наследия.
Имеется Никольское (Николаевское) кладбище. Утрачены Всехсвятское, Покровское, Воскресенское кладбища. Крупнейшее из современных кладбищ Красноярска — Бадалыкское, захоронения также производят на Шинном, Базайском, Торгашинском, Злобинском, Овсянкинском, армянском, еврейском, мусульманском кладбищах.

## Архитектура

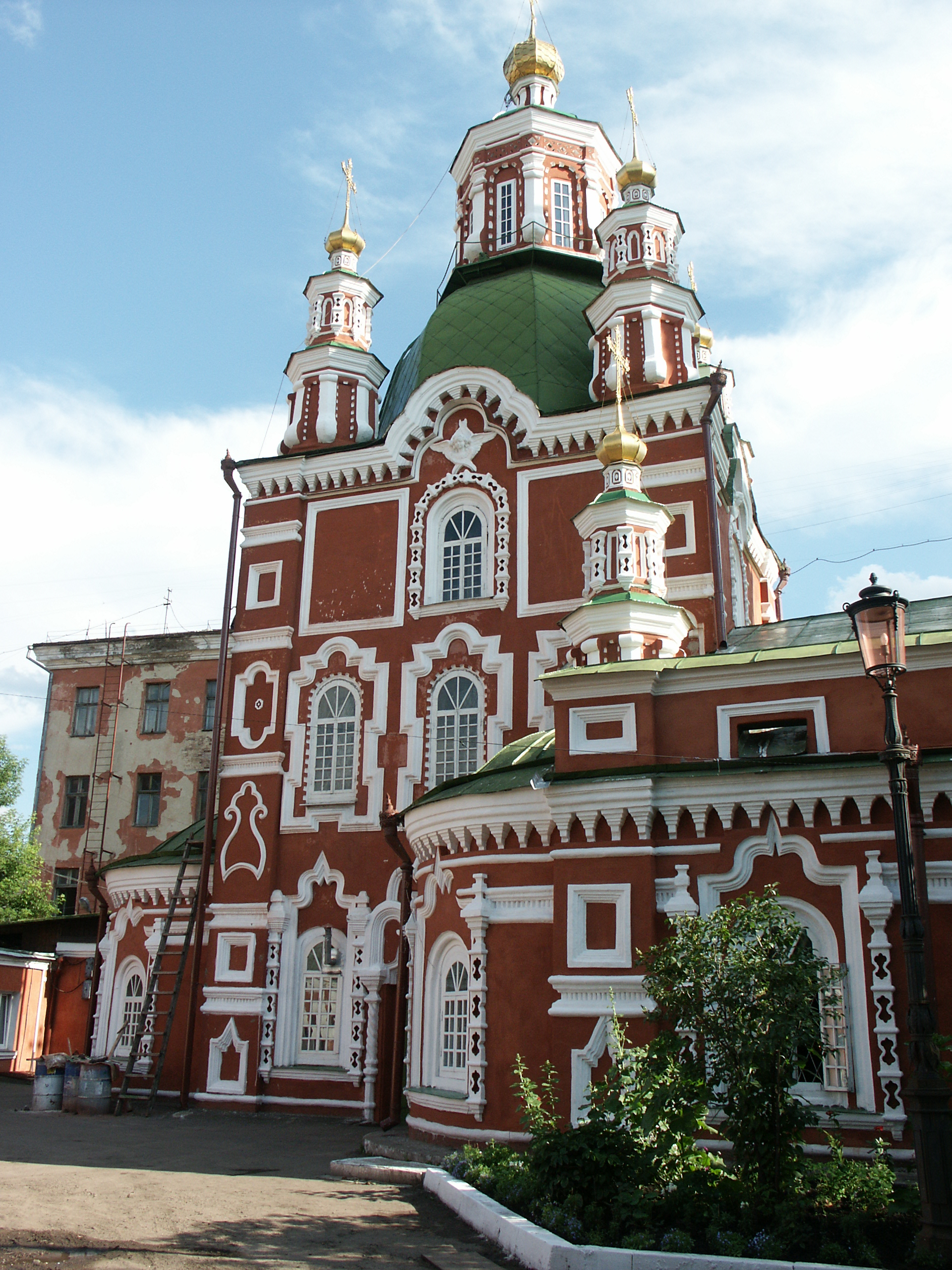
Свято-Покровский кафедральный собор

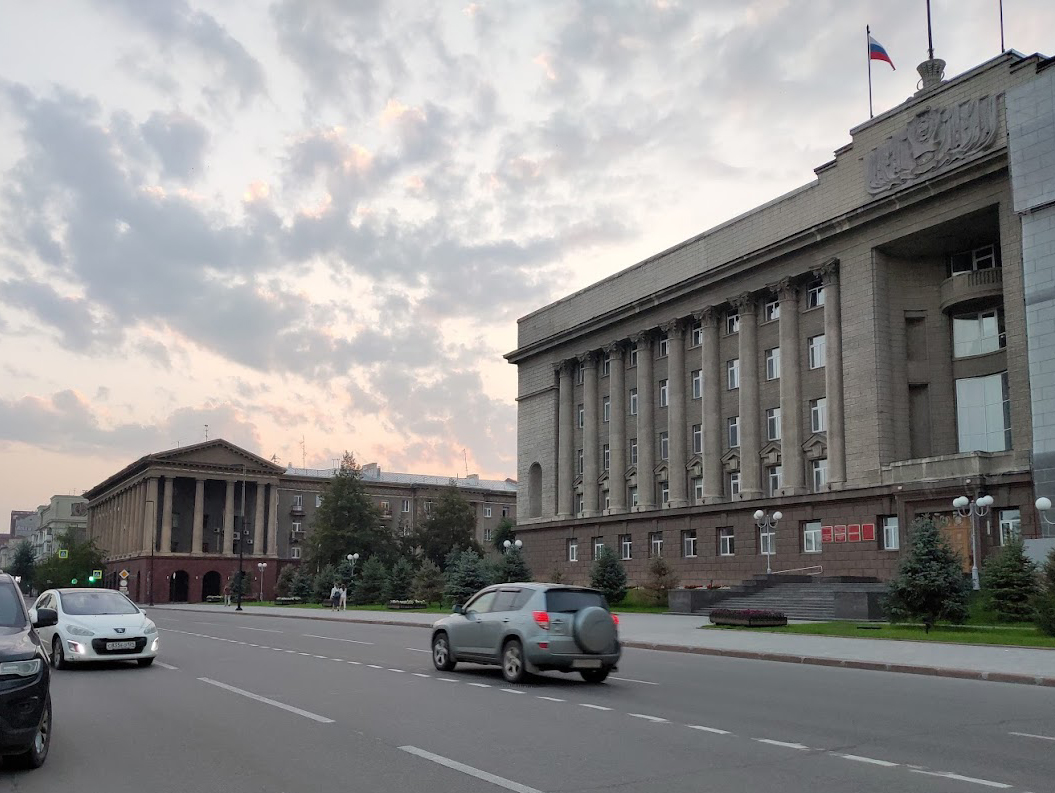
Здание администрации Красноярского края

Пожар 1773 года уничтожил Красноярский острог и практически весь город, после пожара осталось только тридцать домов. Из Тобольска был прислан сержант геодезии Пётр Моисеев, давший городу линейную планировку петербургского типа.
Улицы Красноярска были прямые и ровные, ориентированы по сторонам света. Широтные улицы прокладывались параллельно Енисею с запада на восток, от Старого базара, расположенного рядом с Воскресенским собором недалеко от места слияния Енисея и Качи, в сторону Николаевской горы. Меридиональные улицы (их именовали переулками) шли с юга на север, от Енисея в сторону Покровской горы. Они строились перпендикулярно широтным улицам и пресекали их под прямыми углами.
Кварталы были примерно одинаковыми по размеру и имели правильные геометрические формы. Улицы расходились от площадей и сходились к площадям, и на этих открытых, издали видных площадях возвышались крупные общественные здания.

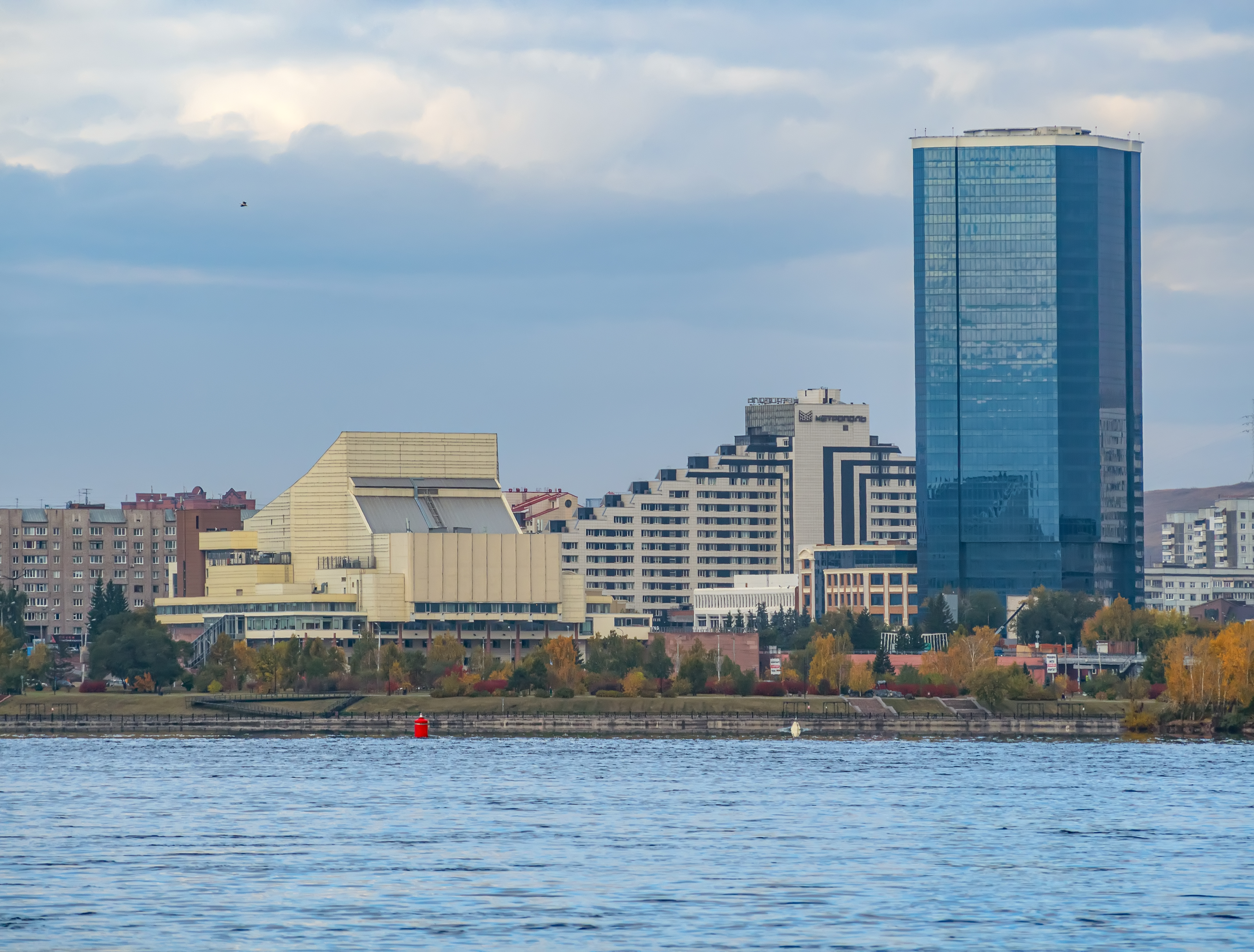
Вид на район Стрелки с Татышева острова

В середине 1820-х годов в бюро под началом архитектора Вильяма Гесте был разработан перспективный генеральный план города. Реализация этого проекта лишь в незначительной степени затронула исторически сложившуюся часть города: в центре было предпринято выравнивание «красных» линий и укрупнение кварталов (каждые четыре смежные квартала были объединены в один).
В 1990-е годы и первом десятилетии XXI века облик исторической части города значительно изменился и частично пострадал от плотной бесконтрольной «точечной» застройки многочисленными офисными и жилыми зданиями, не согласующимися друг с другом эстетически и не составляющими единого архитектурного целого, что являлось общероссийской тенденцией. Также интенсивное жилое строительство в ряде микрорайонов на окраинах и «перегрузка» центральной деловой части города торгово-развлекательными комплексами и деловыми центрами.
Ведётся[когда?]

 строительство большого и двух внутренних транспортных колец города.
По мнению многих,[каких?] в Красноярске, как и в других крупных городах, необходимо очень серьёзно[как?][когда?]

 подойти к вопросу транспортной организации с уплотнением сетки общественного транспорта, освобождением максимального пространства для пешеходов и велосипедистов и снижением использования автомобилей.
Утверждён план по застройке исторического центра Красноярска. На государственную охрану в Красноярске поставлено 274 объекта культурного наследия, из них 26 — федерального значения, 156 — регионального, 6 — местного муниципального значения.

## Культура Красноярска

### Достопримечательности

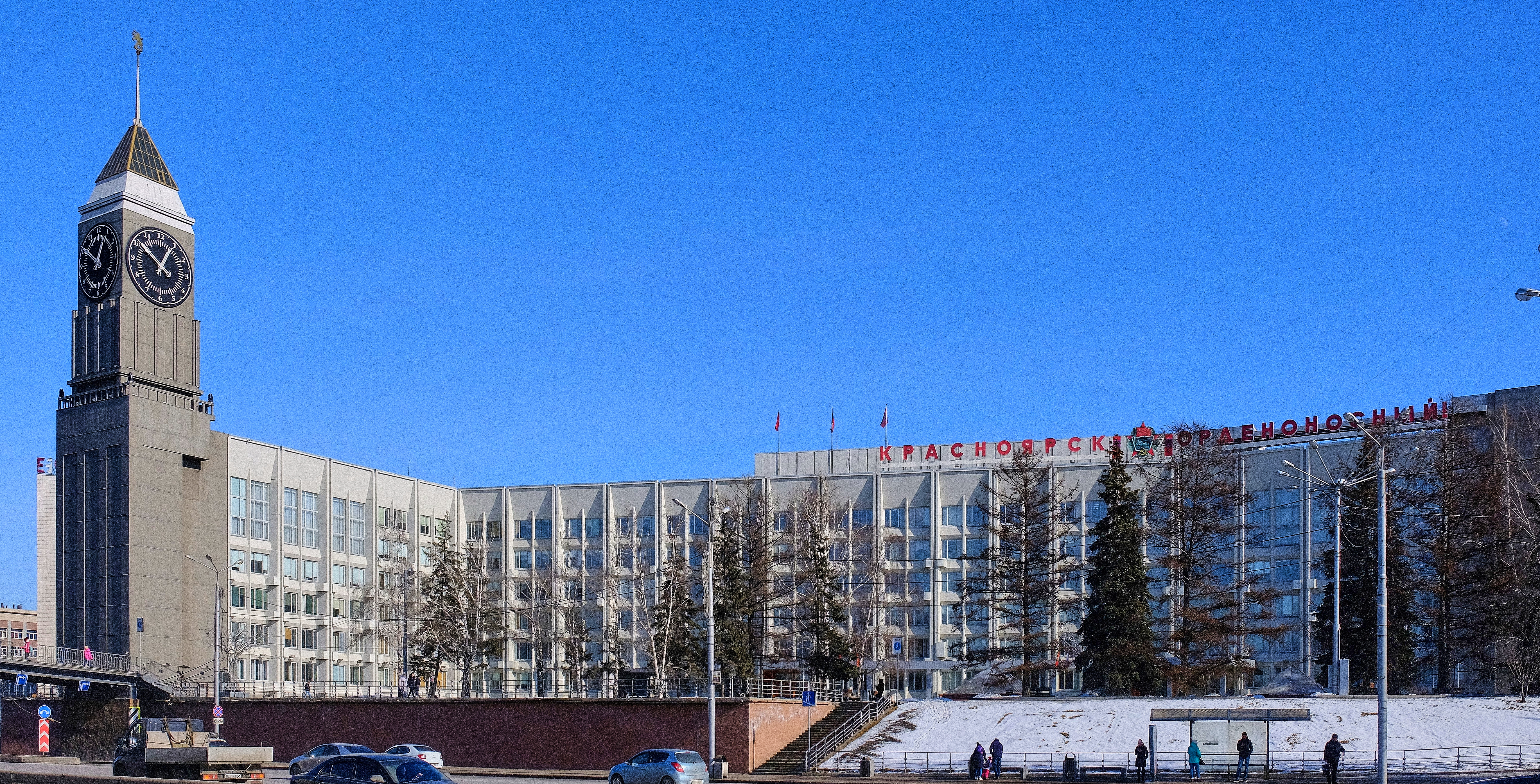
Башня с часами, здание администрации города

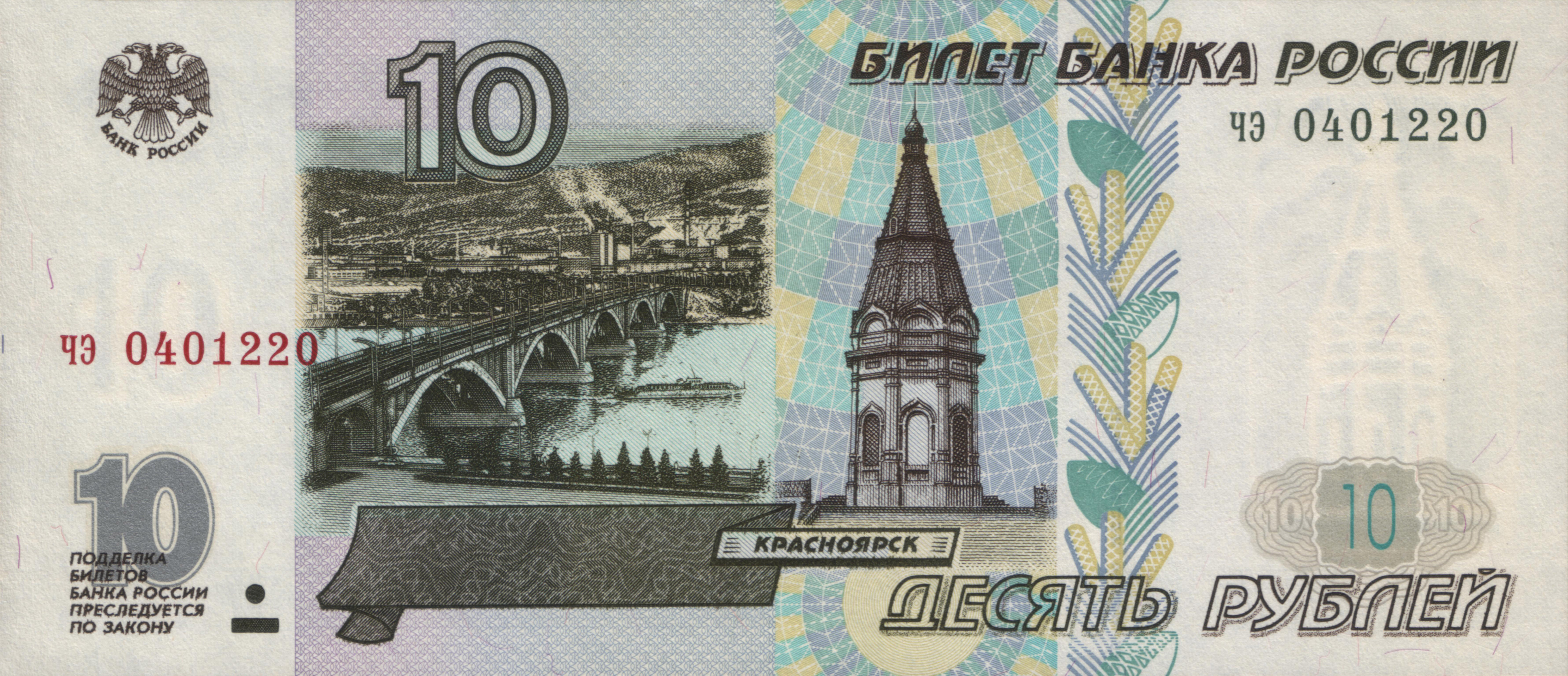
Часовня Параскевы Пятницы и Коммунальный мост на десятирублёвой купюре России

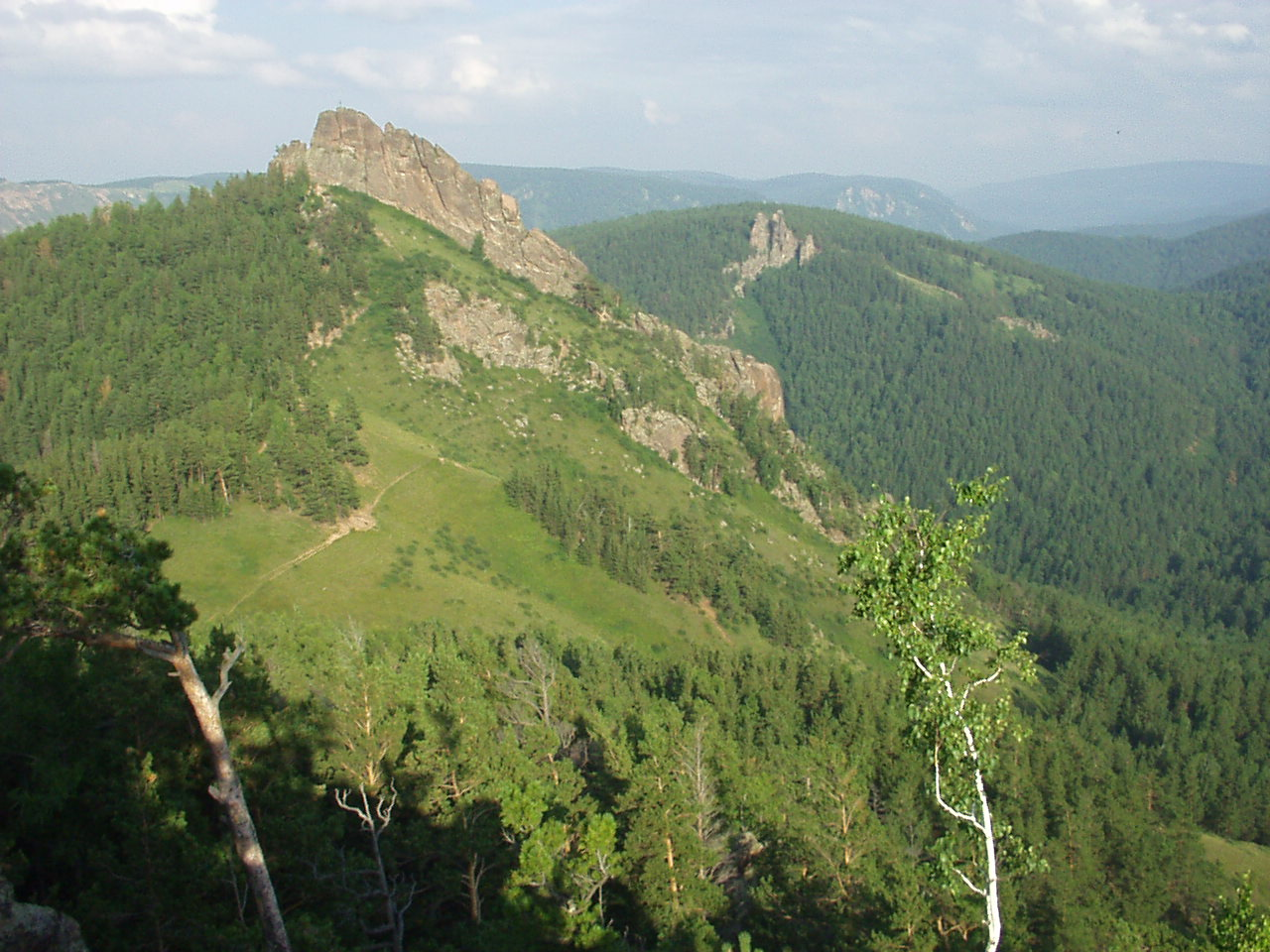
В заповеднике «Красноярские Столбы»

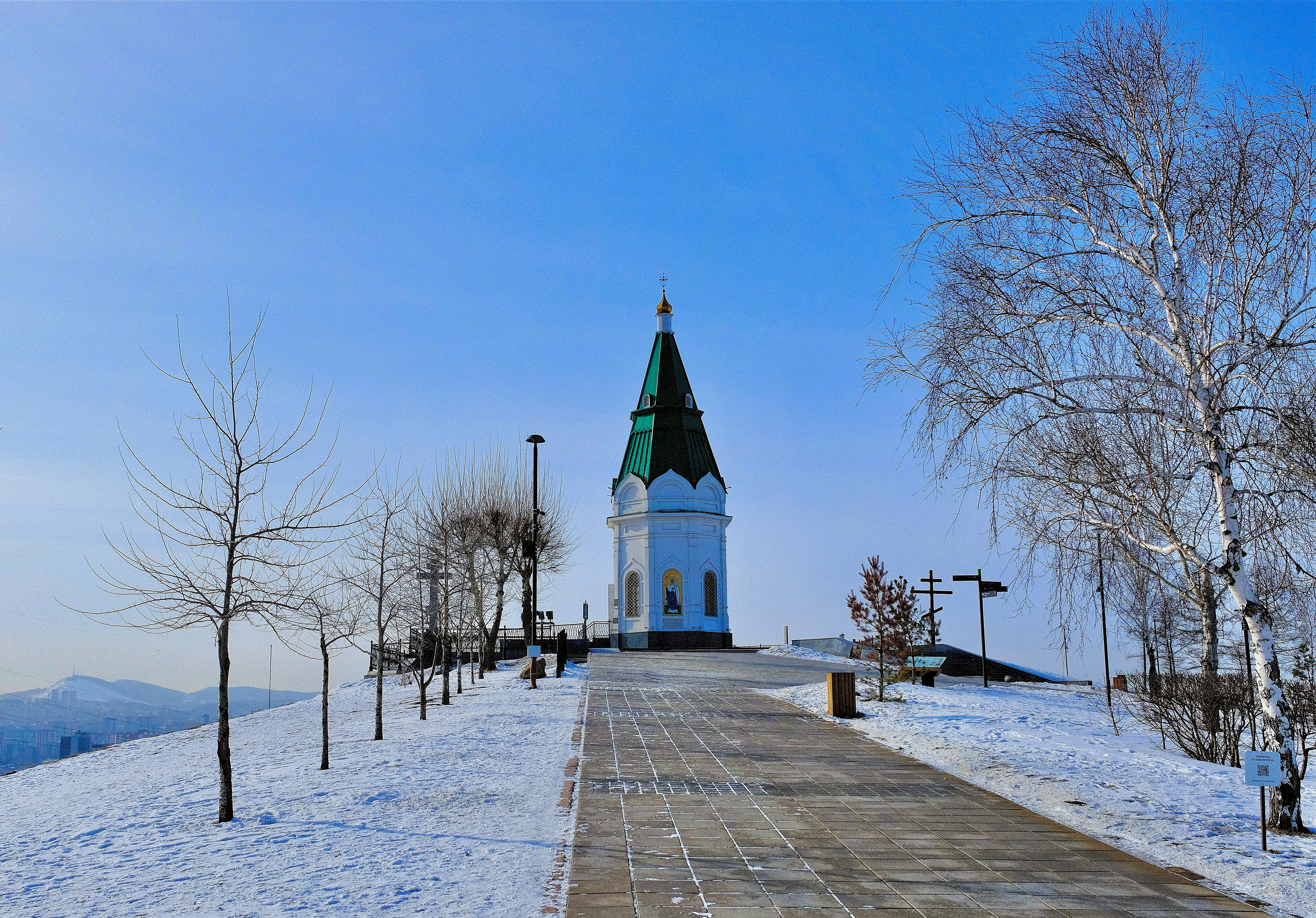
Часовня Параскевы Пятницы

Город разделён на две части Енисеем; его левобережная часть находится в Западной Сибири, правобережная — в Восточной. При этом город экономическими географами отнесён к Восточной Сибири.
Красноярские «Столбы» — визитная карточка города, номинирован на звание объекта Всемирного наследия ЮНЕСКО.
Часовня Параскевы Пятницы — символ Красноярска, памятник архитектуры и истории (изображена на десятирублёвой купюре России).
Железнодорожный мост через Енисей — в 1900 году это сооружение было удостоено Гран-при и золотой медали Всемирной выставки в Париже — «За архитектурное совершенство и великолепное техническое исполнение».
Красноярская ГЭС — вторая по мощности ГЭС (после Саяно-Шушенской) в России, расположена в пригороде Красноярска Дивногорске.
Коммунальный мост через Енисей (сдан в 1961 году) изображён на десятирублёвой купюре) — удостоен медали Всемирной выставки в Брюсселе.
Центральный стадион (1967 год) известен во всём мире; официально признан одним из лучших произведений советской архитектуры, обладатель многочисленных наград.
Первая башня — самое высокое за Уралом здание.
Троицкое кладбище — старейшее (из сохранившихся) в Красноярске.
Чёрная сопка — потухший вулкан, находится в Берёзовском районе Красноярского края, в непосредственной близости от Красноярска.
Большое количество фонтанов (более двухсот) и скульптурных композиций.
Первая в РСФСР детская железная дорога открыта в 1936 году в парке культуры и отдыха им. М. Горького.
Ежедневно в 12 часов на Караульной горе стреляет пушка.
Водопроводная вода в Красноярске — одна из самых лучших в стране; несколько лет подряд она удостаивалась самых высших оценок (серебряные и золотые медали), предприятию был выдан сертификат, что вода из водозаборов пригодна для промышленного розлива без всякой водоподготовки.

### Парки и скверы
Центральный парк — основан в 1828 году; за основу взят участок издавна произраставшего на этом месте соснового бора.
Парк флоры и фауны «Роев ручей» — один из крупнейших зоопарков России. В «Роевом ручье» представлена самая значительная по числу видов коллекция среди зоопарков Урала, Сибири и Дальнего Востока и вторая по числу видов после московского зоопарка.

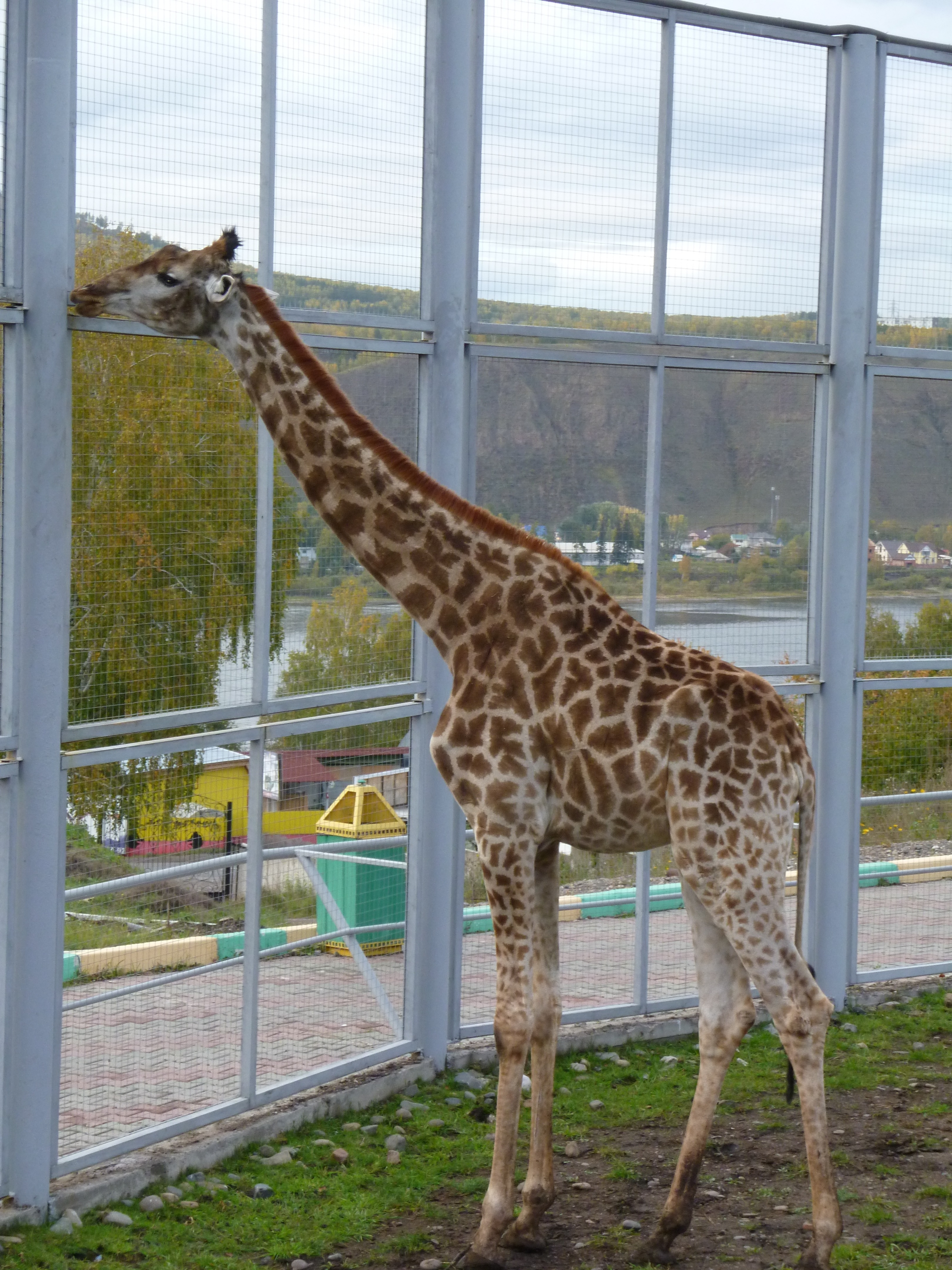
Один из жирафов коллекции зоопарка

Предшественником зоопарка «Роев ручей» можно считать так называемый «живой уголок», созданный в 1947 году в туристско-экскурсионном районе красноярского заповедника «Столбы». В зоопарке ныне обитает более 4660 представителей фауны 709 видов; в «Роевом ручье» — единственная в Сибири коллекция млекопитающих и птиц из Африки — жирафов, белых львов, зебр, ориксов, гну, сурикат, шимпанзе, пингвинов. В комплекс зоопарка входит один из крупнейших в России акватеррариумов: общая площадь его 4 тысячи м², площадь экспозиций — 1,5 тыс. м². Бассейн для акул вмещает 30 тонн воды. Общий объём воды аквариумов и террариумов сооружения — 150 тонн. Построен крупнейший в России и единственный за Уралом пингвинарий, имеющий два бассейна на 30 кубометров воды.
Фан-парк «Бобровый лог» — крупнейший за Уралом горнолыжный и рекреационный комплекс, расположенный в черте города Красноярска, в отрогах Восточных Саян, на северо-западных склонах Куйсумских гор. Площадь комплекса составляет 80 га.
Парки — «Гагаринский», «Молодёжный», «Гвардейский», «Сибсталь», «Троя», имени Гагарина, имени 1 Мая, имени 400-летия Красноярска (строится). Дендрарий Института леса СО РАН им. Сукачёва (академгородок). Ботанический сад им. Крутовского Сибирского государственного технологического университета. Юдинский сад.
Скверы — имени Пушкина, имени В. И. Сурикова, имени Чернышевского, «Космонавтов», «Корнетовский», «Наша десятка», «Покровский», «Победителей», «Панюковский», «Серебряный», «Молодёжный», «Семейный», «Солнечный», «Строителей», «У дворца труда и согласия», «Черёмушки», «Школьный», «Энтузиастов», «Юнга», зоологический парк «Удачный» и другие.

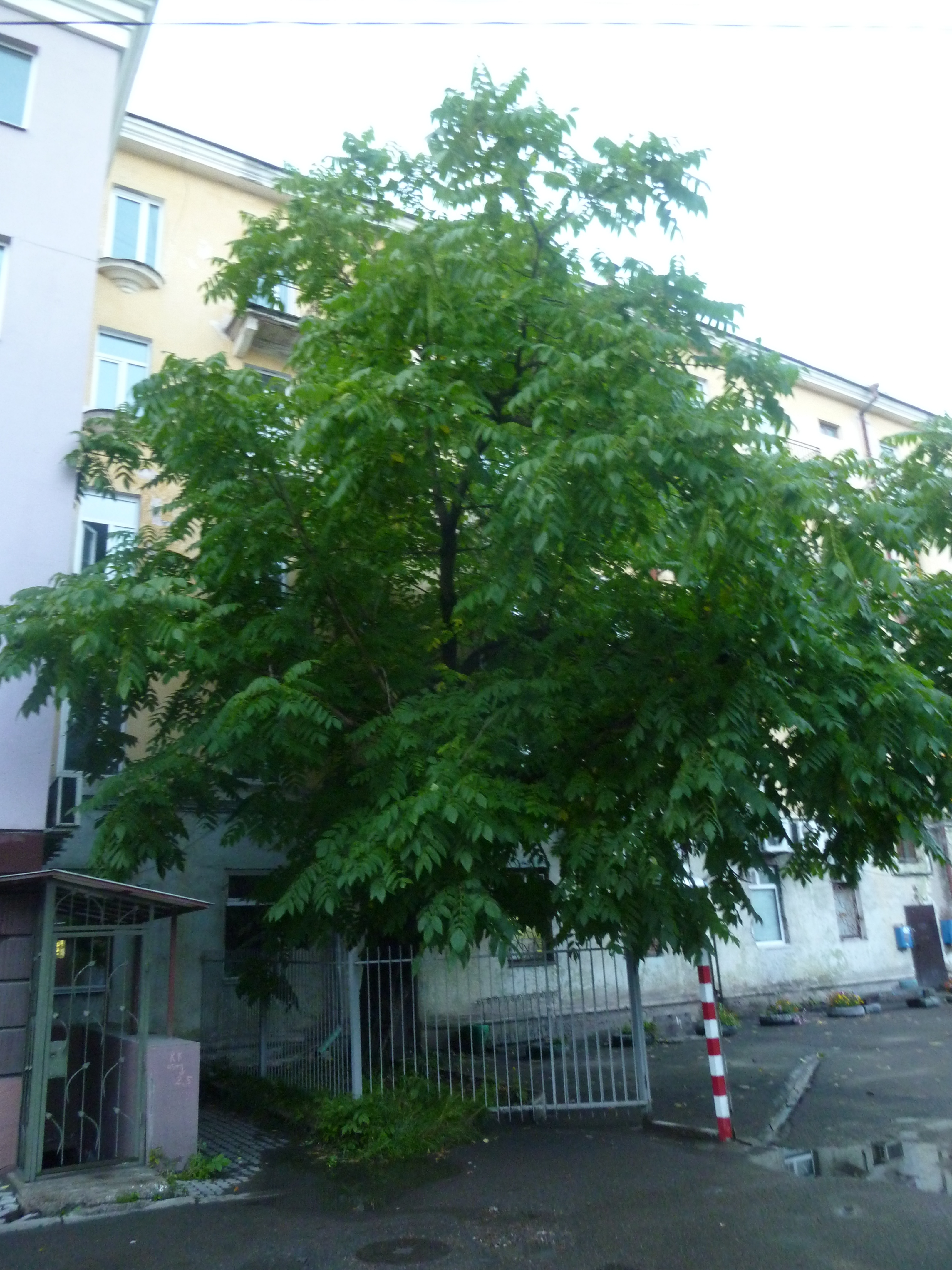
Маньчжурский орех в одном из дворов Красноярска

В городе в посадках используют липу мелколистную, черёмуху Маака, ясень обыкновенный, вяз приземистый, каштан, тополь серебристый, карагану древовидную, тополь пирамидальный, берёзу, маньчжурский орех, лиственницу, сосну, ель, рябину, клён татарский, клён остролистный, клён Гиннала, грушу уссурийскую, барбарис амурский, сирень венгерскую, иву, боярышник, дуб. Посадки прежних лет самого распространённого ранее тополя чёрного в настоящее время активно ликвидируются.

### Памятники
Первым красноярским памятником можно считать гранитный памятник на могиле Николая Петровича Резанова, построенный 16 августа 1831 года на средства Российско-Американской компании.
В 1920-е годы на Лесной площади стоял памятник Всевобучу. В 1926 году на площади Революции был установлен памятник В. И. Ленину, отлитый на ленинградском заводе «Красный выборжец». Авторы памятника: скульптор Сергей Дмитриевич Меркулов, архитектор Леонид Александрович Чернышёв. В 1970 году по просьбе исполкома Ленинского района памятник перенесли в Ленинский район. Теперь он находится в небольшом сквере между домами 72а и 74а по проспекту имени газеты «Красноярский рабочий».

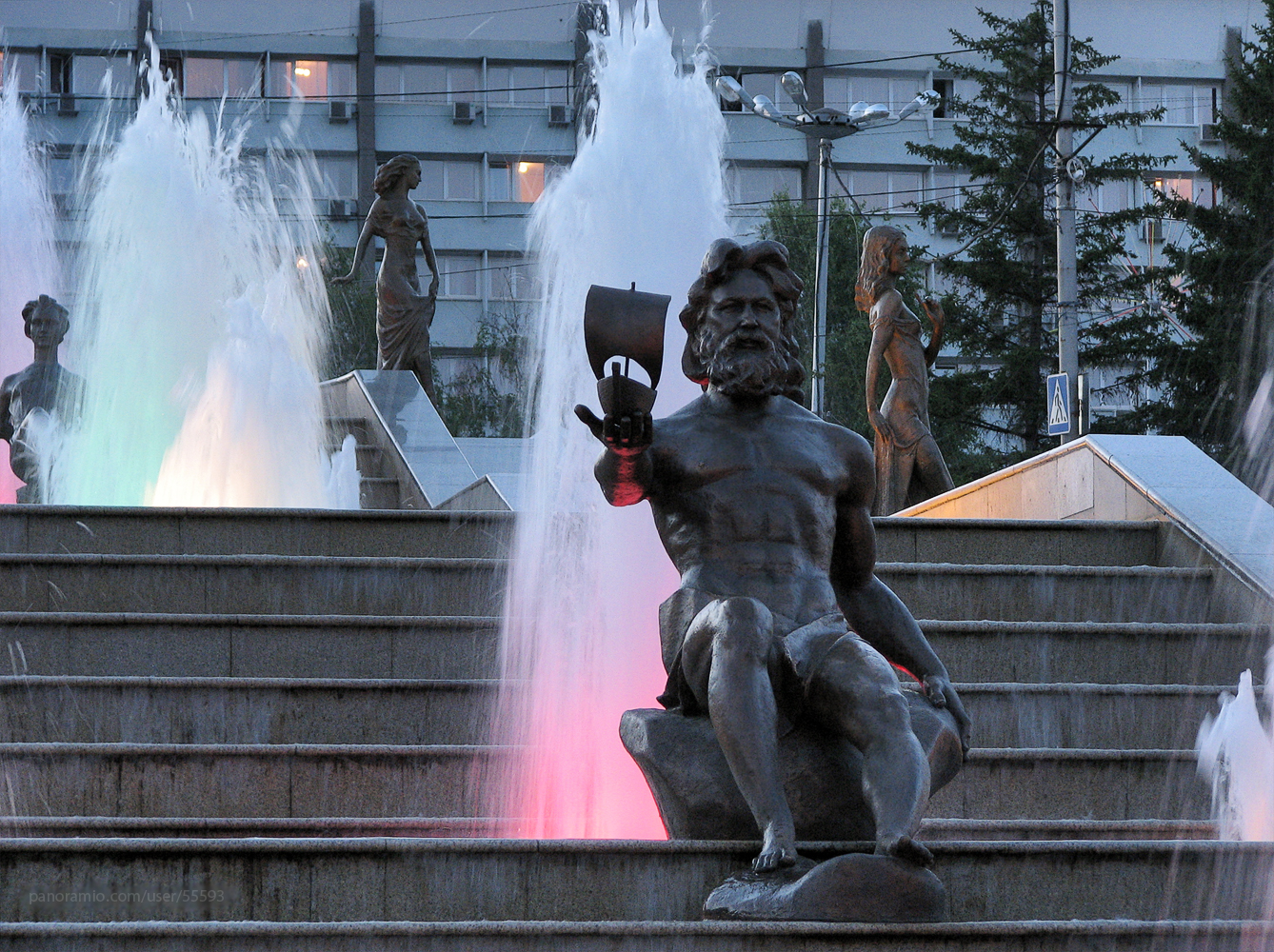
Скульптура Енисей в каскаде фонтанов

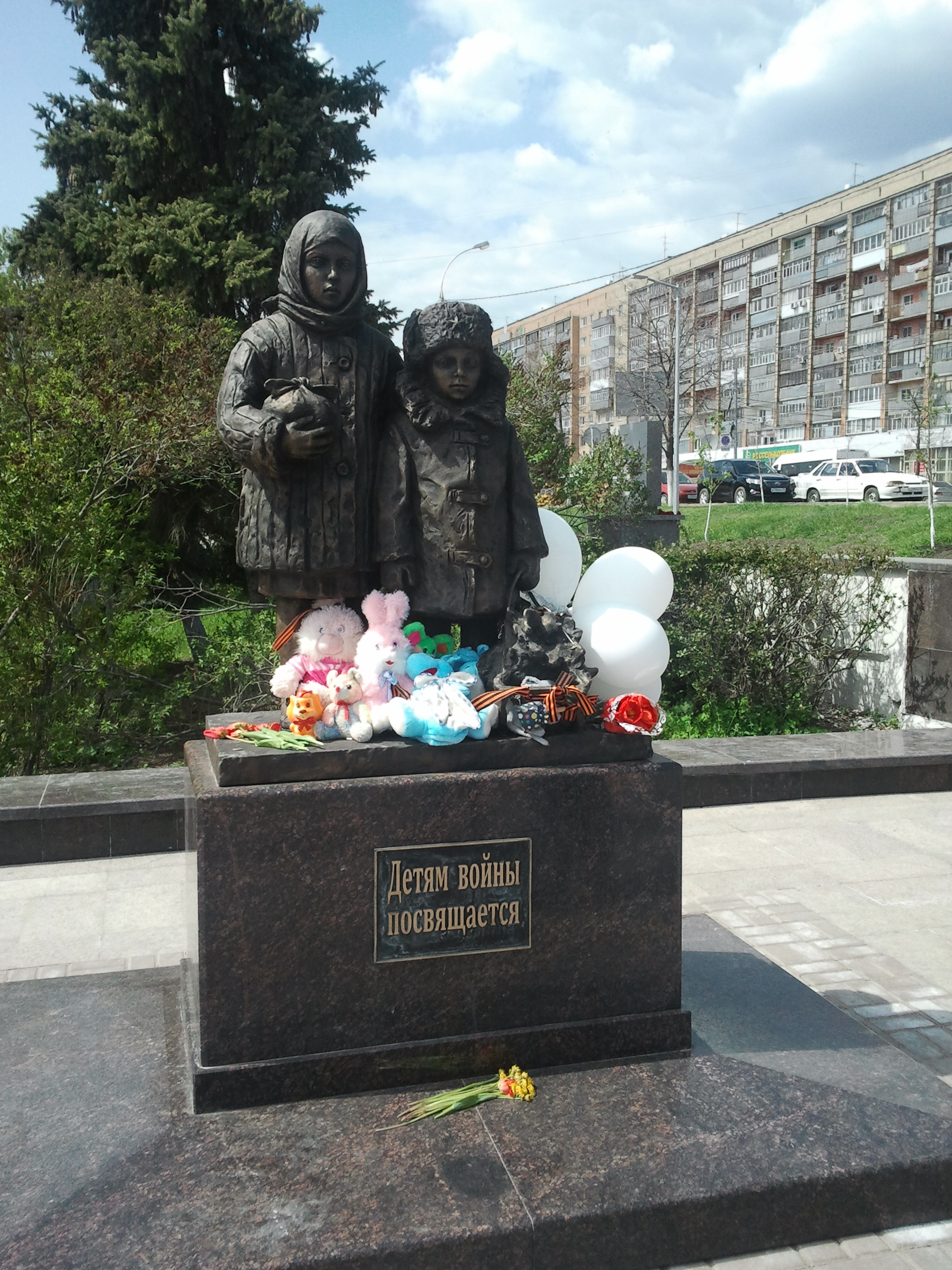
Памятник «Детям войны» на Владимирской площади

- Андрею Дубенскому — основателю города (скульптор В. Гирич, архитектор М. Меркулов, 1997)
- Виктору Астафьеву, (скульптор И. Линевич-Яворский, архитектор А. Демирханов, 2006), площадь Согласия
- Владимиру Ленину[330] (скульптор В. Пинчук, 1970), площадь Революции
- Василию Сурикову, (скульптор Л. Эйдлин, 1948), сквер им. В. Сурикова
- Василию Сурикову, (скульптор Г. Лавров, 1948), Свердловская ул., у художественного училища
- Василию Сурикову, (скульптор И. Котов, 1960), проспект Мира, у Покровского кафедрального собора
- Василию Сурикову, (скульптор Ю. Злотя), музей-усадьба В. И. Сурикова
- Командору Резанову[331], скончавшемуся и похороненному в Красноярске (скульптор К. Зинич, 2007), площадь Мира
- Бойцам 31-го Сибирского стрелкового полка, (скульптор Г. Лавров, 1947), Краснодарская ул.\ пр-т Металлургов
- Владимиру Маяковскому, площадь Маяковского
- Воинам-интернационалистам (скульптор Б. Мусат, архитектор С. Геращенко, 1994), недалеко от Троицкого собора
- Академику Киренскому, (скульпторы Н. Силис и В. Лемпорт, архитектор Л. Соколов, 1974), Академгородок
- Сибирский кандальный путь (художник Ю. Ишханов, скульптор А. Демирханов), недалеко от Предмостной площади
- Антону Чехову, (скульптор Ю. Ишханов, архитектор А. Демирханов, 1995), Театральная площадь (нижний ярус)
- Ивану Ярыгину, (скульптор В. Усов, 2002), остров Отдыха
- Андрею Поздееву, (скульптор Ю. Злотя, архитектор М. Меркулов, 2000), проспект Мира
- Детям войны, (архитектор А. Касаткин, скульптор К. Зинич, 2005), проспект Мира[332] (Владимирская площадь)
- Св. Луке (Войно-Ясенецкому), (скульптор Б. Мусат, 2002), проспект Мира
- Александру Матросову, (скульптор Матвеев, 2006), улица А. Матросова
- Неизвестному солдату, площадь Победы возле Свято-Троицкого собора и Троицкого кладбища
- Александру Пушкину, Центральный парк
- Максиму Горькому, Центральный парк
- Феликсу Дзержинскому[333], (скульптор Ю. Ишханов, архитектор В. Лопатин), улица Ф. Дзержинского
- Памятник Петру и Февронии Муромским[334]
- Памятник участникам польского восстания 1863 года, проспект имени газеты «Красноярский рабочий»
- Памятник рок-музыканту, основателю группы «Король и Шут» Михаилу Горшенёву, Центральный парк
- Оперному певцу Дмитрию Хворостовскому (сквер нижнего яруса Сибирского государственного института искусств имени Дмитрия Хворостовского, 2019)[335].

### Скульптурные композиции
К достопримечательностям Красноярска относятся и многочисленные скульптуры:

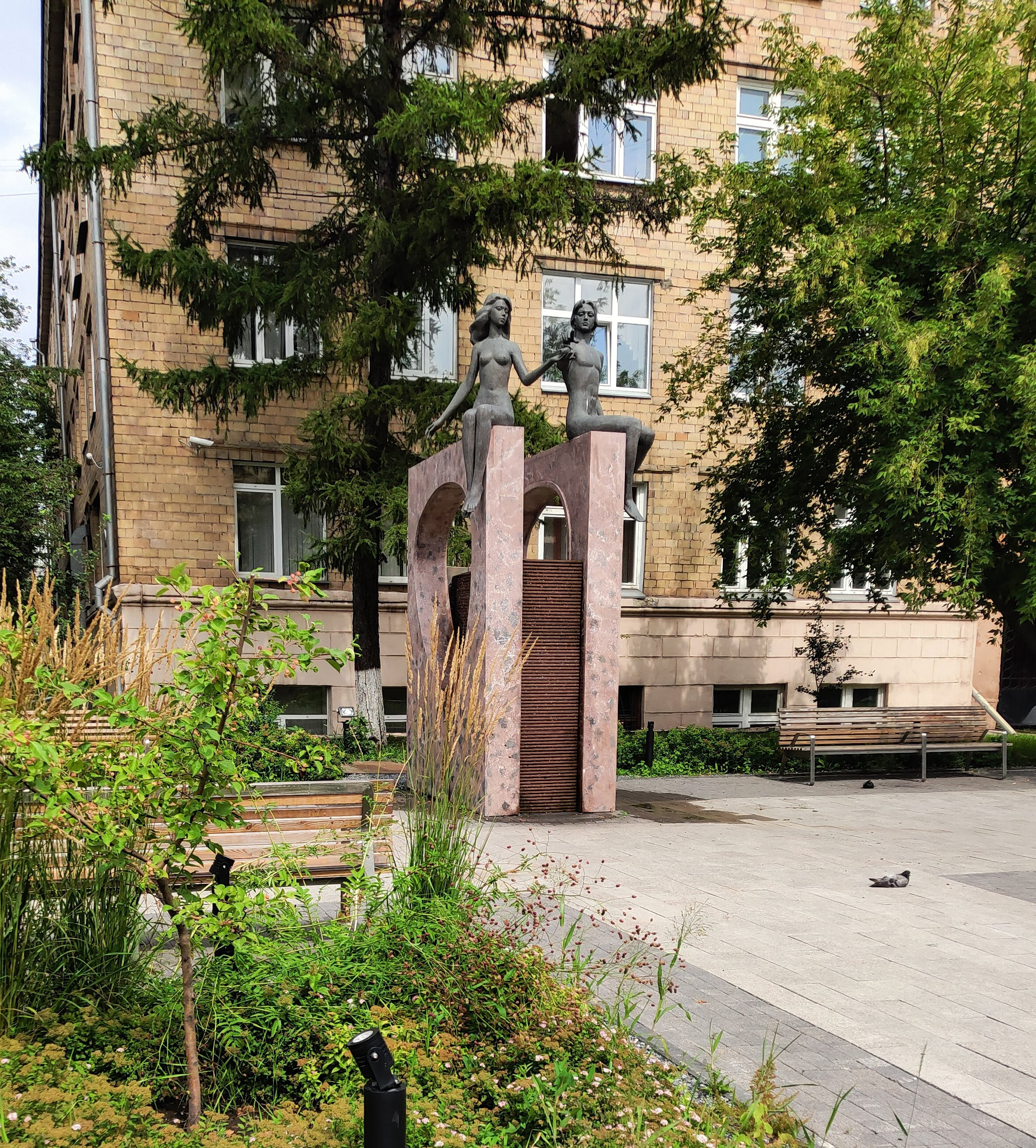
Фонтан «Адам и Ева» на проспекте Мира (после реконструкции 2018 года)

Памятник Александру Пушкину и Наталье Гончаровой на проспекте Мира

Памятник писателю-фронтовику Виктору Петровичу Астафьеву — Скульптор Игорь Линевич-Яворский

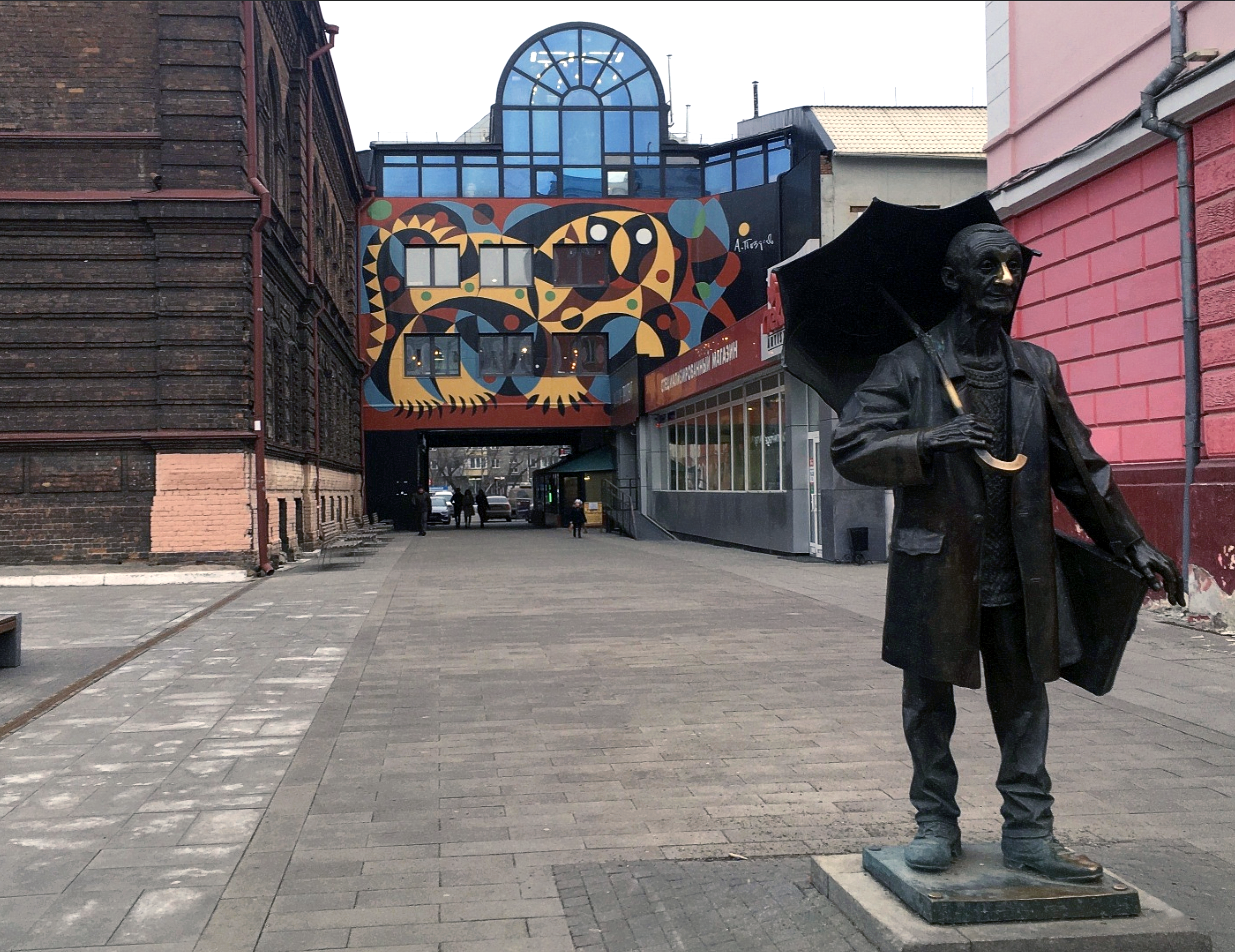
Памятник художнику Андрею Поздееву

- Колонна со львом-символом города на Привокзальной площади (скульптор А. Ткачук)
- Реки Сибири (автор проекта А. Демирханов, скульпторы К. Зинич, В. Моиселев, А. Нечепарчук и А. Кияницын, 2006), Театральная площадь
- Аполлон — покровитель искусств (скульптор А. Ткачук), Театральная площадь
- Бегущий мальчик (детство)[337], (скульптор К. Зинич, архитектор А. Касаткин, 2001), проспект Красноярский рабочий
- Питерский мостик (архитектор Ю. Кузнецова), проспект Мира
- Похищение Европы (скульптор А. Ткачук, архитектор В. Осьмушкин), Предмостная площадь
- Триумфальная арка (архитектор А. Демирханов), площадь Мира
- Богиня правосудия Фемида (скульптор А. Ткачук, 2004), площадь Правосудия
- Адам и Ева (более известен как «Валентин и Валентина», скульптор К. Зинич, 1999), проспект Мира
- Стела в парке Гвардейском
- Стела на Красной площади
- Самолёт МиГ-21Ф[338][339], проспект Металлургов, 38
- Ракета-носитель «Космос», площадь Котельникова
- Паровоз СО, станция «Красноярск-Пассажирский»
- Александр Пушкин и Наталья Гончарова[340] (скульптор К. Зинич, архитектор А. Демирханов, 2008), проспект Мира
- Арлекин и Коломбина, площадь у Молодёжного театра (скульптор А. Ткачук)
- Бременские музыканты, (скульптор А. Ткачук, 2006), проспект Красноярский рабочий
- Каменщику, в сквере Строителей на ул. Батурина, 1.
- Мужчина с собачкой (скульптор Н. Зинич, 2005), площадь Влюблённых
- Белая лошадь (скульптор Е. Пащенко, 2006), ансамбль на Стрелке
- Дворнику Петровне (скульптор А. Кияницын, 2010), проспект Металлургов
- Фотографу (скульптор А. Кияницын, 2003), проспект Мира
- Дядя Яша и стажёр (работникам водоканала) (скульптор А. Кияницын, 2003), у здания Водоканала
- Стела «Журавли» (архитектор А. Касаткин, скульптор К. Зинич), площадь, Свободный проспект
- Учительнице, Центральный парк[341] (скульптор К. Зинич)
- Десятирублёвой купюре (скульптор А. Ткачук), проспект Молокова, 7[342]
- Клоун, проспект Красноярский рабочий, у цирка (скульпторы А. Ткачук, Т. Кузьмина)
- Муза, проспект Красноярский рабочий, 70, корпус А
- Дизайнеру, ул Республики, 51
- Мебельщику, проспект Красноярский рабочий, 160
- Журавли, в сквере на проспекте Красноярский рабочий.
- Журавли, в сквере на ул. Ястынской.
- Фонтаны-шары, проспект Мира.
- Площадь влюблённых[343][344]

### Музеи
По объёму музейного фонда Красноярский край сегодня входит в десятку субъектов Российской Федерации и занимает первое место в Сибирском федеральном округе. В музейном фонде края более 1,3 млн единиц хранения — это самое крупное музейное собрание за Уралом. Бо́льшая часть его экспонируется или хранится в Красноярске.

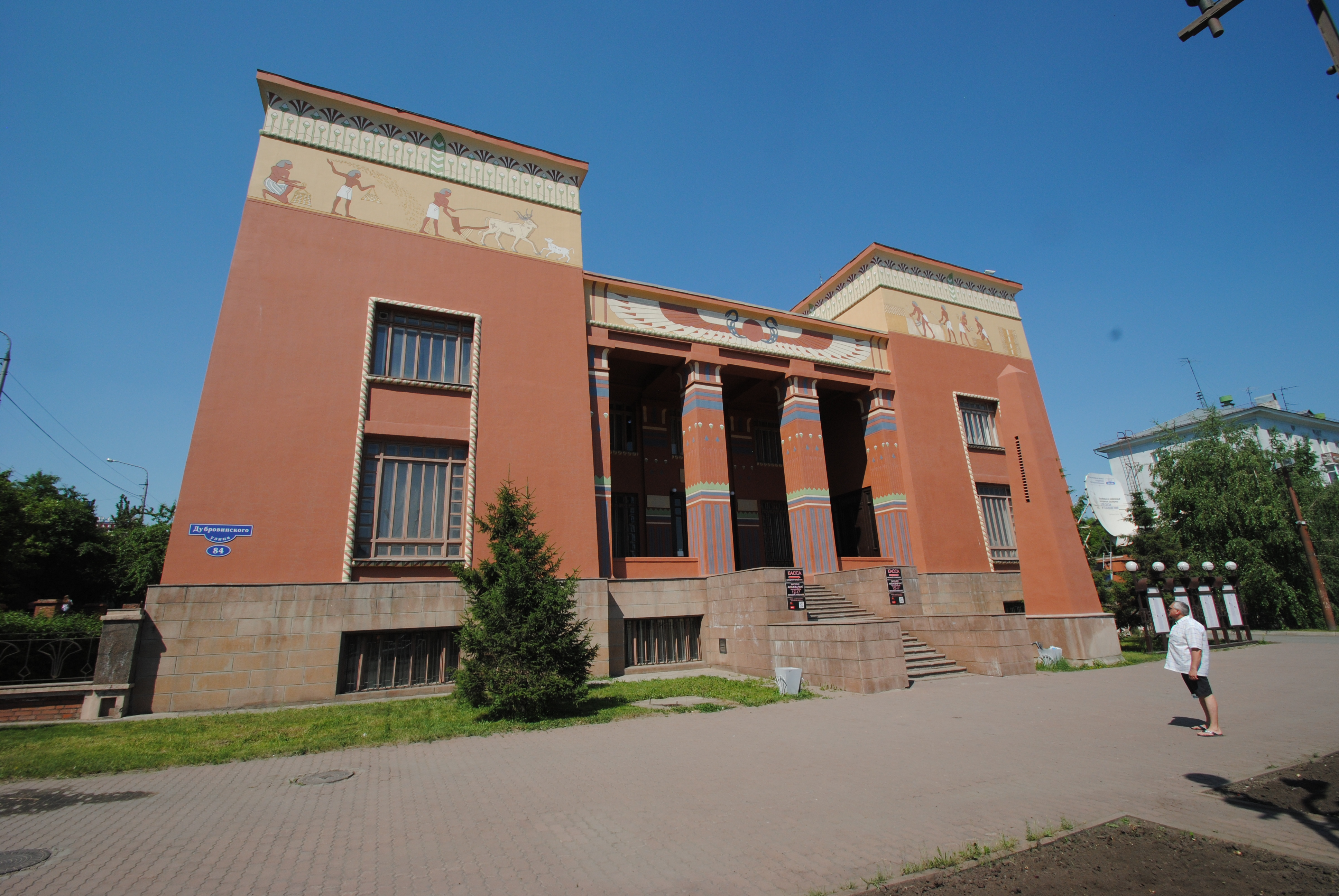
Красноярский краеведческий музей

- Красноярский краеведческий музей (ул. Дубровинского, 84) был открыт 12(25) февраля 1889 года. Ныне — один из крупнейших краеведческих музеев в России[346]. Имеет несколько филиалов — дом-музей Петра Красикова, музей-библиотеку Геннадия Юдина и др[186]. Планируется дальнейшее расширение выставочных площадей музея[347].

Несколько красноярских музеев связаны с великим русским художником В. И. Суриковым, родившимся в Красноярске:

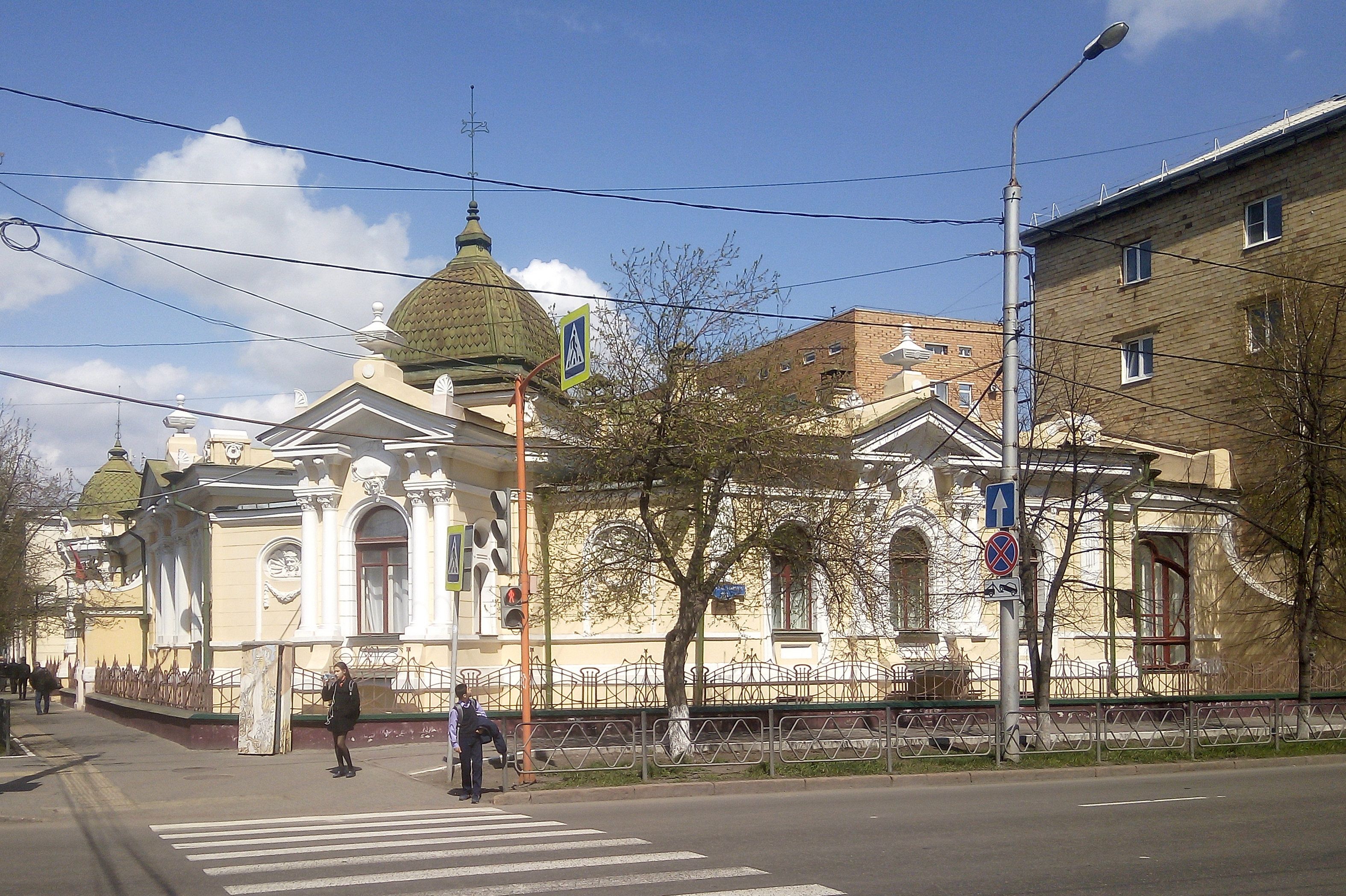
Красноярский государственный художественный музей им. В. И. Сурикова

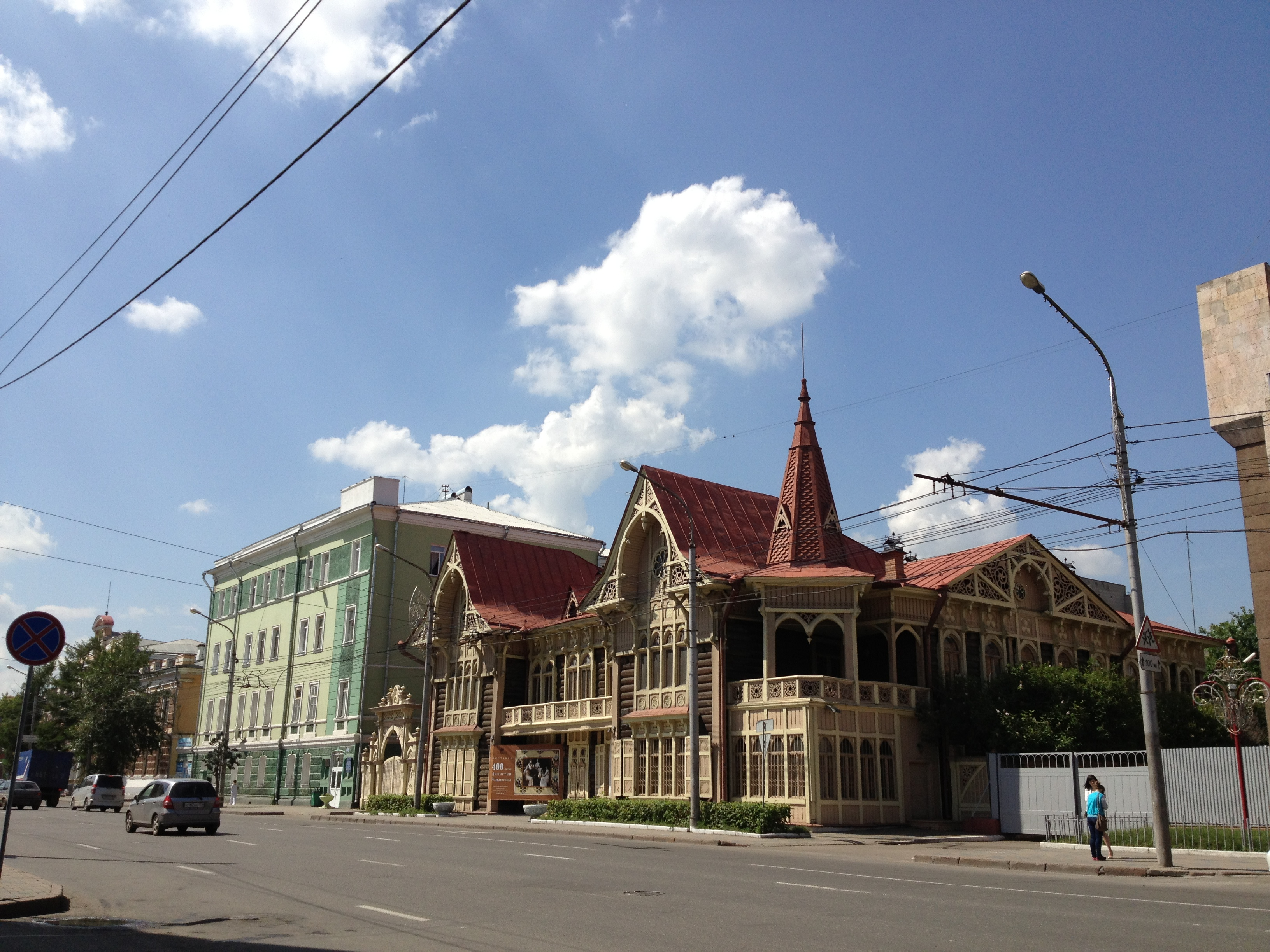
Литературный музей в Красноярске

- Красноярский государственный художественный музей им. В. И. Сурикова (ул. Парижской Коммуны, 20; пр. Мира, 12)[186]
- Музей-усадьба В. И. Сурикова (ул. Ленина, 98)[186]

Остальные музеи:
- Красноярский музейный центр Площадь Мира[186][348] (площадь Мира, 1). В 1998 году музей, в то время Культурно-Исторический Центр, получил приз Совета Европы — впервые из Страсбурга бронзовую статуэтку Хуана Миро увёз российский музей.
- Красноярский городской выставочный зал (ул. Вавилова, 23, пр-т Металлургов, 13 А)
- Художественная галерея «Современное искусство Красноярья» (ул. Юности, 19)
- Мемориал Победы, Красноярский исторический музей (ул. Дудинская, 2а)
- Музей геологии Центральной Сибири[349][350] (виртуальный тур[351]) (пр-т Мира, 37)
- «Пароход-музей Св. Николай» (площадь Мира, 1, набережная)
- Литературный музей (ул. Ленина, 66)
- Музейный комплекс в Овсянке
- Дом-музей Петра Ананьевича Красикова (ул. Ленина, 124)[186][352]
- Музей истории и развития судоходства в Енисейском бассейне[353] (ул. Бограда, 15)
- Музей художника Бориса Яковлевича Ряузова (ул. Ленина, 127)
- Музей леса (Академгородок)
- Музей связи (ул. Карла Маркса, 246)
- Музей истории Красноярской железной дороги (ул. Робеспьера, 26)
- Музей Сибирского аэрокосмического университета имени академика Михаила Фёдоровича Решетнёва[354]
- Музей железнодорожного транспорта
- Музей истории Красноярского электровагоноремонтного завода (ул. Профсоюзов, 39)
- Музей пожарной охраны (пр-т Мира, 68)
- Музей аптечного дела (пр-т Мира, 75)
- Анатомический музей
- Музей истории медицины
- Музей водопровода[355] (Посадный остров)
- Музей Центрального банка России по Красноярскому краю[356]
- Музей тюремной медицины[357]
- Музей Красноярской детской железной дороги (парк культуры и отдыха им. М. Горького)
- Музей «Красноярский тюремный замок» (виртуальный тур[358])
- Некрополь — культурно-исторический музей (ул. Дудинская, 2)
- Музей мёда и этнографии, посвящённый самому малочисленному народу Красноярского края — чулымцам[359]
- Музей игрушки и рукоделия (ул. Аэровокзальная, 15).
- Педагогический подвижной музей. Открыт 2 января 1898 года[360].

Красноярский музейный центр один раз в два года проводит «Красноярскую музейную биеннале».
Красноярское краевое отделение Союза советских художников (ССХ) создано в апреле 1940 года. В Красноярскую организацию «Союза художников России» входят более 200 профессиональных художников и искусствоведов, имеется также молодёжная секция.

### Театры и концертные залы

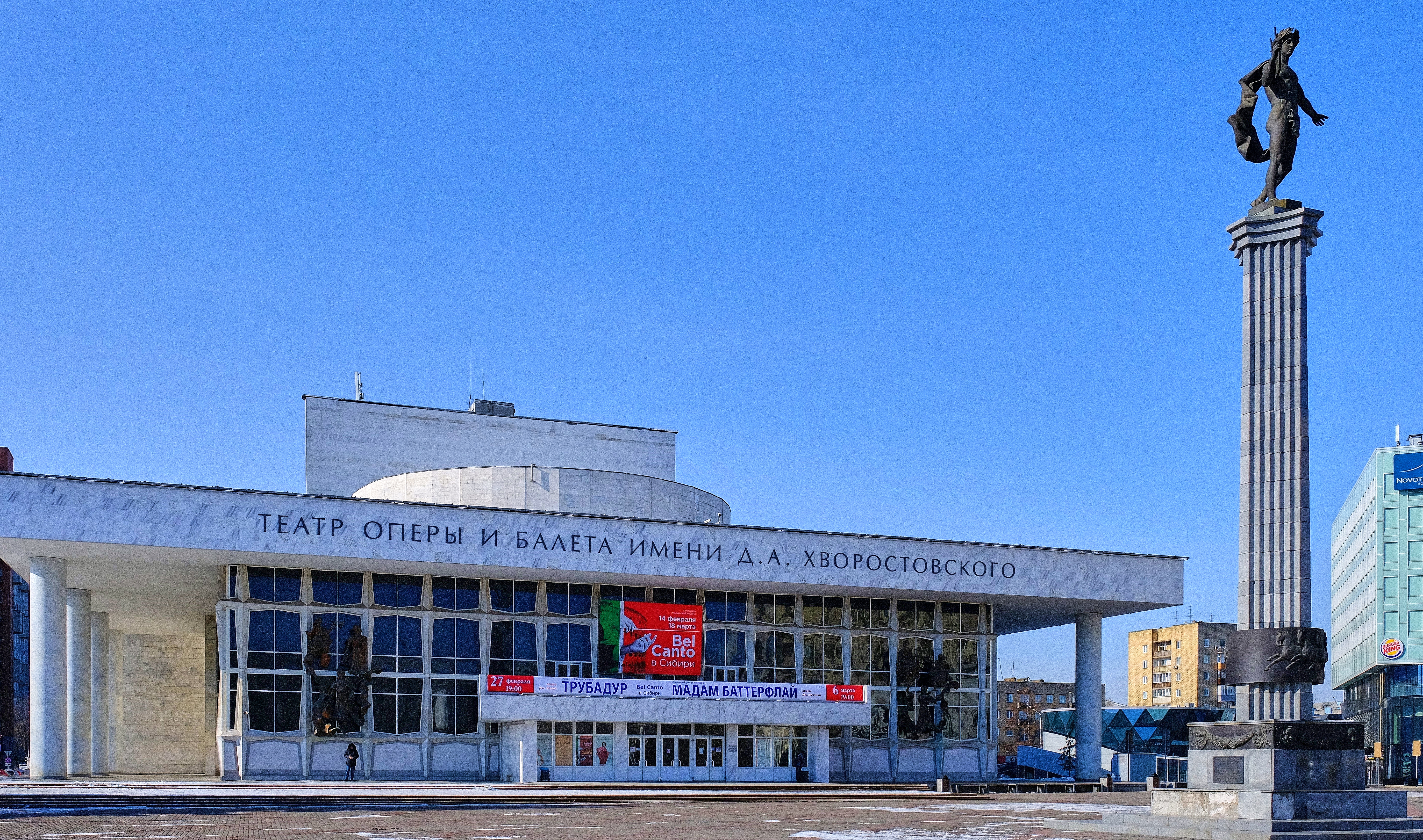
Красноярский театр оперы и балета имени Д. А. Хворостовского
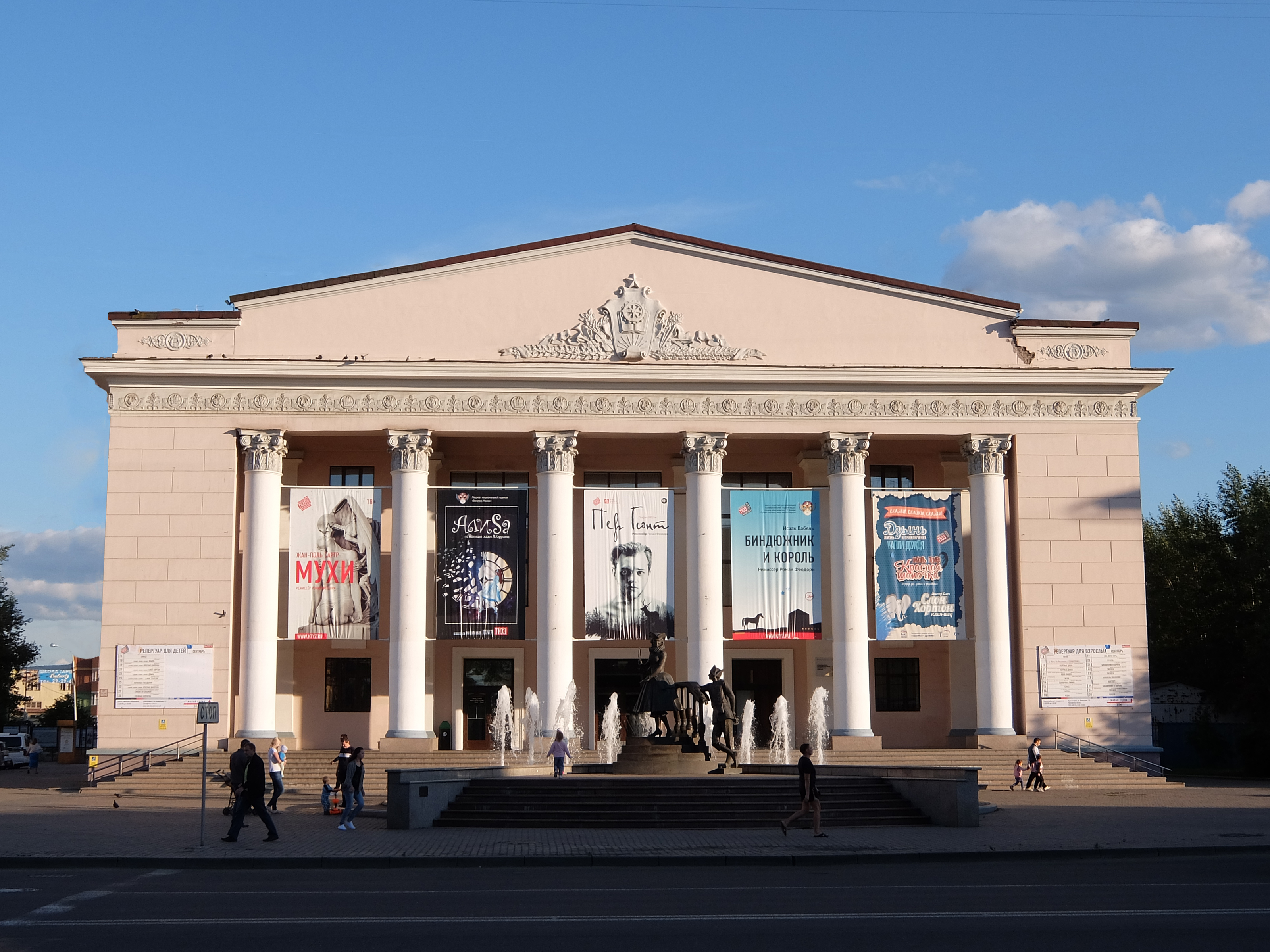
Красноярский театр юного зрителя
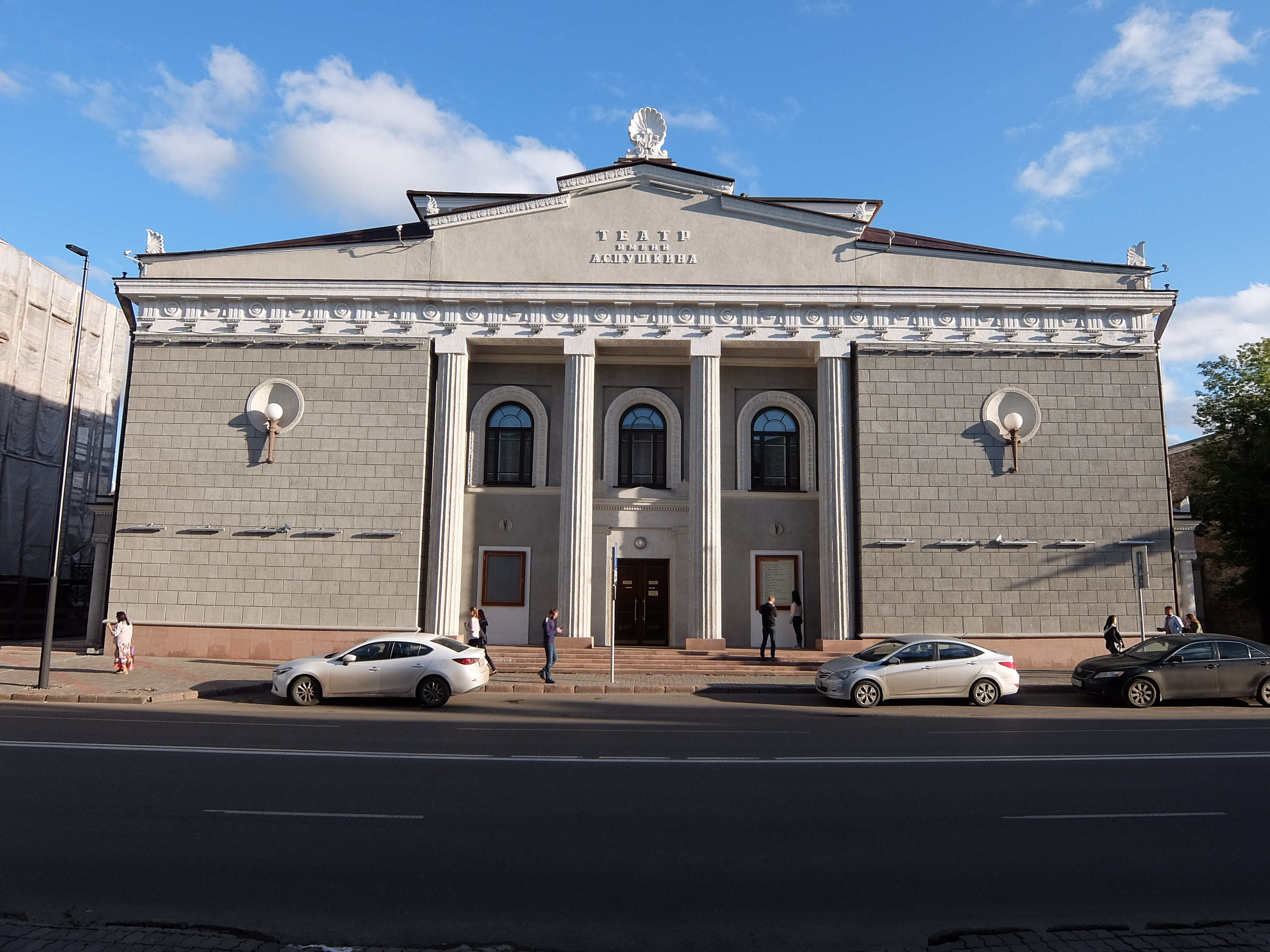
Красноярский драматический театр имени А. С. Пушкина
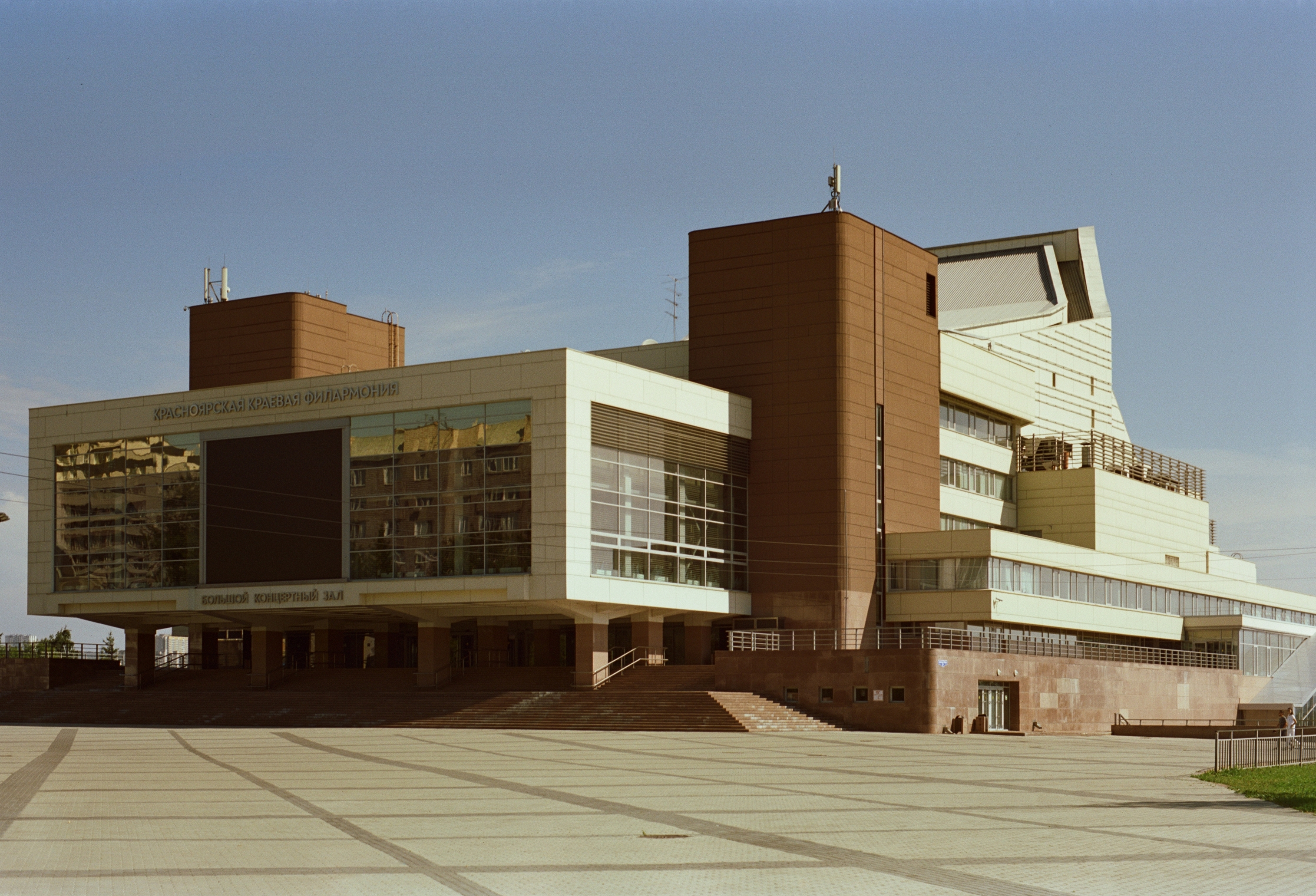
Красноярская краевая филармония. Большой и Малый концертные залы, 1983 год
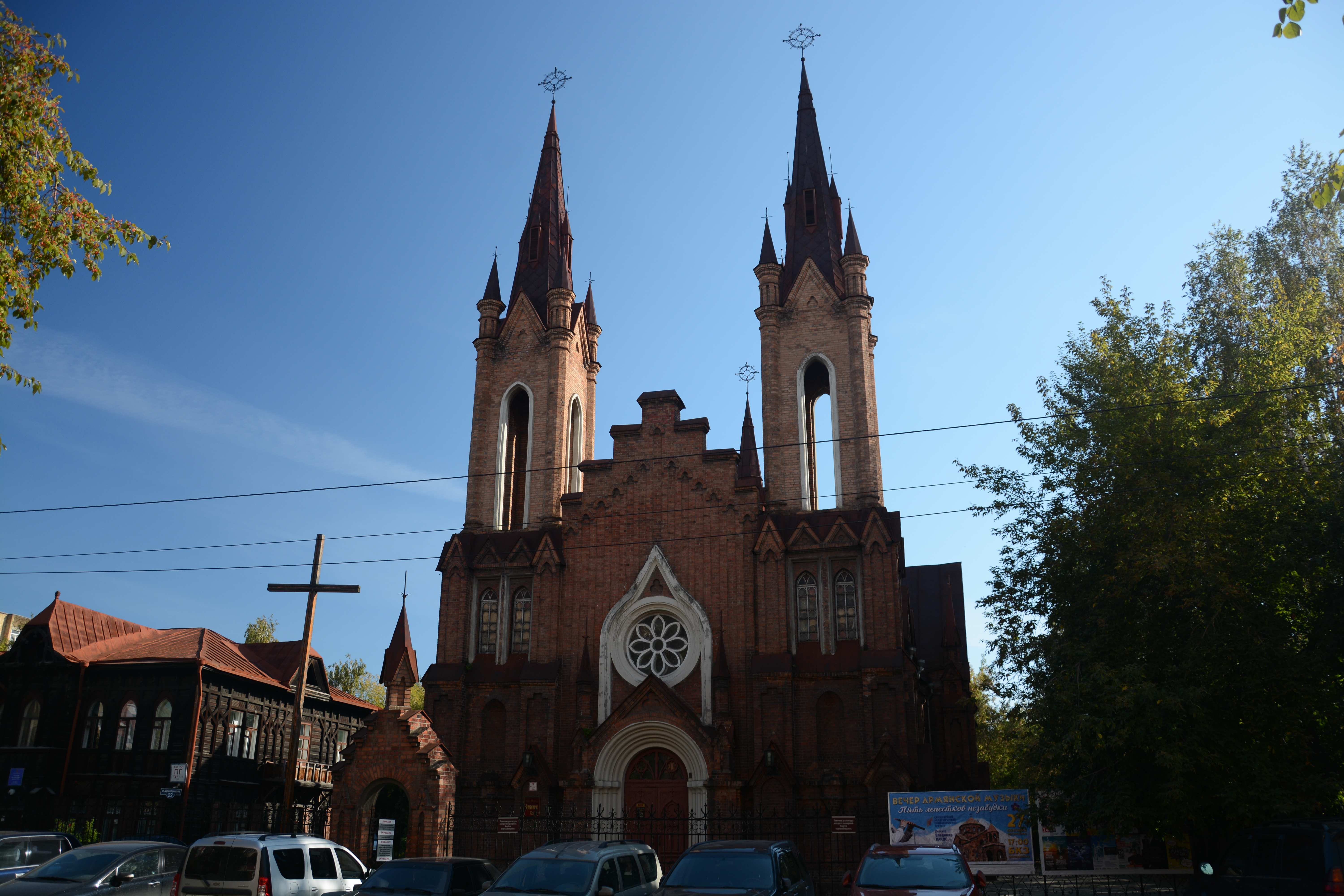
Храм Преображения Господня — Органный зал Красноярской Краевой Филармонии

Первое выступление профессионального театра состоялось в Красноярске в середине XIX века. В сентябре 1852 года труппой гастролёров под антрепризой Петрова в отделении кантонистов был поставлен водевиль Дмитрия Тимофеевича Ленского «Час в тюрьме, или в чужом пиру похмелье».
В мае 1878 года завершилось строительство здания красноярского театра. В ноябре 1887 года в Красноярске было создано «Общество любителей драматического искусства».
Во время Великой Отечественной войны в Красноярск были эвакуированы днепропетровский и одесский театры оперы и балета; объединённая труппа давала спектакли на сцене театра имени А. С. Пушкина.
На 2021 год в Красноярске работают:
- Красноярский государственный театр оперы и балета имени Д. А. Хворостовского[186]
- Красноярский драматический театр им. А. С. Пушкина[186][365]
- Красноярский музыкальный театр[186][366]
- Красноярский государственный театр юного зрителя[186][367]
- Красноярский краевой театр кукол[186]
- Красноярская краевая филармония[186]
- Органный зал Красноярской краевой филармонии (ул. Декабристов, 20)[186][368]
- Отдельный театр Андрея Пашнина
- Мим-театр «За двумя зайцами»
- Любительский театр «Наш театр»
- Дом актёра
- Красноярский государственный цирк[186]
- Театр «За белой стеной»

### Музыкальные коллективы
Первый симфонический оркестр в городе был создан в 1887-88 годах Сергеем Михайловичем Безносиковым, учеником Николая Андреевича Римского-Корсакова. В состав оркестра вошли музыканты-любители и музыканты военного оркестра. Оркестр на сцене театра исполнял произведения Александра Сергеевича Даргомыжского, Милия Алексеевича Балакирева, музыку из опер «Жизнь за царя» Михаила Ивановича Глинки; «Рогнеды» Александра Николаевича Серова, «Русалки» Александра Сергеевича Даргомыжского.
В 2020 году в городе работали: Красноярский государственный академический симфонический оркестр; Государственный академический ансамбль танца Сибири имени Михаила Годенко; Красноярский государственный филармонический русский оркестр имени Анатолия Бардина; Красноярский камерный оркестр; Красноярский духовой оркестр.

### Библиотеки и архивы

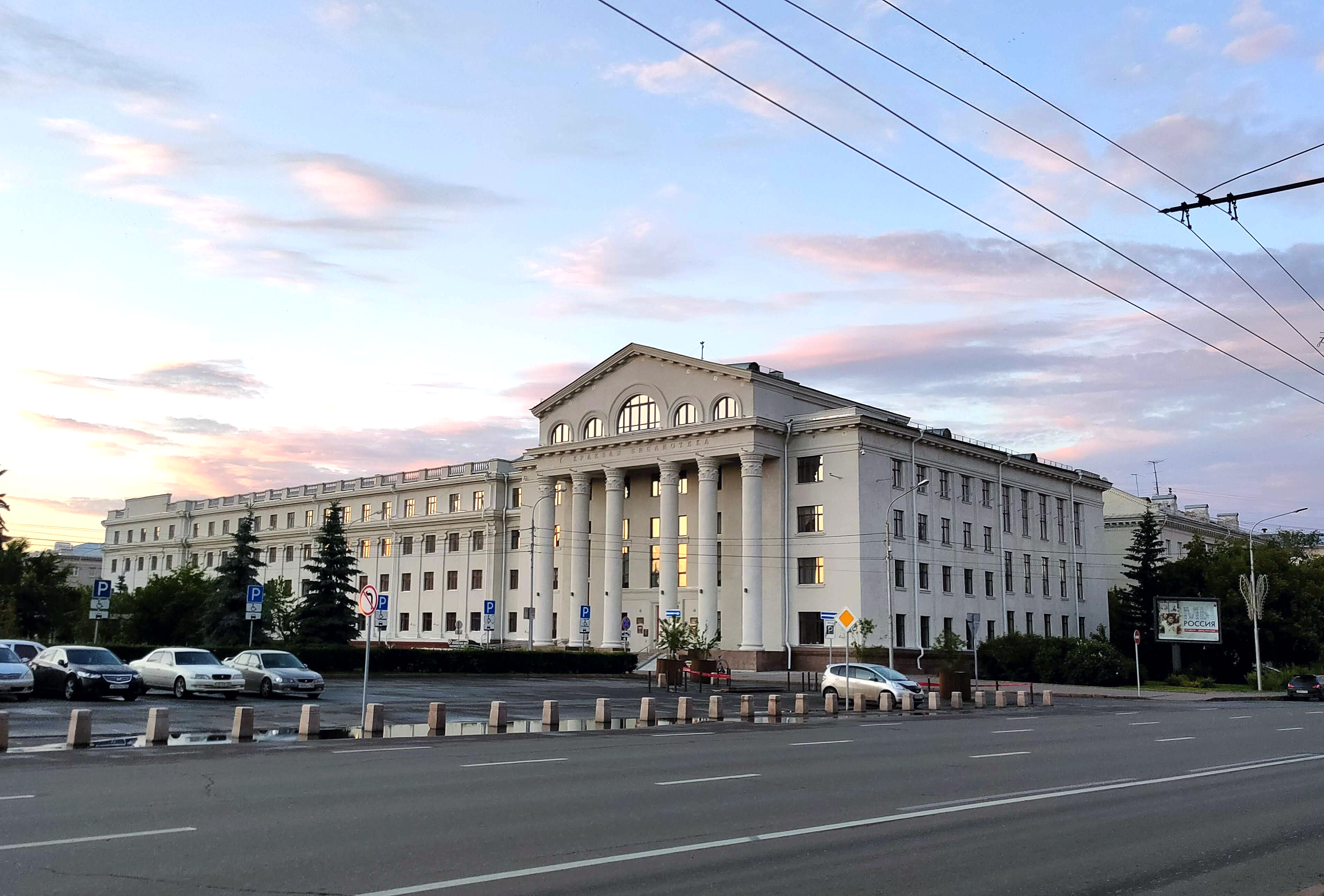
Здание государственной универсальной научной библиотеки Красноярского края. Строительство: 1958—1964 годы

Первая библиотека открылась в Красноярске в 1820-е годы при губернаторе Александре Петровиче Степанове, но информации об этой библиотеке не сохранилось. В 1838 году губернатор Василий Иванович Копылов создаёт в Красноярске губернскую публичную библиотеку. К 1848 году фонд библиотеки вырос до 1916 экземпляров.
В 1877 году в Красноярск переехал Геннадий Васильевич Юдин, собравший вскоре одну из крупнейших в Российской империи частных библиотек.
Первую в Красноярске общедоступную частную библиотеку открыл в 1879 году учитель гимназии Андрей Кириллович Завадский-Краснопольский. Библиотека сгорела во время пожара 1881 года. Вторая частная библиотека открылась 25 июля 1885 года. Александр Фёдорович Комаров вместе с библиотекой открыл и первый в городе книжный магазин.
В 1889 году в Красноярске открылся краеведческий музей. При музее была создана городская общественная библиотека. Для городской библиотеки было построено отдельное здание. С 1 октября 1900 года городская библиотека располагается по адресу ул. Перенсона, 23 (бывший Почтамтский переулок).
Свои библиотеки имели: Красноярское уездное училище, мужская и женские гимназии, учительская семинария, Общество попечения о начальном образовании, Общество врачей Енисейской губернии, губернский статистический комитет, Вольнопожарное общество, Красноярское общественное собрание и другие организации. В 1900 году первую техническую библиотеку открыли железнодорожные мастерские. Сельскохозяйственную библиотеку имел красноярский отдел Императорского московского общества сельского хозяйства. К 1916 году в Красноярске работало более 80 школьных, общественных и ведомственных библиотек.
В 1920 году было создано Енисейское центральное книгохранилище. После гражданской войны остались брошенными большое количество частных библиотек. В книгохранилище собирались книги из частных и национализированных библиотек. Всего в Енисейской губернии было национализировано 23 библиотеки с общим количеством книг около 150 тысяч томов. Были национализированы библиотеки и архивы духовной семинарии, Общественного собрания, Вольно-пожарного общества, Статистического комитета губернии, Городской Управы, монастырей и др.
В 1935 году на базе фондов бывшего Енисейского центрального книгохранилища была создана Красноярская краевая библиотека.
В городе работают:
- Государственный архив Красноярского края — около полутора миллионов единиц хранения[373]. Архив насчитывает 1 млн. 466 тыс. дел, в том числе фотографии и киноплёнки. Самый старый из архивных документов датирован 1664 годом.
- Государственная универсальная научная библиотека Красноярского края — более четырёх миллионов единиц хранения[374].
- Красноярская централизованная библиотечная система

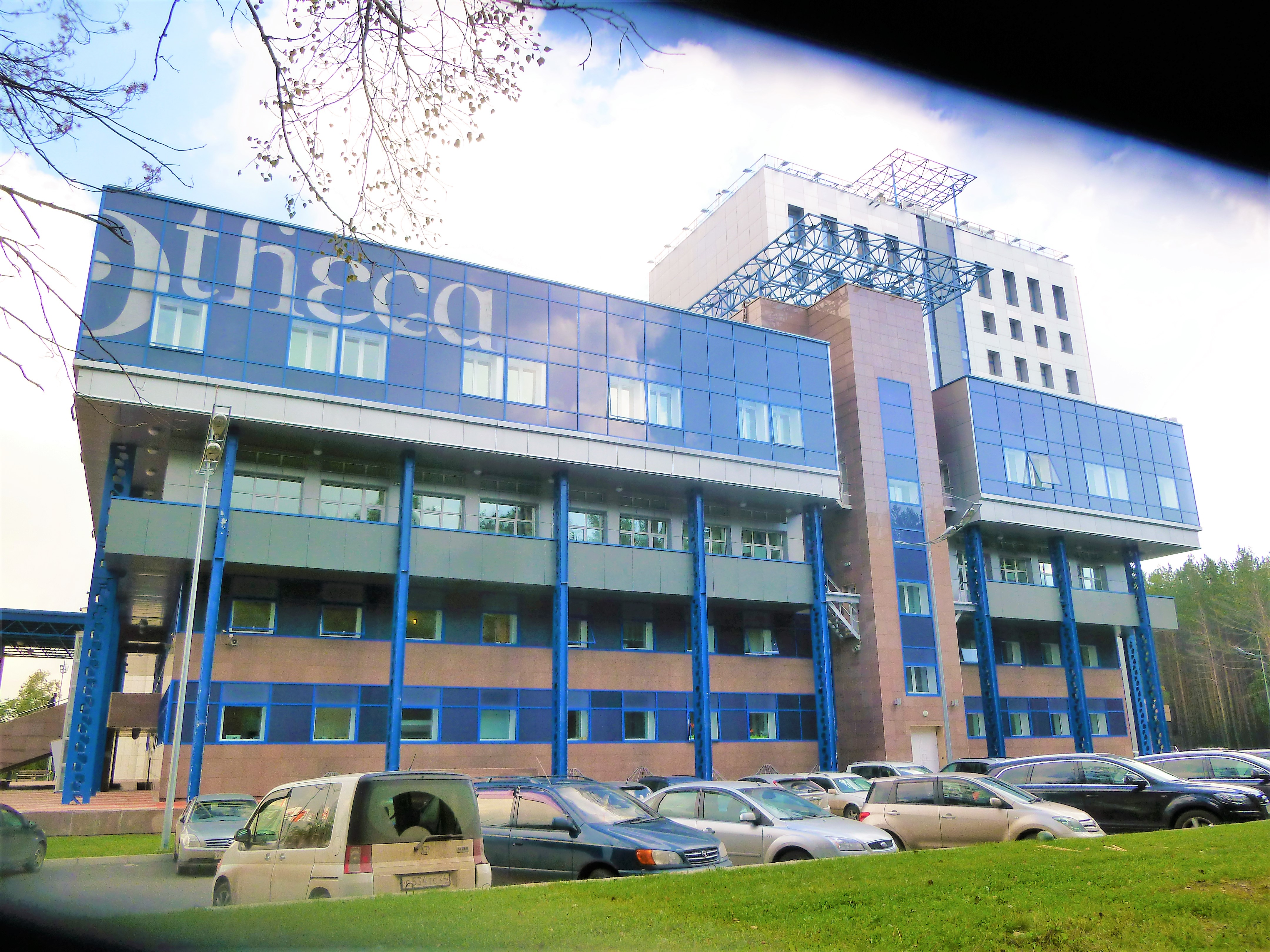
Библиотека Сибирского федерального университета

- Научная библиотека Сибирского федерального университета — более трёх миллионов единиц хранения[375]. Электронная библиотека университета имеет 150 терабайт памяти.
- Научная библиотека Сибирского технологического университета
- Красноярская краевая юношеская библиотека
- Красноярская краевая детская библиотека
- Красноярская краевая специальная библиотека — центр социокультурной реабилитации инвалидов по зрению[376]
- Центральная научная библиотека КНЦ СО РАН
- Библиотека Института физики им. Л. В. Киренского СО РАН — уникальный фонд научных журналов на русском и иностранных языках и книги по отдельным физическим и техническим наукам. Доступ к научным электронным ресурсам[377].

### Гостиницы
В Красноярске несколько десятков гостиниц разного уровня обслуживания.
| Категория                                                                | Название гостиницы             |
| ------------------------------------------------------------------------ | ------------------------------ |
| 5 из 5 звёзд · 5 из 5 звёзд · 5 из 5 звёзд · 5 из 5 звёзд · 5 из 5 звёзд | отель Solomin                  |
| 4 из 5 звёзд · 4 из 5 звёзд · 4 из 5 звёзд · 4 из 5 звёзд · 4 из 5 звёзд | «Хилтон Гарден Инн Красноярск» |
| 4 из 5 звёзд · 4 из 5 звёзд · 4 из 5 звёзд · 4 из 5 звёзд · 4 из 5 звёзд | Novotel Красноярск Центр       |
| 4 из 5 звёзд · 4 из 5 звёзд · 4 из 5 звёзд · 4 из 5 звёзд · 4 из 5 звёзд | Октябрьская                    |
| 4 из 5 звёзд · 4 из 5 звёзд · 4 из 5 звёзд · 4 из 5 звёзд · 4 из 5 звёзд | Бизнес-отель «Купеческий»      |
| 3 из 5 звёзд · 3 из 5 звёзд · 3 из 5 звёзд · 3 из 5 звёзд · 3 из 5 звёзд | Красноярск                     |
| 3 из 5 звёзд · 3 из 5 звёзд · 3 из 5 звёзд · 3 из 5 звёзд · 3 из 5 звёзд | Ибис                           |
| 3 из 5 звёзд · 3 из 5 звёзд · 3 из 5 звёзд · 3 из 5 звёзд · 3 из 5 звёзд | Аmaks сити отель               |
| 3 из 5 звёзд · 3 из 5 звёзд · 3 из 5 звёзд · 3 из 5 звёзд · 3 из 5 звёзд | Снежная сова                   |

Остальные гостиницы официально не классифицированы, тем не менее четыре из них относят себя к категории «четыре звезды», десять — «три звезды».
Ведётся[когда?]

 строительство гостиниц «Марриот» («пять звёзд»), первого за Уралом отеля сети «Small Luxury Hotels» категории «люкс» («пять звёзд»); гостиницы на Театральной площади («пять звёзд»), других гостиничных комплексов.
В достаточном[каком?] количестве имеются хостелы, в том числе сетевые.

### Кинотеатры и кинематограф

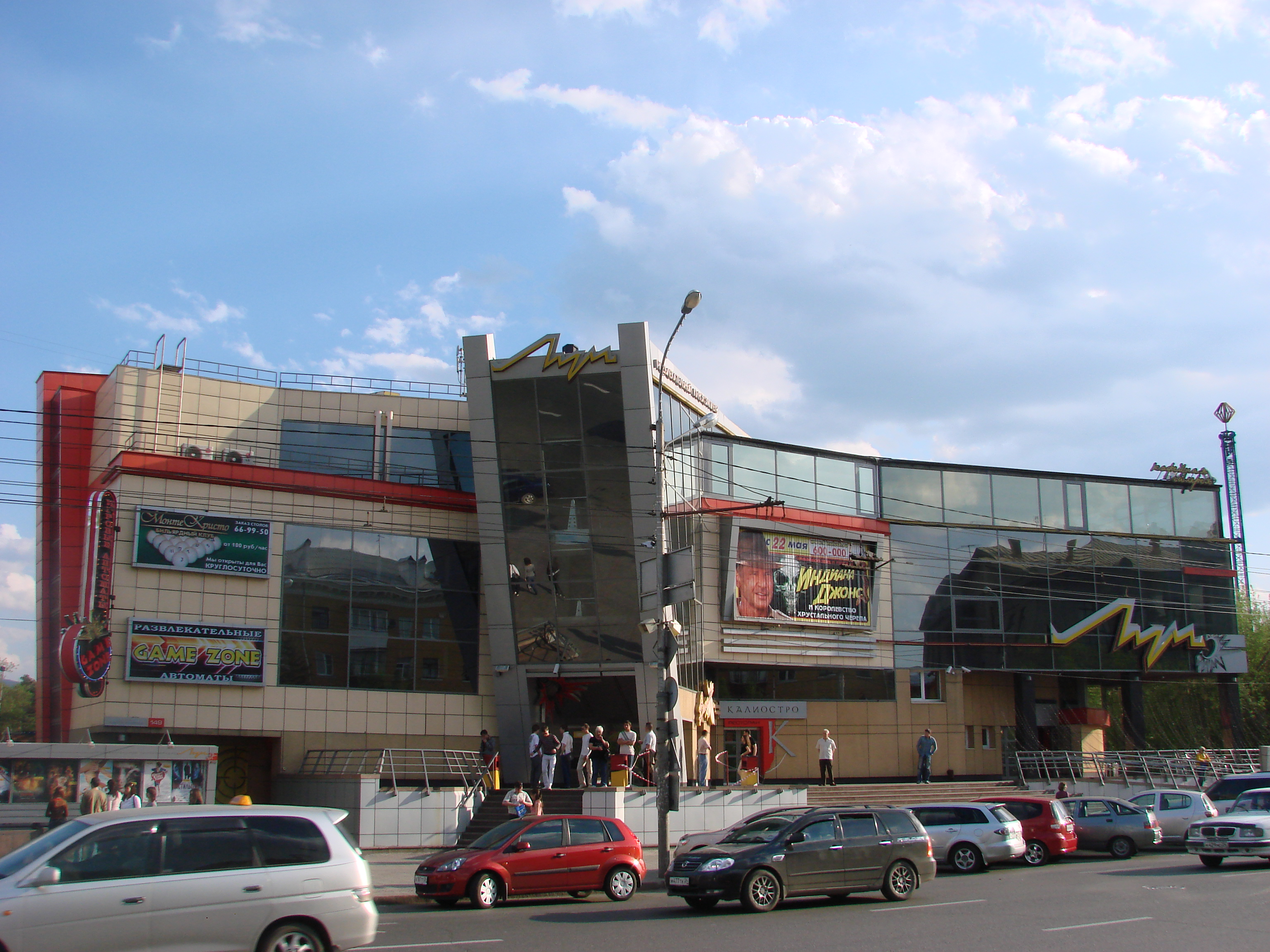
Развлекательный 3D-кинокомплекс «Луч» (после реконструкции 2002 года)

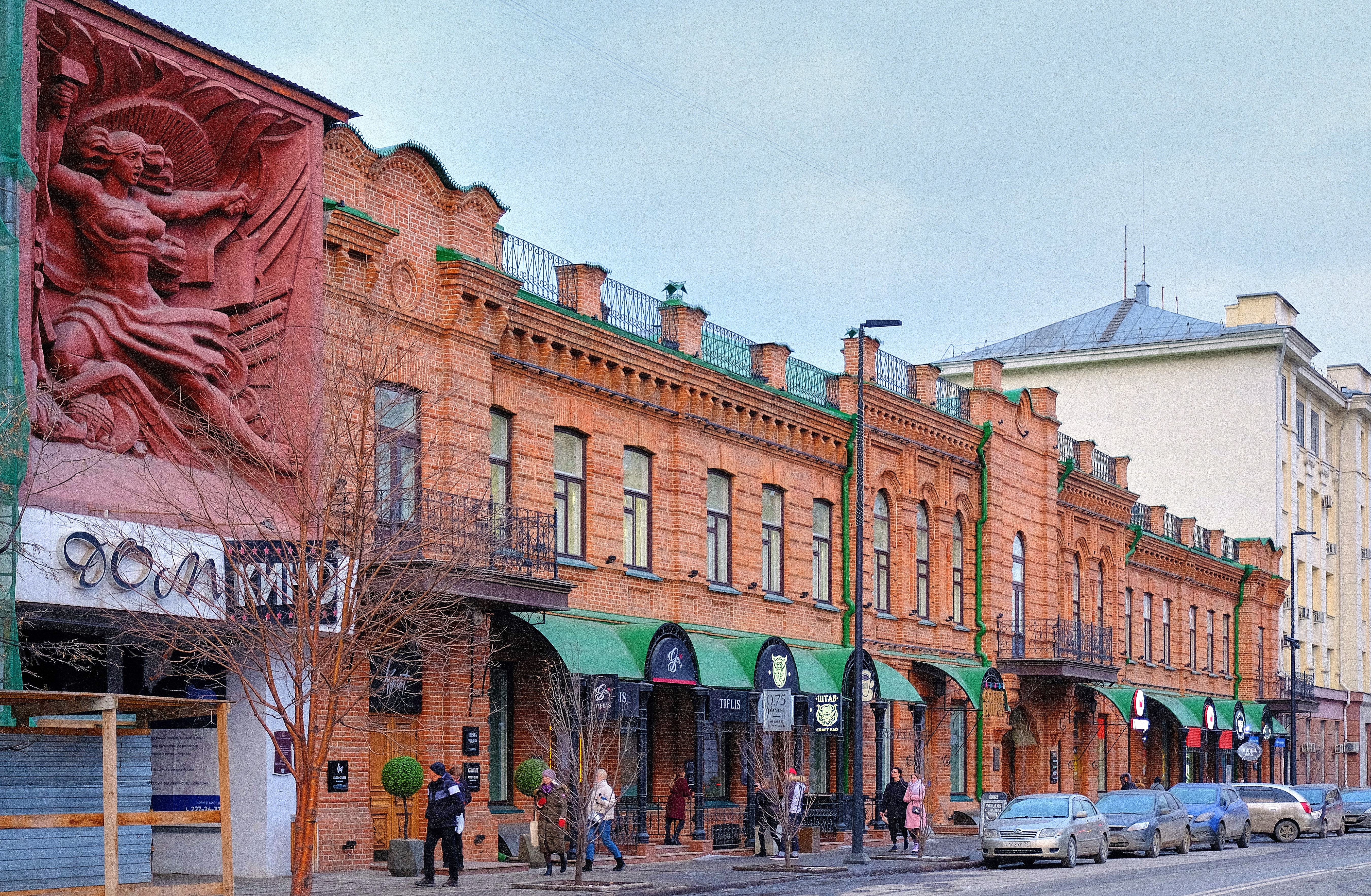
Дом кино

14 мая 1897 года в Красноярске состоялось первое представление аппарата Томаса Алвы Эдисона — кинематографа с восемнадцатью движущимися картинами. В 1911 году в городе работало уже несколько кинотеатров: «Аквариум» Лифанова, кинотеатр в доме Семёнова и Романова на Воскресенской улице, «Патеграф» Полякова в доме Гада́лова, «Луч» Речмедилова в Николаевской слободе в собственном доме.
В 2021 году работают девять кинотеатров:
- «Синема Парк Красноярск» (десять залов, 2088 мест, IMAX, 4DX, RealD 3D);
- «Киномакс-Планета» (восемь залов, 1966 мест, DolbyDigital, D-BOX, RealD 3D,Dolby ATMOS)
- «Mori Сinema» (семь залов, 942 места, DolbyDigital);
- «Луч» — развлекательный 3D-кинокомплекс (четыре зала, 935 мест, Dolby 3D Digital Cinema, Xpand 3D, Dolby ATMOS);
- «Starmax Cinema» (четыре зала, DolbyDigital);
- «Эпицентр» (три зала, 644 места, Dolby Digital SR-D EX, DTS XD10);
- «Дом кино» (два зала, 420 мест, DolbyDigital);
- «Мечта» — специализированный детский кинотеатр (один зал, 200 мест, DolbyDigital).

Существуют кинопрокатная компания «Енисей кино» и киностудия «Сибирьфильм». С 2018 года проводится Международный фестиваль фильмов для детей и юношества «Герой».

### Регулярные мероприятия

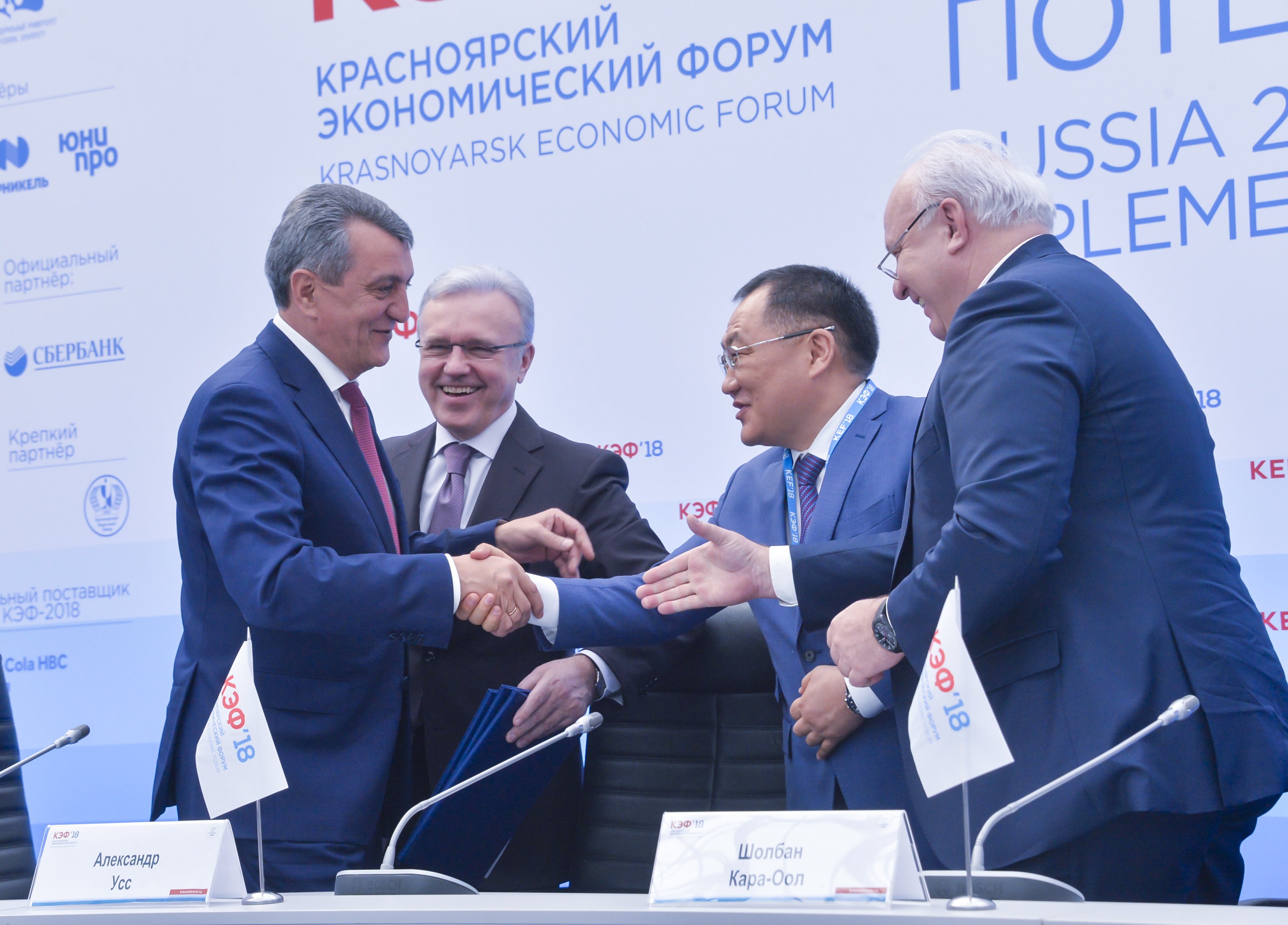
Главы Тувы, Красноярского края, Хакасии и полномочный представитель президента России в СФО: Шолбан Валерьевич Кара-оол, Александр Викторович Усс, Виктор Михайлович Зимин и Сергей Иванович Меняйло на КЭФ-2018

С 2004 года в Красноярске проходит ежегодный Красноярский экономический форум.
На IX экономическом форуме в феврале 2012 года были представлены 28 стран мира и 41 регион; 25 крупнейших компаний приняли участие в выставочной композиции. Были подписаны соглашения по привлечению инвестиций.
Регулярные мероприятия:
- Красноярская музейная биеннале (один раз в два года).
- Красноярская ярмарка книжной культуры[388] (ежегодно, в ноябре).
- Международный турнир по вольной борьбе имени Ивана Сергеевича Ярыгина[389] (ежегодно, в январе).
- Международный турнир по спортивным бальным танцам «Огни большого города»[390] (квалификационный) (ежегодно, в декабре).
- Международный форум «Балет XXI век»[391].
- Международный конкурс балета «Гран-при Сибири».
- Всероссийский и международный конкурс мастеров оперы и балета имени Петра Ивановича Словцова.
- Международный музыкальный фестиваль стран Азиатско-Тихоокеанского региона[392].
- Международный фестиваль камерной музыки «Сибирь — Европа»[393].
- Карнавал в честь Дня города.
- Парад судов Енисейского речного пароходства (ежегодно, первое воскресенье июля).
- Сибирский Международный Авиакосмический Салон «САКС»[394].
- Детский карнавал «Город детства» (ежегодно с 2006 года, в июне).
- Фестиваль артистического фехтования «Стальной рассвет» — (ежегодно с 2010 года, в мае).
- Фестиваль «ЗЕЛЁНЫЙ» (ежегодно, летом)[395].
- «Твори-Гора» образовательный международный Фестиваль кино, фото и анимации (ежегодно, в сентябре).
- Один из этапов Кубка России по велотриалу (с 2011 года).
- Крупнейший в стране международный фестиваль социальных танцев «Hot winter in Siberia»[396]
- Международный фестиваль ледовых скульптур «Волшебный лёд Сибири»[397]
- Гик-фестиваль Supercon, проходящий в начале мая.
- Фестиваль Памяти Виктора Цоя, ежегодно 15 августа

В 2006 году Красноярск был столицей проведения Пятых молодёжных Дельфийских игр России «Вместе лучше!».

### Красноярск в массовой культуре и технике

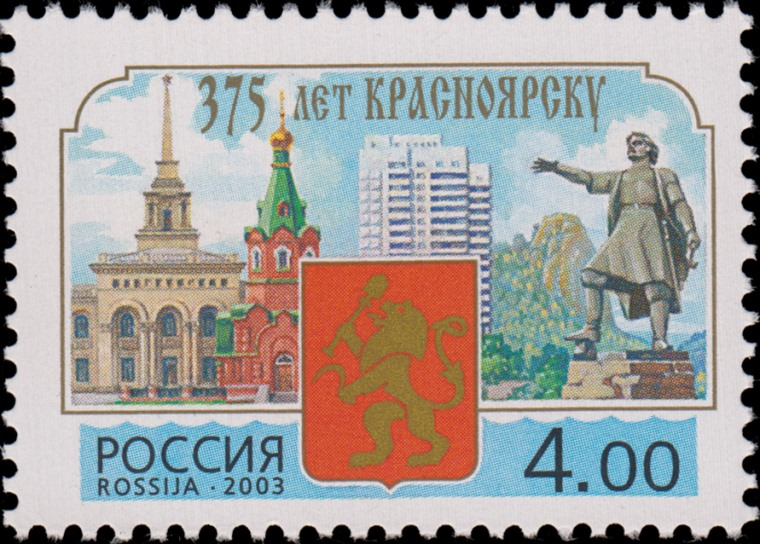
Почтовая марка, 2003 год. 375-летие Красноярска

- Почтовая марка России, 2023 год. Города трудовой доблести. Памятник «Союз фронта и тыла» (скульптор А. Н. Ковальчук)Почтовая марка, 2003 год. 375-летие КрасноярскаКрасноярск изображён на десятирублёвой купюре.

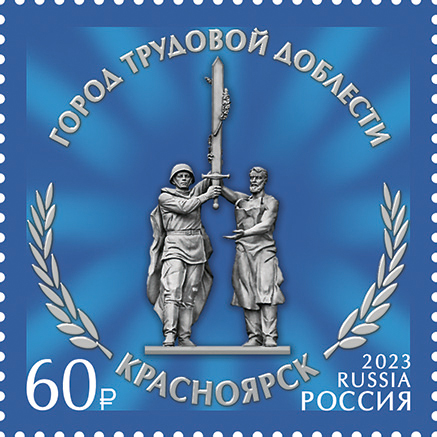
Почтовая марка России, 2023 год. Города трудовой доблести. Памятник «Союз фронта и тыла» (скульптор А. Н. Ковальчук)

- Именем города назван стратегический ракетоносец Ту-95 МС (бортовой номер 19)[398].
- Именем Красноярска будет названа атомная подводная лодка проекта 885 (шифр «Ясень»)[399]. Субмарина заложена 27 июля 2014 года на заводе «Севмаш»[400].
- Именем Красноярска был назван атомный подводный ракетоносный крейсер проекта 949А «Антей» К173 К-173 «Красноярск», в настоящее время выведенный из состава флота[401].

#### В кинематографе
- Железнодорожный мост и теплоход «В. Чкалов» Енисейского пароходства были показаны в фильме «Русский сувенир» (Мосфильм, 1960)
- Красноярск и его окрестности были показаны в художественном фильме «Мой папа — капитан» (Киностудия им. Горького, 1969).
- В Красноярске снят ряд сцен телевизионного сериала «Совесть». (Творческое объединение «Экран»,1974).
- Красноярск, под именем Красногорска, показан в советском художественном фильме «Магистраль».
- Красноярск снят в художественном фильме «Алый камень» (Киностудия им. Горького, 1986), в фильме есть кадры с вокзалом, привокзальной площадью, коммунальным мостом, набережной Енисея, речным портом, Красноярским краеведческим музеем, органным залом Красноярской краевой филармонии и др.
- В 2002 году в сериале «Улицы разбитых фонарей» — 4 Красноярску был посвящён эпизод «На улице Марата».
- Красноярск без упоминания показан в заставке третьего сезона сериала «Гражданин начальник».
- В 2015 году в Красноярске был снят фильм Андрея Гаврилова «Дороги».
- Красноярск упоминается в восьмой серии четвёртого сезона сериала «Секретные материалы» (серия «tunguska»), снятой в 1996 году.
- Некоторые сцены фильма «Ёлки» происходят в Красноярске, на проспекте Мира и площади перед Большим концертным залом филармонии.

## Красноярск в Книге рекордов России
- 9 мая 2018 года почти 14 тысяч горожан вместе исполнили песню «День Победы». Так был установлен рекорд России на самое массовое исполнение главной песни этого праздничного дня.
- В марте 2019 года Красноярск установил сразу три рекорда России. Здесь была установлена самая высокая искусственная новогодняя ёлка — 55 метров, самая большая объёмная надпись из двух слов — надпись «Енисейская Сибирь» возле Николаевского моста. Её высота составляет 7 метров 94 см.
- Ещё один рекорд — подсветка одного из жилых кварталов Красноярска, где используется наибольшее количество индивидуально управляемых источников света (1207 штук) в рамках светового шоу в России.

## Международные связи
В Красноярске находится:
- Представительство МИД России в Красноярске.
- Отделение посольства Беларуси в Российской Федерации в городе Красноярске[402].
- Отделение посольства Кыргызстана в Российской Федерации в Красноярске[403]
- Почётное консульство Словацкой Республики в Красноярске
- визовые центры 
  -  Испании (ул. Декабристов 23)
  -  Эстонии (ул. Ады Лебедевой, 107)
  -  Италии (пр-т Мира, 91, офис 60, 2 этаж)
  -  Латвии (пр-т Металлургов, 2р)
- Объединённый визовый центр[404] (ул. Маерчака, 16):
  -  Австрия[405]
  -  Болгария[406]
  -  Германия
  -  Гренландия и Фарерские острова
  -  Греция[407]
  -  Дания[408]
  -  Мальта[409]
  -  Чехия[410]
  -  Польша
  -  Словения[411]
  -  Норвегия[412]
  -  Швейцария
  -  Швеция
  -  Литва[413]
  -  Хорватия
  -  Финляндия[414]

## Города-побратимы
Пятнадцать породнённых городов:
- Хэйхэ, КНР (1999)
- Биньчжоу, КНР (2000)
- Истаравшан, Таджикистан (2000)
- Могилёв, Беларусь (2001)
- Су-Сент-Мари, Канада (2002)
- Дацин, КНР (2002)
- Харбин, КНР (2003)
- Улан-Батор, Монголия (2003)
- Самарканд, Узбекистан (2003)
- Онеонта, США (2004)
- Цицикар, КНР (2005)
- Кремона, Италия (2006)
- Днепропетровск, Украина (2007 — 7 сентября 2016)[416]
- Унтершлайсхайм, Германия (2008—2009)
- Чанчунь, Китай (2010)
- Жилина, Словакия (2011)
- Краснодон, Луганская Народная Республика (2023)[417]

## Города-партнёры
Красноярск сотрудничает с десятью российскими партнёрами. Подписаны соглашения о сотрудничестве с Москвой и Санкт-Петербургом с 1998 года, Калининградом и Мирнинским районом с 1999 года, Норильском с 2000 года, Казанью с 2001 года, Кызылом с 2002 года, Чебоксарами с 2003 года, Саянском и Омском с 2011 года.

### Города-спутники
Три основных города-спутника: Дивногорск, Железногорск, Сосновоборск.

### Другие виды сотрудничества
Администрация города Красноярска осуществляет сотрудничество с различными административными учреждениями и прочими зарубежными организациями: Народное правительство города Шэньяна, Народное правительство города Даляня (КНР). Канцелярия Харбинской международной торгово-экономической ярмарки, Дацинская зона новых высоких технологий и Харбинская зона экономического развития (КНР). «Общество префектуры Аити (Япония) по развитию дружбы и сближению с Россией». «Общество родственников японских военнопленных, находившихся на территории Красноярска в 1945—1950 годах». Мэрия г. Сан-Франциско (США). Консорциум скрипичных мастеров «Антонио Страдивари» (Кремона, Италия). Международная благотворительная организация «Infants del Mon» («Дети мира») с 2007 г.
25 августа 2022 года Красноярск подписал меморандум о сотрудничестве с городом Кокшетау (Акмолинская область, Казахстан).

## Галерея

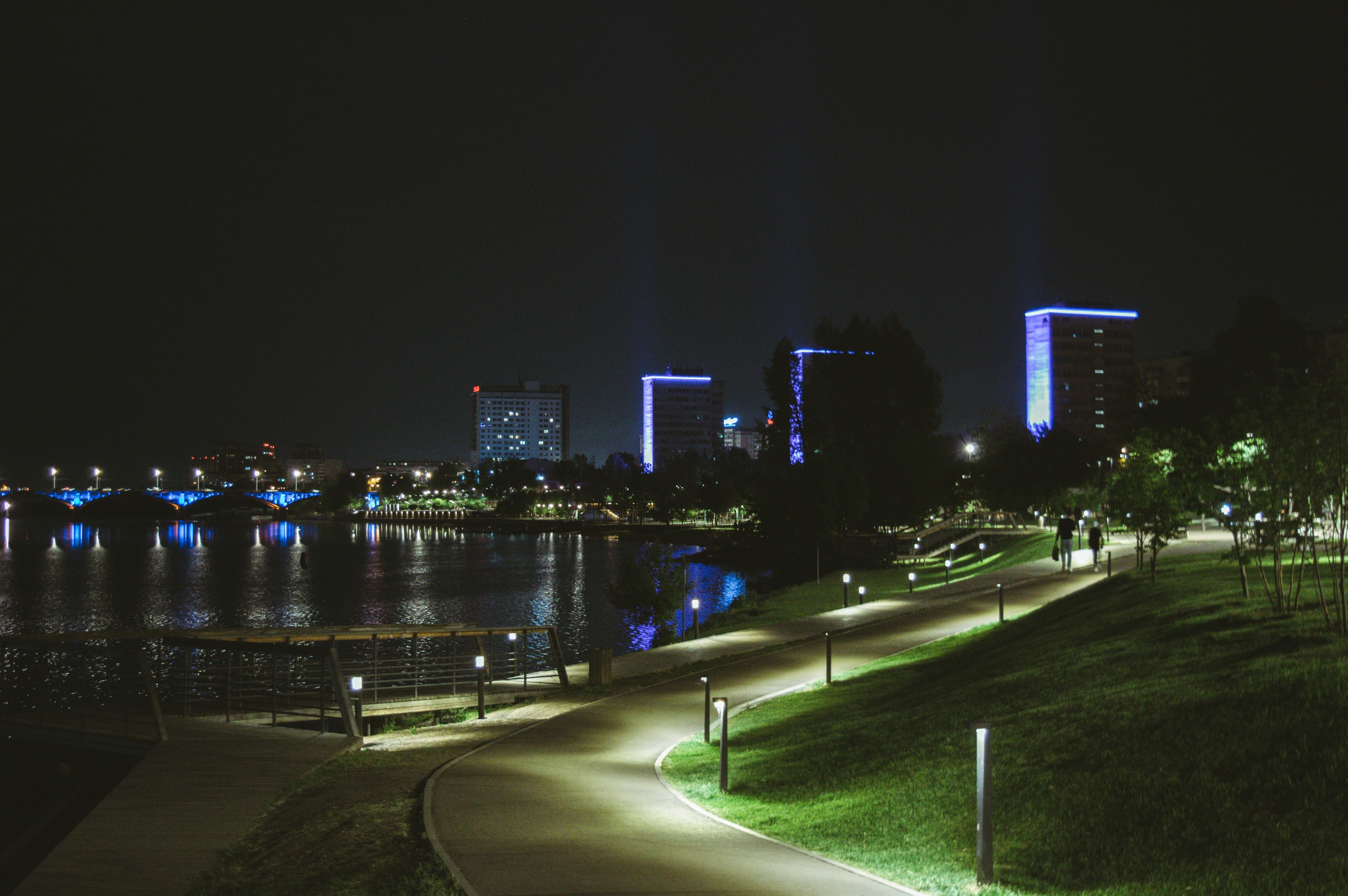
Ярыгинская набережная вечером
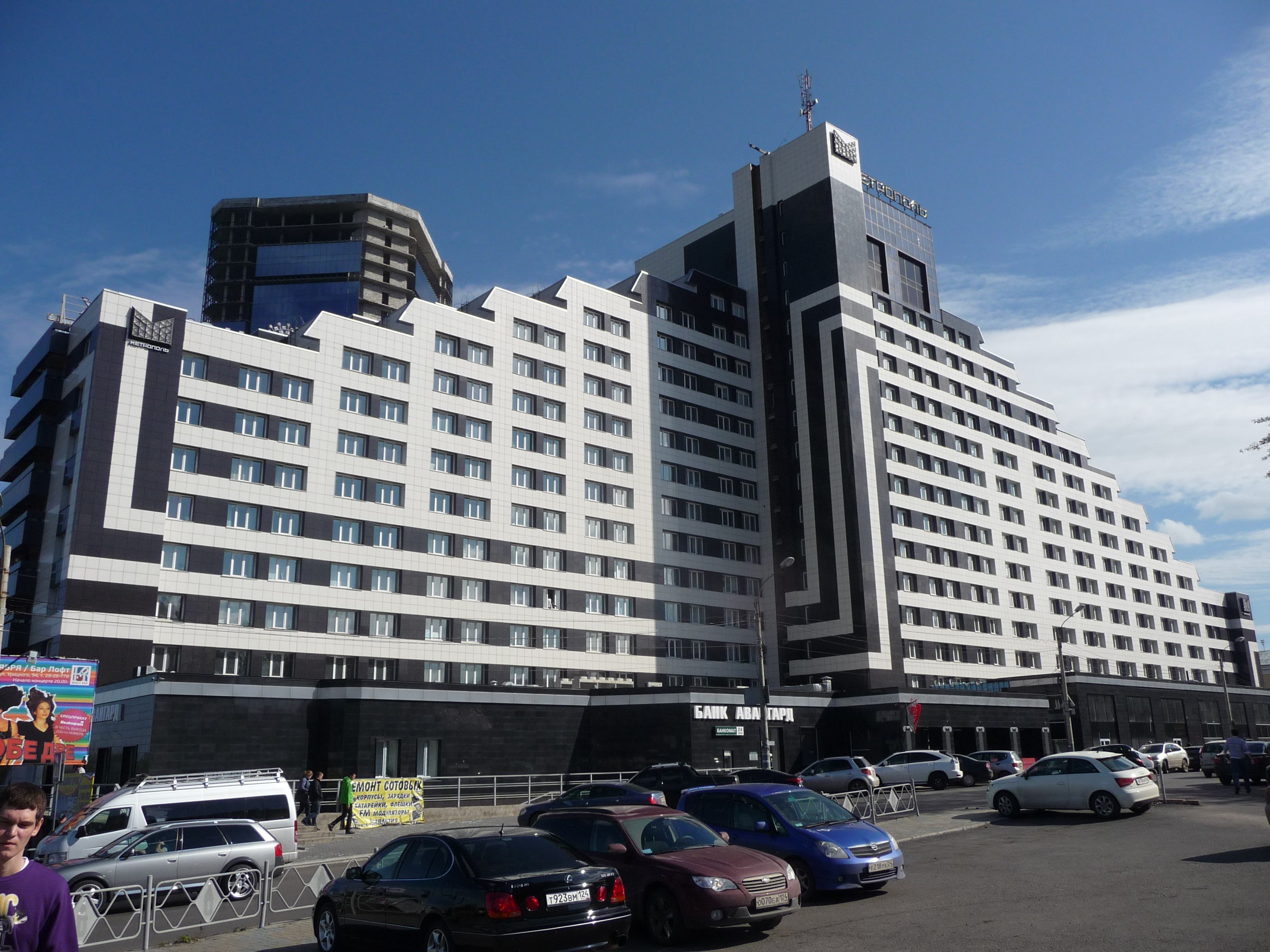
Деловой центр «Метрополь»
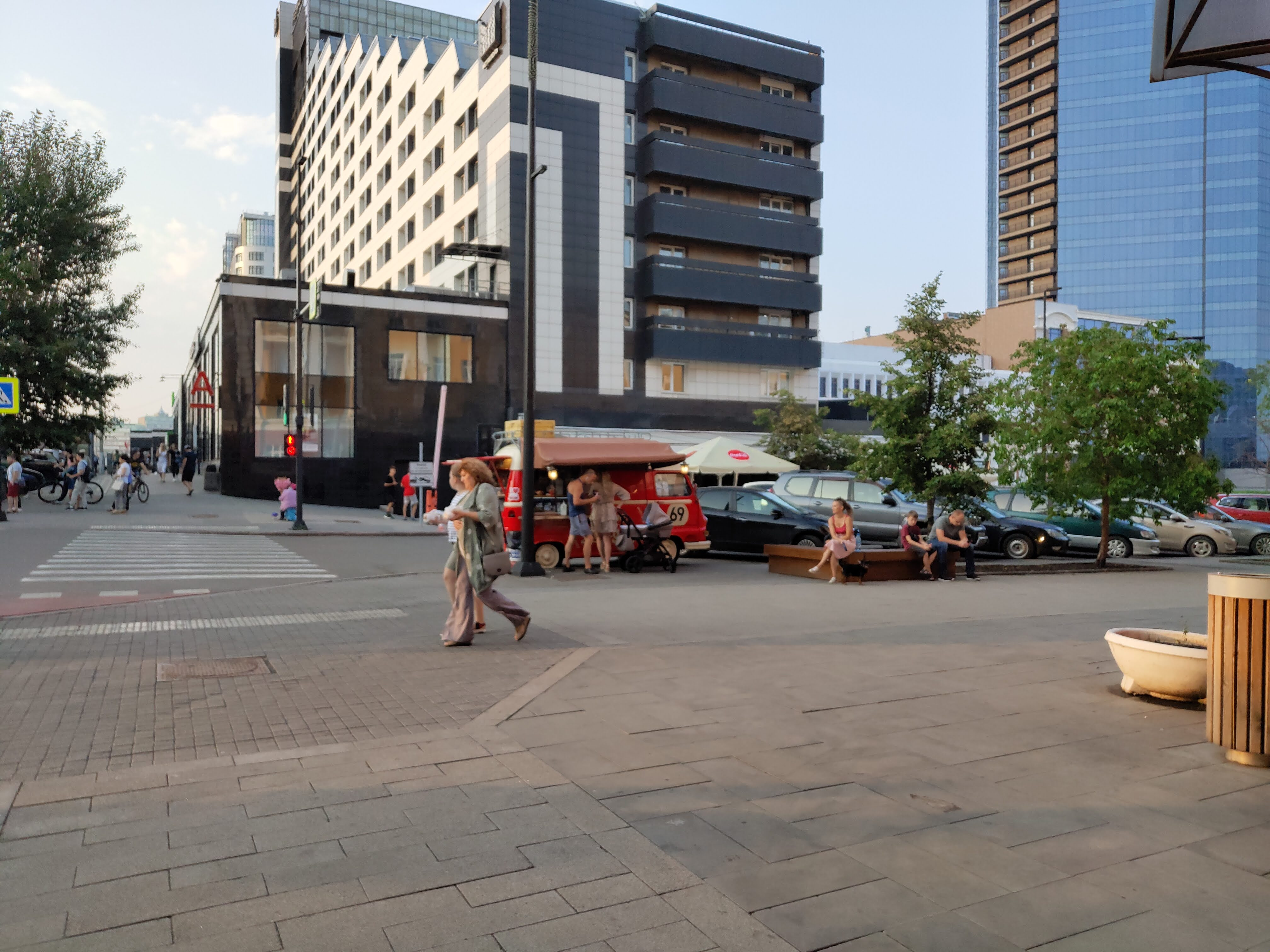
Вид проспекта Мира у БЦ «Метрополь»
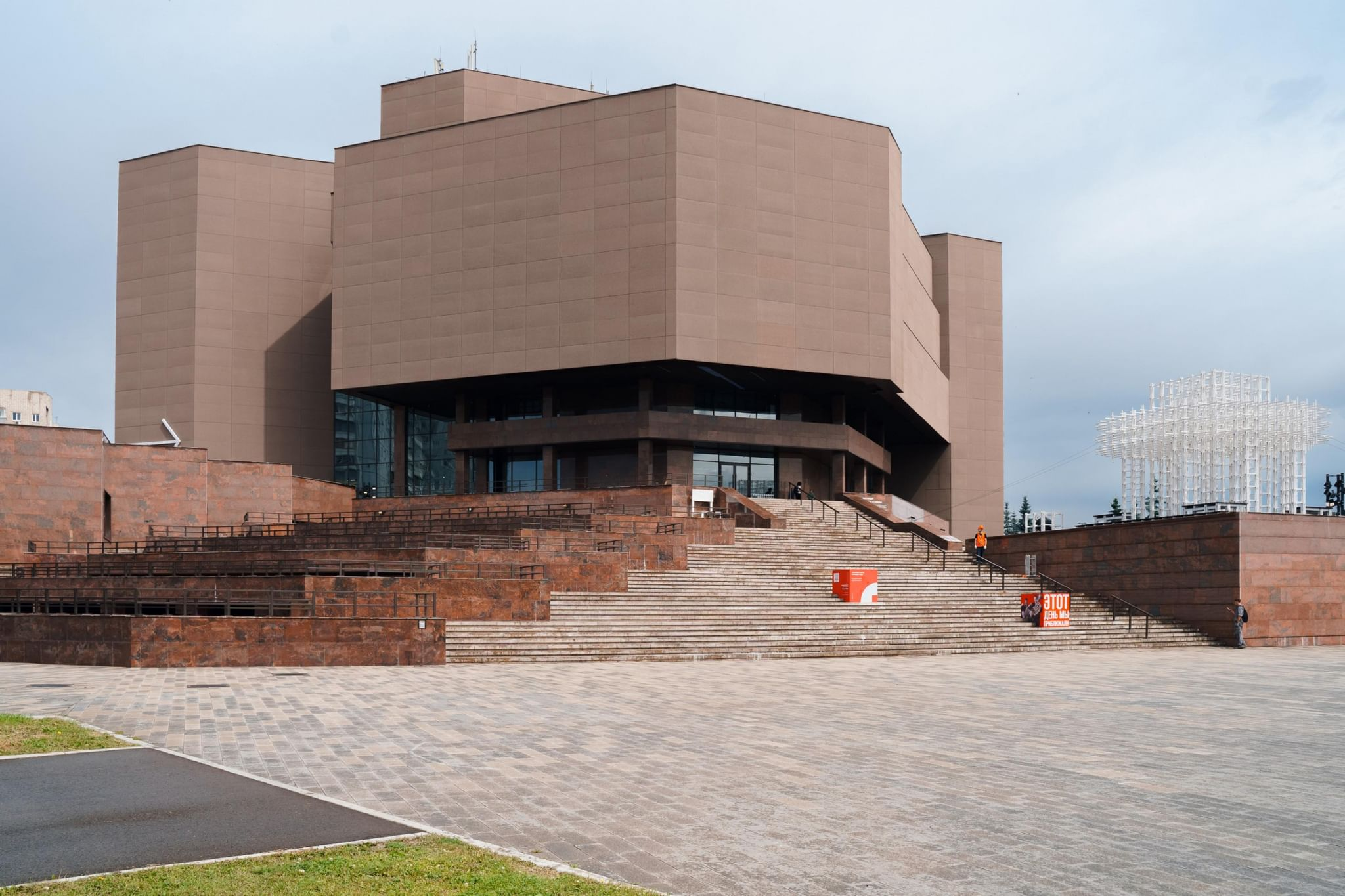
Музейный центр «Площадь Мира»
Сибирский государственный институт искусств имени Дмитрия Хворостовского
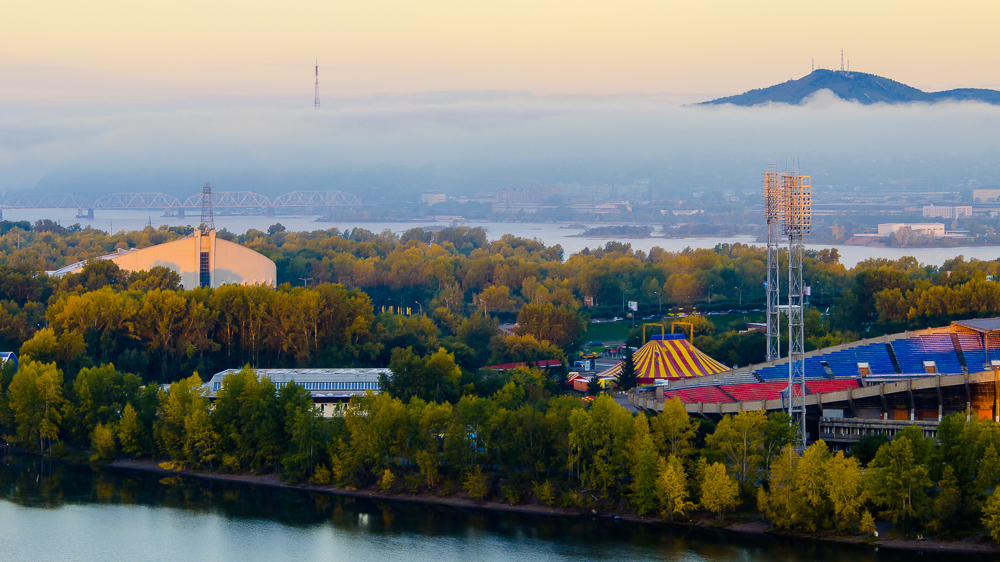
Дворец спорта им. Ивана Ярыгина и центральный стадион на острове Отдыха
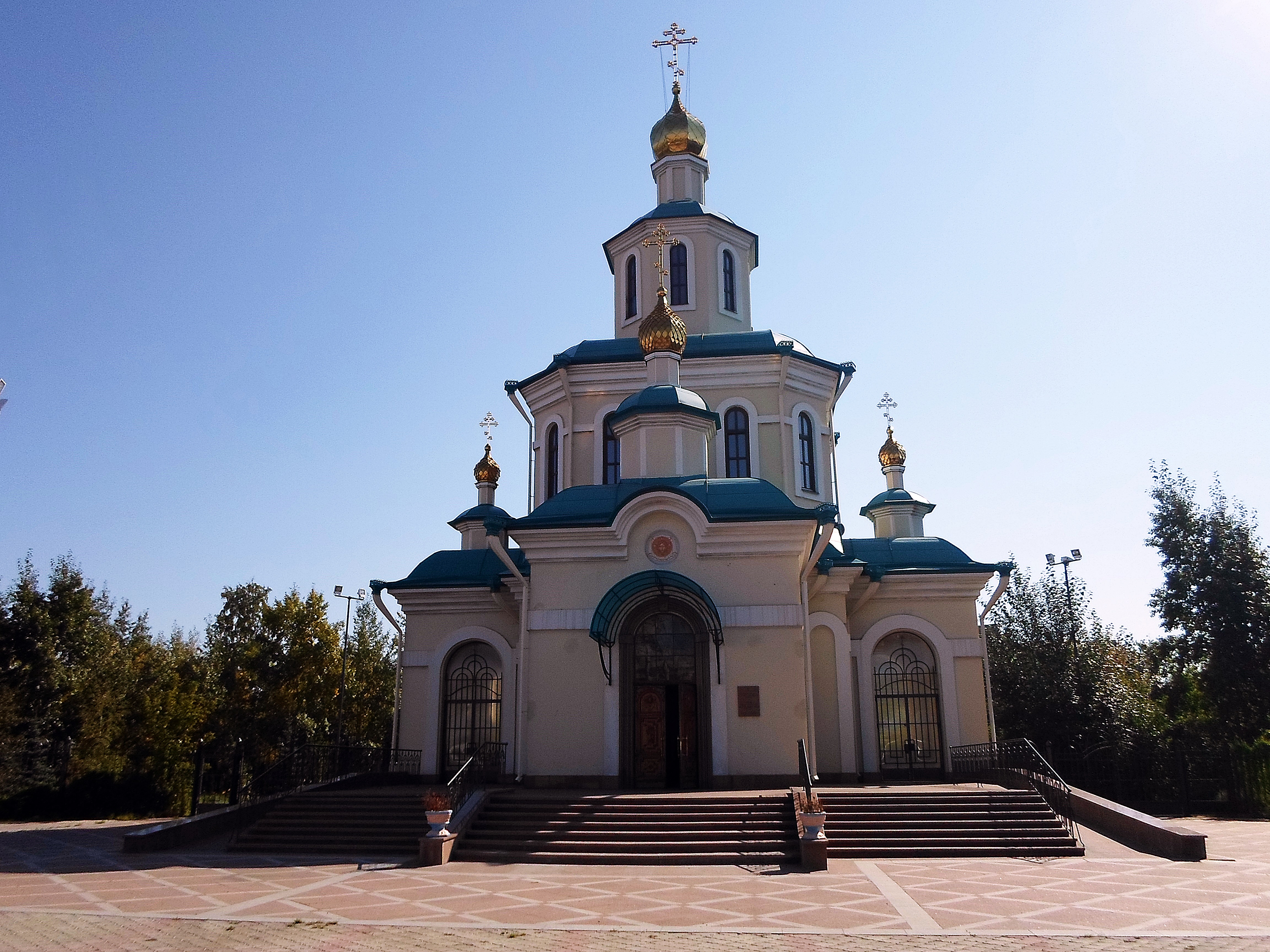
Софийская церковь
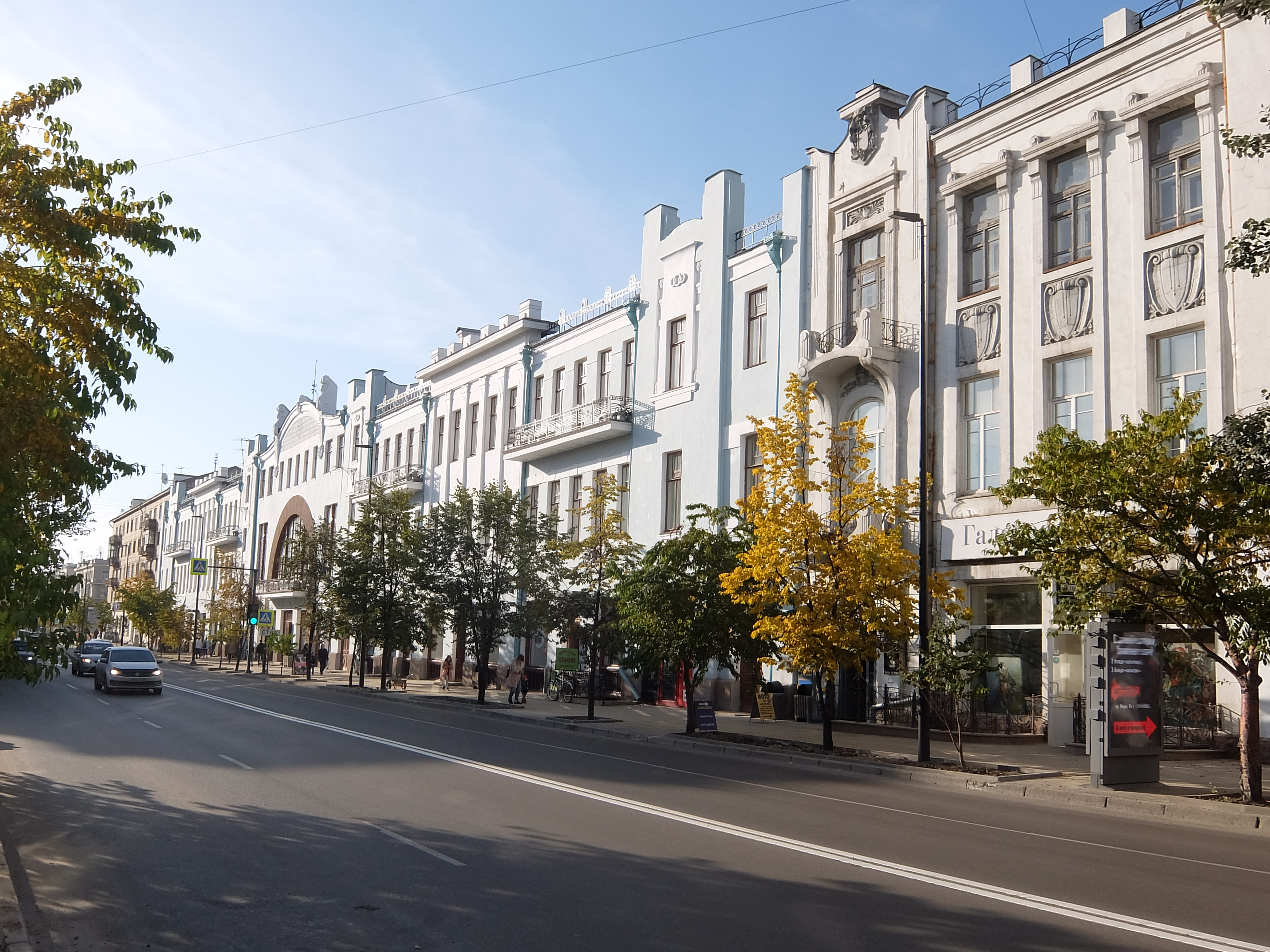
Проспект Мира
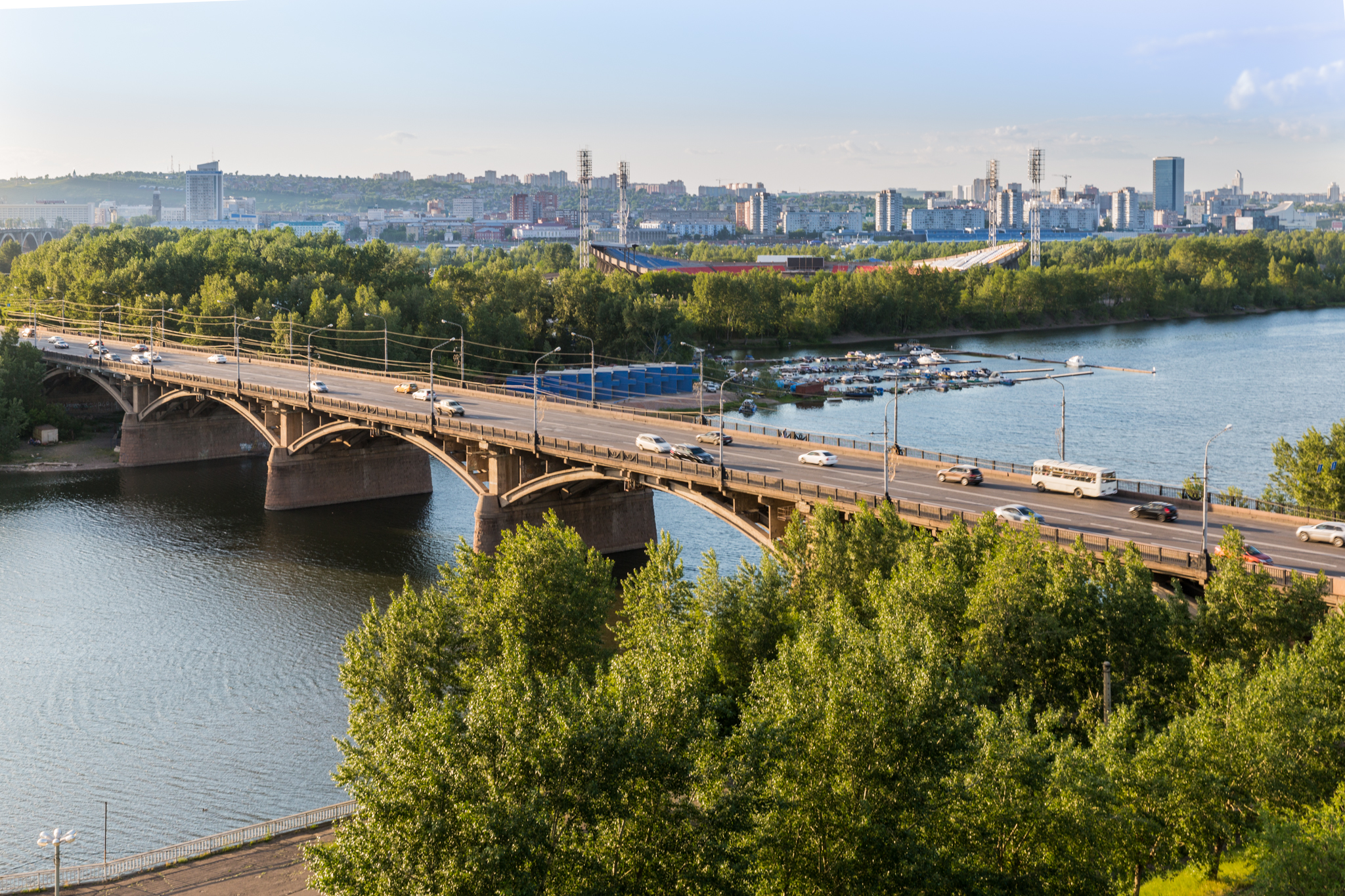
Коммунальный мост и вид на Центральную часть города
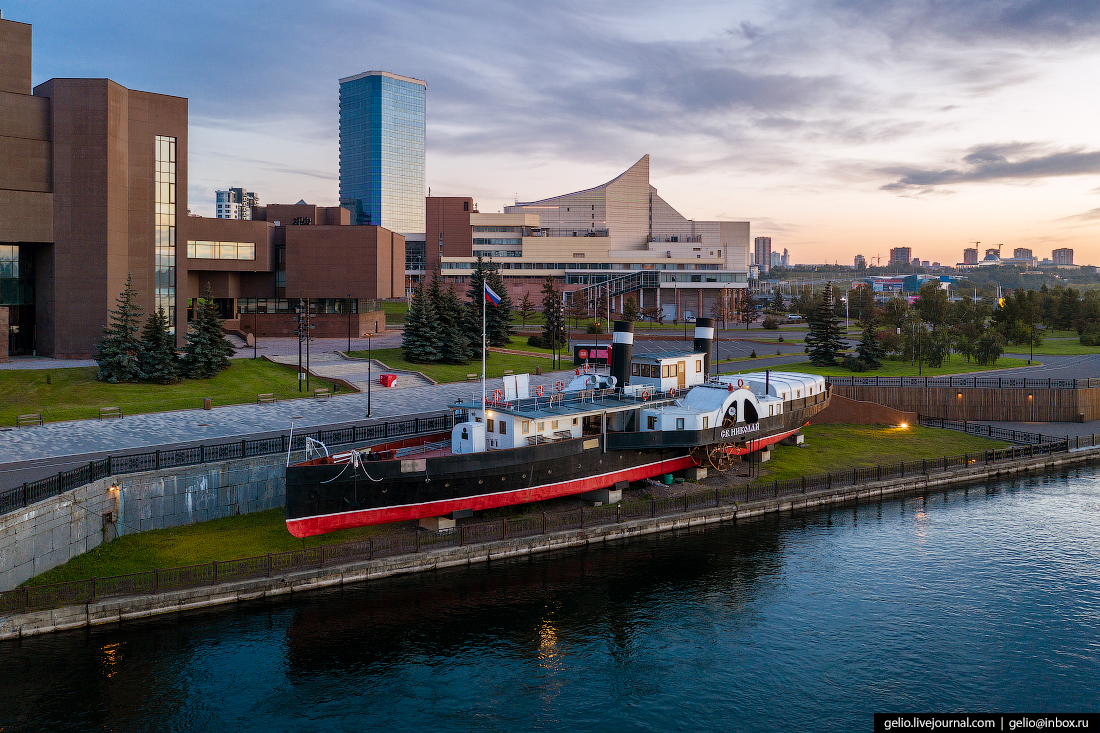
Район стрелки (площадь Мира)
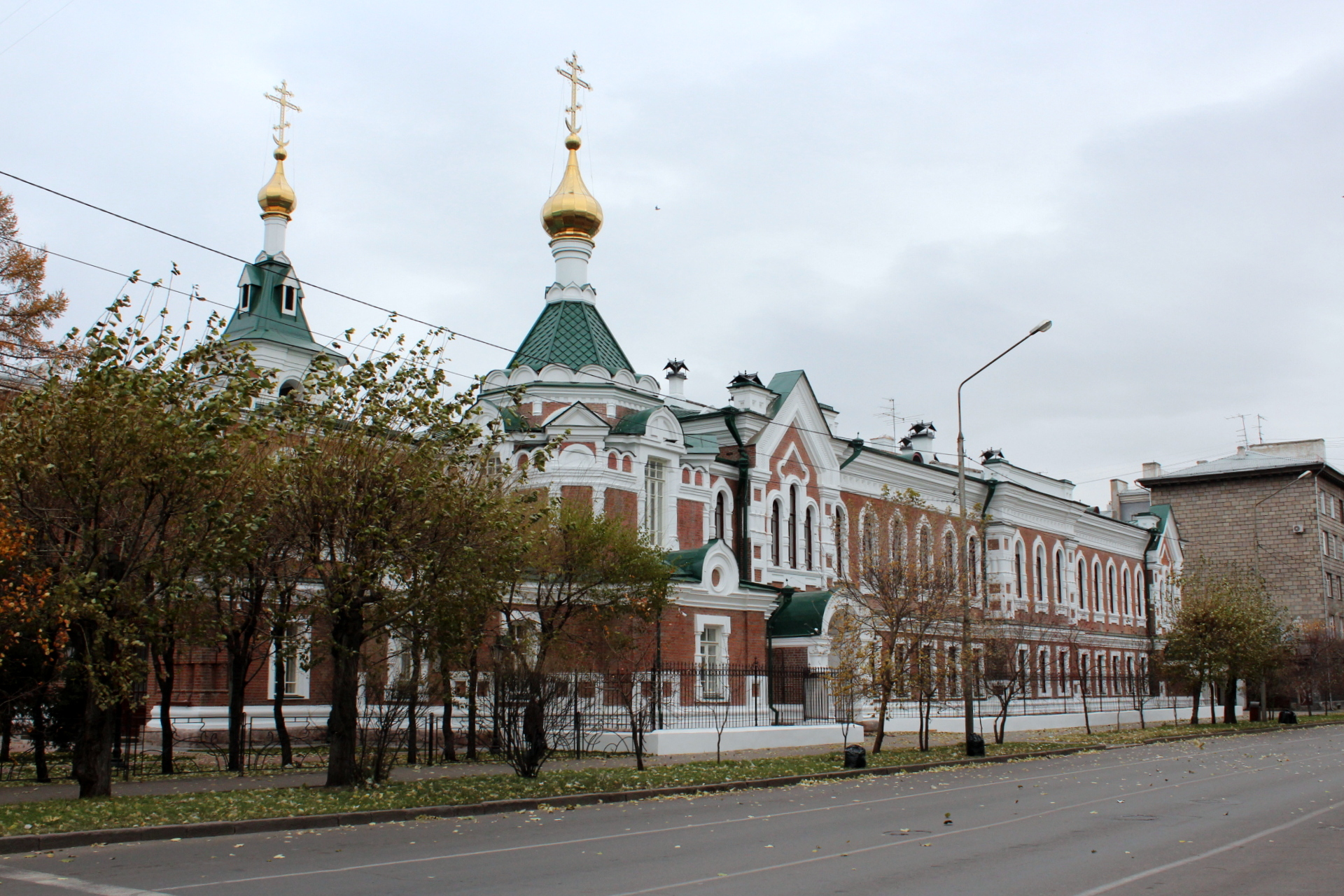
Архиерейский дом
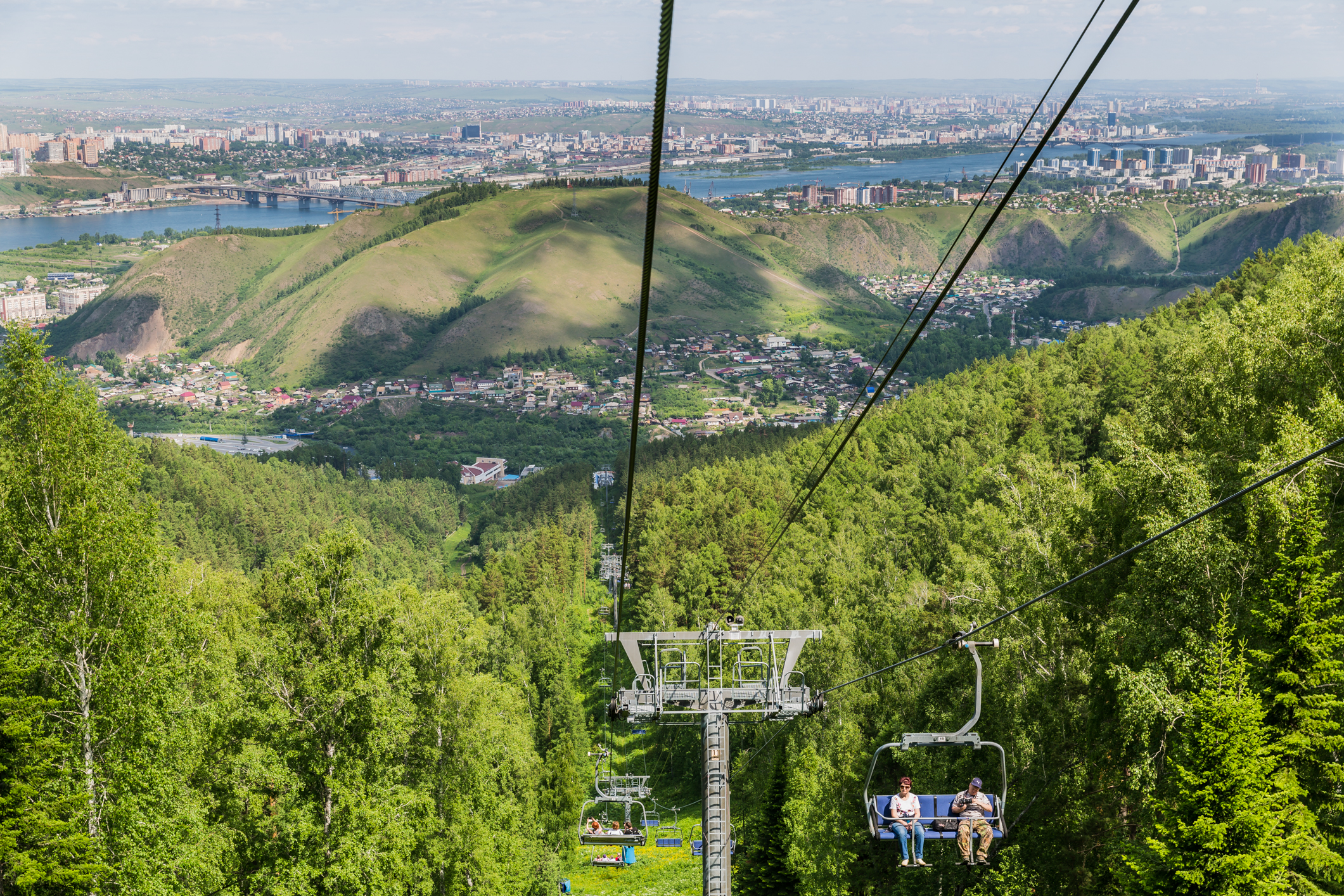
Фанпарк Бобровый Лог
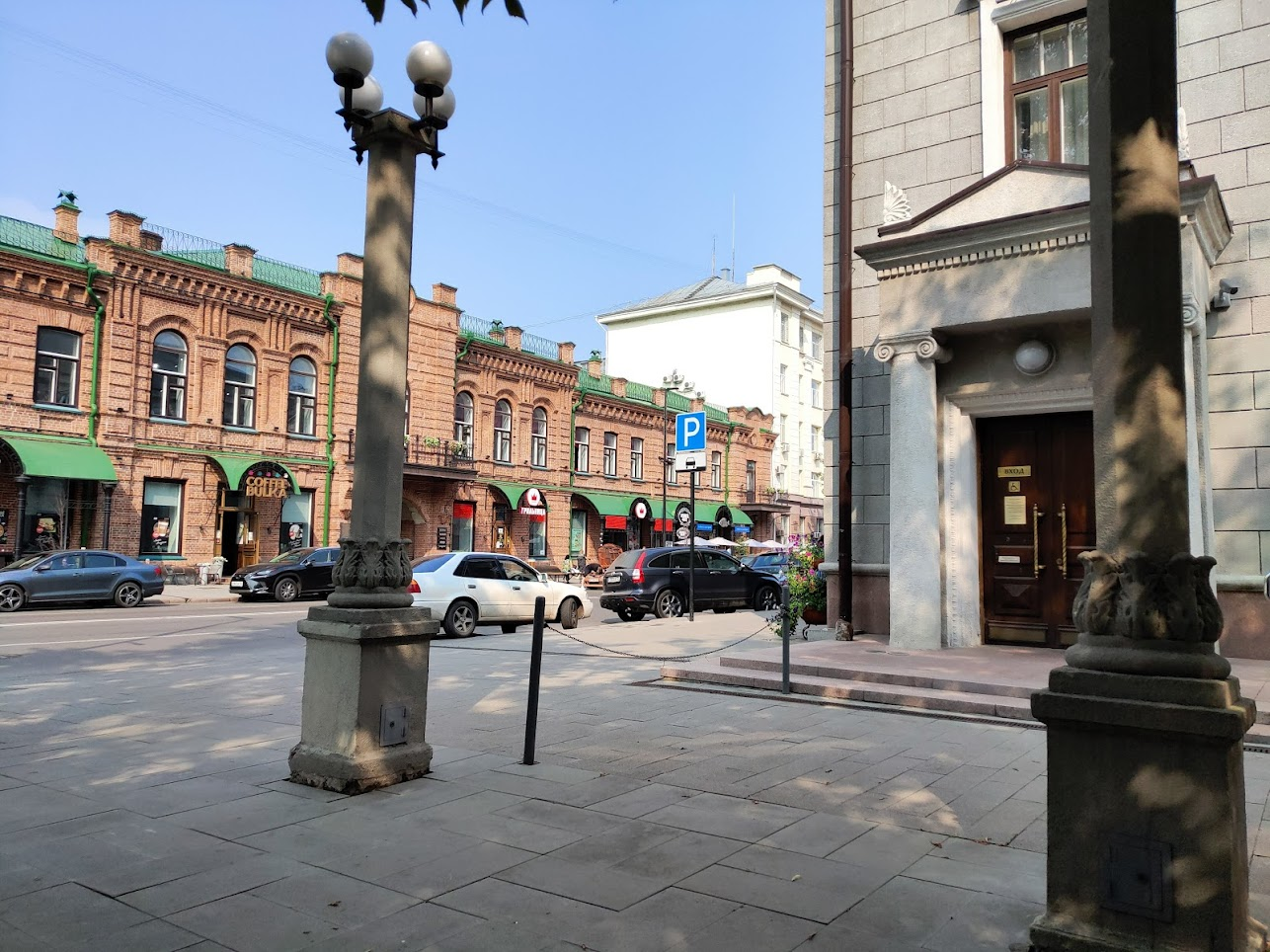
Проспект Мира
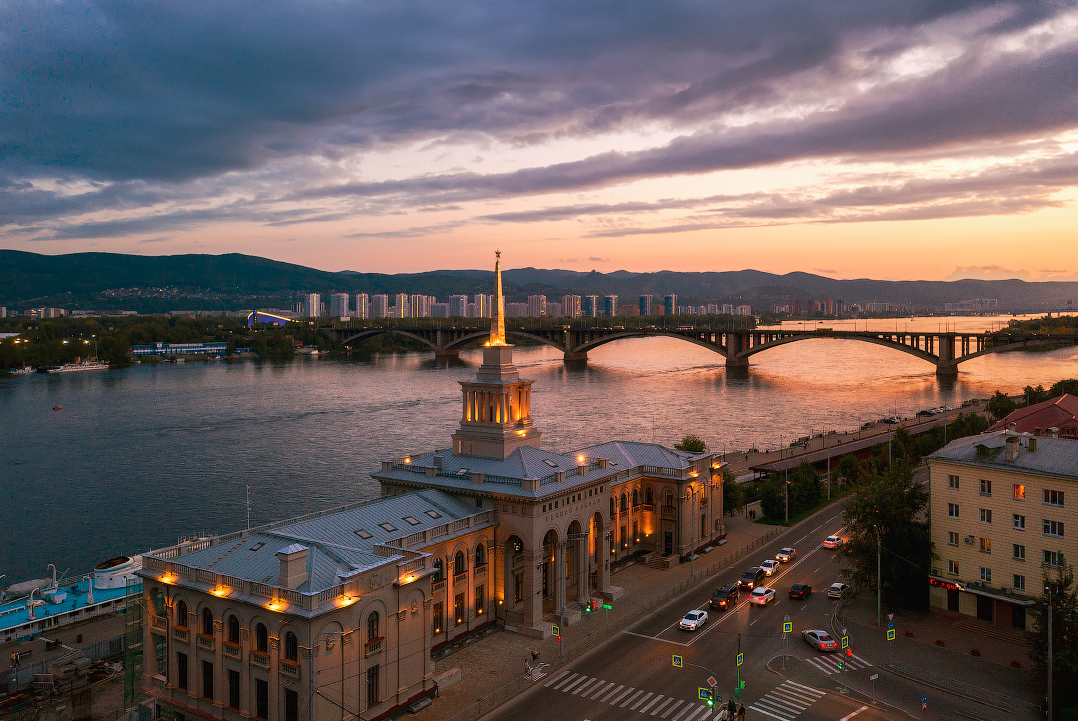
Речной вокзал
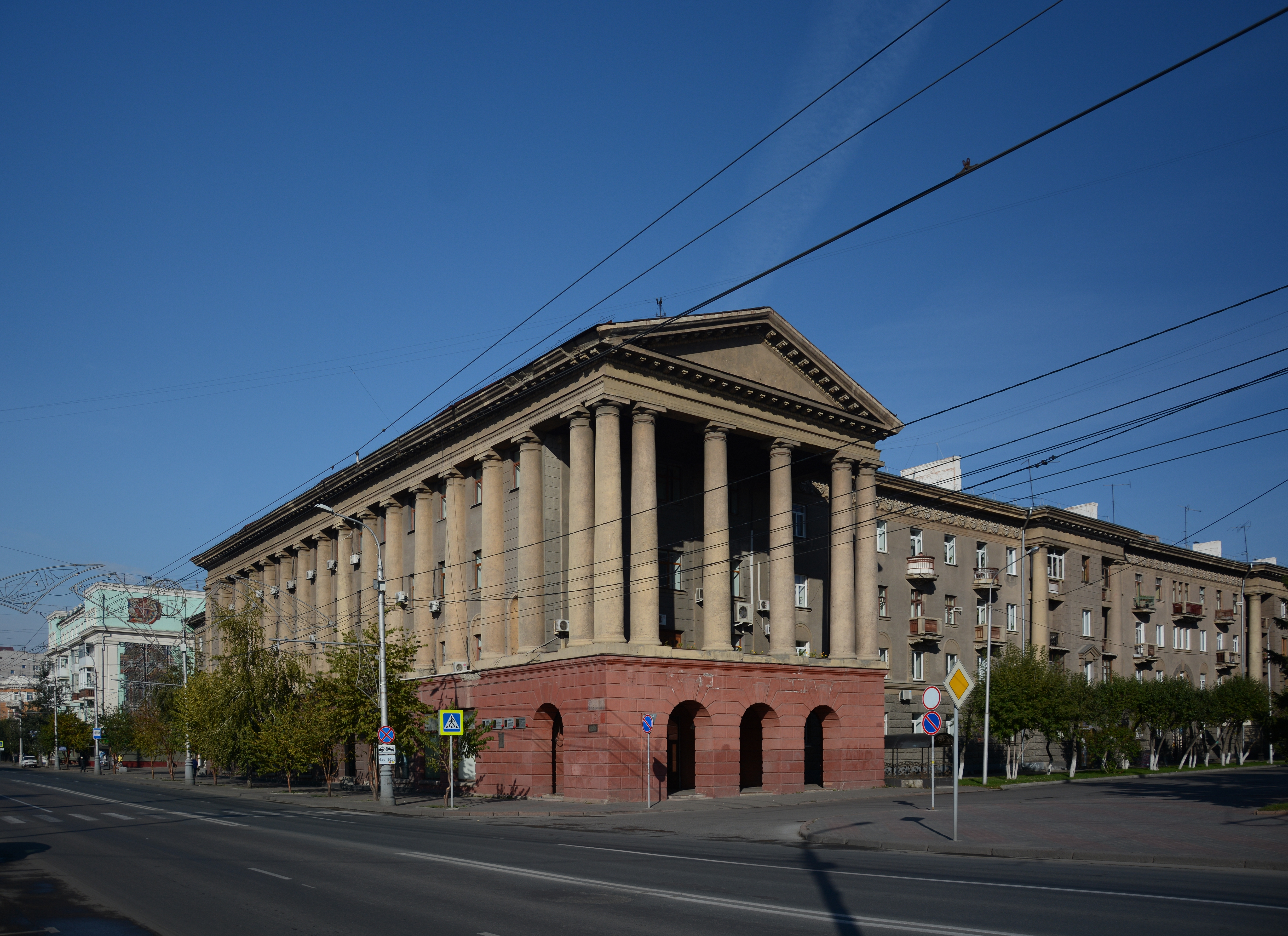
Красноярское управление воздушного транспорта
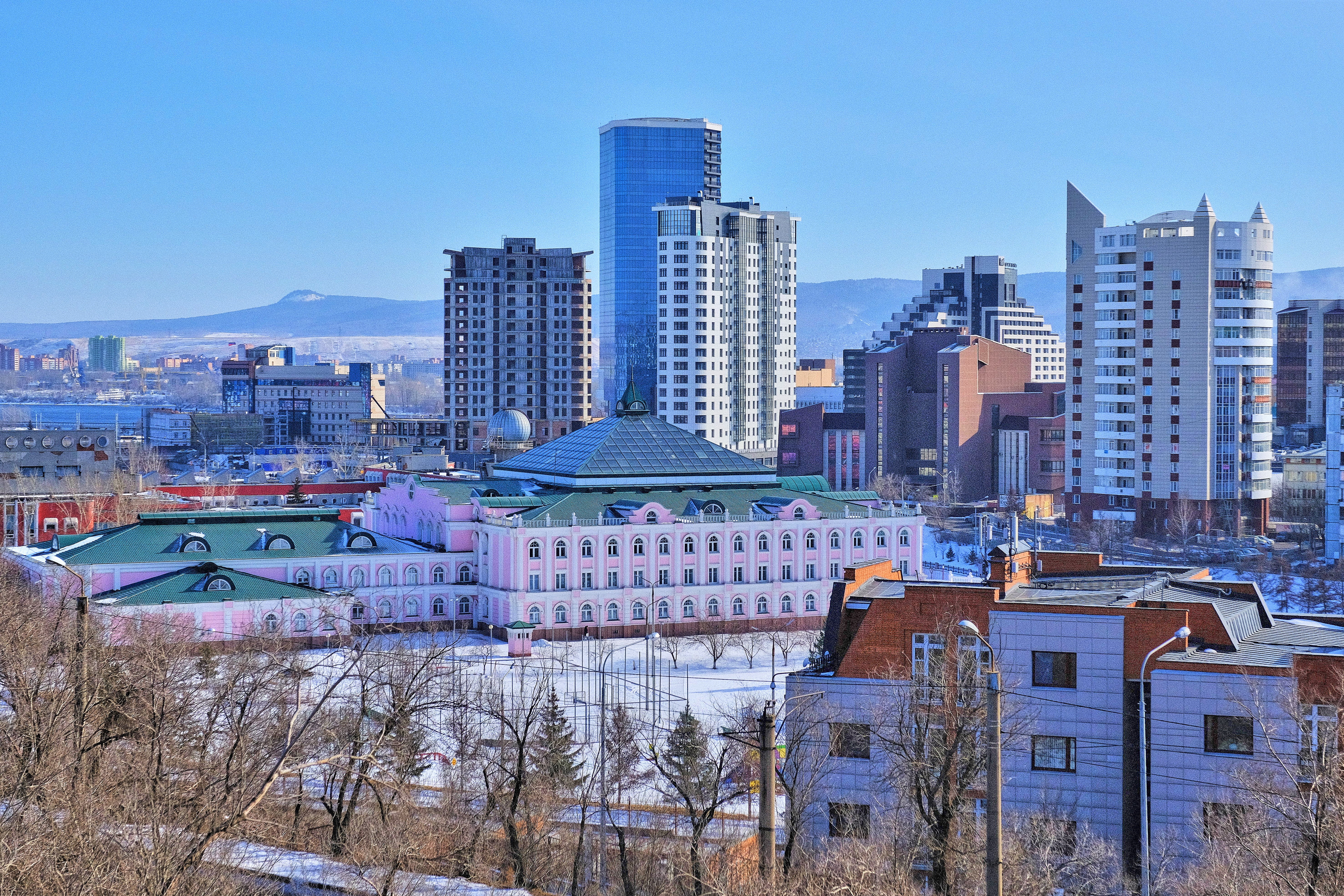
Жилые дома
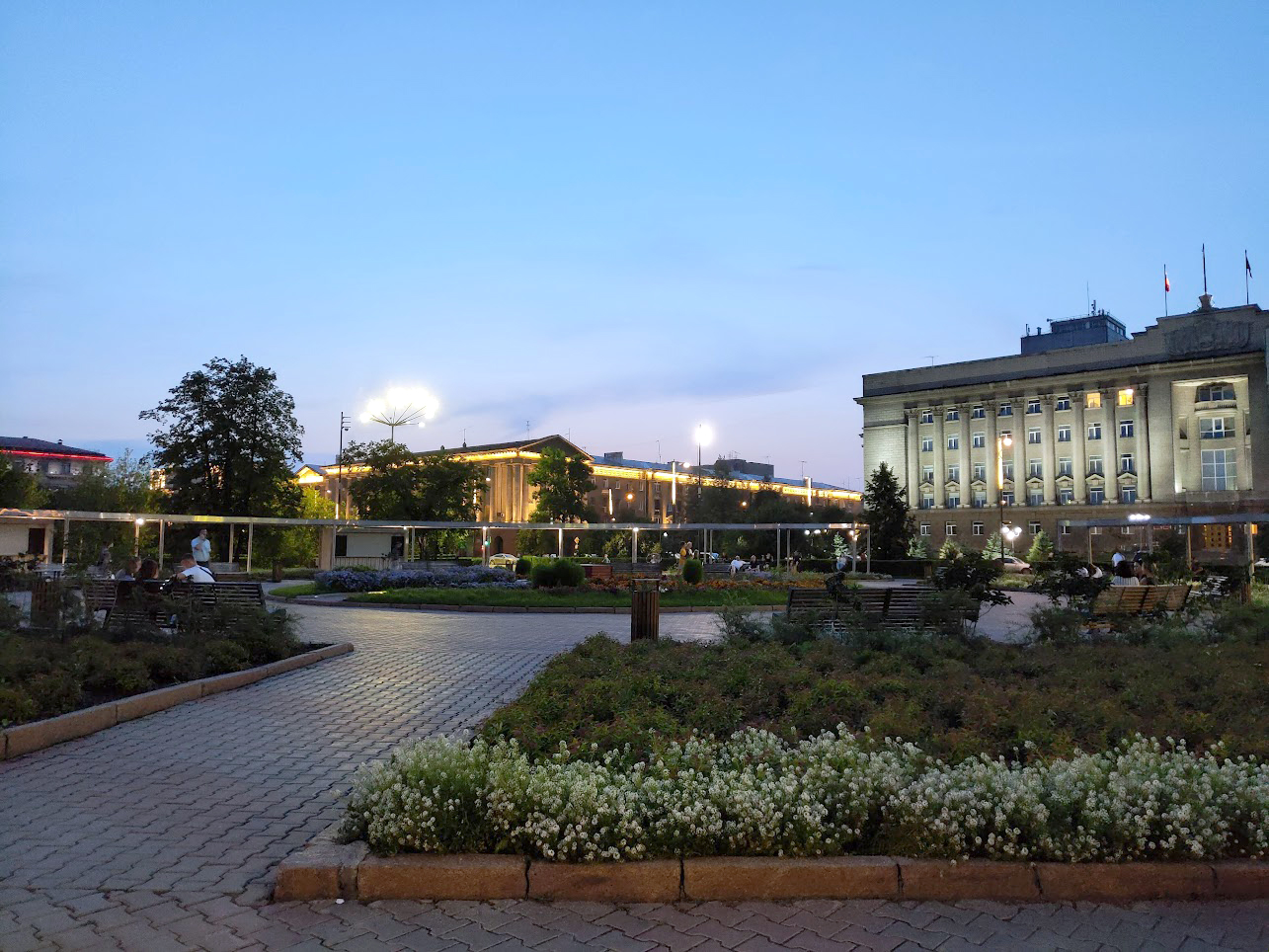
Площадь Революции